# Architecture moderne

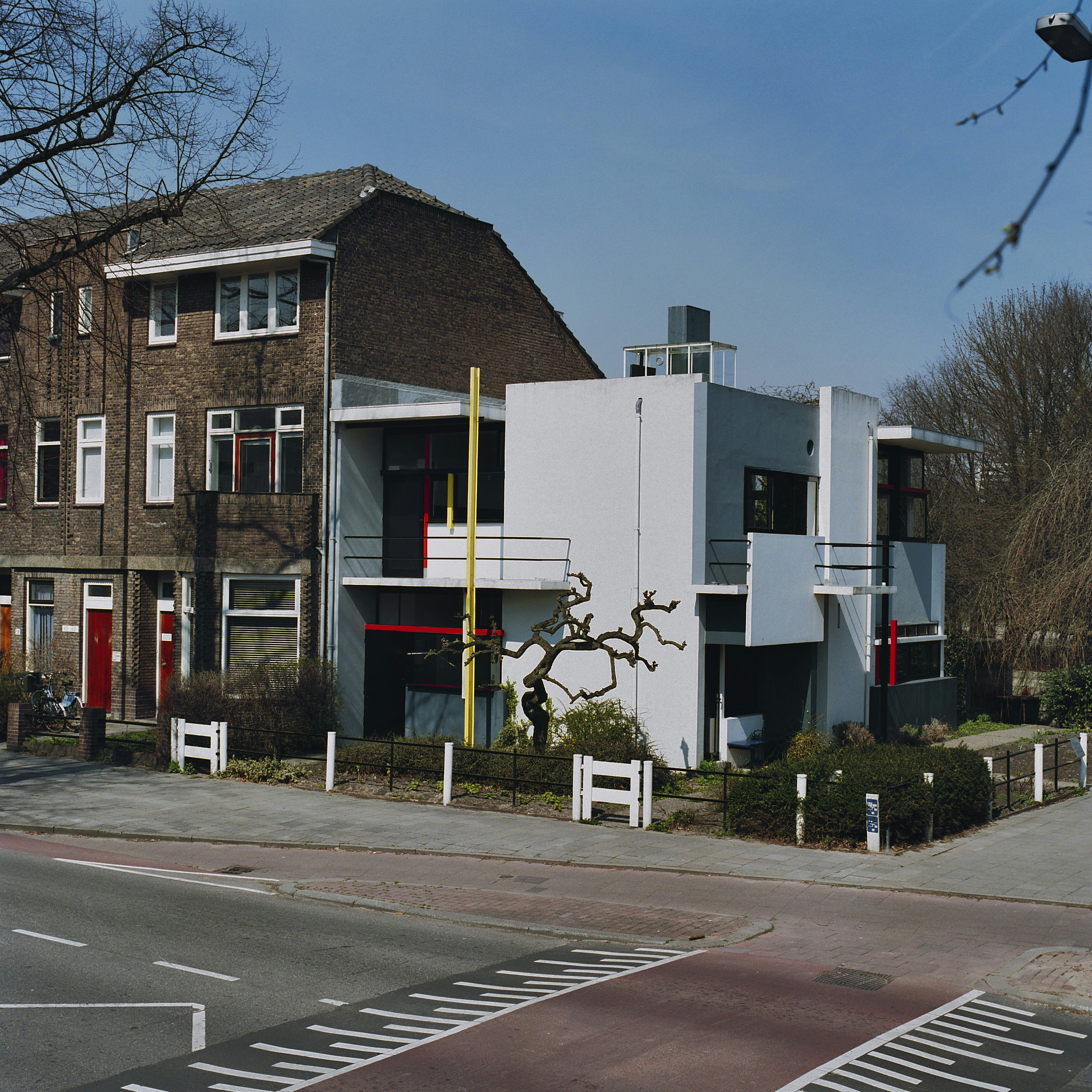
Gerrit Rietveld, maison Schröder, 1924.

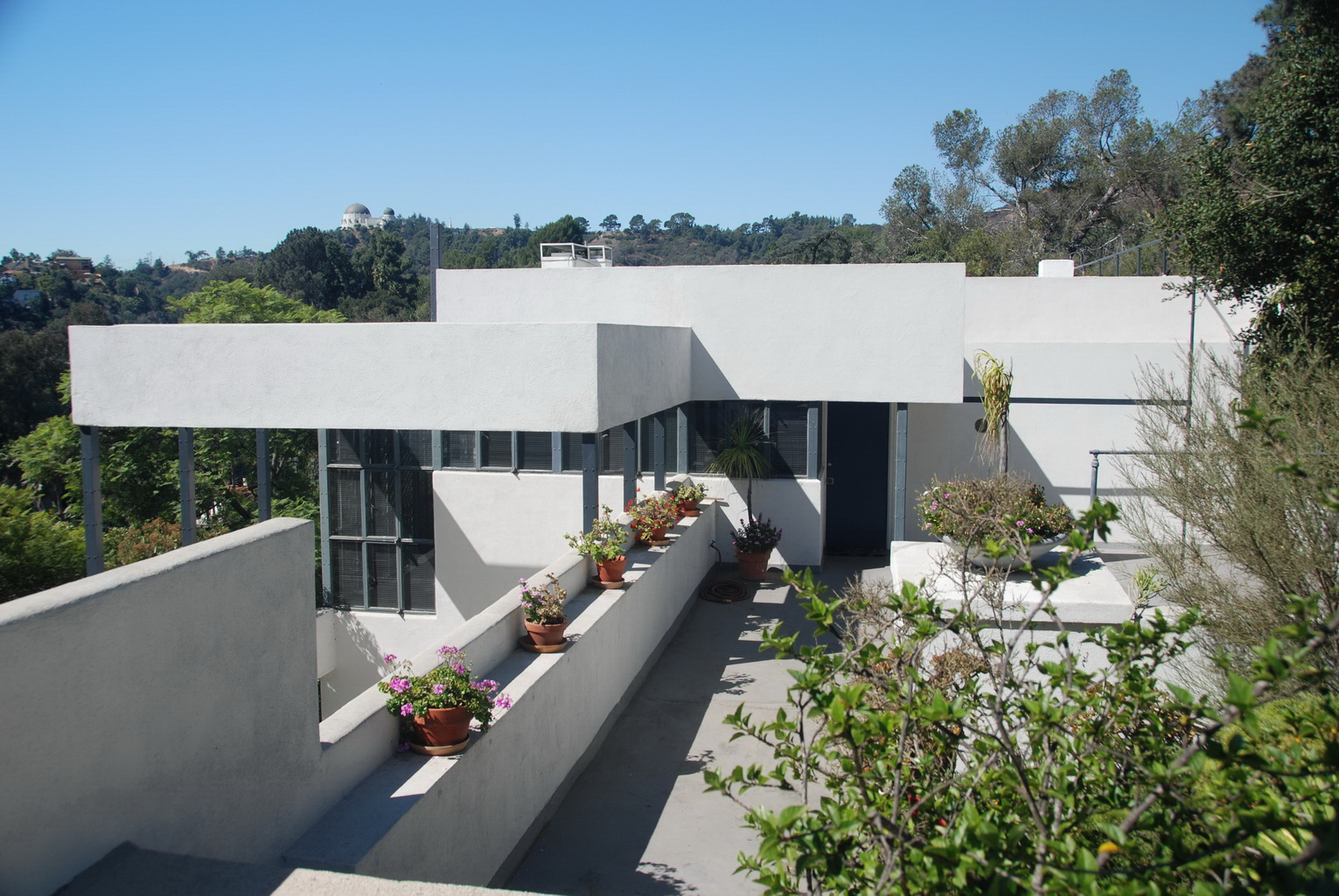
Richard Neutra, Lovell House, Hollywood Hills (1927-1929).

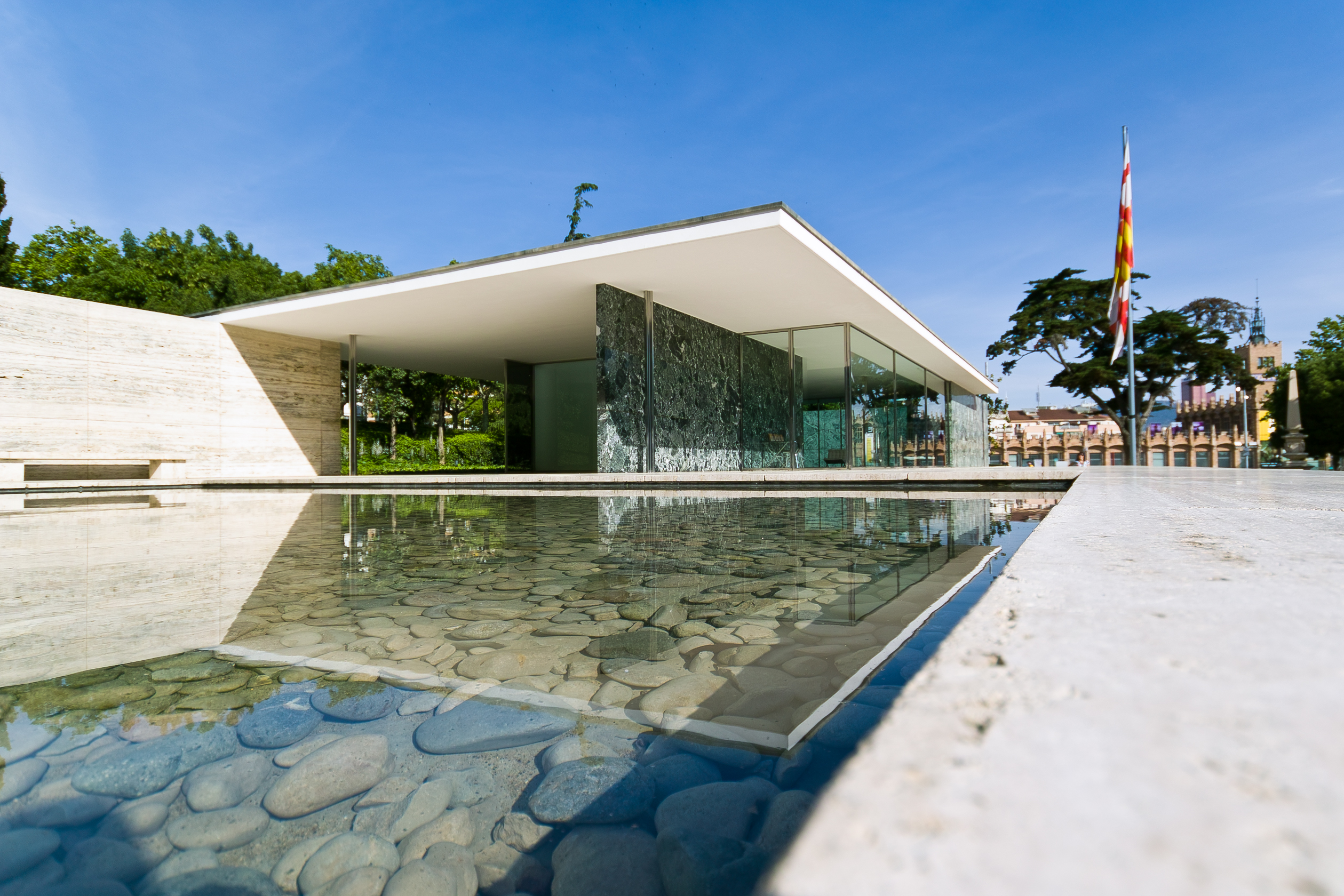
Pavillon allemand de Barcelone, Ludwig Mies van der Rohe, 1929.

Robert Mallet-Stevens, Villa Cavrois, 1929-1932.

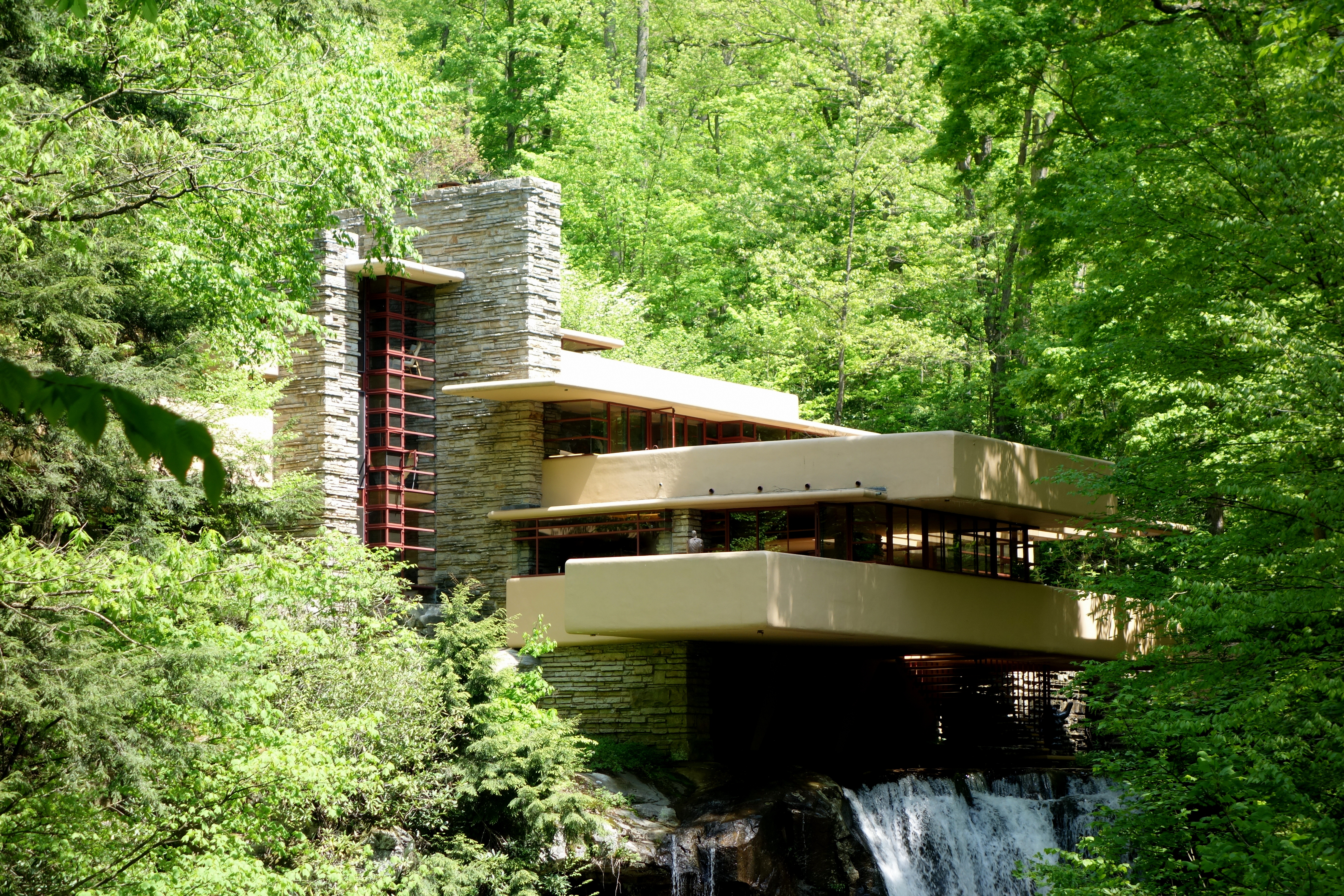
Frank Lloyd Wright, Fallingwater, 1935-1939.

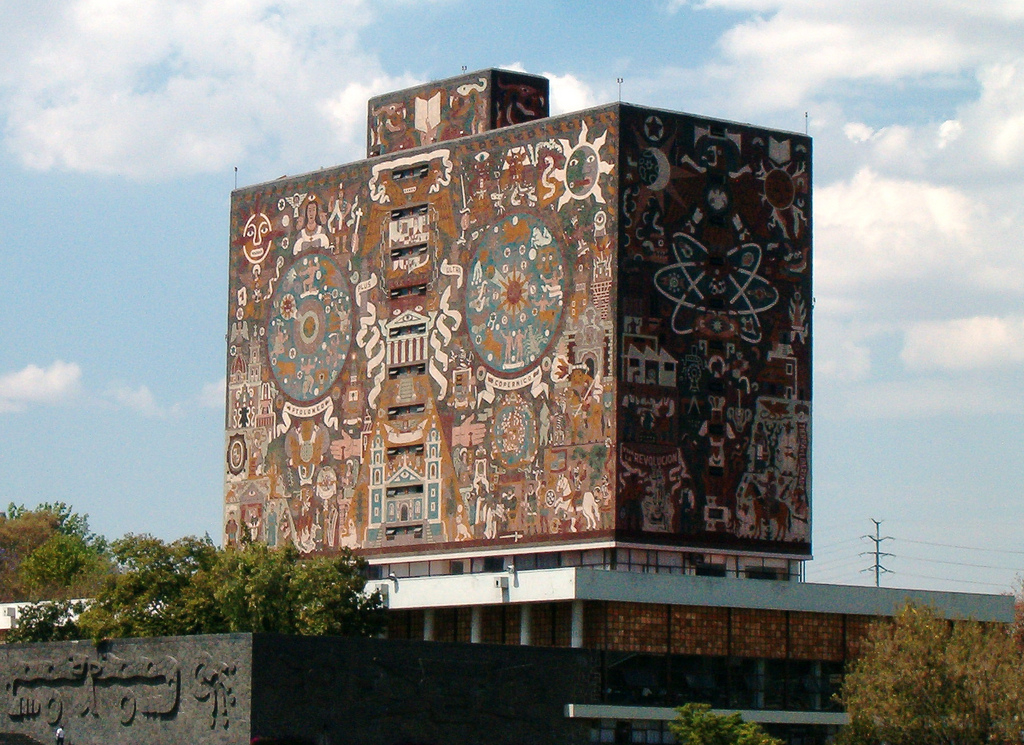
Juan O'Gorman, Bibliothèque, Université nationale autonome du Mexique, 1949-1952.

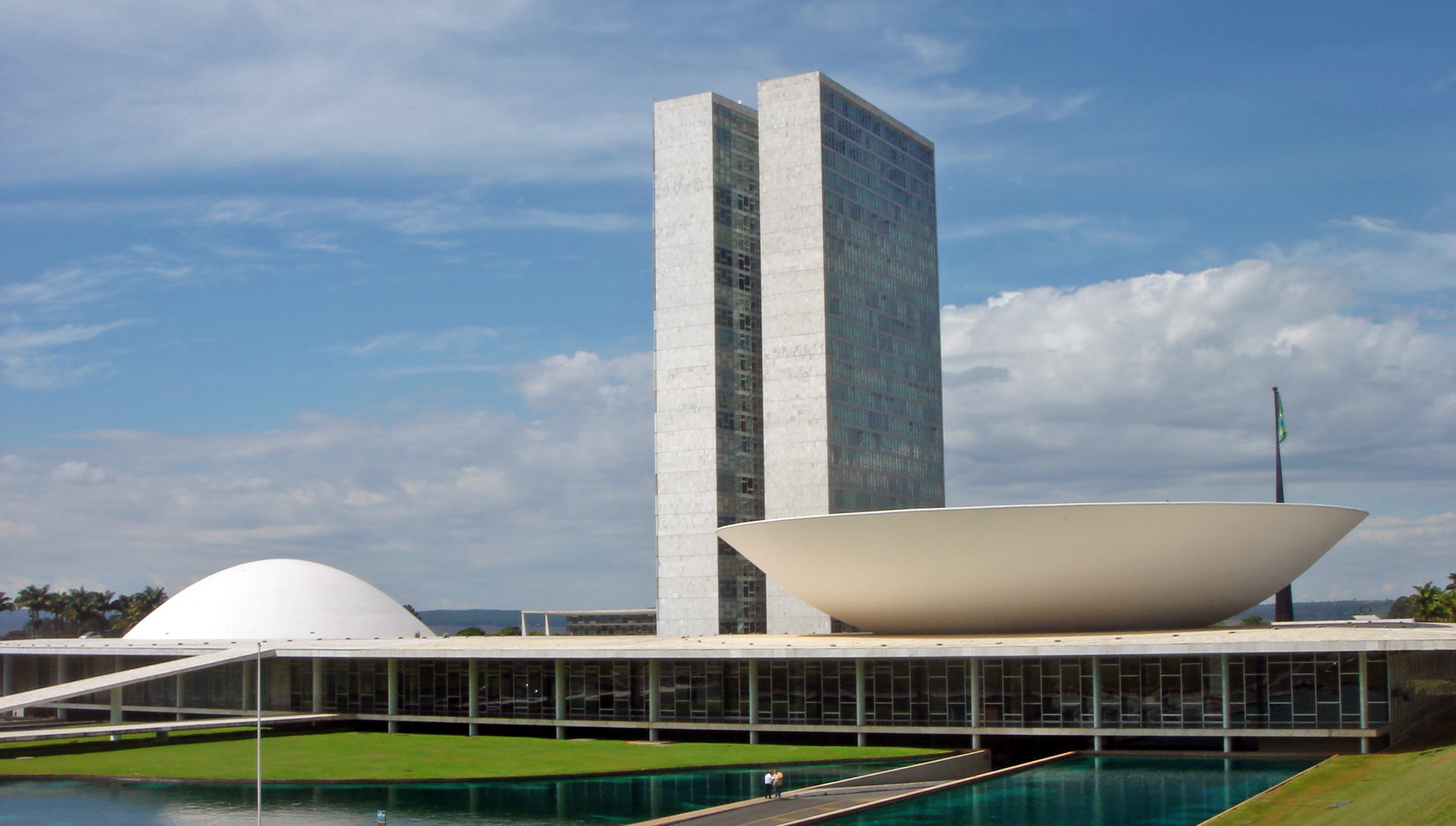
Oscar Niemeyer, Congrès national du Brésil, Brasilia, 1960.

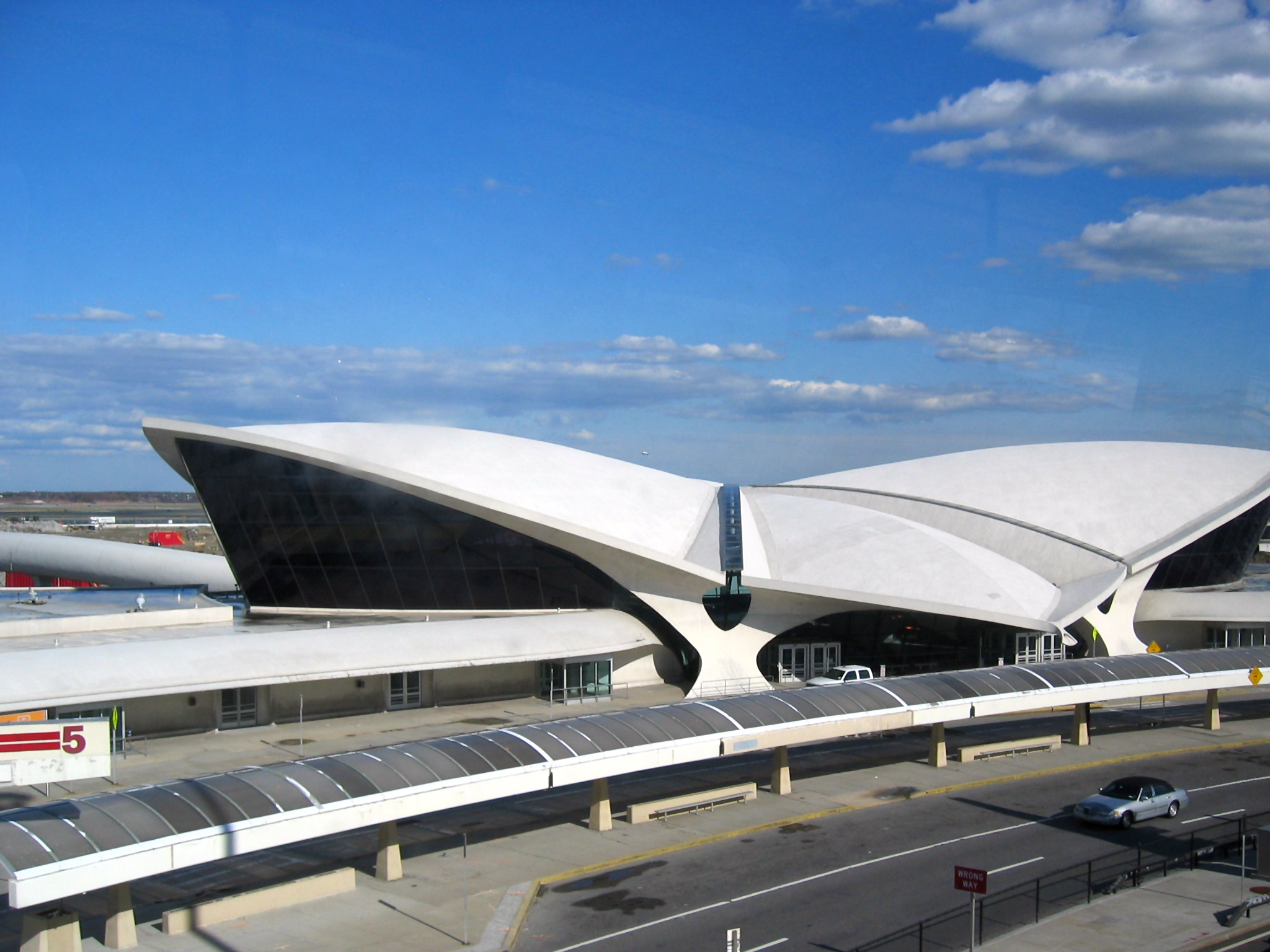
Eero Saarinen, JFK International Airport, 1962.

L'architecture moderne ou mouvement moderne naît du passage progressif de la campagne à la ville dans un contexte de changements techniques, sociaux et culturels liés à la révolution industrielle. Les conséquences se font sentir dans la construction et l'urbanisme entre la fin du XVIIIe siècle et le début du XIXe siècle et plus précisément dans l'après-guerre après Waterloo. Puis une ligne cohérente de pensée se produit pour la première fois en Angleterre avec William Morris, en 1860, mais le point crucial du processus qui met la théorie et la pratique face à la réalité est atteint par Walter Gropius en 1919 quand il ouvre le Bauhaus de Weimar. C'est à ce moment que l'on peut parler au sens strict du terme de mouvement moderne.
Avant cette date, les expériences de William Morris et le mouvement Arts & Crafts, Victor Horta, Otto Wagner et l'Art nouveau, Josef Hoffmann et le Wiener Werkstätte, Hendrik Petrus Berlage et l'École d'Amsterdam, Adolf Loos et le Neues Bauen, Louis Sullivan et l'École de Chicago, Tony Garnier, Auguste Perret pour la cité industrielle et l'emploi du béton armé, Erich Mendelsohn et l'architecture expressionniste et Frank Lloyd Wright et la Prairie School apportent des encouragements utiles et rendent la formation du mouvement moderne possible. L'action novatrice des architectes d'avant-garde commence à partir de 1890. À partir de 1912, elle est étroitement liée à celle des artistes comme Raymond Duchamp-Villon et le cubisme, Piet Mondrian, Theo van Doesburg, le groupe De Stijl et le néoplasticisme et l'œuvre de Paul Klee, enseignant du Bauhaus.
Les principaux créateurs généralement reconnus sont Le Corbusier en France, Walter Gropius et Ludwig Mies van der Rohe en Allemagne, tous deux directeurs du Bauhaus, école d’architecture et d’arts appliqués fortement tournée vers les techniques industrielles déjà initiées avec le Deutscher Werkbund en 1907 avec Peter Behrens.
Arne Jacobsen, Gio Ponti, Gualtiero Galmanini, Franco Albini, Frank Lloyd Wright, Kenzō Tange, Jacob Bakema, Constantin Melnikov, Erich Mendelsohn, Rudolf Schindler, Richard Neutra, Gerrit Rietveld, Bruno Taut, Gunnar Asplund, Oscar Niemeyer et Alvar Aalto sont les principaux architectes de ce mouvement moderne qui a révolutionné la vision sociale et les formes architecturales et tenté de réconcilier industrialisme, société et nature en proposant des prototypes d'habitats collectifs et des plans idéaux de villes entières. Dans les années 1960, il se diffuse dans le monde entier, mais en perdant ses caractéristiques, et voit sa vocation progressiste contestée.

## Courants fondateurs
Le processus historique qui conduit à l'avènement du mouvement moderne en architecture n'a pas de date précise et est même en germe à la fin du XVIIIe siècle avec l'importance accordée à l'idée de progrès et à la perte de confiance dans la tradition de la Renaissance. Ce tournant est confirmé au XIXe siècle à la faveur croissante de l'empirisme et à l'essor de l'histoire et de l'archéologie en tant que disciplines. La place laissée vacante est occupée par plusieurs styles éphémères où un modèle qu'il soit grec, renaissance, égyptien ou gothique semble capable de forger un style, mais la naissance de l'architecture moderne doit beaucoup à la révolution industrielle.

### Révolution industrielle
La révolution industrielle du XIXe siècle fait basculer de manière plus ou moins rapide selon les pays et les régions une société à dominante agraire et artisanale vers une société commerciale et industrielle. Elle modifie les techniques de construction, les matériaux traditionnels sont travaillés de manière plus rationnelle et sont mieux distribués. La fonte, le verre et plus tard le ciment, apparaissent, les progrès de la science permettent une meilleure mise en œuvre et des calculs de résistance, les équipements de chantiers s'améliorent, les développements de la géométrie permettent une représentation rigoureuse par le dessin et des écoles spécialisées forment des professionnels bien préparés. Les nouvelles méthodes de reproduction graphique et la presse offrent une meilleure diffusion des innovations. La croissance de la démographie des villes et les besoins de l'économie industrielle multiplient les chantiers de routes, de logements, d'usines, de bâtiments et d'équipements publics. L'économie capitaliste considère ses constructions comme un investissement, à l’instar des autres moyens de production, amortissable dans le temps. Cette nouvelle conception du temps est un des traits psychologiques saillants de la révolution industrielle.

#### Réformes politiques et premières lois d'urbanisme
Dans les pays économiquement les plus développés, le pouvoir politique accompagne le pouvoir économique, et le système administratif s'adapte à la nouvelle composition de la société. La concentration des industries donne naissance à des agglomérations nouvelles ou augmente considérablement la population des villes existantes. Entre 1830 et 1850 naît l'urbanisme moderne qui trouve son origine dans la nature contraignante des nouvelles réalisations techniques, et en particulier, le chemin de fer et les carences sanitaires qui entrainent les premières lois. Pendant que les techniciens et les hygiénistes cherchent à corriger les défauts de la ville industrielle, les architectes, méprisant l'industrie et ses produits, discutent du choix entre les styles gothiques et classiques. Après les mouvements révolutionnaires de 1848, on assiste au développement d'un urbanisme néo-conservateur qui réorganise les villes européennes et celles des colonies.

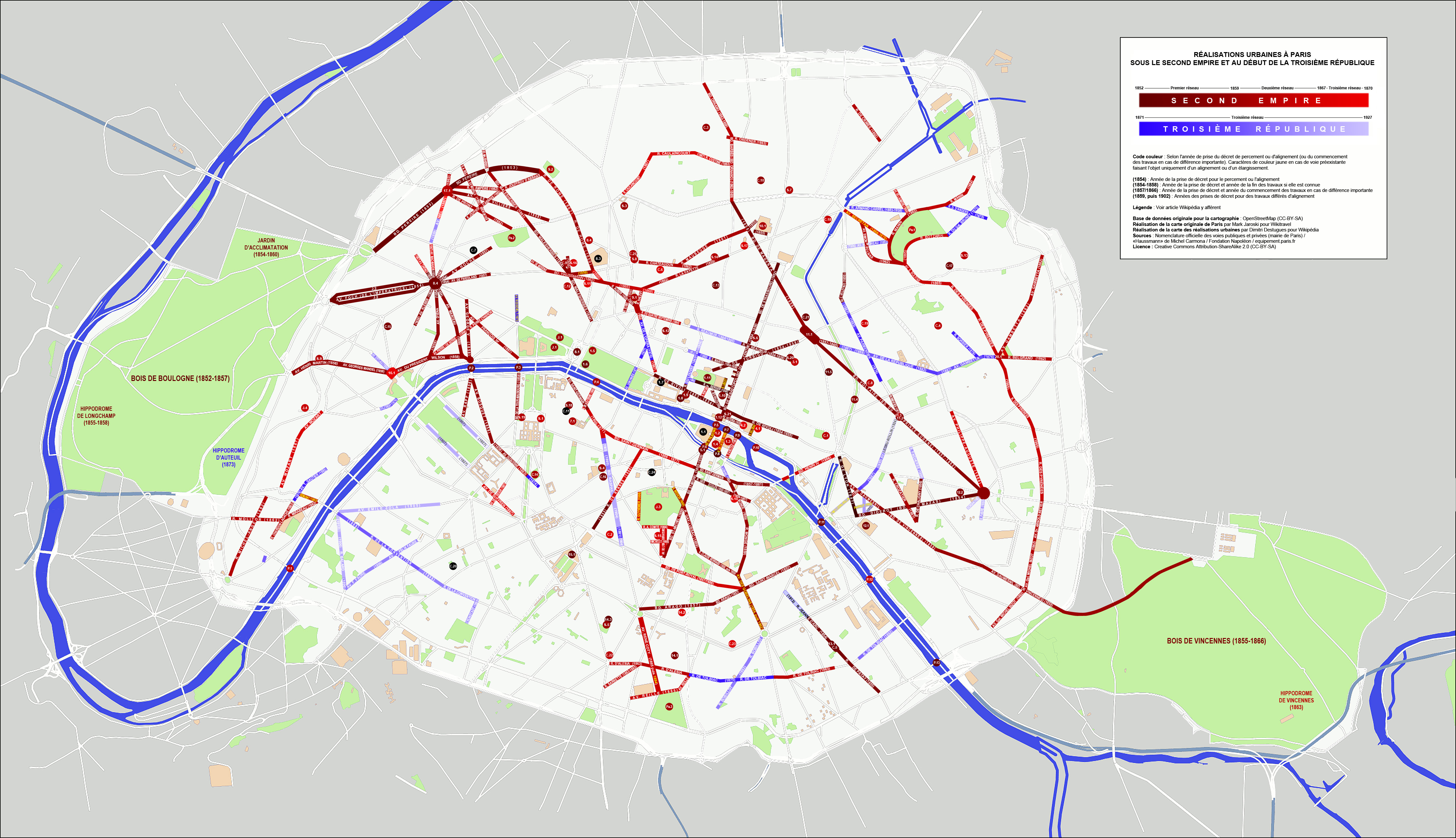
Paris, les axes créés ou transformés sous le Second Empire et la IIIe République

Avec les transformations de Paris sous le Second Empire par le Baron Georges Eugène Haussmann, le plan régulateur d'une ville moderne est posé pour la première fois à l'échelle du modèle économique avec un ensemble cohérent de dispositions techniques et administratives étendues à une ville de plus d'un million d'habitants. Les architectes y jouent un rôle mineur sans sortir du cadre des discussions habituelles sur les styles néo-classique ou néo-gothique, puis l'éclectisme, avec la connaissance des autres pays, est favorisé par les premières histoires universelles de l'architecture comme celle de Jules Gailhabaud.

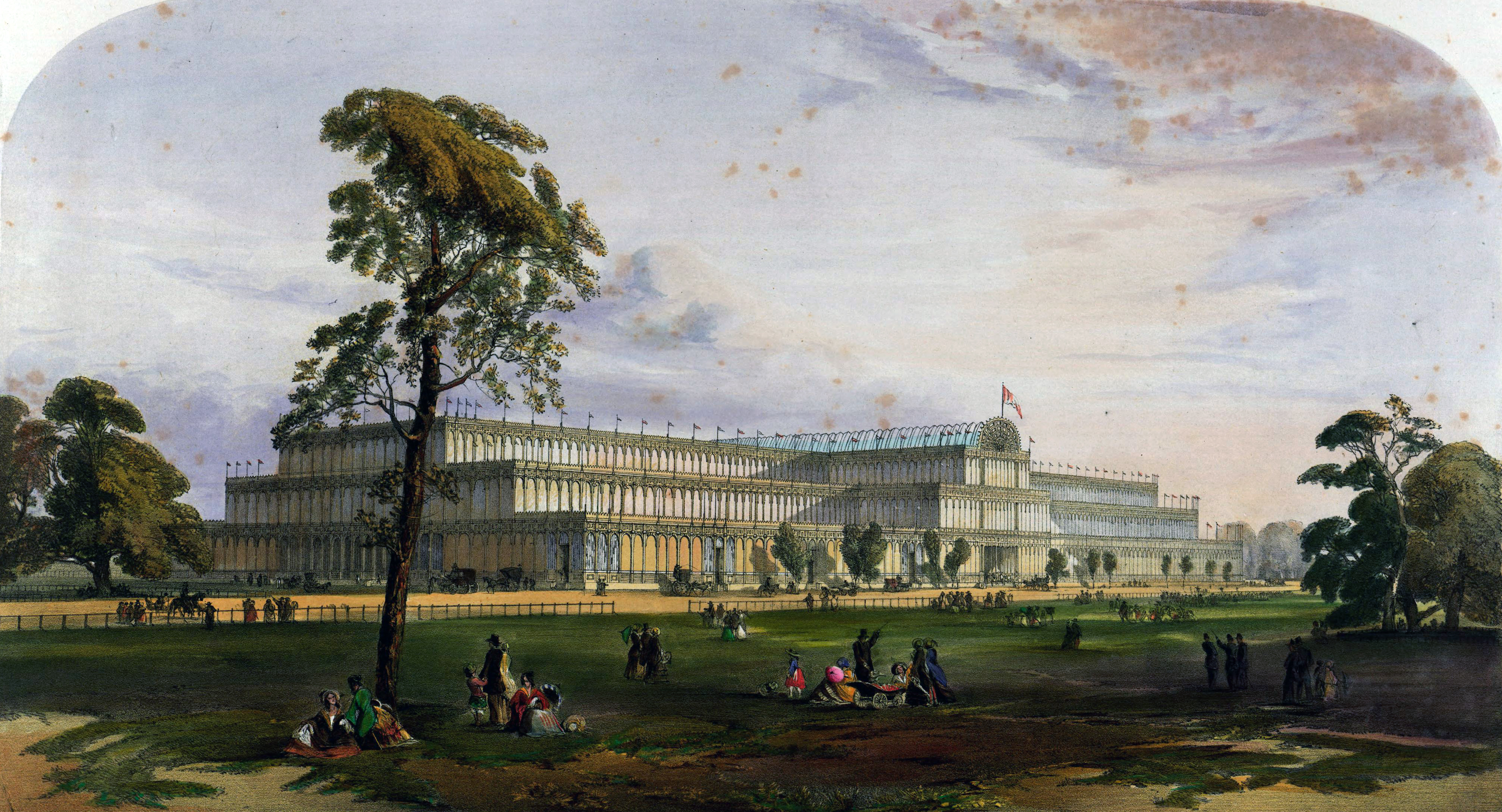
Londres, Exposition universelle de 1851, Crystal Palace

Dans la deuxième moitié du XIXe siècle, les progrès de l'ingénierie peuvent être suivis à travers les Expositions universelles. En 1851 à l'exposition de Londres, le Crystal Palace établit un nouveau rapport entre les moyens techniques et les objectifs de représentation et d'expression assignés à l'édifice. En 1855 à Paris, le Palais de l'Industrie est la plus vaste structure métallique de l'époque sans pilier intermédiaire, et en 1867, la Galerie des machines a une portée de 35 mètres. Après Vienne en 1873, avec une rotonde gigantesque à 102 mètres de diamètre, les expositions se multiplient, à Philadelphie en 1876, Paris 1878, Sydney, Melbourne, Amsterdam, Anvers, New Orléans, Barcelone, Copenhague et Bruxelles. En 1889, l'exposition de Paris est la plus importante du XIXe siècle avec la tour Eiffel. Les constructions en fer semblent alors avoir atteint le maximum de leurs possibilités, mais on assiste, après François Coignet et sa maison de 1853, dans les vingt dernières années du siècle, aux progrès rapides des constructions en béton armé grâce aux nouveaux besoins des villes en bâtiments courants, ce qui implique une révision complète des méthodes constructives.
Alors que les techniques de construction se perfectionnent, la culture artistique traditionnelle entre dans sa crise définitive. Les artistes d'avant-garde qui font appel à la liberté individuelle et à la primauté de l'imagination créent un nouveau langage indépendant des modèles historiques. Le succès rapide de l'Art nouveau vient du fait que la culture académique s'est déplacée d'elle-même vers des positions théoriques qui ne l’ont pas préparée pour s'opposer au nouveau mouvement sur le plan pratique,.

### Ville industrielle, art et industrie

#### Tentatives de réformes et utopies
Les hommes cultivés du XIXe siècle font preuve d'une certaine méfiance à l’égard de la ville industrielle et un petit nombre forment des propositions dictées par la raison pure et opposent à la ville réelle une ville idéale. De Claude-Nicolas Ledoux avec la cité idéale de Chaux à William Morris il existe une longue série d'utopies : Robert Owen élabore un village New Harmony en Indiana pour une communauté restreinte travaillant collectivement à la campagne et en usine et Charles Fourier, avec son phalanstère, organise la ville selon un schéma concentrique, la partie industrielle entourant la partie administrative et commerciale, la partie agricole se retrouvant à la périphérie. Jean-Baptiste André Godin s'en inspirera pour la conception de son Familistère de Guise. En 1840 Étienne Cabet décrit une nouvelle ville idéale, Icarie fondée sur une vision socialiste de la propriété et de la production.

#### Réformes des arts appliqués

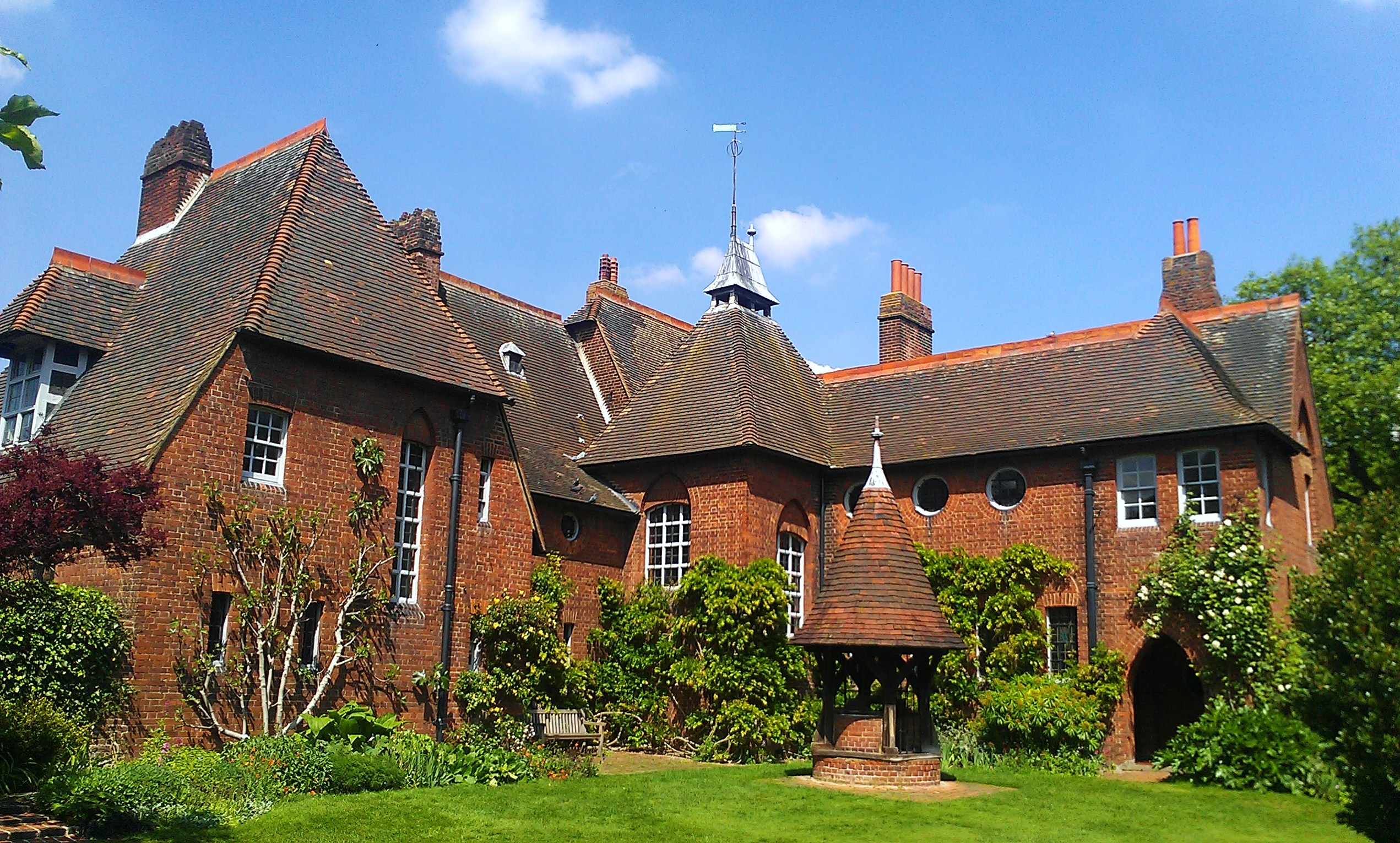
William Morris, Philip Webb, Red House à Bexleyheath, 1859

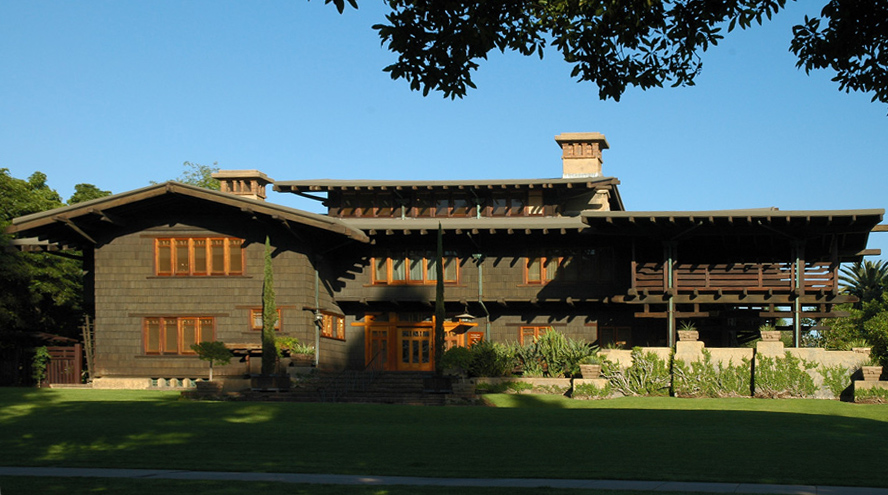
Charles et Henry Greene, Gamble House à Pasadena, 1908

Dans les objets du quotidien, le désordre et la vulgarité de la production industrielle se reflète dans tous les actes de la vie en société, y compris dans les objets d'usage courant, meubles, tissus, habits et fait naître un mouvement qui se situe à la pointe du débat culturel de la fin du XIXe siècle jusqu'au moment où William Morris amène cette ligne de pensée à s'identifier avec celle des utopies urbaines. Le concept d'Art appliqué et sa séparation d’avec les Arts majeurs est l'une des conséquences de la révolution industrielle et de la culture historiciste. La mécanisation entraîne une production imposée par une minorité d'artistes dans un rapport unilatéral entre l’industrie et l’art.
Henry Cole, John Ruskin, William Morris et le mouvement Arts and Crafts
Henry Cole joue un rôle majeur dans la redéfinition des rapports entre art et industrie et dans le débat qui agite les milieux intellectuels anglais dans les années 1830-1850. Il milite pour la création d'une école de dessin industriel susceptible de fournir des modèles au bâtiment avec des formes simples adaptées à la fabrication en série.
William Morris a pour maître John Ruskin et apporte son engagement pratique et enrichit le mouvement moderne de nombreuses idées et d'une expérience active. En 1859, il construit sa Maison Rouge à Upton et crée un laboratoire d'art décoratif. La firme Morris, Marshal, Faulner and Co fondée en 1862 produit tapis, tissus, papiers peints, meubles, verrerie. En 1883 il lance l'Art Worker Guild et en 1888 organise des expositions sous le nom Arts & Crafts, diffuse ses idées politiques et artistiques et influence de nombreux artisans et industriels anglais,.
Les valeurs du mouvement Arts & Crafts une fois exportées et transformées, apportent une pièce essentielle à la mosaïque du mouvement moderne. En Allemagne, la sincérité des matériaux et la simplicité dans la conception d'objets courants sont développées dans la création industrielle. Aux États-Unis, Frank Lloyd Wright est le plus original dans le rôle de catalyseur de tous les architectes influencés par les idéaux Arts & Crafts, à sa façon d'employer les matériaux en respectant au mieux leur nature et de concevoir dans un même geste le mobilier, le bâtiment et même le cadre. Contrairement à William Morris, il perçoit tout l'intérêt de la mécanisation. En Californie où on sent naître une nouvelle société, les maîtres du bungalow californien, luxueux mais simple, les frères Charles et Henry Greene, conçoivent en 1907-1908 la Gamble House pour un richissime associé de Procter & Gamble.

### Ville industrielle en Amérique

#### École de Chicago

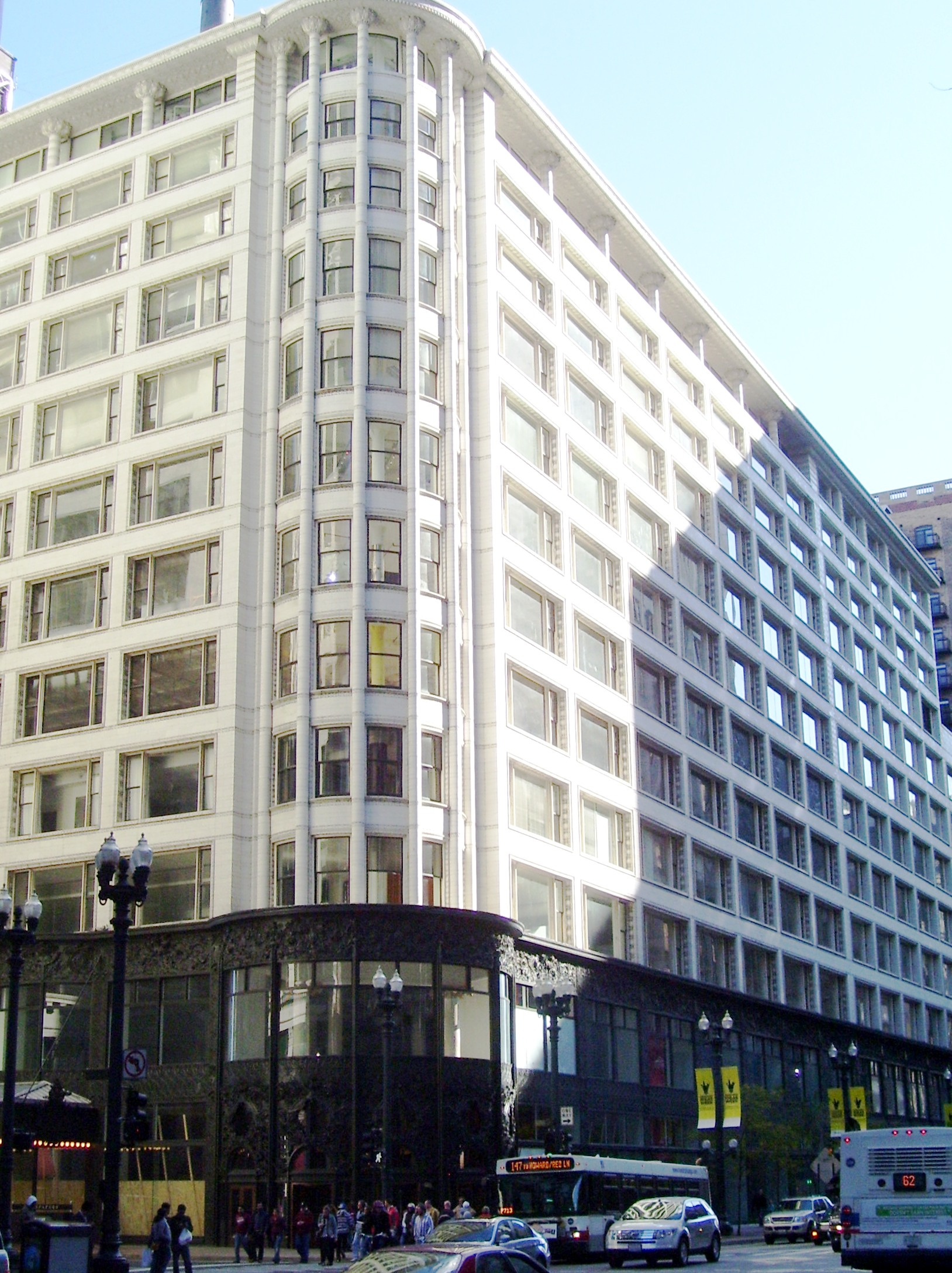
Louis Sullivan, Carson, Pirie, Scott and Company Building, Chicago, 1899

Du 8 au 10 octobre 1871 le grand incendie de Chicago détruit dans leur totalité de nombreux quartiers du centre. À la suite de cette tragédie qui fait environ 300 victimes et plus de 100 000 sans abri, le conseil municipal de Chicago et le maire Joseph Medill promulguent une loi qui modifie le code de l'urbanisme en interdisant toute nouvelle construction en bois. Quelques jours à peine après le déblaiement des ruines, la reconstruction de la ville commence et les autorités municipales ont désormais le champ libre pour organiser une ville moderne et se lancer dans des projets urbanistiques et architecturaux qui transforment Chicago en la ville la plus avancée du continent américain.
La ville devient un laboratoire pour l'École d'architecture de Chicago qui réunit certains des architectes les plus influents des États-Unis. 14 ans plus tard est construit le premier gratte-ciel de l'histoire, le Home Insurance Building par William Le Baron Jenney. Il mesure 42 mètres de hauteur et est souvent considéré comme le premier gratte-ciel de l'histoire de l'architecture.
Les principaux architectes de l'École de Chicago sont Henry Hobson Richardson, Dankmar Adler, Daniel Burnham, William Holabird, William Le Baron Jenney, Martin Roche, John Wellborn Root et Louis Sullivan,.

#### Louis Sullivan
Louis Sullivan critique ses contemporains, essaie d'inventer une architecture personnelle et illustre ses intentions par des ouvrages construits et des essais théoriques. Entre Henry Hobson Richardson et Frank Lloyd Wright, il fait partie des architectes d'avant-garde qui, s'ils regardent vers l'Europe, souhaitent réaliser un art américain. Il étudie à Paris de 1874 à 1876 et devient associé en 1881 de Dankmar Adler. Sullivan méprise l'architecture de ses contemporains sauf celle de Richardson qui construit le Rothschild Building en 1881 avec une décoration immodérée en fonte et pierres sculptées. Puis il élabore le verticalisme qui marque ses gratte-ciel en soulignant les divisions verticales et en les opposant à la base et à l'attique qui sont horizontaux.

#### Frank Lloyd Wright

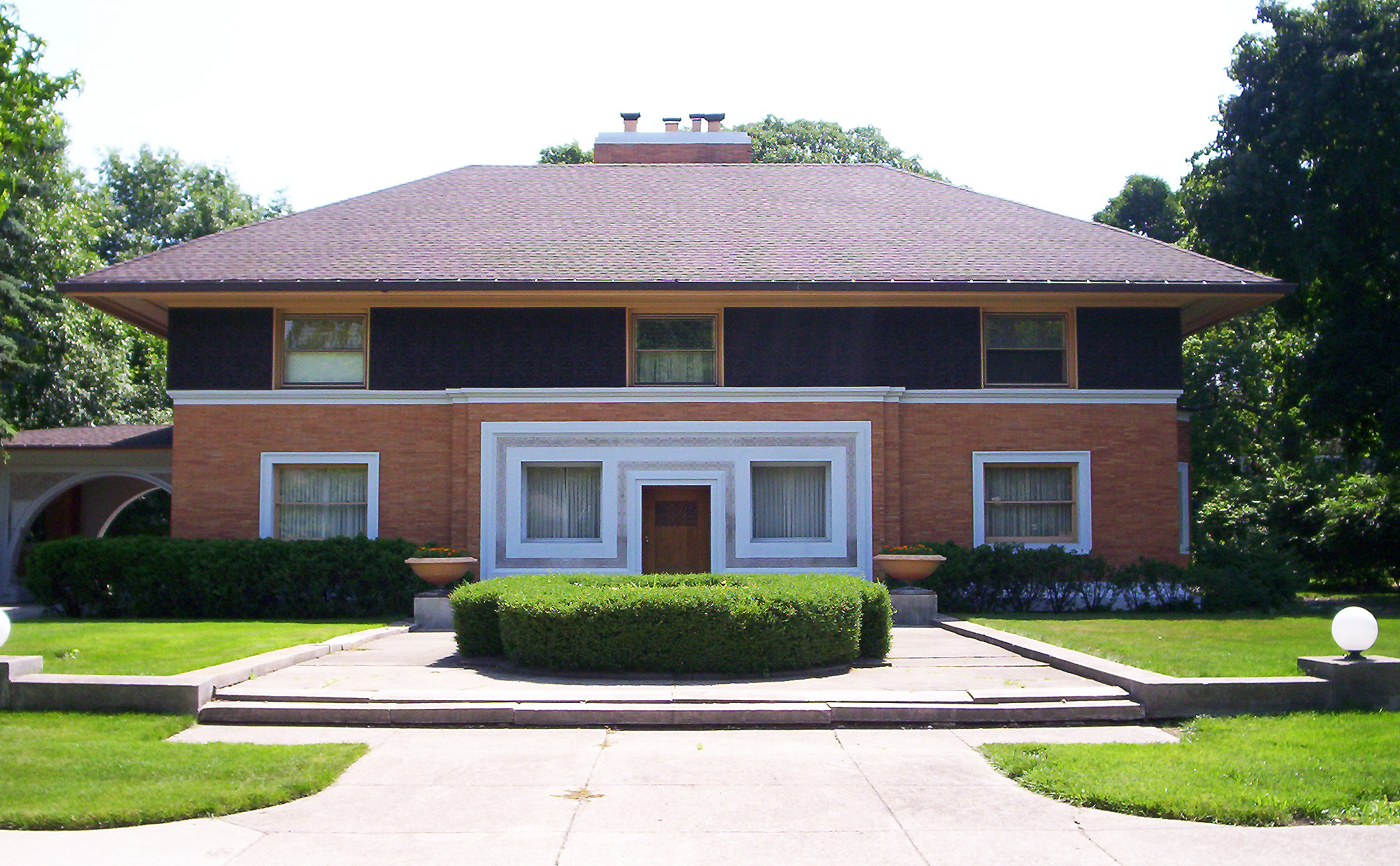
Frank Lloyd Wright, Winslow House, Oak Park, Illinois (1893-94)

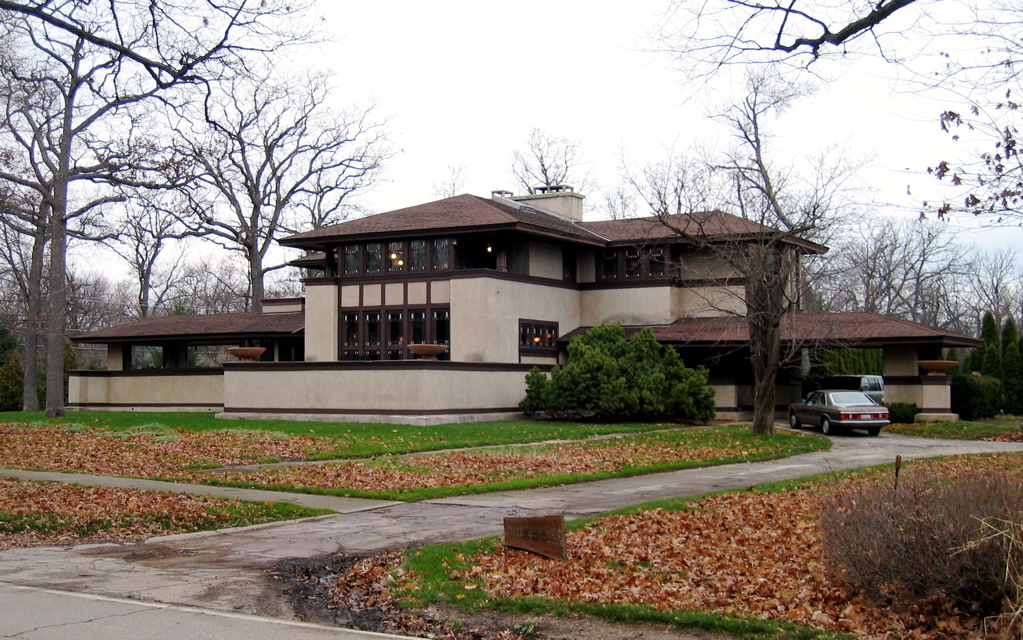
Frank Lloyd Wright, Ward Willits House, 1902

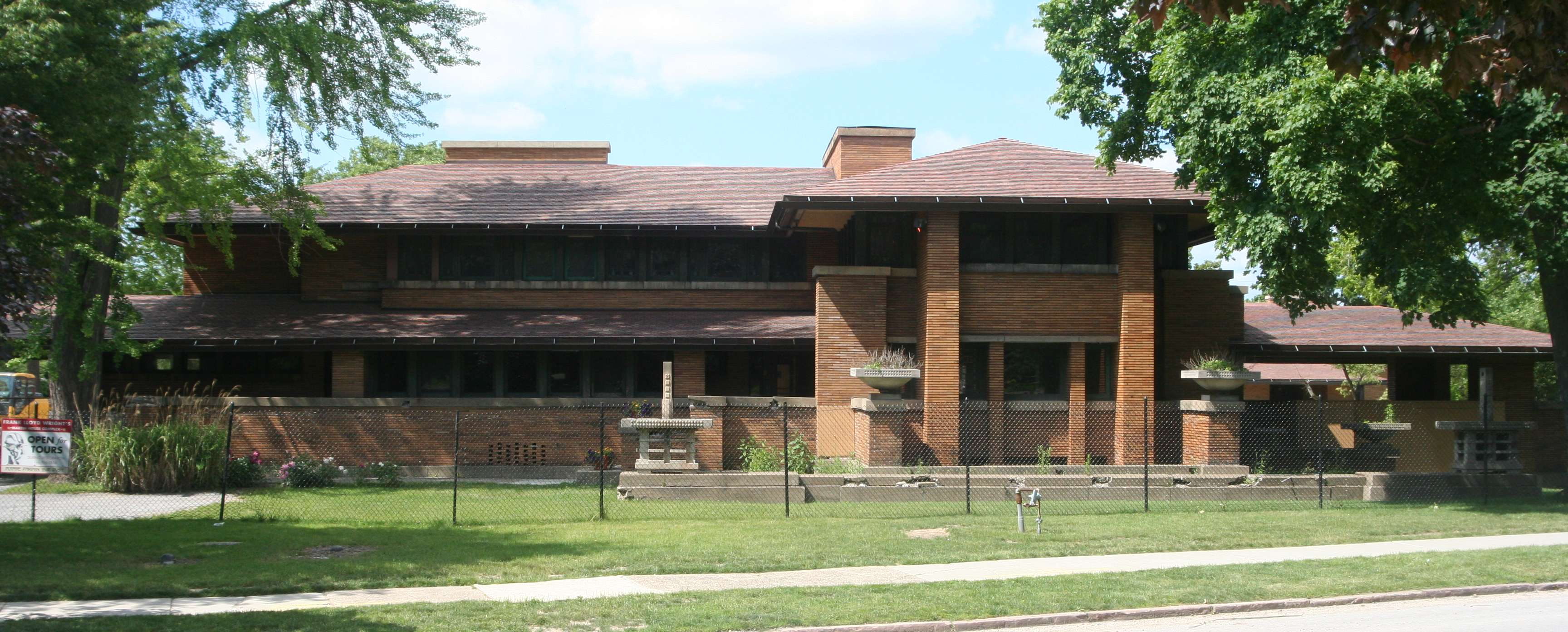
Frank Lloyd Wright, Martin House, 1904

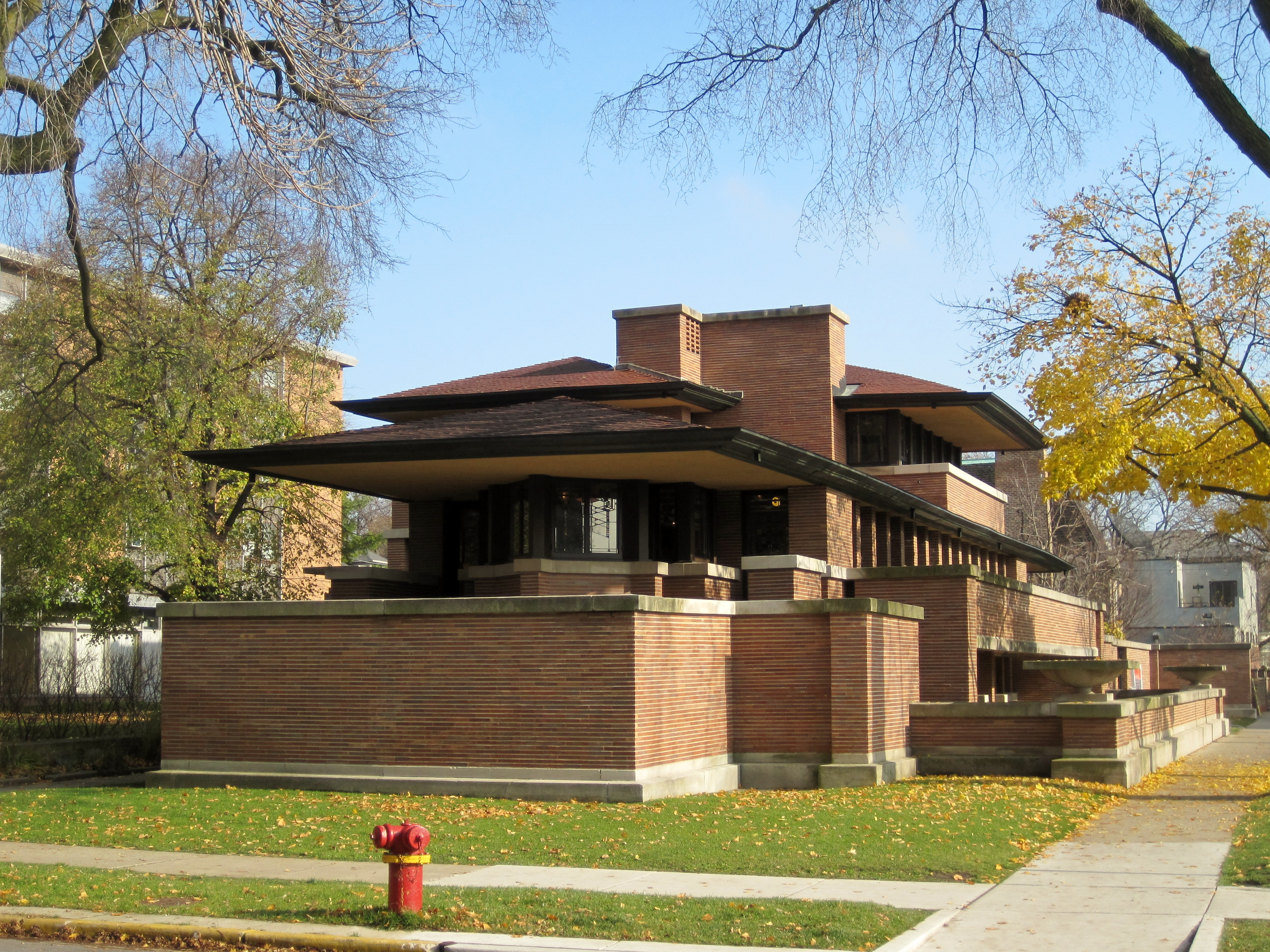
Frank Lloyd Wright, Robie House, Chicago, 1908-1910

Frank Lloyd Wright entre en 1887 à l'âge de 18 ans chez Adler et Sullivan, y reste jusqu'en 1893 et ouvre son atelier au dernier étage du Garrick Building à Chicago. Mort à 90 ans après avoir construit plus de 300 bâtiments, il a influencé trois générations d'architectes pendant toute la période de la formation et du développement du mouvement moderne. Il partage avec Louis Sullivan l'ambition de créer une architecture nouvelle, indépendante des styles traditionnels et adaptée à la vie moderne.
Ses créations se caractérisent par une cohérence et une intégrité hors du commun, faite d'une maîtrise des moyens et d'une capacité à exprimer un rêve utopique dans lequel les relations et les communautés humaines sont idéalisées dans un monde moderne en harmonie avec la nature. D'abord sensible au cadre matériel et culturel du Midwest puis à l'héritage de l'école de Chicago, il élargit son regard aux paysages et aux cités des États-Unis et propose une interprétation universaliste de plusieurs traditions d'Orient et d'Occident.
En 1891, après avoir construit sa propre maison à l'âge de vingt-deux ans où on note une trame qui s'affinera par la suite, Winslon House de 1893-1894 marque un tournant radical pour Frank Lloyd Wright. Les influences s'y trouvent nombreuses et transcendées, laissant entrevoir les ingrédients de son propre style. La tradition classique y est présente par sa rigueur axiale, sa propre maison par une conception centrée autour de la cheminée et l'influence de Louis Sullivan par l'abstraction de la nature et le principe qu'un bâtiment doit avoir une base, un milieu et une tête.
De Winslon House au type pleinement abouti des Prairies Houses, l'expérimentation est incessante et chaque chantier l'occasion de développer et d'affiner des principes. La vision domestique de Wright est bien sûr marquée par les valeurs Arts & Crafts, la simplicité et la retenue, l'utilisation authentique et directe des matériaux, l'intégration du bâtiment dans la nature, l'unification des équipements et l'expression d'un idéal moral élevé.
En 1902, Wards Willits House est une des premières maisons de la maturité. Son plan, avec des axes primaires et secondaires renforcés par les lignes centrales des toitures et l'emplacement de la cheminée, illustre les principes de composition de Wright. La vue en coupe présente un étagement d'éléments qui s'effacent les uns devant les autres. La Wards Wilits House, première application des toutes nouvelles théories de Wright, sert de laboratoire, pour les Prairies Houses, à l'expérimentation du système et de chaque élément la composant.
Les premières maisons sont modestes, puis la réputation venant, Wright construit pour les plus nantis. En 1902-1904, la Dana House à Springfield dans l'Illinois comprend l'habitation principale, un salon de musique, une galerie-serre et une forme de sanctuaire familial fait des vestiges de la maison précédente. À Buffalo dans l'État de New York, la Martin House de 1904 intègre toutes les caractéristiques d'un domaine de grand luxe avec maisons principales et d'amis, écuries, jardin d'hiver, pergola, espaces verts. En 1908, la Coonley House à Riverside est une propriété fastueuse où Wright montre qu'il peut dilater son vocabulaire sans perdre de sa cohérence. Jusqu'en 1910, il construit de nombreuses maisons d'habitation familiales dont la Robie House de 1908-1910 qui exprime clairement l'esprit des Prairies Houses, un important immeuble de bureaux, le Larking Building à Buffalo, et une église.
En 1910, Wright publie en Allemagne le Wasmuth portfolio un recueil en deux volumes de 100 lithographies de son travail entre 1893 et 1909 sous le titre Ausgeführte Bauten und Entwurfe . L’importance de cet ouvrage tient au lien qu’il crée entre l’architecture pionnière américaine de Wright et la toute première génération d’architectes modernes en Europe dont Le Corbusier, qui en possède une copie. Il vient en Europe, expose à Berlin, prend connaissance des monuments anciens de l'Europe et est frappé par les constructions d'avant-garde des Autrichiens Otto Wagner et Josef Maria Olbrich. En 1911, de retour aux États-Unis il construit sa résidence de Taliesin et en 1914 les Milway Garden de Chicago avec des apports européens. De 1916 à 1922, il réside au Japon où il construit l' Hôtel Impérial de Tokyo. Après 1930, son activité ne connaît plus de répit et il est suivi avec attention dans le monde entier. Avec ses capacités exceptionnelles de renouveau, il fait une architecture basée sur les besoins permanents de l'homme et donc capable de résister au temps.
Frank Lloyd Wright se soucie peu du mouvement moderne et son apport consiste en une série de contacts, son voyage en Europe de 1910, son témoignage polémique face au style international et son pouvoir de suggestion sur les architectes après la seconde guerre mondiale,.

### Art nouveau

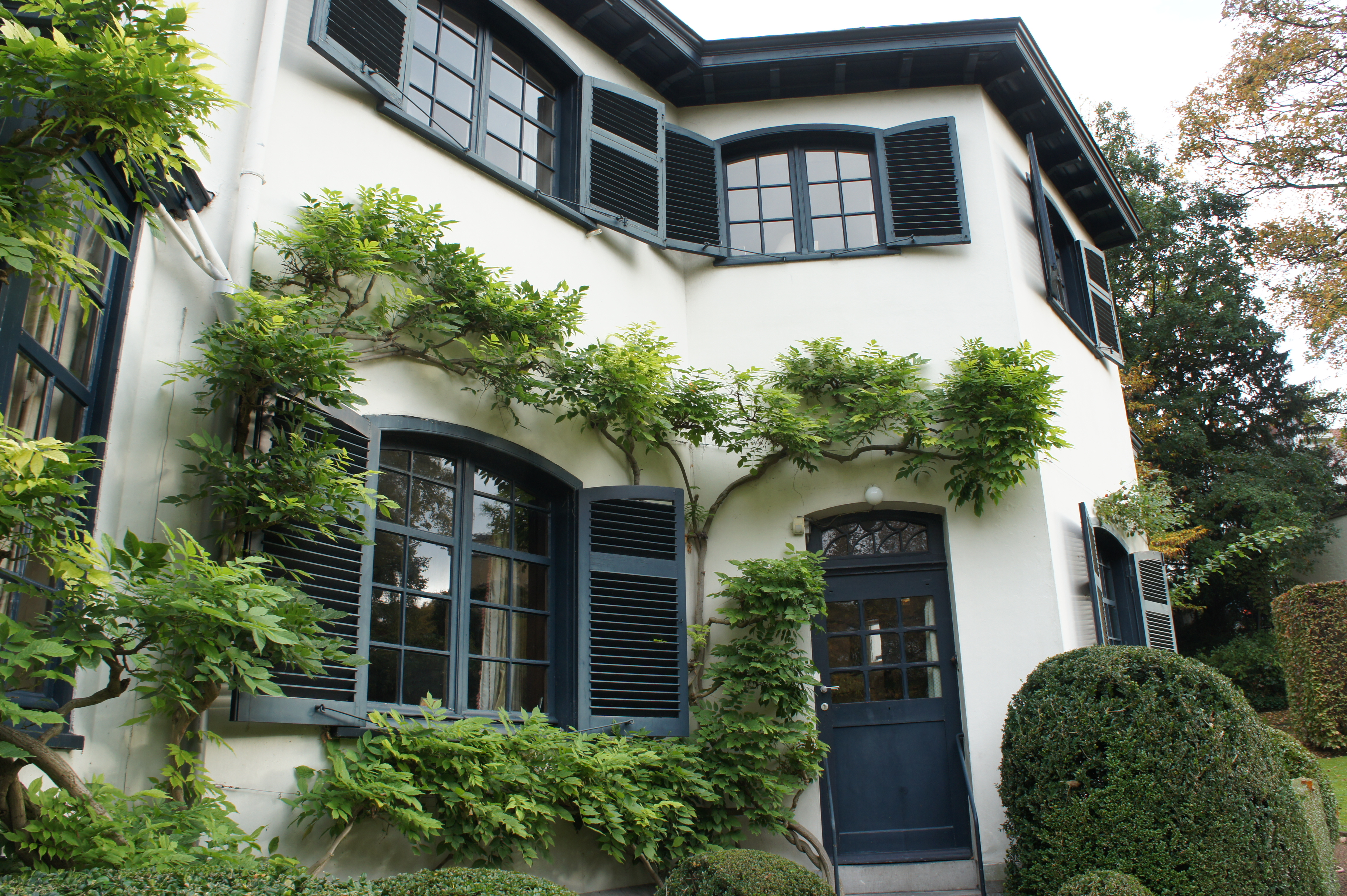
Henry Van de Velde, maison Bloemenwerf, Bruxelles, (1895)

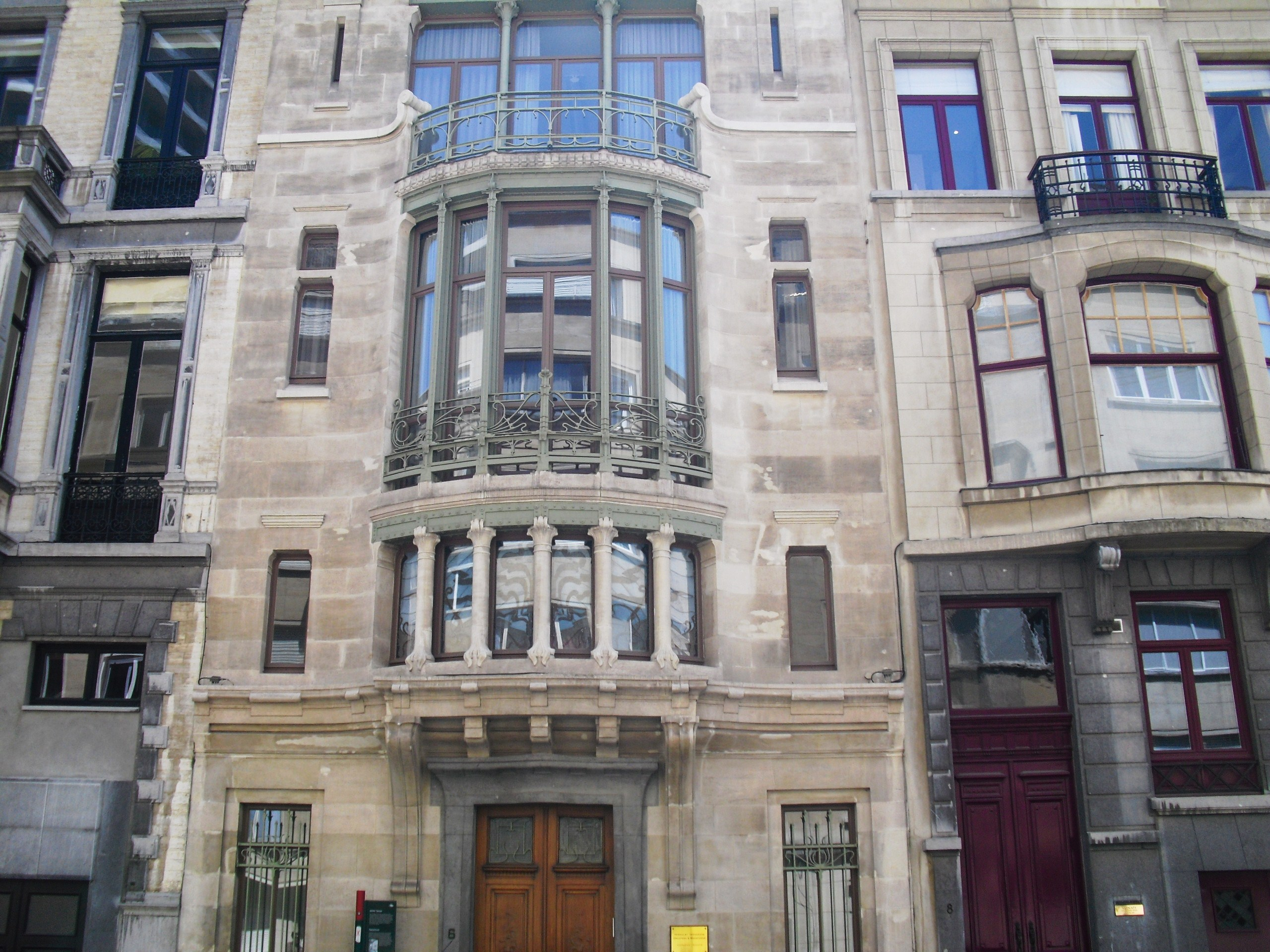
Victor Horta, hôtel Tassel, Bruxelles, 1892-1893

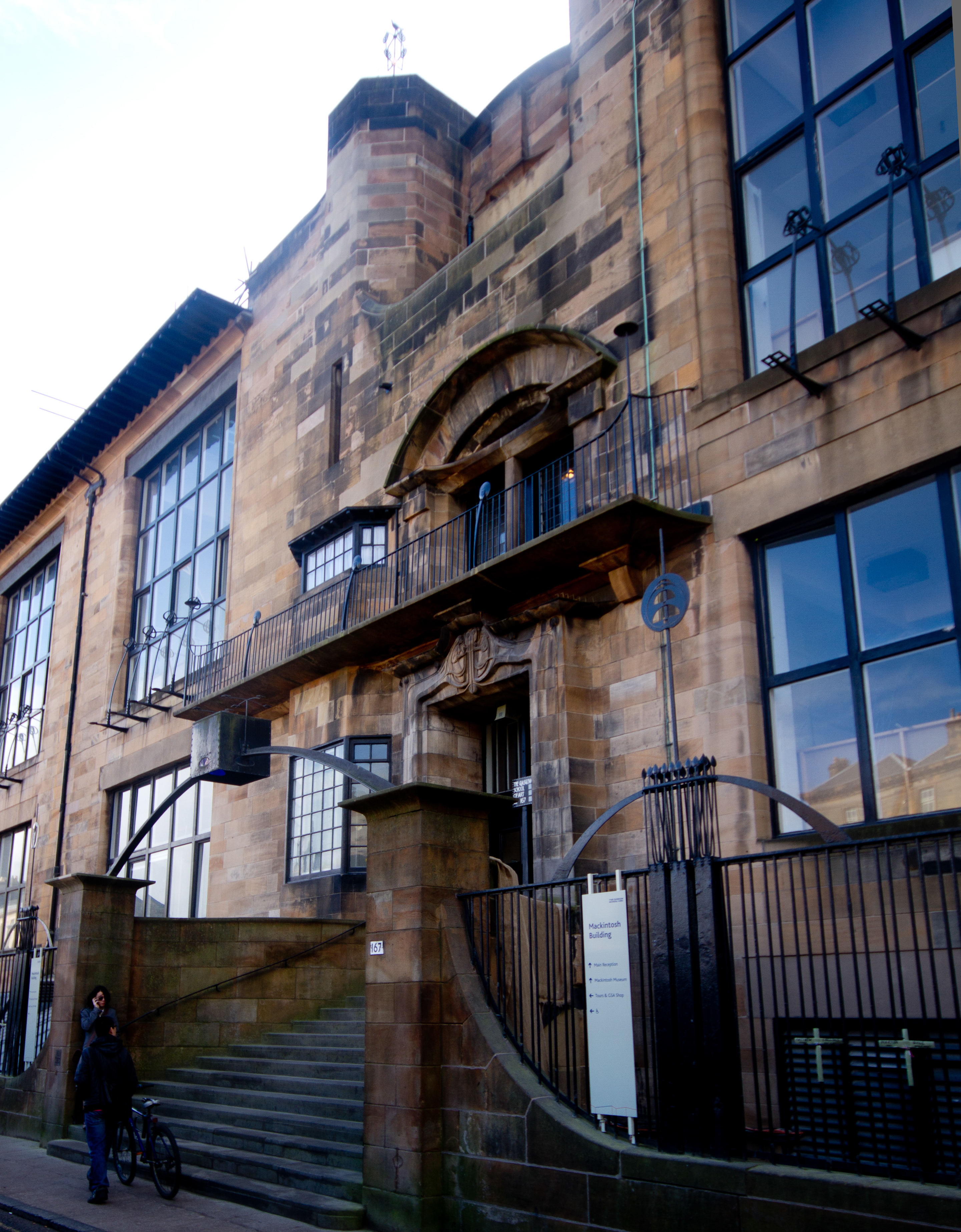
Charles Rennie Mackintosh, Glasgow School of Art, 1899-1909

Vers 1890, la culture artistique entre rapidement en crise. Les progrès techniques et culturels ébranlent la culture architecturale prise dans son ensemble. La dernière décennie du XIXe siècle est une période d'activité exceptionnelle dans les domaines théoriques et pratiques. Les idées et nouvelles expériences se succèdent en éliminant du répertoire architectural les références stylistiques habituelles et les renouvelant.
L'action novatrice des architectes d'avant-garde est étroitement liée à celle des peintres, avec un échange des résultats. Le changement décisif en architecture part de la victoire de l'impressionnisme grâce à Paul Cézanne, Henri Rousseau, Paul Gauguin, Vincent van Gogh, Claude Monet, Georges Seurat. C'est en peinture qu'apparaissent les nouvelles découvertes mais c'est leur exploitation ultérieure qui donne une nouvelle forme au cadre où l'homme vit et travaille et sur la création des objets courants, des meubles, des bâtiments et des villes. Les contributions de Cézanne, Gauguin et Van Gogh, comme celles de Georges Braque, Piet Mondrian et Theo van Doesburg avec le groupe De Stijl ne peuvent être concrètement appréciées que dans la perspective de cette utilisation. Henry Van de Velde légitime les Cloisonnistes, Jacobus Johannes Pieter Oud et Marcel Breuer les peintres Piet Mondrian et Paul Klee et non le contraire.
L'Art nouveau dans son acception la plus large comprend tous les mouvements d'avant-garde européens, Jugendstil, Modern style, Liberty, les successeurs anglais de William Morris et les expériences françaises d'Auguste Perret et de Tony Garnier.
Il naît en Belgique entre 1892 et 1894 avec la maison Tassel de Victor Horta à Bruxelles, l'aménagement de Henry Van de Velde pour sa maison de Uccle et les premiers meubles de Serrurier-Bovy. Depuis l'Angleterre, les œuvres de Morris, Voysey, Ashbee, Mackmurdo influencent les architectes continentaux. À Glasgow, un groupe de peintres s'engage dans le débat des avant-gardes européennes et quelques années plus tard certains artistes ont des intérêts plus vastes dont des architectes avec Charles Rennie Mackintosh et sa Glasgow School of Art.
En Autriche, Otto Wagner puis Josef Maria Olbrich et Josef Hoffmann ont le même programme que les Belges ou les Anglais de Glasgow, la nouvelle architecture doit se libérer de toute imitation et tenir compte des conditions techniques modernes, le refus de la tradition et la confiance dans la liberté individuelle. Les théories d'un autre architecte viennois, Adolf Loos opposent au culte de l'originalité la modestie et la discrétion. Ses réalisations frappent par l'élimination complète de tous les éléments structurels comme la maison Steiner ou celle de la Michaelerplatz de 1910. Ces constructions sont les premiers exemples du rationalisme européen et ont certainement influencé Walter Gropius, Jacobus Johannes Pieter Oud, Le Corbusier et les autres maîtres de l'après-guerre. En Hollande, Hendrik Petrus Berlage qui a étudié en Suisse, travaillé à Francfort, voyagé en Italie et dans les pays de langue allemande marque avec la Bourse d'Amsterdam entre 1893 et 1903 un profond renouvellement de l'architecture hollandaise en interprétant d'une manière personnelle et libre, le langage classique d'une tradition lourde de plusieurs siècles.

#### Diffusion de l'Art nouveau
Pendant cette période, les échanges culturels sont très nombreux. Le mouvement belge naît autour de la revue l'art nouveau qui parait de 1884 à la veille de la guerre. En Angleterre,The studio, puis en 1896 Architectural Review, fait connaître en Europe la production anglaise. En Allemagne un mouvement se constitue pour le renouveau des arts décoratifs et en France, face à la culture académique, le mouvement ne touche que l'ameublement qui se considère comme distinct de l'architecture. Les productions des mouvements d'avant-gardes européens sont rassemblées pour la première fois à l'Exposition Universelle de Paris de 1900 puis à Turin en 1902 où Giuseppe Sommaruga construit sa première œuvre inspirée par l'Art nouveau.
En Espagne, Antoni Gaudí travaille en marge du mouvement mais certainement avec l'esprit novateur qui souffle sur toute l'Europe. À partir de 1900, le centre de la culture européenne se déplace vers l'Allemagne et en 1907 est fondée la Deutscher Werkbund qui coordonne les productions d'avant-garde dans le domaine des arts appliqués avec des expositions permettant de confronter les produits à la production de tous les pays. En 1911, on publie les œuvres de Frank Lloyd Wright et Hendrik Petrus Berlage visite ses réalisations en Amérique. En 1914, à Cologne, l'exposition du Werbund présente toutes les forces de la culture d'avant-garde. Elle offre une image fidèle de la création de l'époque avec une organisation efficace des échanges culturels par des expositions, des associations, des livres, des revues… Le mouvement moderne, né de l'intention de vivre cette diversité, profite de ces mêmes instruments,.

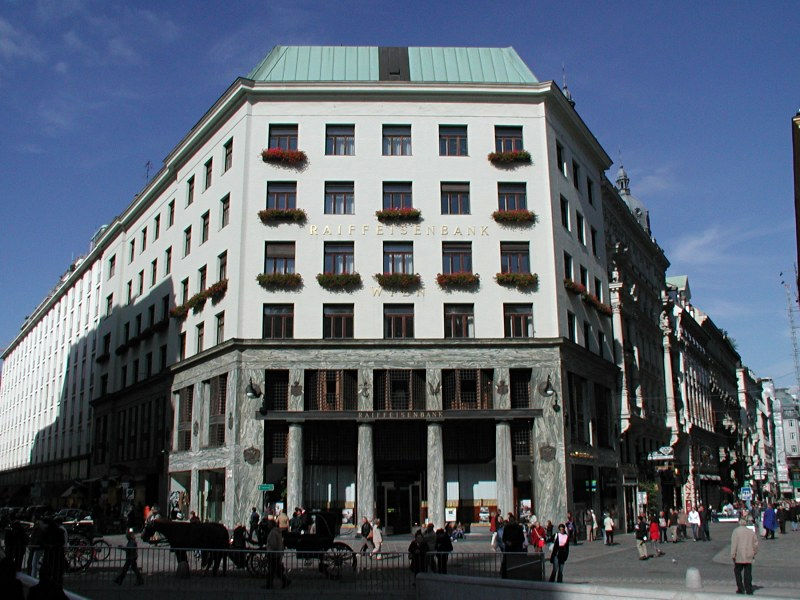
Adolf Loos, Looshaus, Vienne, 1909-1911
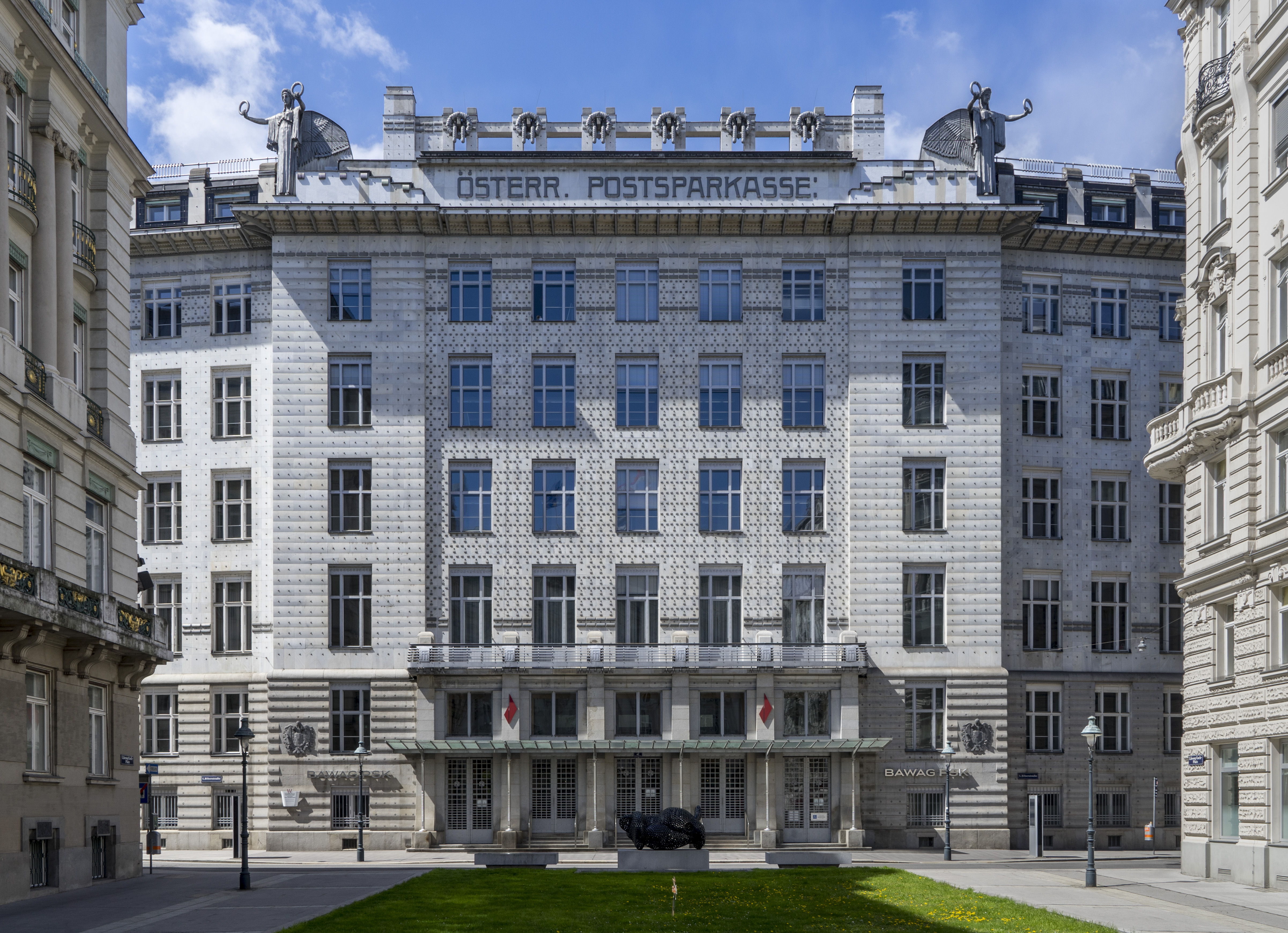
Otto Wagner, Caisse d'épargne de la poste, Vienne, 1904-1912
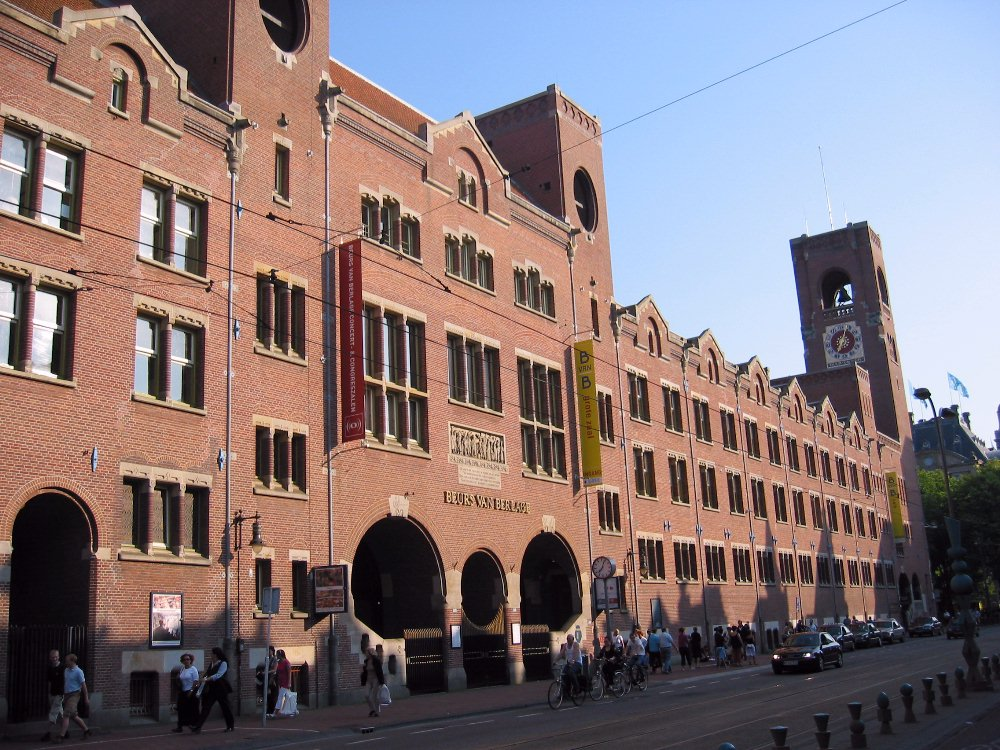
Hendrik Petrus Berlage, Bourse d'Amsterdam, 1898-1903

### Rationalisme, tradition des ingénieurs, béton armé

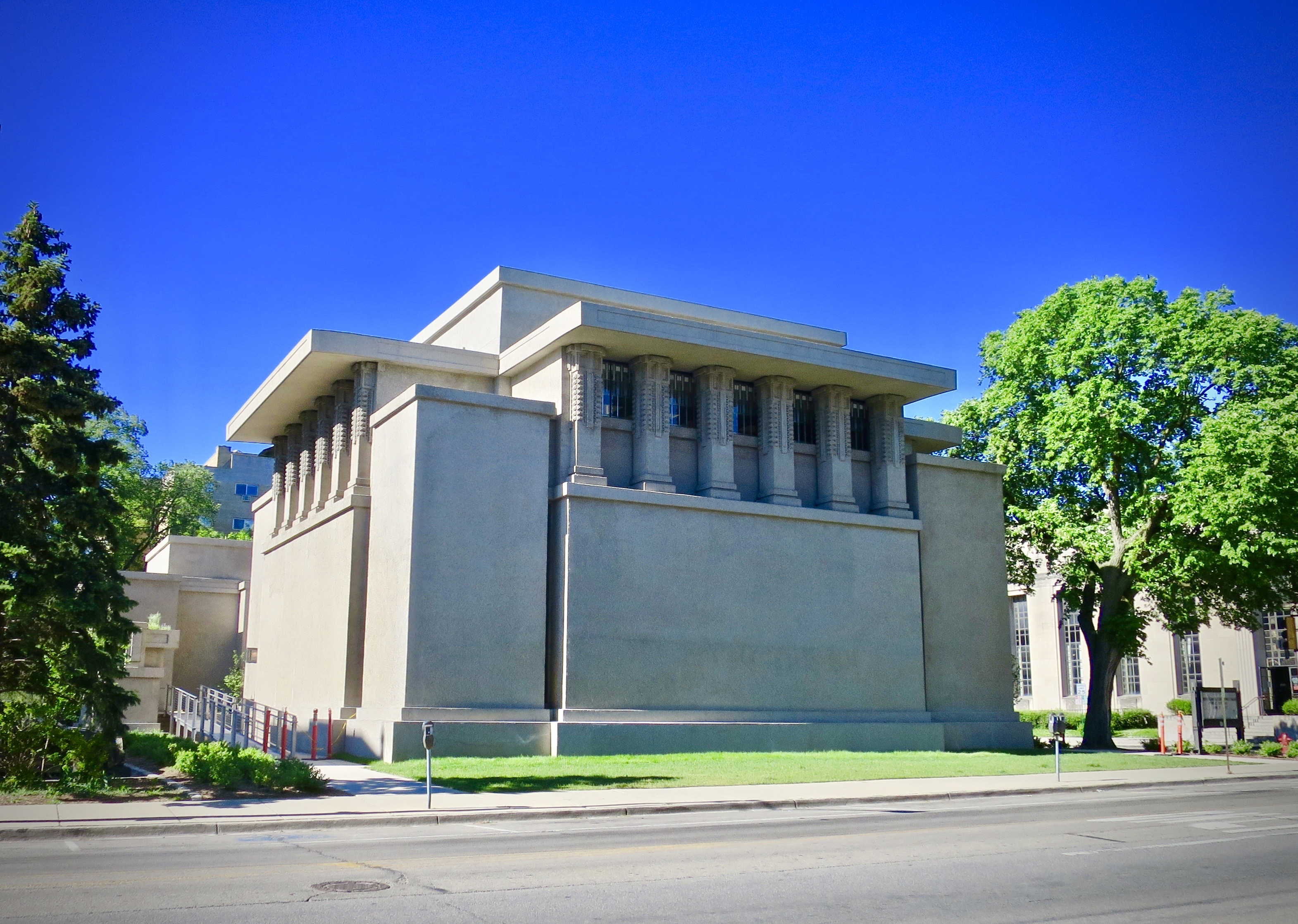
Frank Lloyd Wright, Unity Temple, Oak Park, 1905-1908

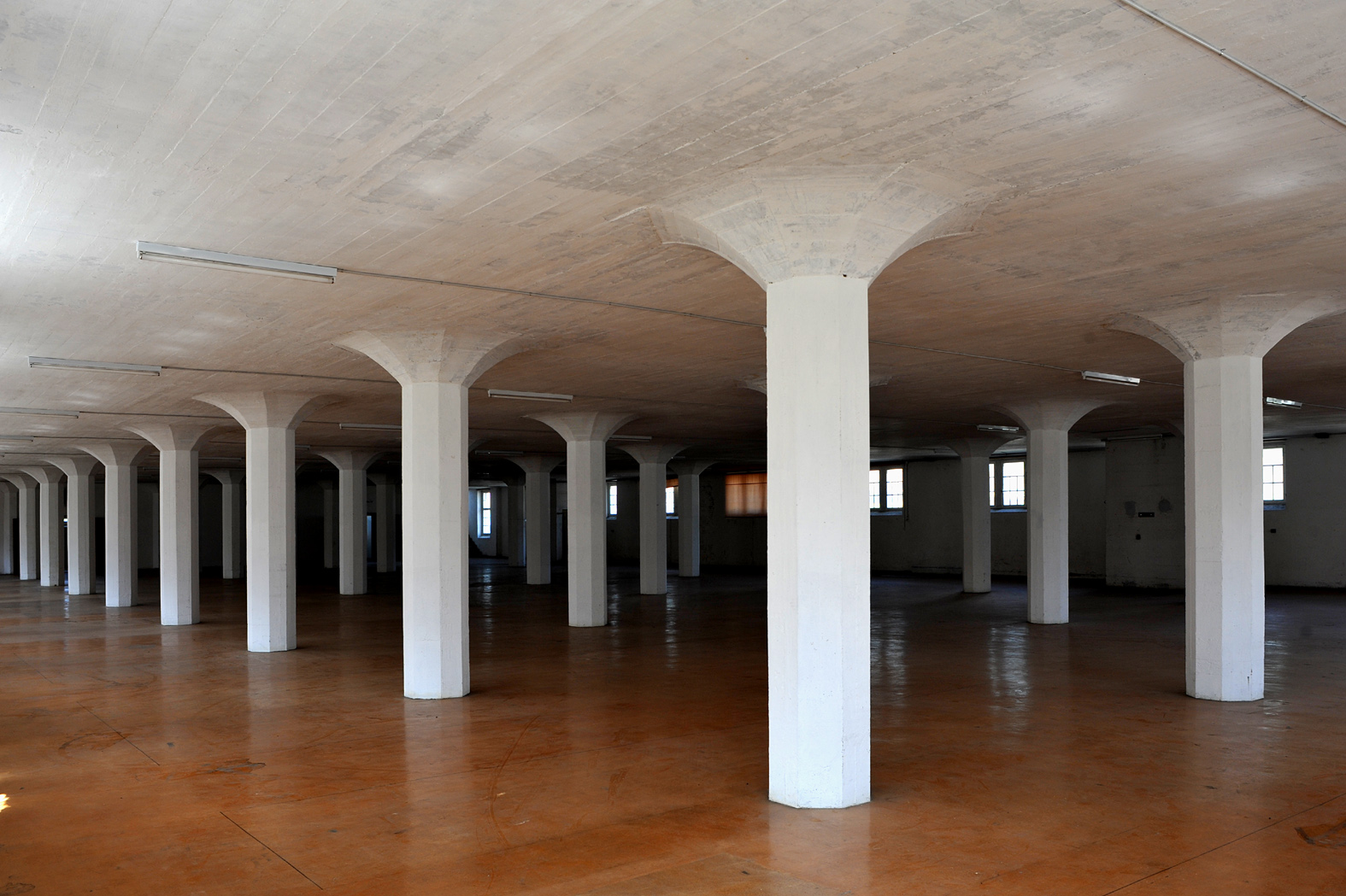
Robert Maillart, le concept des dalles champignon, Altdorf, 1912

La réaction contre l'Art nouveau avec des architectes comme Victor Horta et Hector Guimard, souvent assimilés aux décorateurs les plus futiles, prend une forme différente suivant les pays. À Vienne, Josef Hoffmann et Adolf Loos pensent que le chemin vers un style moderne passe par une simplification formelle très poussée. À Berlin, Peter Behrens revient sur ses principes classiques mais sous une forme nouvelle en phase avec la société industrielle.
En France, la crise de l'Académie ne remet pas en cause les habitudes courantes et le prestige des modèles traditionnels et la diffusion de l'Art nouveau ne crée pas comme ailleurs une division entre l'élite progressiste et une majorité conservatrice mais une division par genre de production. Auguste Perret et Tony Garnier proposent des expériences d'avant-garde avec une réélaboration originale de la tradition française. Perret et Garnier s'insurgent contre l'éclectisme contemporain et s'appuient sur l'esprit de clarté, de géométrie et de cohérence structurelle avec l'utilisation du béton armé. Ce matériau devient le système de construction préféré de tous les architectes français.
Cette approche découle des idées d'Eugène Viollet-le-Duc qui considère qu'un langage vrai sur le programme et sur les procédés de construction est le meilleur antidote à la résurgence de l'académisme et aux caprices individuels. Mais même ceux qui admirent les tours de force structurels et parfois l'élégance formelle de la technique voient qu'il y manque une dimension poétique pour éviter la prolifération d'un fonctionnalisme fade, matérialiste et dépourvu d'un vrai style expressif.

#### Béton armé
Utilisé par les Romains et dans l'Architecture paléochrétienne, le béton tombe dans l'oubli pendant une grande partie du Moyen Âge et de la Renaissance. Dans la deuxième moitié du XIXe siècle, il est utilisé pour des ouvrages simples, grâce à son faible coût, ses grandes portées et sa résistance au feu. Dans les années 1870, Ernest L. Ransome aux États-Unis et François Hennebique en France inventent des systèmes d'ossatures avec des armatures d'acier noyées dans le béton.
L'architecte américain Albert Kahn donne à ce nouveau matériau de nombreuses applications : usines, entrepôts, silos à grains et collabore avec Henry Ford pour la conception d'usines automobiles. En 1905-1908, Frank Lloyd Wright sonde les possibilités offertes par ce nouveau matériau qu'il laisse brut dans l'Unity Temple d'Oak Park.
Le constructeur de pont suisse Robert Maillart comme le français Eugène Freyssinet, avec la section parabolique des hangars d'Orly, prouvent par leurs prouesses techniques que ce nouveau matériau peut se libérer de la forme rectangulaire. Le pont de Tavanasa sur le Rhin, par la façon dont les tensions structurelles sont accentuées directement dans le matériau employé avec un sens parfait de la cohérence visuelle, confère à cette forme technique le statut d'art structurel. En 1910, il apporte un développement important dans les planchers avec le concept de la dalle-champignon sur des colonnes évasées pour l'entrepôt Giesshübel à Zurich et en 1912 pour un dépôt de céréales à Altdorf.
En France l'église Saint-Jean de Montmartre construite en 1894-1904 par Anatole de Baudot livre plusieurs pistes quant à la façon d'appliquer les enseignements des styles antérieurs à un contexte moderne. Auguste et Gustave Perret tiennent les premiers rôles dans la construction en béton et Tony Garnier l'associe à l'urbanisme dans la société industrielle. Le Corbusier, initié aux techniques du béton armé et aux idées de Viollet-le-Duc par son passage dans l'agence d'Auguste Perret et un emploi chez Peter Behrens en 1910, développe en 1914-1915 son système novateur « Dom-Ino ».

#### Auguste Perret

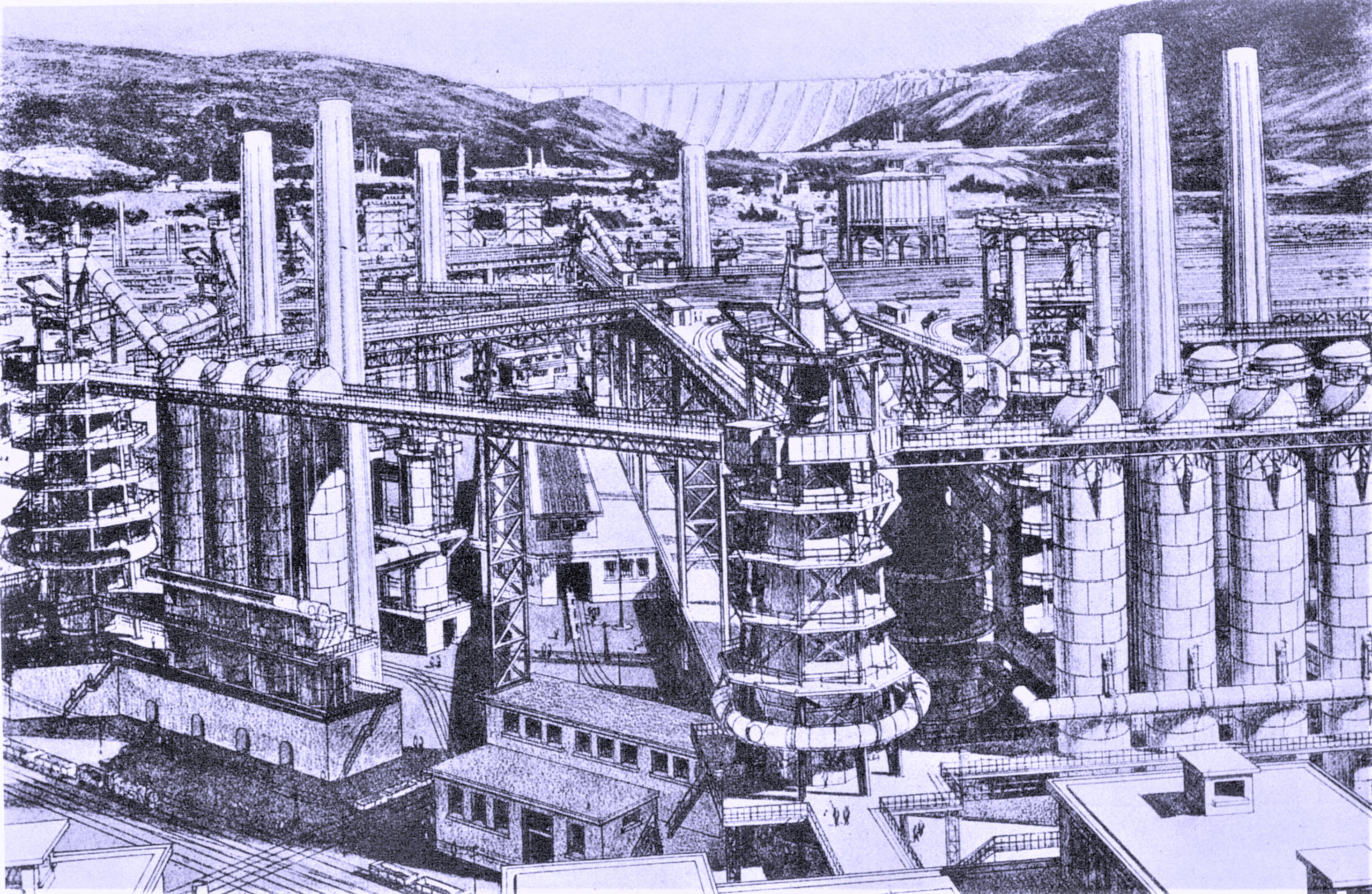
Tony Garnier, La cité industrielle, les hauts-fourneaux, 1901-1904

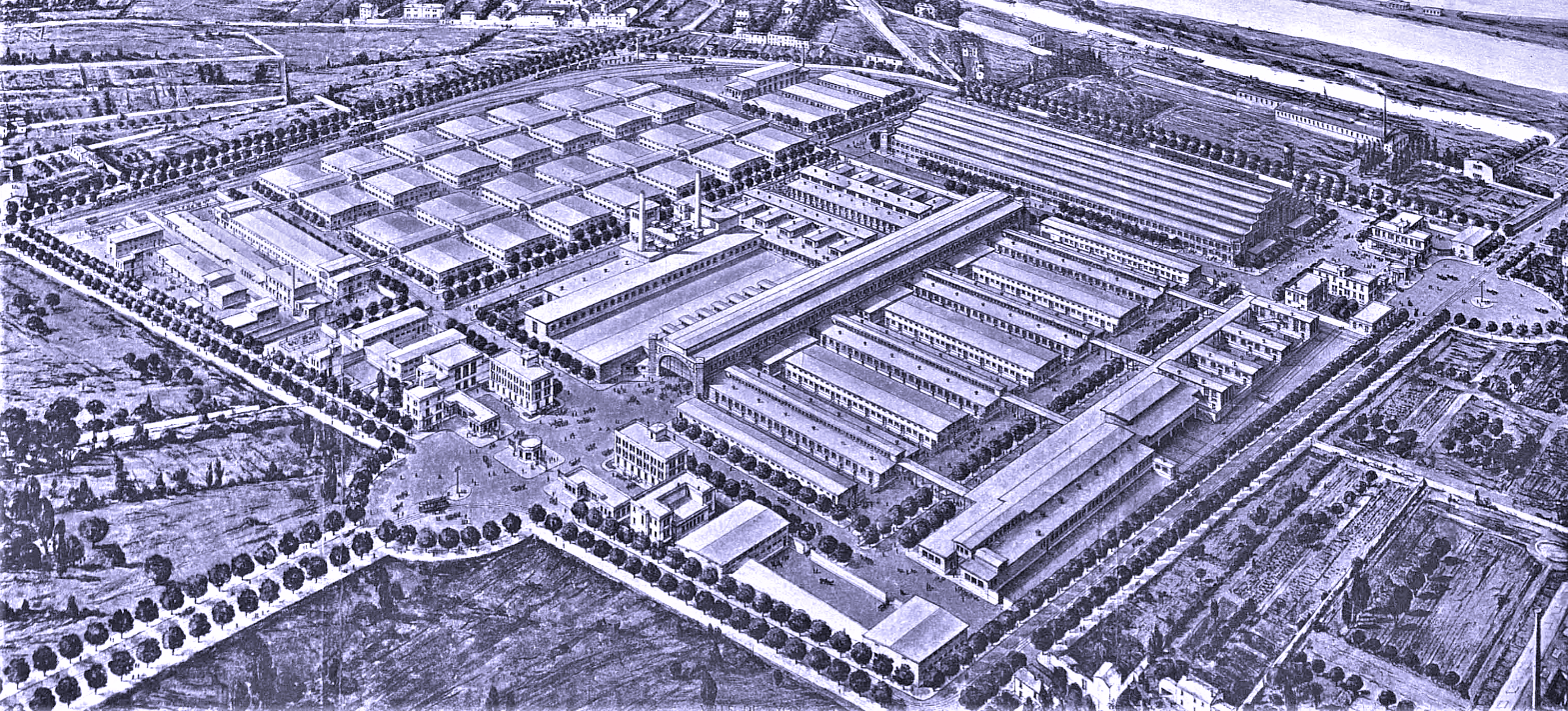
Tony Garnier, Abattoirs de la Mouche, Lyon 1909

Auguste Perret travaille dans l'entreprise de son père pendant qu'il fréquente l'École nationale supérieure des Beaux-Arts dont il n'est pas diplômé. Vers 1905 il fonde l'atelier A. et G. Perret avec son frère Gustave et Perret frères entrepreneurs, avec son autre frère Claude. L'ossature en béton armé est employée pour la première fois pour marquer l'aspect extérieur d'une construction dans une maison qu'ils construisent au 25 bis de la rue Franklin à Paris et le garage de la rue de Ponthieu en 1905.
Ses deux réalisations expriment déjà clairement les caractères de l'architecture de Perret. Perret, immergé dans la tradition française finit, par façonner les piliers comme des colonnes et les poutres comme les poutraisons.
Cette limitation culturelle l'empêche à partir d'un certain moment de suivre et d'interpréter les progrès techniques accomplis par le béton armé. Avec Perret, le cycle de la culture académique française trouve une fin d'une incomparable dignité.

#### Tony Garnier
Tony Garnier, élève de l'Académie de France à Rome présente au Grand prix de Rome de 1901, un projet d'une ville industrielle toute en béton, fer et verre. On y trouve quelques concepts qui deviendront usuels dans le mouvement moderne : les facteurs d'hygiène, l'implantation libre, la séparation des flux piétons et véhicules, la cité-jardin. Grâce à Édouard Herriot, maire de Lyon, son œuvre construite confirme les hypothèses théoriques. Ses édifices n'ont de sens que comme contribution à la vie de la ville. C'est la vision la plus progressiste de la période qui précède immédiatement la naissance du mouvement moderne,,,.

#### Le Corbusier et ossature Domino
Après ses années d'apprentissage chez Auguste Perret et Peter Behrens, Le Corbusier adopte l'idée qu'une nouvelle architecture doit s'appuyer sur l'idéalisation de types et de normes conçus pour répondre aux besoins de la société nouvelle tout en étant compatible avec la production de masse. En 1914-1915, avec l'ossature Dom-Ino, il souhaite contribuer à la reconstruction rapide des Flandres en assemblant des éléments moulés pour former une ossature en six points avec des dalles en porte-à-faux, un remplissage de moellons récupérés sur les ruines et des fenêtres et du mobilier fabriqués en série et insérés dans l'ossature.
On pressent qu'avec ce système, Le Corbusier pose les fondements d'un nouveau langage architectural et urbanistique. Il sépare les fonctions de structure et de paroi du mur en dissociant l'ossature du remplissage. Le mur extérieur, ou toute autre forme de parement, peut être mis en place sans interrompre l'ossature avec des ouvertures respectant les exigences fonctionnelles ou de composition allant jusqu'à des angles vitrés. À l'intérieur, le système Dom-Ino donne une liberté nouvelle, les cloisons peuvent être installées n'importe où, indépendamment de la trame. Une partie des dalles peut être supprimée pour créer des volumes de deux ou trois niveaux, le rez-de-chaussée pouvant être libéré pour les circulations et le toit plat pouvant servir de terrasse. On peut voir dans ce concept certains principes génériques : le plan libre, la façade libre et le toit terrasse qui prendront une place capitale dans l'œuvre de Le Corbusier quelques années plus tard.

## Architecture moderne

### Conditions du départ
Le mouvement de l'architecture moderne s'engage pendant les deux premières décennies du XXe siècle, à cheval sur la première Guerre mondiale. Depuis 1890, la culture d'avant-garde a remis en cause la théorie de la pratique architecturale et une deuxième révolution industrielle est rendue possible par certaines innovations techniques : le remplacement de la fonte par l'acier, le transport de l'énergie électrique, le téléphone, la lampe électrique, le moteur à explosion et vingt années de prospérité économique avant 1914. Ces innovations ont une influence sur les techniques constructives et permettent de faire fonctionner de nouveaux types de constructions comme les hôtels et les immeubles de bureaux à plusieurs étages.
Pour reconnaître à la mécanisation une expression architecturale et esthétique propre, il faut se pencher sur les théories très dissemblables du Deutscher Werkbund allemand avec les conceptions architecturales parallèles de Peter Behrens et Walter Gropius et les futuristes italiens avec Antonio Sant'Elia.

#### Deutscher Werkbund et nouvelle architecture allemande

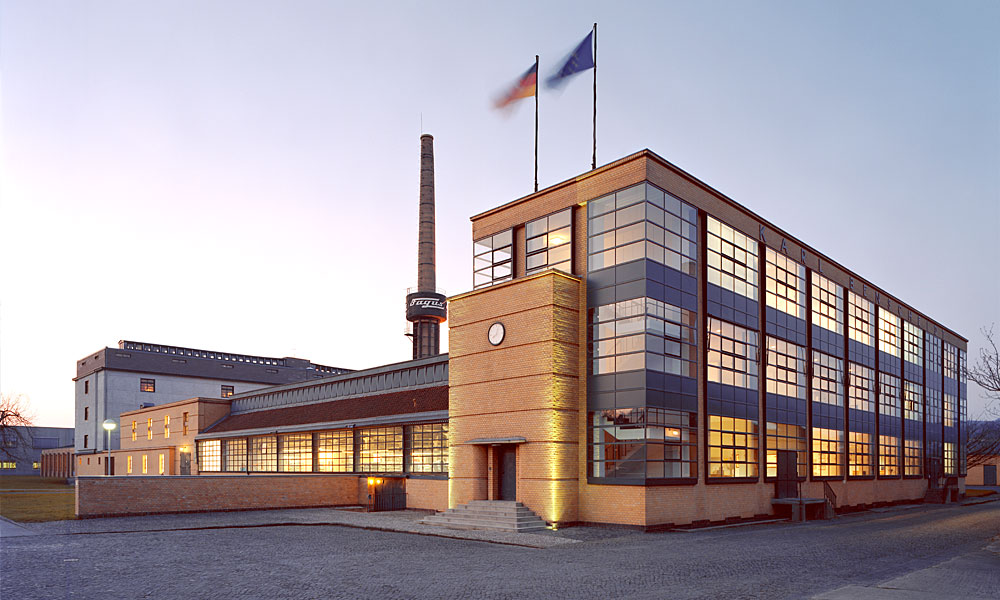
Walter Gropius, Adolf Meyer, Usine Fagus, 1911-1912

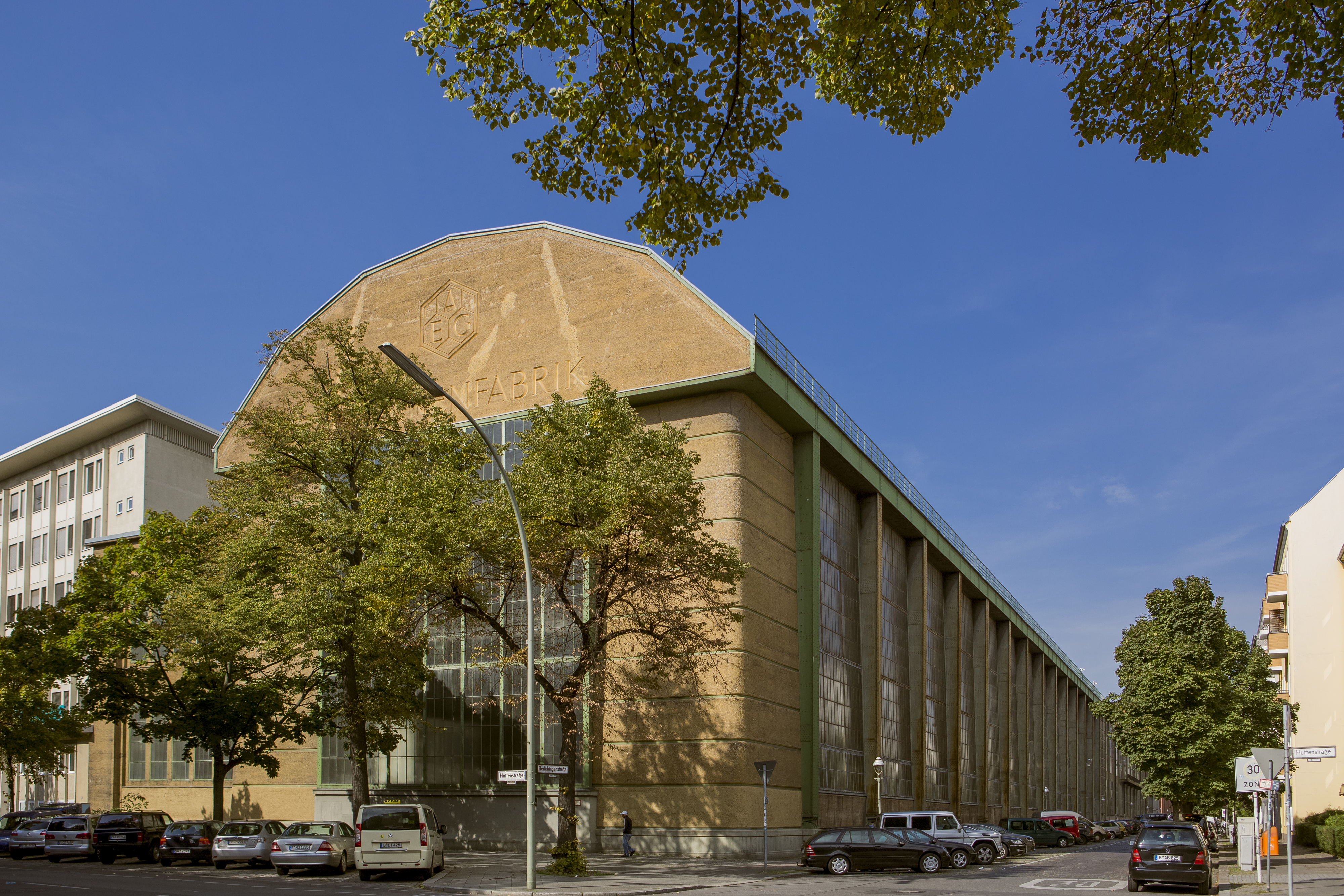
Peter Behrens, Usine AEG, 1910

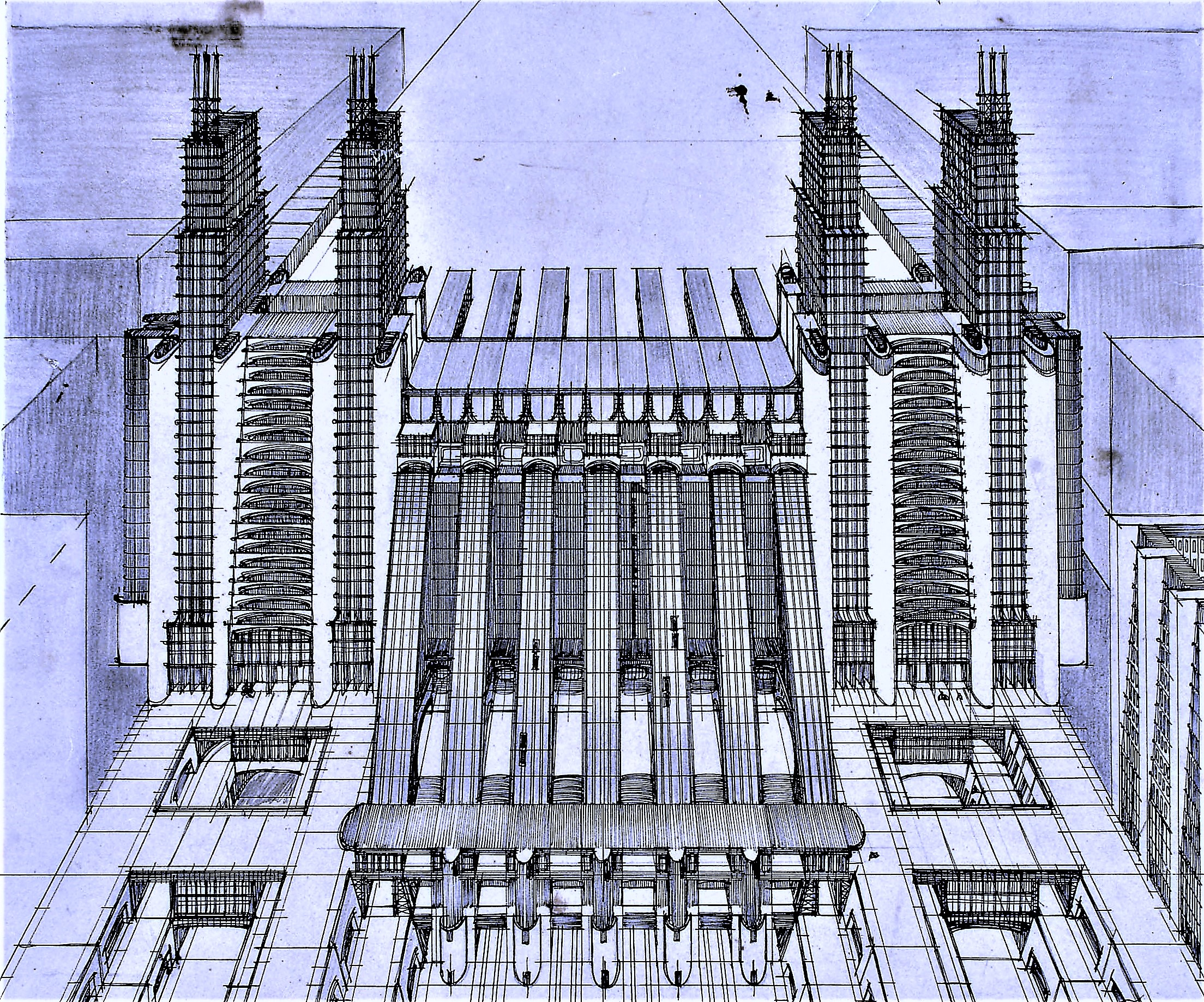
Antonio Sant'Elia, Città Nuova, 1913-1914

Dès 1900, l'Allemagne est au centre de la nouvelle culture architecturale européenne. En 1907 est fondée la Deutscher Werkbund la plus grande organisation culturelle allemande de l'avant-guerre, à l’initiative de l'architecte et théoricien Hermann Muthesius et d’un groupe d'artistes et de critiques (Peter Behrens, Theodor Fischer, Josef Hoffmann, Wilhelm Kreis, Max Laeuger, Adelbert Niemeyer, Josef Maria Olbrich, Bruno Paul, Richard Riemerschmid, Jakob Julius Scharvogel, Paul Schultze-Naumburg, Fritz Schumacher), associés à des producteurs.
Son but est d'anoblir le travail des artisans en les mettant en contact avec l'art et l'industrie. Des associations analogues naissent en Autriche et en Suisse en 1910 et 1913. En Angleterre, l'Association du dessin et de l'industrie est fondée en 1915. Entre 1907 et 1914 se forment au sein du Werkbund une nouvelle génération d'architectes allemands avec Walter Gropius, Mies van der Rohe, Bruno Taut avec la médiation d'une génération plus âgée représentée par Henry Van de Velde, Hans Poelzig et Peter Behrens,.

#### Futurisme italien
Le futurisme, avant de toucher la peinture, la sculpture et plus modestement l'architecture, est un mouvement poétique. Il est fondé par le poète italien Filippo Tommaso Marinetti qui écrit le Manifeste du futurisme en 1909 et attire des poètes, musiciens et artistes : Umberto Boccioni, Giacomo Balla, Fortunato Depero, Enrico Prampolini), mais aussi des architectes comme Antonio Sant'Elia. D'inspiration anarchiste, le mouvement futuriste plaide pour le bouleversement révolutionnaire, la vitesse, le dynamisme sous toutes ses formes et pour un culte tapageur de la machine. Comme les architectes allemands, les futuristes pressentent que les formes pures et les droites nettes conviennent à la mécanisation. Leur thème de prédilection est la métropole moderne vue comme une sorte d'expression collective des forces de la société.
L'architecte Antonio Sant'Elia installé à Milan en 1912 commence, dans l'esprit du mouvement futuriste et influencé par les cités industrielles des États-Unis et par les architectes Otto Wagner et Adolf Loos, un projet de ville idéale moderne qui symbolise pour lui une nouvelle époque, la Città Nuova sur le thème de la ville à étages semblable à un énorme mécanisme en mouvement. Certaines représentations d' Antonio Sant'Elia, mort à la guerre, ont survécu dans les cercles d'avant-garde des Pays-Bas, de France et d'Allemagne. Cette démarche a fédéré beaucoup d'attitudes progressistes, de positions anti-traditionalistes et de tendance à l'abstraction tout en glorifiant les matériaux modernes et en privilégiant l'analogie mécanique.
Le contraste entre les accents dynamiques et anarchiques du futurisme et la pensée plus statique et structurée du Deutscher Werkbund saute aux yeux, mais ils partagent la même conviction que l'esprit de leur époque est indissociable des progrès de la mécanisation et que l'architecture doit en tenir compte dans ses fonctions, ses procédés de construction, son esthétique et ses formes symboliques,,.

#### Mouvements pour la réforme des arts figuratifs
Entre 1905 et 1914, les recherches des peintres d'avant-garde arrivent à un tournant décisif. En 1905, les fauves se présentent ensemble au Salon d'automne, entre 1907 et 1908 apparaissent les premières œuvres cubistes, Vassily Kandinsky peint en 1910 la première aquarelle abstraite et en 1913, Kasimir Malevitch atteint avec le suprématisme l'abstraction complète avec son Carré noir sur fond blanc. Ces peintres ont détruit les limites traditionnelles du domaine de la peinture débloquant ainsi les règles visuelles du passé.

#### Première Guerre mondiale et contexte d'après-guerre
La Première Guerre mondiale suspend l'activité des architectes puis avec le temps des reconstructions, les commandes de particuliers diminuent et celles des États et des institutions augmentent, structurées par de nouvelles lois. L'emploi du béton armé s'accélère, comme les développements techniques dans les transports et le travail des métaux.
Presque tous les protagonistes du mouvement moderne participent au conflit et interrompent leur activité. Les événements les plus importants pour la nouvelle culture murissent dans les États où se posent le moins de problèmes avec les belligérants. L'idée rationnelle imprime un tournant décisif aux mouvements d'avant-garde, le futurisme est attiré par la politique et le dadaïsme recueille les expériences les plus révolutionnaires nées de la réaction au conflit. Certains entrent dans le mouvement surréaliste.

##### Influence du cubisme
Sans l'apport du cubisme et de l'art abstrait, l'architecture des années 1920 aurait sans doute pris un autre visage. Les architectes insufflent dans leurs œuvres en trois dimensions un sens de la géométrie et de l'espace analogue à celui de la surface plane de la toile. À côté de l'influence spécifique du cubisme sur l'abstraction géométrique russe puis sur l'esthétique constructiviste ou celle du cubisme sur le purisme puis sur l'architecture de Le Corbusier, on devine en arrière-plan des préoccupations communes entre artistes et architectes de l'avant-garde de la première partie du XXe siècle et en particulier l'épure des moyens d'expression par le biais de l'abstraction. L'avant-garde cherche à innover en rejetant les formes périmées mais avec un mépris du passé récent s'accompagnant souvent d'un certain respect pour l'histoire plus lointaine. Loin d'être directe, l'influence du cubisme sur la forme architecturale emprunte des détours par des mouvements artistiques.
En France, du cubisme nait entre 1915 et 1917, le purisme d'Amédée Ozenfant qui rencontre Le Corbusier et publie avec lui en 1918 le manifeste Après le cubisme puis lancent en 1920 la revue l'Esprit nouveau. Le processus général de simplification des formes pourvues d'un contenu machiniste est répété en Allemagne et en Union soviétique dans les abstractions de Kasimir Malevitch qui publie en 1915 le manifeste du suprématisme et se rend en 1926 au Bauhaus. Mais avant, il aura fallu qu'aux Pays-Bas le néo-plasticisme soit fondé en 1917 avec des concepts élaborés par Piet Mondrian entre 1913 et 1917 et diffusé surtout par Theo van Doesburg à travers la revue De Stijl,,.

#### Pays-Bas et De Stijl

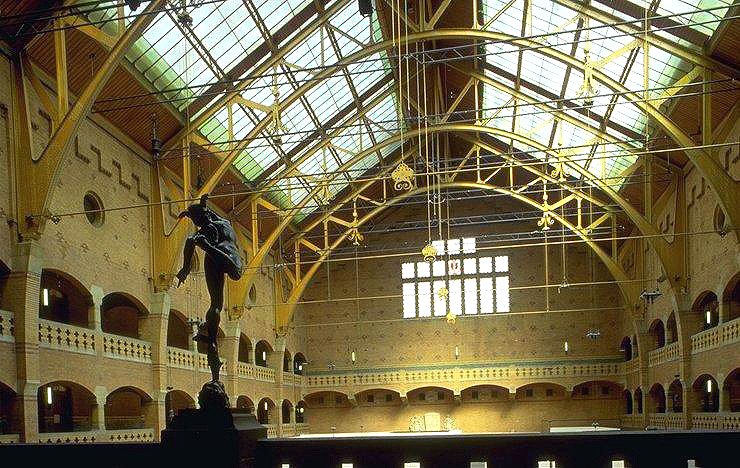
Hendrik Petrus Berlage, Bourse d'Amsterdam, 1897-1904

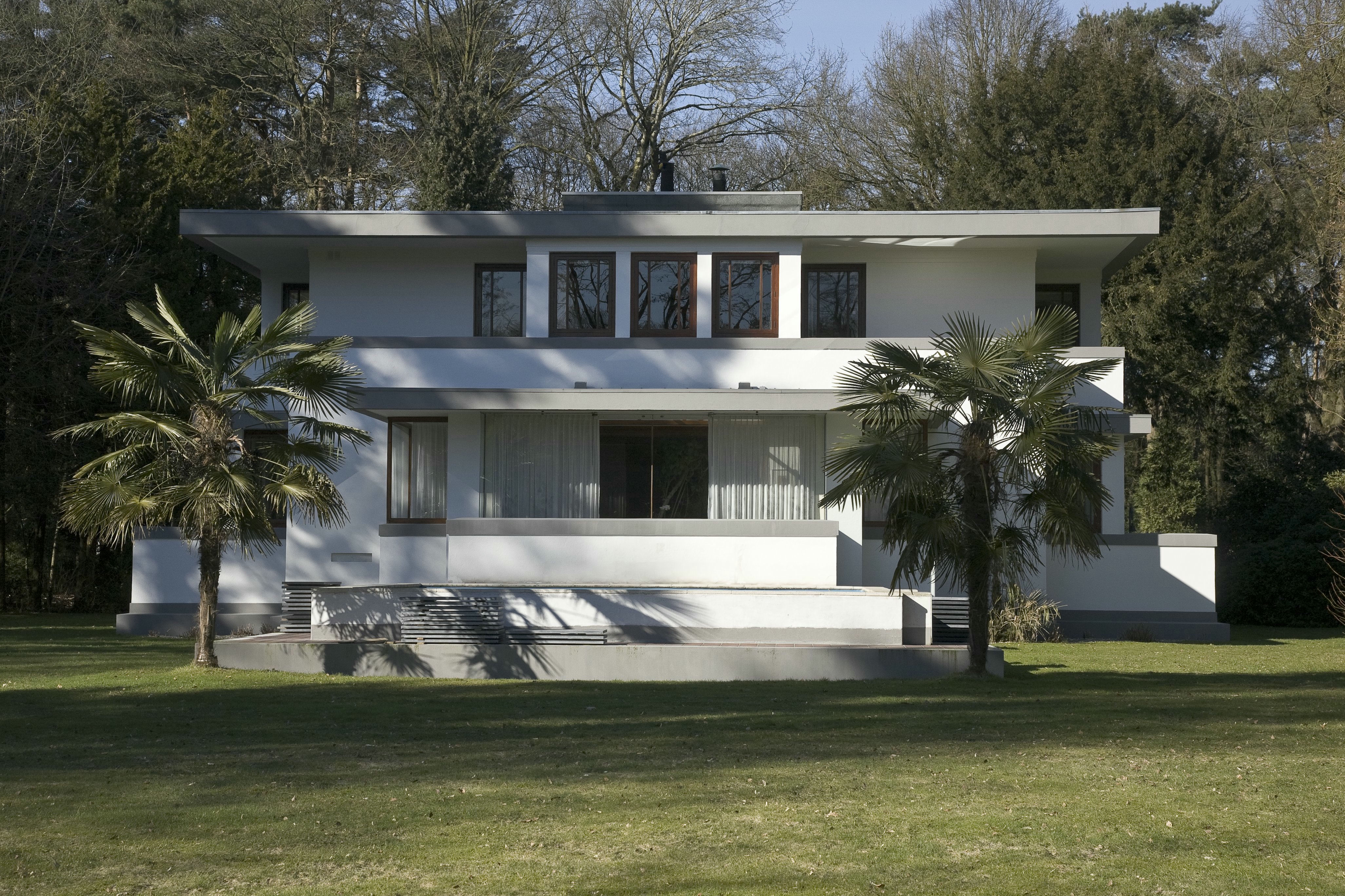
Robert van 't Hoff, Villa Henny, 1915

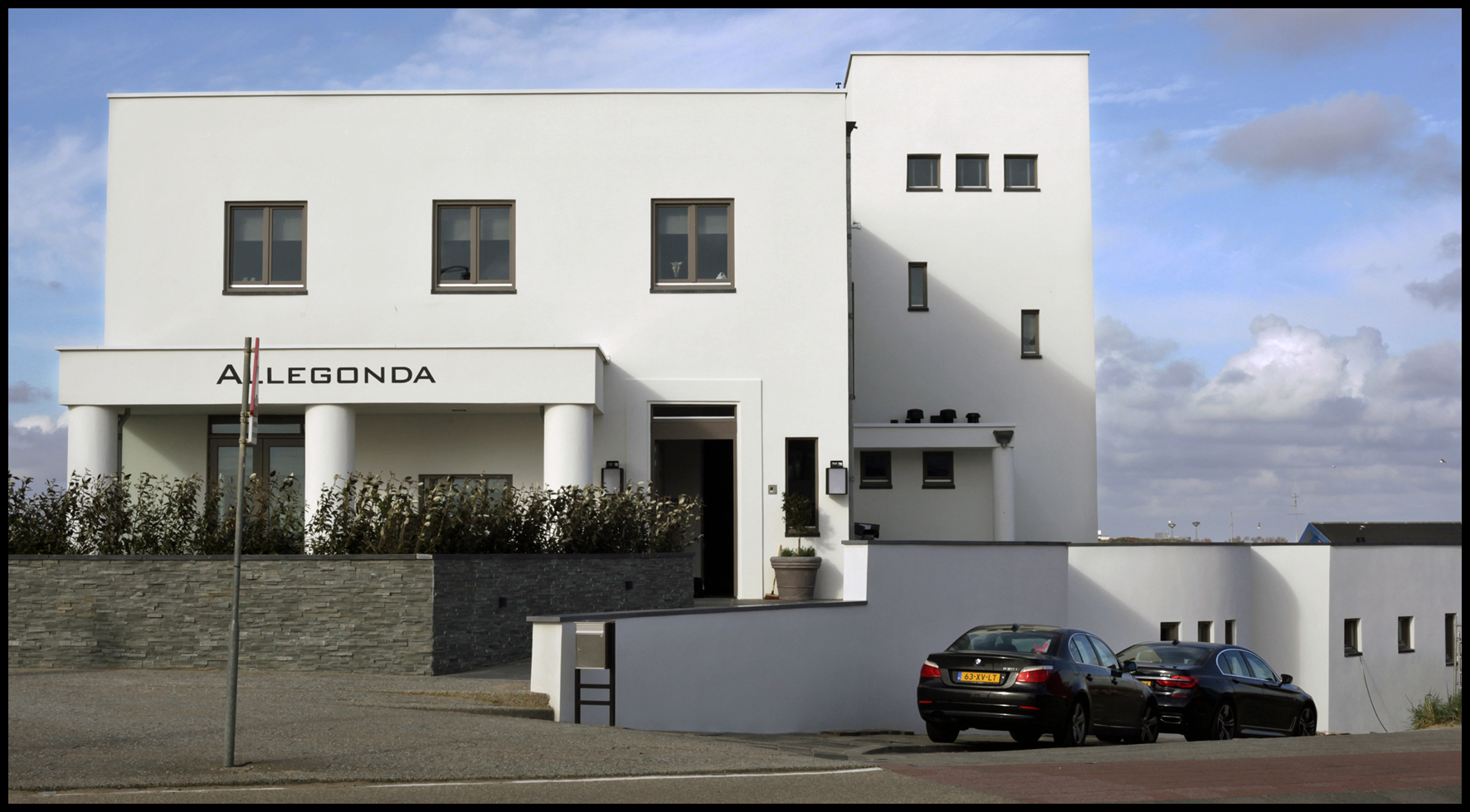
Jacobus Johannes Pieter Oud, Villa Allegonda, 1918

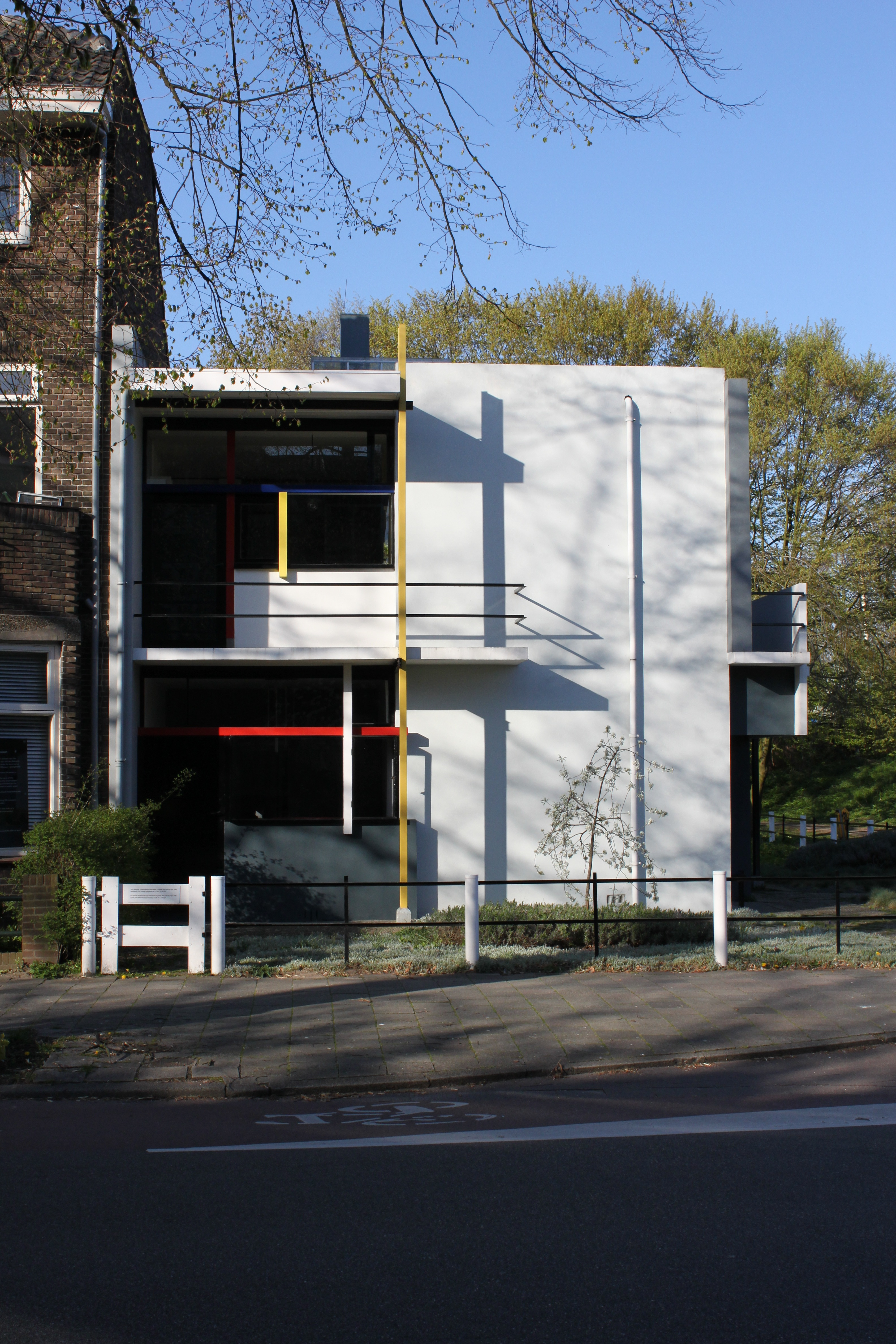
Gerrit Rietveld, maison Schröder, 1923-1924

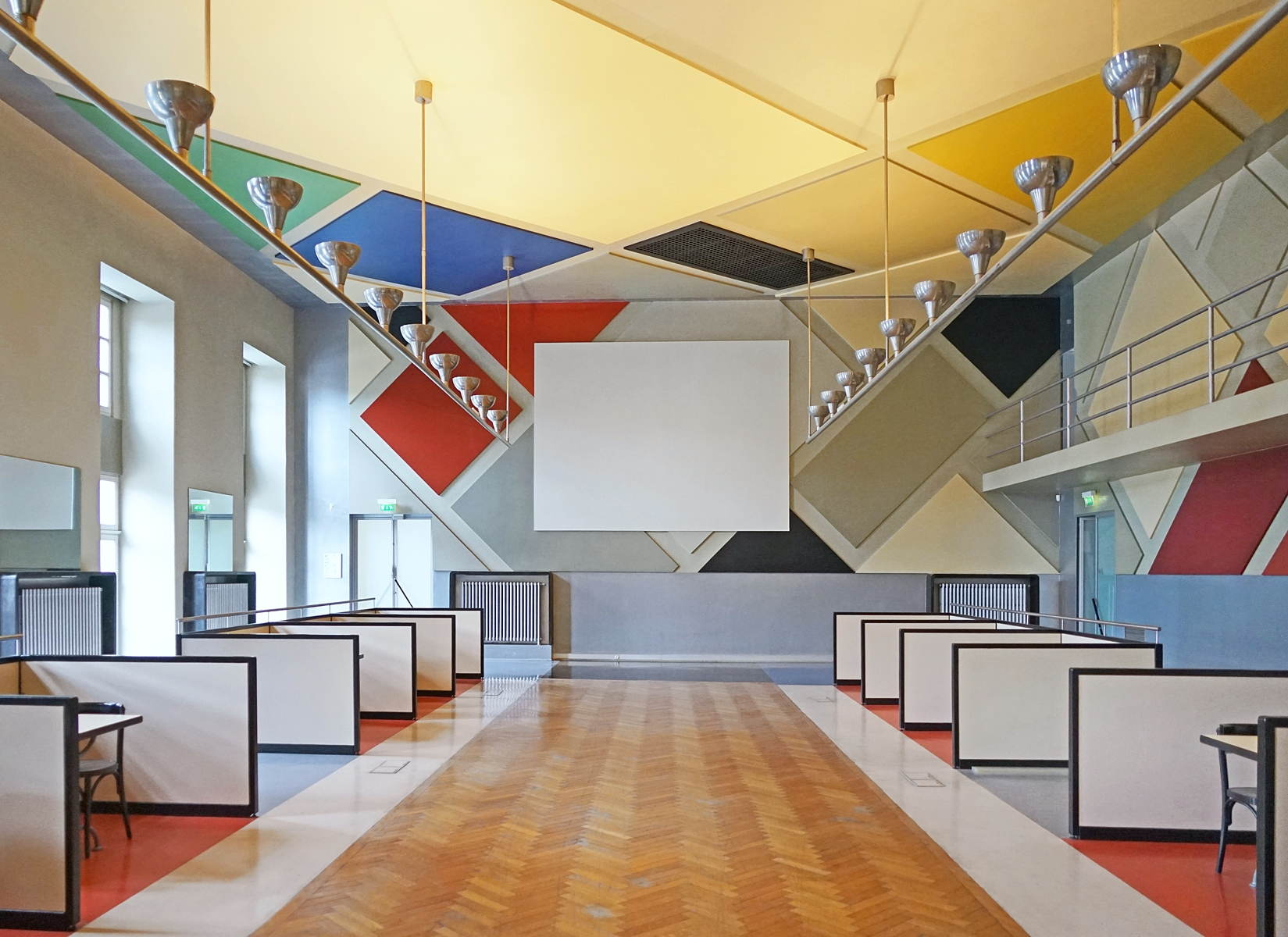
Theo van Doesburg, L'Aubette, 1926-1928

En Hollande, restée en dehors de la guerre mondiale, la production de bâtiments continue sa croissance à un rythme régulier et les recherches culturelles ont le temps de s'introduire dans la pratique courante. C'est la patrie d'un des plus importants mouvements post-cubistes avec le néo-plastiscisme de Piet Mondrian et de Theo van Doesburg dans le groupe De Stijl. Si le groupe De Stijl représente la tendance novatrice, rationaliste et internationaliste, Hendrik Petrus Berlage avec un groupe de jeunes travaillant sur le développement du plan d'Amsterdam Sud se propose de concilier les méthodes traditionnelles et les apports de l'avant-garde dont l'expressionnisme allemand. Les deux tendances ont accompli un travail complémentaire avec des résultats homogènes. Jacobus Johannes Pieter Oud, membre de De Stijl, opte en 1920 pour une sélection décisive du répertoire de Hendrik Petrus Berlage et Willem Marinus Dudok débute en combinant les deux références.

##### De Stijl
Le mouvement De Stijl trouve ses sources aussi bien dans le cubisme que le symbolisme et l'art nouveau, dans les Arts & Crafts, l'architecture de Frank Lloyd Wright et dans les doctrines philosophiques répandues à la fin du XIXe siècle comme la théosophie. Beaucoup d'idées viennent de Berlage, le père spirituel de l'architecture moderne aux Pays-Bas, employeur de Jan-Wils et Jacobus Johannes Pieter Oud de 1914 à 1916. Il y fait connaître après un voyage aux États-Unis en 1911 l'œuvre de Frank Lloyd Wright et le contraste mystique entre l'horizontal et le vertical, la nature et la culture. On retrouve encore Berlage dans de Stijl, avec le mur plat et distributeur de l'espace, le principe de l'unité dans la multiplicité où les bâtiments, les meubles, la sculpture et la peinture sont vus comme unité mais aussi assemblage d'éléments individuels. Sur le plan géographique, l'influence de De Stijl a concerné les Pays-Bas, la France et l'Allemagne pour s'étendre de la Pologne aux États-Unis et de la Grande-Bretagne à l'Italie.
En 1915, Theo van Doesburg découvre le travail de Piet Mondrian, qui lui présente en 1916 le théosophe Schoenmaekers qui joue un rôle déterminant en fournissant l'appui théorique au groupe, rencontre les architectes Jacobus Johannes Pieter Oud, Jan Wils et Robert van 't Hoff, le peintre Bart van der Leck avec lesquels il fonde un club artistique destiné à promouvoir les relations entre la peinture et l'architecture.
Piet Mondrian, pendant son séjour à Paris en 1912-1914, assimile le cubisme ce qui lui permet de résoudre le problème de l'abstraction et à partir de 1918 et jusqu'en 1921, il met au point son langage, le néo-plasticisme, en expérimentant diverses possibilités. Pour Piet Mondrian l'architecte, n'étant pas un artiste, est incapable de créer une beauté nouvelle. Celle-ci ne sera réalisée que par l'artiste collaborant avec l'ingénieur chargé de la technique, l'essentiel étant de prendre l'esthétique comme point de départ. C'est l'équilibre des rapports des lignes et des plans orthogonaux qui crée la beauté nouvelle, la couleur étant une partie intégrante de cette nouvelle architecture. L'esthétique néo-plasticienne fait passer le point de vue toujours avant le plan et l'œuvre apparaît comme une pluralité de plans et non de prismes. La couleur est nécessaire pour annihiler l'aspect naturel de la matière employée. véritable.
Le désir d'incorporer la couleur à l'architecture a toujours été au cœur de l'entreprise de Still et ce qui engendra la constitution du groupe. Ces membres ont cherché à définir les critères qui rendraient possible l'intégration de ces arts dans un tout unifié et déhiérarchisé, le peintre et l'architecte collaborant sur une base égale, chacun dans son domaine de compétence, la couleur pour le peintre et la structure pour l'architecte,.
À partir de 1917, dans la revue De Stijl, les premiers peintres, sculpteurs, architectes exposent leurs conceptions d'un style vraiment nouveau et les architectes ont la possibilité de mettre en application les principes collectifs du groupe réalisés d'abord par les peintres. Les premiers architectes sont Robert van 't Hoff, J.J.P. Oud et Jan Wils. Les premières œuvres ne sont pas totalement délivrées de la tradition et sont encore un peu monumentales, lourdes et fermées mais elles annoncent une période où l'architecture pourra se développer librement. Grâce à ces expériences, Gerrit Rietveld, Willem van Leusden, Cornelis van Eesteren et Theo van Doesburg purent tirer toutes les conséquences de la nouvelle tendance et étudier le problème d'un art collectif.
En 1920, lors d'un voyage à Berlin, Theo van Doesburg rencontre Walter Gropius, Bruno Taut et Alfred Meyer et souhaite développer le mouvement De Stijl dans d'autres pays européens et en particulier au Bauhaus de Weimar. En 1921, il donne des conférences publiques à Weimar louant la conception de base de Walter Gropius sur l'enseignement mais critique la voie prise par l'enseignement au Bauhaus et montre que pour atteindre les objectifs énoncés par les manifestes du Bauhaus, il faut des maîtres qui savent ce qu'implique la création d'une œuvre d'art unifiée. Ses critiques ne sont pas faciles à écarter, il est célèbre et respecté dans l'avant-garde internationale. Avec De Stijl il est responsable d'un style architectural dont Walter Gropius est un fervent admirateur. Son cours, et particulièrement la géométrie élémentaire avec les verticales, horizontales, diagonales et aplats ainsi que les couleurs primaires et les contre-compositions, imprègnent le travail de Karl Peter Röhl, Werner Graeff, Andreas Weininger, Hans Vogel, Egon Engelien, Max Burchartz, Bernhard Sturtzkoph, et Farkas Molnár. Dès 1923, Walter Gropius qui a conscience du virage que prennent tous les arts en Allemagne où l'expressionnisme est mort et remplacé par un style sobre, discipliné et même conventionnel (la Nouvelle objectivité), nomme László Moholy-Nagy, un artiste proche de Theo van Doesburg. Les idées et les formes de De Stijl et les intuitions de Theo van Doesburg sont des éléments fondamentaux dans la réforme de l'orientation industrielle du Bauhaus menée par Walter Gropius,.
En 1923, La majorité des architectes français du mouvement moderne refuse de prendre en considération l'expérience théorique de Theo van Doesburg et Cornelis van Eesteren présentée à la Galerie de L'Effort moderne. Mais Le Corbusier comprend remarquablement la notion théorique de contre-construction formulée par Theo van Doesburg. Elle lui sert à transformer ses espaces intérieurs. Robert Mallet-Stevens, qui semble parmi les architectes français les plus proches du Stijl, reprend volontiers les décrochements asymétriques des volumes : plasticité, dissimulation illusionniste de la structure porteuse, multiplication des porte-à-faux, mais ne retient essentiellement du groupe que les jeux plastiques des premières années du mouvement. Eileen Gray n'hésite pas à emprunter le vocabulaire formel du Stijl après avoir étudié les principes structuraux sur lesquels se fondent ce mouvement. Elle est la seule en France à en retenir la syntaxe et la morphologie. Bien qu'il ne soit plus membre de De Stijl en 1925, le Café De Unie à Rotterdam de Jacobus Johannes Pieter Oud a toutes les caractéristiques de ce mouvement avec des surfaces rectangulaires aux couleurs primaires et du plâtre blanc. Il y a une fusion claire entre la typographie, la couleur et l'architecture. Ces trois éléments constituant une véritable affiche qui identifie le Café
Pour Theo van Doesburg, la maison Schröder conçue par Gerrit Rietveld, le seul architecte du groupe de Stijl en 1923-1924, est la seule réalisation utilisant les principes tirés de son manifeste : À une architecture nouvelle publié dans la revue de Stijl. La nouvelle architecture brise le mur et détruit la séparation intérieure / extérieure avec des murs non porteurs ce qui crée un plan ouvert avec des espaces intérieurs et extérieurs se pénétrant les uns les autres. À l'étage de la maison, Gerrit Rietveld utilise des parois coulissantes à la place des murs fixes. La nouvelle architecture n'enferme pas les fonctions dans des cubes, les façades ne sont plus rigides ni statiques mais offrent une richesse plastique d'effets spéciaux. La nouvelle architecture est anti-décorative et la couleur est une expression organique de la couleur. Gerrit Rietveld conçoit ses œuvres comme des sculptures et dépasse les principes de Theo van Doesburg en donnant à l'écran une portée beaucoup plus large et en déplaçant le porte-à-faux au niveau de l'ossature elle-même,,,.
|  |  |  |  |

### Formation du mouvement moderne (1918-1927)
Le mouvement moderne comprend un nombre important de contributions individuelles et collectives. Dans la première décennie, les expériences de Walter Gropius et du Bauhaus et celle de Le Corbusier comme architecte sont en opposition avec la tradition récente et indépendantes entre elles. L'œuvre d'Erich Mendelsohn en Allemagne, le travail de Mies van der Rohe du Novembergruppe au Deutscher Werkbund, de Jacobus Johannes Pieter Oud pour l'administration de Rotterdam et ceux de Willem Marinus Dudok à Hilversum liés aux mouvements d'avant et de la période de guerre sont développés dans un sens comparable et convergent. À cette diversité, on peut joindre Cornelis van Eesteren, Bruno Taut, les frères Wassili et Hans Luckhardt, les constructivistes russes… Cette rencontre d'expériences témoigne d'un changement profond pour faire face aux besoins d'un monde radicalement transformé.

#### Allemagne et Bauhaus

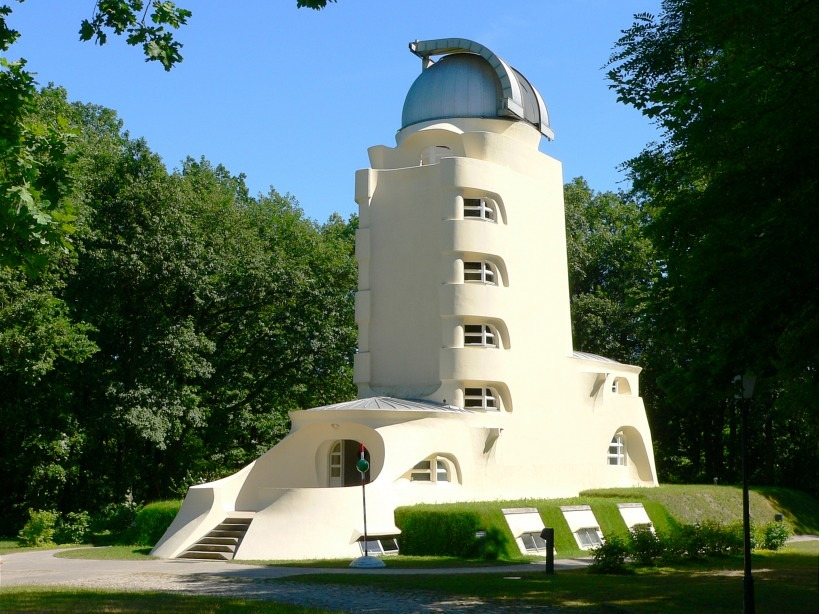
Erich Mendelsohn, Tour Einstein, Potsdam, 1917-1921

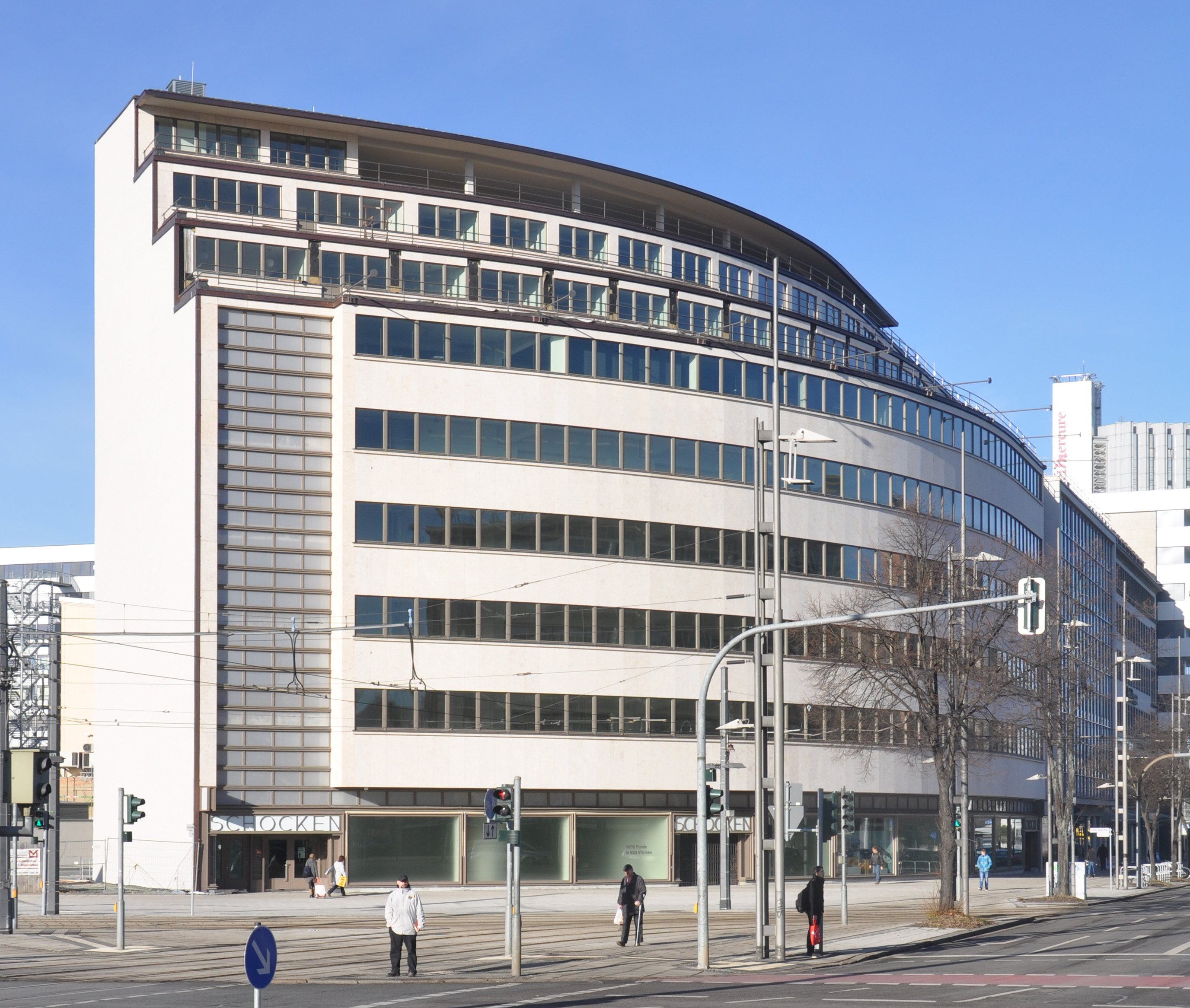
Erich Mendelsohn, Centre Schocken, Chemnitz, 1927-1930

Après la guerre, la réaction au chaos économique se traduit par une révolution. Dans l'art, des groupes de révolutionnaires modèlent leurs prises de position sur celles des groupes ouvriers radicaux dans l'espoir qu'une révolution culturelle accompagne la révolution politique, mais une sévère inflation limite les possibilités de construire. Les architectes allemands doivent se contenter de coucher sur le papier leurs projets de société nouvelle.
En 1919, Bruno Taut dans ses aquarelles dessine des immeubles collectifs de verre et pense qu'il revient à l'artiste de révéler la forme de la nouvelle politique qui allait naître des ruines de la civilisation européenne. Walter Gropius s'oppose par sa démarche à l'avant-garde de l'après guerre et Mies van der Rohe suit un cheminement personnel rigoureux alors que pour Erich Mendelsohn et les frères Wassili et Hans Luckhardt l'adhésion à l'avant-garde reste une expérience capitale.

##### Novembergruppe
En décembre 1918 est fondée par une association d'artistes radicaux et révolutionnaires de Berlin le Novembergruppe qui tient son nom de la révolution allemande de 1918-1919. Au début 170 artistes forment le groupe avec des futuristes italiens et d'importants artistes Dada, puis des membres du Bauhaus, dont certains appartenaient à l'ancien Deutscher Werkbund, les rejoignent. L'architecte Erich Mendelsohn est membre fondateur et jusqu'en 1933, l'arrivée au pouvoir d'Hitler et la fin des travaux, on trouve parmi les membres : Rudolf Belling, Wassily Kandinsky, El Lissitzky, Ludwig Mies van der Rohe, Georg Muche, Hans Scharoun, Rudolf Schlichter, Bruno Taut, Walter Spies… Le style du groupe est une synthèse d'influences cubistes, futuristes et expressionnistes. Il publie une revue et organise des expositions avec la participation d'invités comme De Stijl, Marc Chagall, Georges Braque, Fernand Léger, Marie Laurencin, El Lissitzky et établit des collaborations avec les Italiens Filippo Tommaso Marinetti et Enrico Prampolini.

##### Erich Mendelsohn
Né en 1887, Erich Mendelsohn est attiré par le travail d'Henry Van de Velde et l'idée que la force interne des bâtiments vient de leur structure, comme chez les organismes vivants. En 1911, il découvre les peintres Franz Marc et Vassily Kandinsky et le sentiment que les idées visuelles jaillissent d'une intuition profonde, en résonance avec un élément cosmique. Juif, il tente de relier la forme au symbolisme géométrique des textes mystiques hébreux et pense qu'une des fonctions de l'art est de rendre perceptible un ordre spirituel et de révéler les processus et les rythmes de la nature.
En 1919, Erich Mendelsohn membre fondateur du Novembergruppe est déjà connu pour ses esquisses d'architecture fantastiques. Son influence à ses débuts est énorme sur son époque, bien plus que les autres architectes de sa génération. En 1920, il réalise la tour-observatoire d'astronomie d'Einstein à Potsdam qui est une tentative d'application du répertoire expressionniste de l'après-guerre. Après 1925, il rencontre un grand succès professionnel, construit des grands magasins, un cinéma à Berlin. Sa démarche est sûre et sa production est caractérisée par les formes exprimées dans ses dessins de jeunesse. Ces dernières œuvres peuvent être rapprochées des autres expériences en cours en Allemagne et ailleurs.

##### Mies van der Rohe

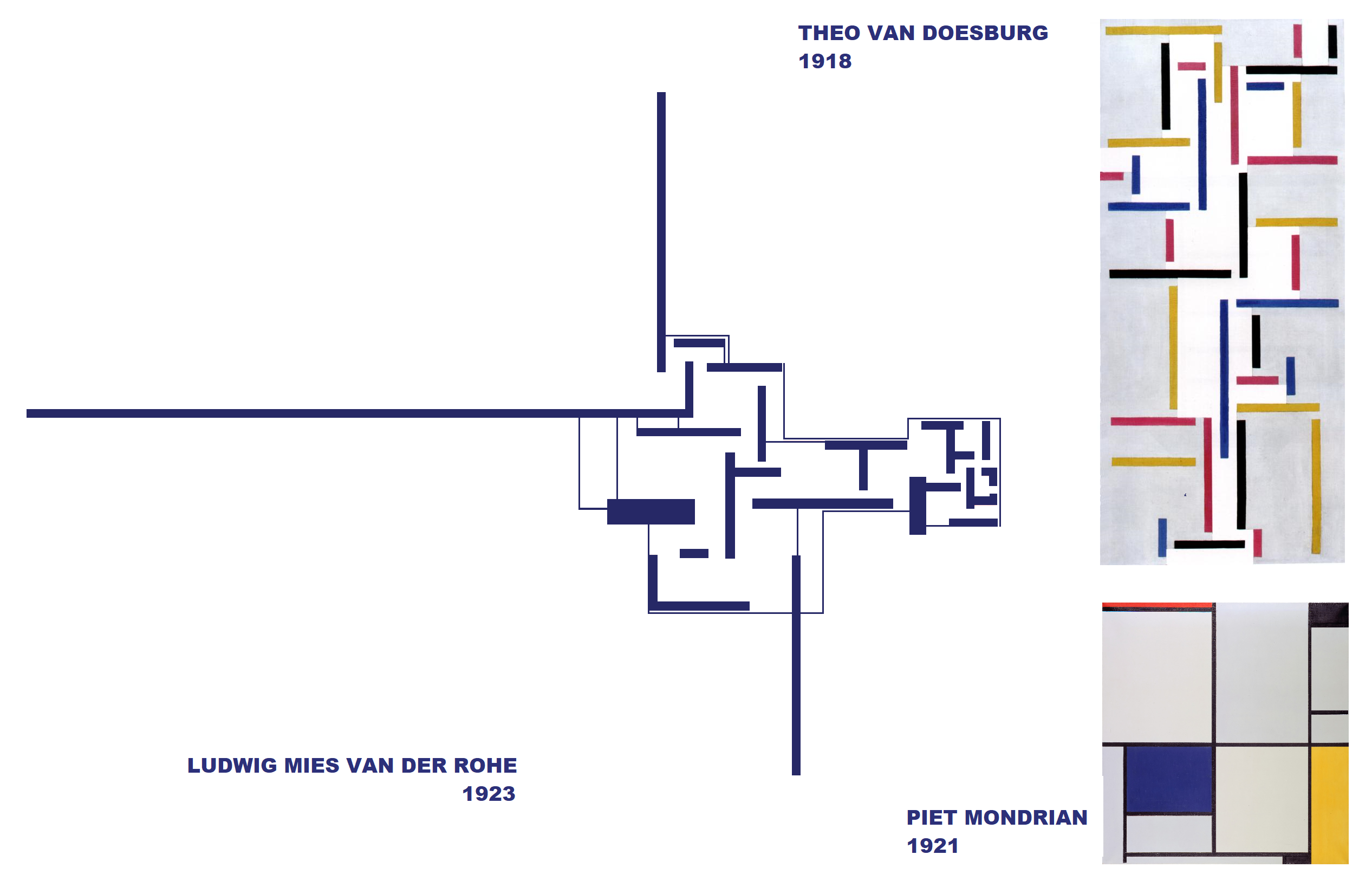
Mies van der Rohe, plan de la maison en briques de 1923 et œuvres de Theo van Doesburg en 1918 et Piet Mondrian en 1921

Né en 1886, Ludwig Mies van der Rohe travaille de 1908 à 1911 avec Peter Behrens et trouve très tôt son inspiration dans la structure austère et intemporelle de la Chapelle palatine d'Aix-la-Chapelle, la sévérité néoclassique et la précision géométrique de Karl Friedrich Schinkel et dans la manière simple et directe d'utiliser les matériaux d'Hendrik Petrus Berlage. Avant la déclaration la guerre, il a déjà son propre cabinet et à moins de trente ans, la plupart des caractéristiques de son œuvre sont en place : recherches de valeurs spirituelles, réduction à des formes simples, enseignements de l'histoire, ordre de la technique industrielle dans un style qui met l'accent sur l'ordre, la sérénité, la symétrie et la rigueur de la ligne droite.
Immédiatement après la guerre, Mies van der Rohe dirige la section architecture du groupe révolutionnaire d'artistes berlinois Novembergruppe et prépare entre 1919 et 1923 une série de projets théoriques, deux gratte-ciel en verre, des bureaux en béton armé et des maisons basses en briques et maçonnerie. Dans ses premièes commandes, il utilise ses études pour clarifier les problèmes concrets qu'il rencontre.
En 1923, un concept majeur de son œuvre apparaît avec le projet non construit de la maison en briques qui cristallise son concept clé d'espace. Le plan est constitué d'un jeu de lignes qui semblent se développer à l'infini et qui définissent des plans de murs qui s'arrêtent pour laisser place à des ouvertures vitrées du sol au plafond. Certaines masses s'élèvent sur deux niveaux et les toits sont de minces dalles. Il n'y a pas d'axes dominants et le champ des énergies varie avec les déplacements du visiteur. On y trouve une translation de l'abstraction picturale de Piet Mondrian et de Theo van Doesburg dans l'architecture mais il faudra encore quelques années pour qu'il parvienne à donner corps à ses idées spatiales en animant en trois dimensions l'ensemble du bâtiment,.

##### Walter Gropius

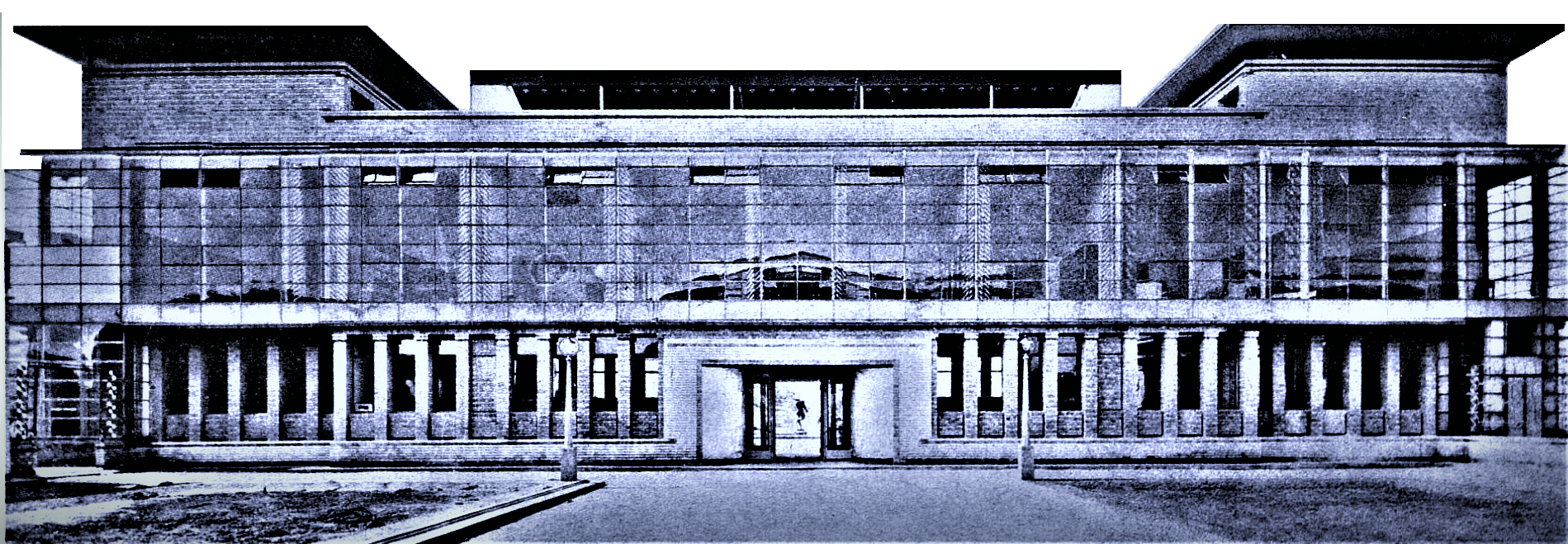
Walter Gropius et Adolf Meyer, Deutscher Werkbund, Cologne, 1914

Walter Gropius a 36 ans quand il fonde le Bauhaus de Weimar en 1919 et est déjà considéré comme une des figures de proue de l'architecture allemande. Il naît à Berlin en 1883 dans une famille très cultivée et passionnée par l'architecture avec un père architecte, un grand-père peintre connu et un grand-oncle directeur du Musée des Arts et Métiers de Berlin. Après ses études d'architecte à Munich et Berlin, il entre à l'agence de Peter Behrens qui vient d'être nommé chef du design d'AEG en 1907. Trois ans plus tard il ouvre son agence et réalise avec Adolf Meyer, l'usine Fagus qui le fait connaître. Dans sa participation au Deutscher Werkbund il prend la tête avec Henry Van de Velde des opposants à Hermann Muthesius estimant que des normes nationales et des dimensions standard pour chaque chose élimineront la créativité des designers et des architectes. Dans cet esprit il dessine des meubles, du papier peint, une locomotive en 1912 et aménage un wagon vers 1914. Avec Adolf Meyer, ils conçoivent une petite usine modèle pour l'exposition du Deutscher Werkbund à Cologne en 1914.
En 1915, le nom de Walter Gropius est proposé par Henry Van de Velde pour lui succéder au poste de directeur du Kunstgewerbeshule de Weimar. Il rédige un mémoire où il constate que la production de masse a provoqué le déclin de l'artisanat et propose la collaboration entre l'artiste, l'industriel et le technicien. L'élève, après avoir reçu une formation d'artisan, vient avec ses projets à l'école pour les mettre au point avec un professeur et retourne à l'usine ou à l'atelier pour les réaliser. En janvier 1916, l'école est fermée mais à la fin de la guerre, Walter Gropius contacte les autorités avec des plans précis pour redonner à Weimar une nouvelle vie artistique. Il est nommé directeur de l'École supérieure d'Art qui est rouverte.

##### Bauhaus

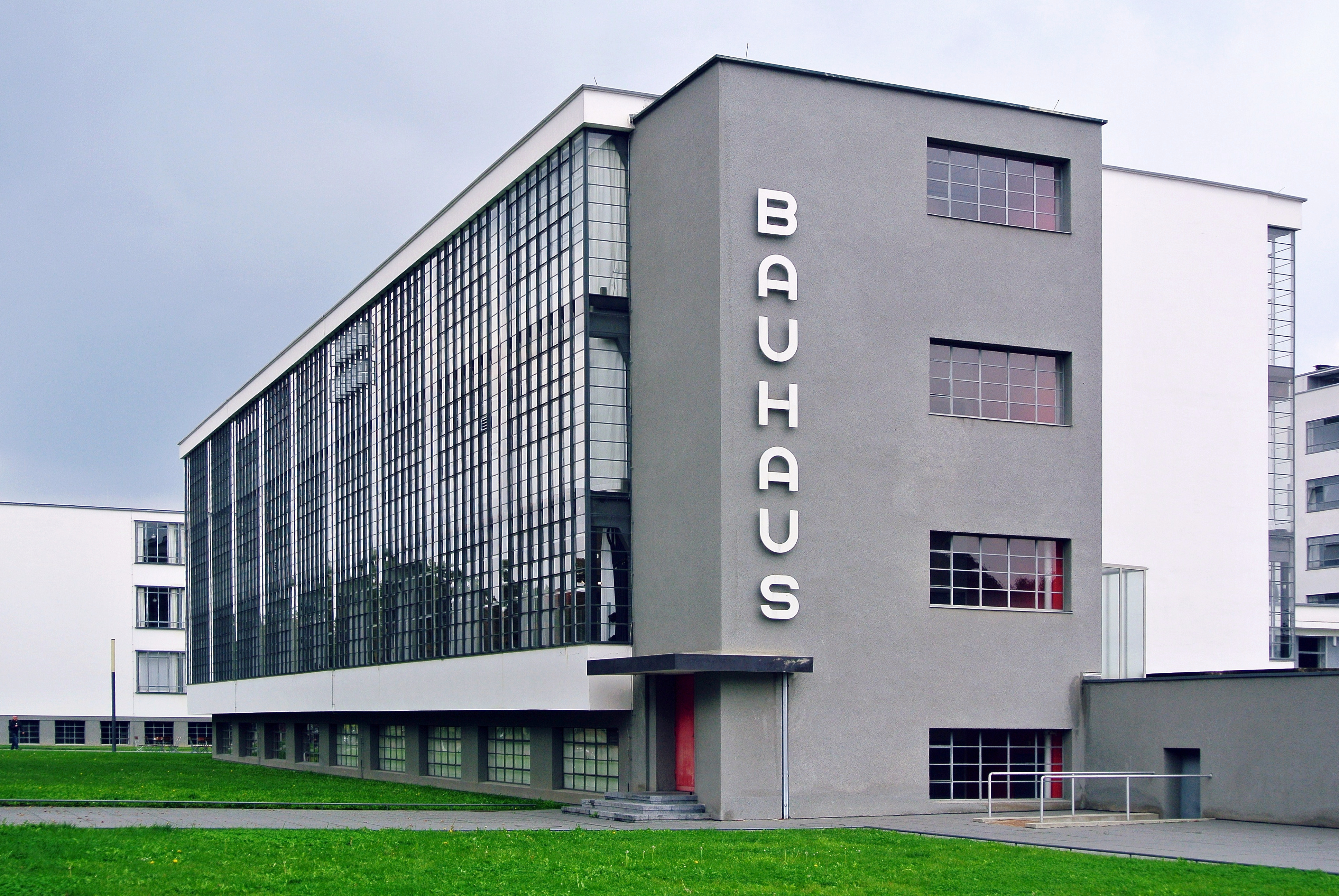
Bauhaus de Dessau

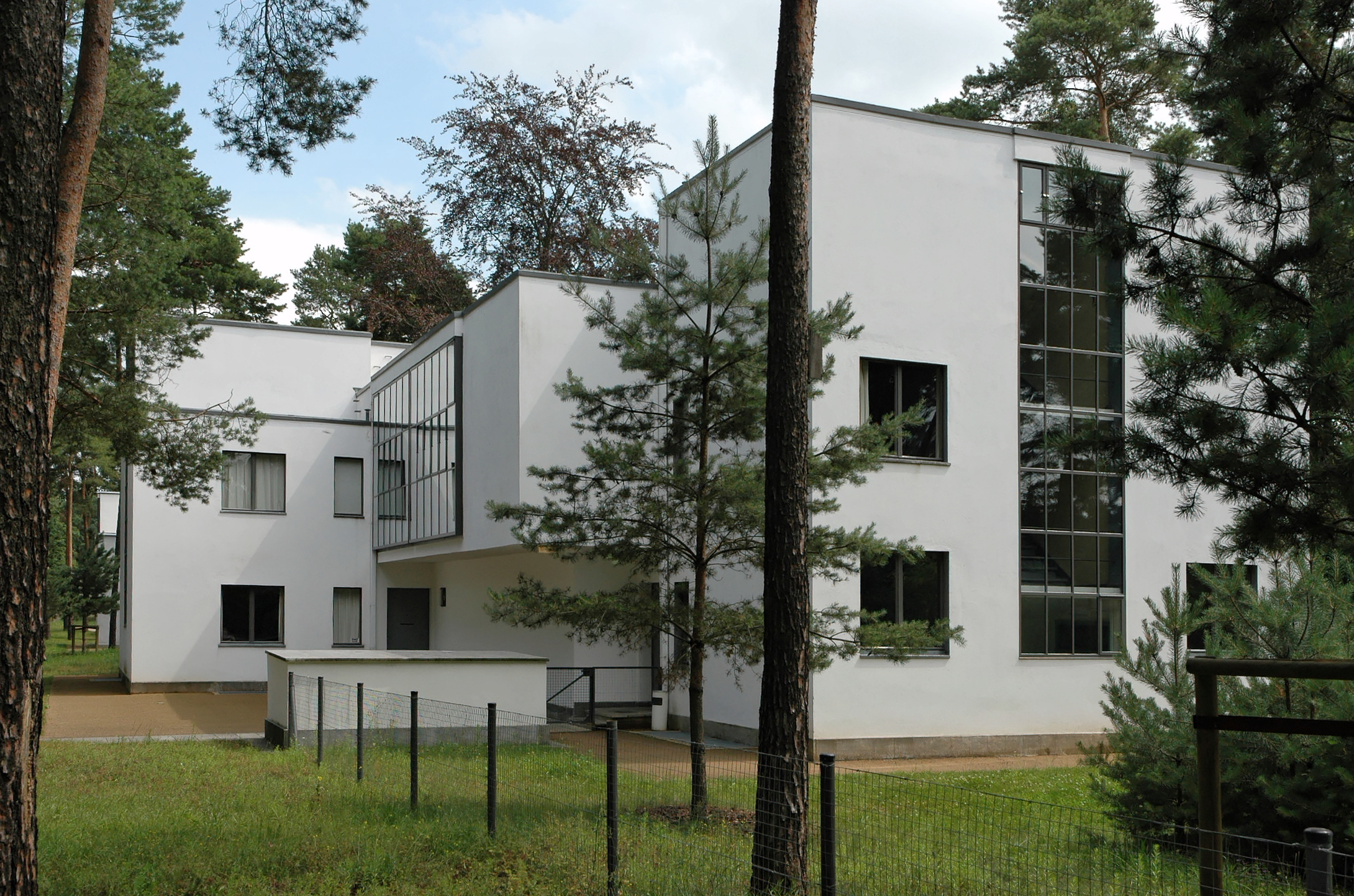
Bauhaus de Dessau, Maison des maîtres

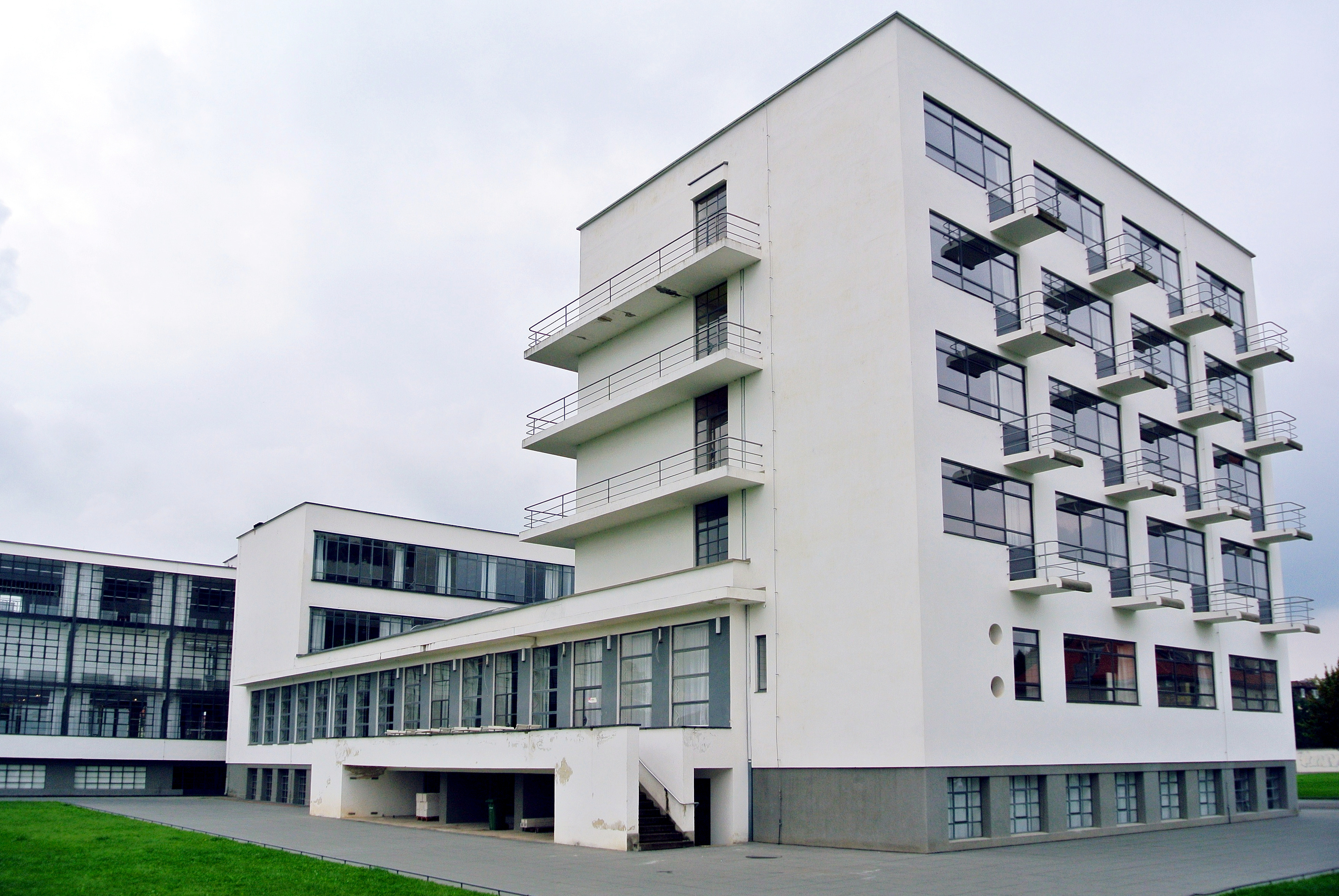
Bauhaus de Dessau-Roßlau, Les ateliers (dortoir). Sur le toit plat du bâtiment visible, il y a une terrasse récréative également appelée jardin sur le toit.

En 1919, Walter Gropius réunit l'École supérieure d'Art à celle d'Henry Van de Velde dans le Bauhaus de Weimar avec l'affirmation d'une méthodologie générale fondée sur les lois naturelles et celles de l'esprit humain, où la pensée et l'action, les exigences matérielles et spirituelles trouveront leur équilibre. Les trois caractéristiques de l'enseignement résident dans le parallélisme entre théorie et pratique avec en permanence la présence d'un maître artisan et d'un maître de dessin, le contact continuel avec la réalité du travail et la présence de professeurs de création. Le but est d'utiliser l'artisanat pour former des projeteurs modernes capables d'imprimer aux produits industriels une claire orientation formelle.
Les enseignants sont des peintres, sculpteurs, graveurs, scénographes, pour 250 étudiants allemands et autrichiens. Le programme prévoit six mois pour une familiarisation avec les matériaux et quelques problèmes formels simples, trois années pour obtenir le certificat de compagnon avec un enseignement technique dans sept ateliers où on travaille la pierre, le bois, le métal, la terre cuite, le verre, les couleurs et les tissus ; des cours théoriques de comptabilité, métré, économie ; les méthodes de représentation et de composition. Un cours de perfectionnement permettant l'accès au titre de maître d'œuvre est d'une durée variable, basé sur le projet architectural et les travaux pratiques dans les ateliers de l'école.
Dans le premier programme du Bauhaus, Walter Gropius croit en la nécessité d'allier sensibilité esthétique et conception utilitaire sans aborder la création de types à produire en série. L'étudiant est une sorte d'apprenti censé apprendre le tissage et autres formes d'expressions utiles pour la décoration des espaces de vie et des bâtiments. L'étude de la forme apporte les bases de l'agencement formel avec la composition et l'étude des couleurs, des textures et de l'expression. Cet enseignement est structuré par un cours fondamental donné par Johannes Itten qui fait régner une atmosphère mêlant mystique et expressionnisme. Il est le maître qui domine tout, dogmatique, il défend une œuvre produite par un seul individu où l'étudiant doit désapprendre les habitudes et les stéréotypes des traditions académiques européennes et repartir sur de nouvelles bases en expérimentant matériaux naturels et formes abstraites. Dans ses cours il veut sans doute amener ses étudiants à une sorte d'initiation religieuse avec la pratique de la méditation, des exercices de respiration profonde, de culture physique pour une découverte de soi. Certains jeûnent, mangent végétarien et pratiquent des exercices spirituels. Les premiers travaux produits ont un esprit primitiviste avec des influences dadaïstes, des constructions de déchets de Kurt Schwitters et des collages désarticulés de Max Ernst. L'ambiance est celle d'un désespoir cultivé avec un sens de l'absurde lié à l'impact de la guerre mécanisée.
Après l´installation à Weimar de Theo van Doesburg et son abandon de l’enseignement, car il attire de nombreux étudiants du Bauhaus sans pouvoir y être nommé maître car élément jugé trop perturbateur, Walter Gropius pense que l'accent mis sur l'artisanat devient de plus en plus anachronique. Il avait à l'origine envisagé une école capable d'accueillir plusieurs points de vue et de créer l'harmonie à partir de la diversité dans un programme plus industriel et il voit qu'avec Johannes Itten le Bauhaus risque de s'isoler du monde réel.
Les années 1922-1923 sont importantes pour le développement de l'architecture moderne et une orientation nouvelle se dessine au Bauhaus et dans la pensée et les travaux de Walter Gropius. Les formes du mouvement De Stijl deviennent la base des travaux de conception avec la réintégration de la forme et de l'industrie. Johannes Itten démissionne et le cours fondamental est confié à László Moholy-Nagy dont le vocabulaire est dans la lignée de Theo van Doesburg et des expérimentations éducatives de la Russie révolutionnaire. Le corpus des formes et d'idées issues de l'art géométrique abstrait prôné par ce cours donne une grammaire visuelle commune aux artistes d'art pour concevoir des céramiques, tissus, meubles et même des bâtiments. En 1923, Walter Gropius publie Idée et construction, un texte fondamental, plus sobre et plus optimiste que le manifeste fondateur, où il affirme que la machine est le médium de mise en forme le plus moderne, et cherche dès lors à travailler avec elle. Les étudiants doivent apprendre à dessiner des types destinés à la production en série et chercher à concevoir des formes exprimant l'époque de la mécanisation. Le but suprême est de parvenir à l'unité et la synthèse de tous les arts dans l'œuvre d'art totale, le bâtiment.
En 1925, l'école est transférée à Dessau où la construction des nouveaux édifices engage pour la première fois l'école dans une vaste tâche concrète. Le projet comprend le siège du Bauhaus, les logements de Walter Gropius, Vassily Kandinsky, Paul Klee, Moholy-Nagy, Oskar Schlemmer, Hinnerk Scheper et Georg Muche, un quartier modèle d'habitations ouvrières et l'Office du travail de la ville. Walter Gropius se réserve le siège du Bauhaus avec la collaboration des autres enseignants pour l'exécution et le mobilier. On y retrouve une ressemblance avec les projets théoriques des néo-plasticiens de De Stijl et des constructivistes,.
| . | . | . |

#### France et Le Corbusier

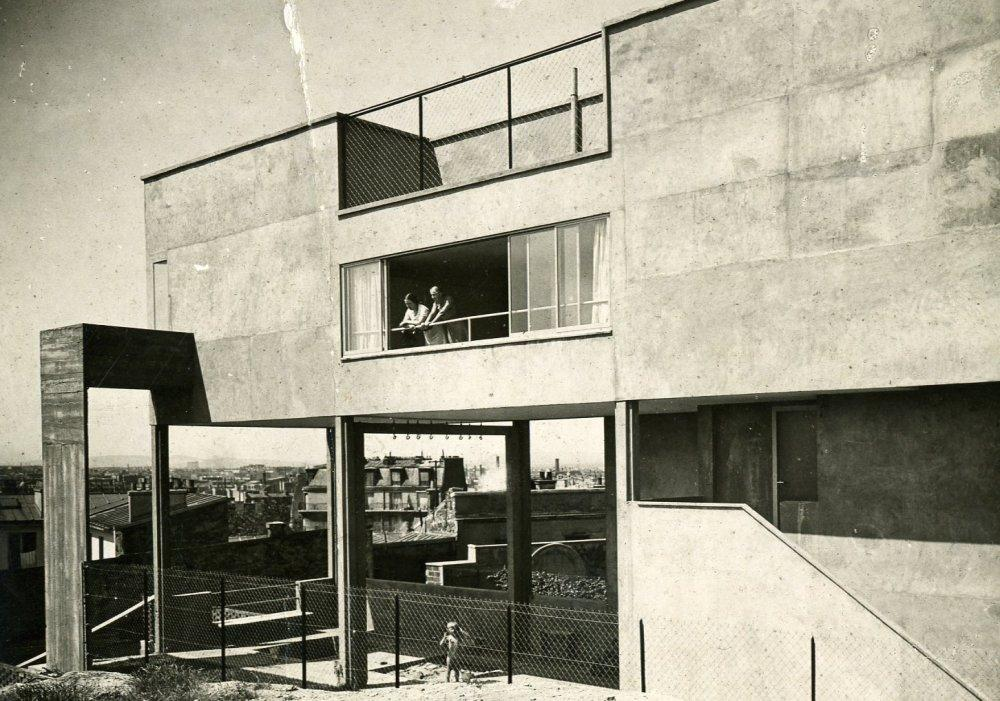
La villa Zilvelli de Jean Welz à Paris (1933).

En France, dans la première decennie du XXe siècle, alors qu'ailleurs se développe le mouvement de l'art nouveau, la culture française ne connaît pas de remous. Auguste Perret et Tony Garnier font la dernière tentative pour éloigner les formules académiques en allant à la rencontre des exigences de la société moderne.
Les ouvrages de Perret et les grands travaux de Lyon par Garnier apparaissent comme une conclusion. Les novateurs doivent attaquer de l'extérieur les institutions existantes et cette remise en question ne peut être faite que par une initiative individuelle. Le Corbusier a été capable d'affronter les traditions de son pays d'adoption sans perdre de vue les liaisons avec le mouvement international. Il agit comme médiateur entre la culture internationale et la tradition française. Ses initiatives et ses travaux s'appuient sur son tempérament et à leur écho toujours exceptionnel.

##### Le Corbusier

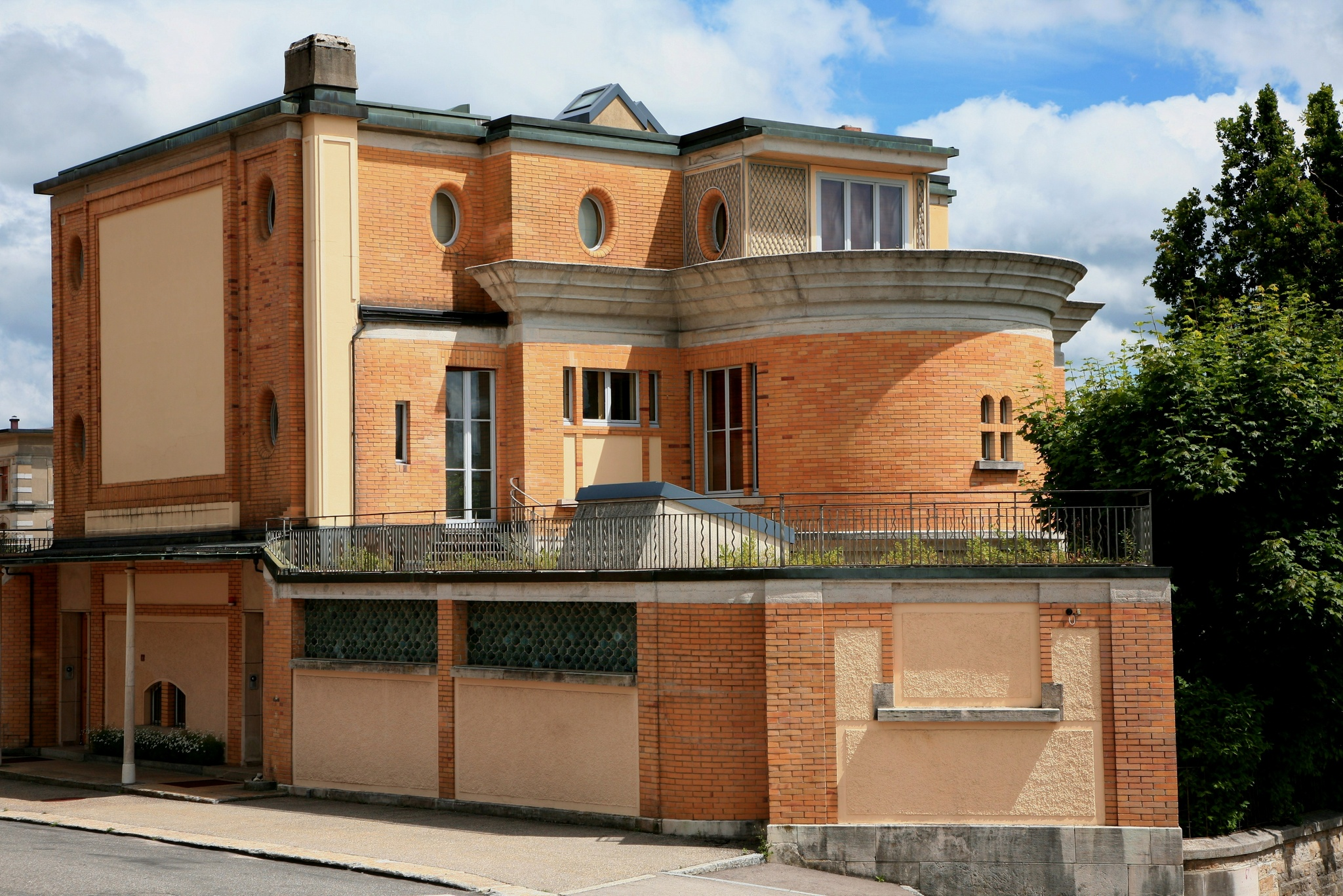
Le Corbusier, Villa Schwob, 1916

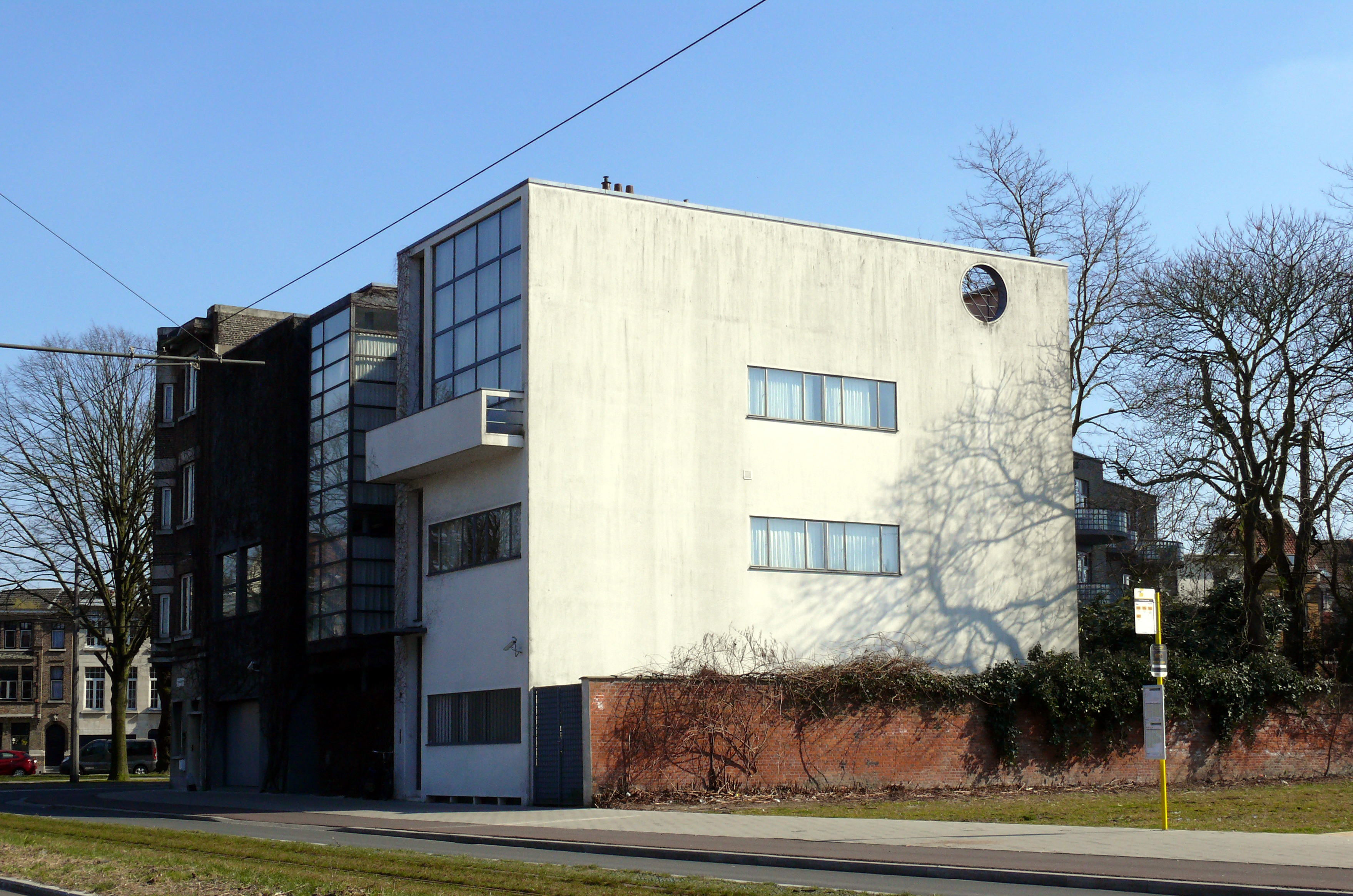
Le Corbusier, Maison Guiette, Anvers, 1926

Le Corbusier né en 1887 appartient à la génération de Walter Gropius et de Ludwig Mies van der Rohe et a vingt ans de moins que Franck Lloyd Wright. Graveur de formation, il réalise à l'âge de quinze ans un boitier de montre qui témoigne d'une influence Art nouveau comme pour les villas Fallet, Jacquemet et Stotzer qu'il conçoit en 1906 et 1908. Charles L'Eplattelier, son professeur à l'école locale, favorise son penchant pour l'observation et l'étude de la nature, et au-delà des apparences, la structure et la beauté des formes géométriques simples. En 1910, son projet d'école composé d'une pyramide, de simples cubes et de surfaces sans ornements révèle son goût des formes simples et une façon de regarder le passé pour en tirer des enseignements d'ordre général. S'il se méfie du système conventionnel des Beaux-Arts, il lit des ouvrages sur les fonctions spirituelles et de révélation de l'Art, fait de nombreux voyages où il réalise de nombreux croquis d'édifices pour en mémoriser les traits saillants, en extraire les principes d'organisation et relier les plans à l'expérience dynamique et sensuelle des volumes dans leurs cadres. Il multiplie les expériences dans les agences d'architecture, à Paris, chez Auguste Perret, il est initié à l'École rationaliste d'Auguste Choisy à Eugène Viollet-le-Duc et est convaincu que le béton deviendra son propre matériau. En 1914, il invente avec Max Dubois la structure Dom-ino sur l'exploitation du porte-à-faux qui sera un élément essentiel de son architecture et de son urbanisme. En 1910, il travaille en Allemagne chez Peter Behrens qui conçoit les usines AEG et a des relations avec Hermann Muthesius et le Deutscher Werkbund. Le Corbusier voit l'usine Fagus de Walter Gropius et Adolf Meyer et leur petite usine du Deutscher Werkbund de Cologne et sent le besoin d'allier l'art et la machine et la nécessité de types, modules de conception standard adaptables à la fois à la production de masse et aux usages de la société. Pendant quelques années, il s'intéresse de plus en plus au béton armé et aux problèmes posés par son utilisation dans le cadre d'une industrialisation croissante. En 1916, il conçoit la villa Schwob avec une ossature en béton armé, un espace central à double hauteur avec des galeries suspendues et un toit plat. On y trouve des influences de maisons romaines, Auguste Perret, Peter Behrens et Frank Lloyd Wright et son Wasmuth portfolio,
En 1919, à Paris, il fonde avec Amédée Ozenfant le mouvement puriste et dirige la revue l'Esprit nouveau. Le purisme, comme le mouvement néo-plasticien de De Stijl, établit quelques règles : l'utilisation de formes simples, l'harmonie entre les procédés de l'art et la nature qui peuvent s'appliquer indifféremment à l'architecture, la peinture et la sculpture contrairement à ceux qui intègrent les arts figuratifs dans l'architecture. Le Corbusier toute sa vie alterne architecture, peinture et sculpture. En 1923, il rassemble ses réflexions théoriques dans Vers une architecture puis en 1925, dans L'Art décoratif d'aujourd'hui et Urbanisme, il élargit son raisonnement des objets à la ville.
Avec la construction de la Cité Frugès à Pessac entre 1924 et 1926, Le Corbusier passe de la théorie à la pratique avec des résultats décevants en raison des grandes difficultés rencontrées. Le projet d'Henry Frugès est celui d'un investisseur qui croit possible de vendre clés en main des maisons à une clientèle populaire et celui de Le Corbusier d'expérimenter la conception et la réalisation industrialisée d'un ensemble résidentiel bon marché. Les trois types de maisons sur deux niveaux sont construits sur une trame de 5.00 x 5.00 au sol correspondant à une poutre standard en béton armé. La construction en béton armé, le toit-terrasse, les fenêtres-bandeaux, l'escalier en porte-à-faux dans un style, l'auvent en voûte surbaissée dans un autre donnent à ce lotissement des formes inédites, à la géométrie insistante. L'alignement d'unités semblables sont l'occasion d'une polychromie nouvelle où les parois d'un même volume sont peintes en brun, vert clair et blanc créant un paysage suburbain nouveau avec une succession de perceptions visuelles amorcées par Le Corbusier dans ses villas. Le prix de revient quatre à sept fois supérieur au prototype réalisé à Bordeaux, les négligences administratives avec un lotissement sans eau ni assainissement, l'exiguïté des terrains rendent ces maisons invendables et révèlent l'idéalisme du projet. On ne transpose pas sans précaution au bâtiment les normes de la production industrielle, de la mécanisation et de la division du travail mais c'est aussi une mise en garde sur l'intervention des promoteurs privés sur l'urbanisation qui se heurte aux premières tentatives de réglementation imposées par les pouvoirs publics.
En 1925, il présente sa première proposition concrète d'urbanisme avec le Plan Voisin du centre de Paris et au pavillon de l'Esprit nouveau un immeuble-villa. En 1926, dans Les cinq points d'une nouvelle architecture Le Corbusier avec Pierre Jeanneret reprennent les idées mises au point : les pilotis, les toits-jardins, le plan libre, la fenêtre en longueur et la façade libre et en 1927 la villa Stein de Vaucresson a valeur de manifeste,,.

#### Premiers rapports avec le public

##### Concours et expositions
Pour influencer la production de bâtiments, les acteurs du mouvement moderne doivent faire sortir leurs idées des ateliers et les présenter au grand public. Pour démontrer que les principes peuvent être appliqués avec succès aux problèmes concrets, la recherche des occasions est une préoccupation constante des maîtres du mouvement moderne. Le Corbusier accepte de travailler pour n'importe quel client, de l'Armée du salut aux Soviets et Walter Gropius comme Mies van der Rohe sous-estiment les implications politiques de leur travail pourvu qu'ils prennent contact avec les forces économiques.
Le meilleur moyen de persuader le public est la construction de bâtiments, de prototypes, de pavillons provisoires, d'objets. Le premier concours de niveau mondial est lancé en 1922 pour le siège du Chicago Tribune mais les dossiers primés sont de facture traditionaliste. En 1927, le siège de la Société des Nations à Genève se solde par la défaite des architectes modernes mais donne un coup de grâce au prestige moral de l'Académie. En 1931, pour le palais des Soviets, le gouvernement soviétique commande certains projets à Walter Gropius, Le Corbusier, Erich Mendelsohn, Hans Poelzig pour montrer que l'Union soviétique accueille les forces progressistes qui ont subi une défaite à Genève.
En 1927, le Deutscher Werkbund à Stuttgart pour sa deuxième exposition invite les meilleurs architectes de toute l'Europe à construire les immeubles du Weißenhofsiedlung. Mies van der Rohe, qui est vice-président obtient, en plus des pavillons provisoires, l'aménagement d'un quartier. Les Allemands Peter Behrens, Walter Gropius, Ludwig Hilberseimer, Hans Poelzig, Adolf Rading, Hans Scharoun, Adolf Gustav Schneck, Bruno Taut, Max Taut, les Hollandais Jacobus Johannes Pieter Oud, et Mart Stam, le Français Le Corbusier et le Belge Victor Bourgeois sont appelés à construire des immeubles.
|  |  |  |  |  |

En 1930 l'Exposition du Grand Palais à Paris a le plus d'échos. Walter Gropius y présente avec Herbert Bayer, Marcel Breuer et László Moholy-Nagy le meilleur de la production allemande et le public français voit et apprécie les transformations que le mouvement moderne a fait subir en quelques années à l'art décoratif allemand.
En 1932, l'exposition internationale sur l'architecture moderne organisée par Alfred Barr, Henry-Russell Hitchcock et Philip Johnson au MoMA de New-York présente le travail de Frank Lloyd Wright, Walter Gropius, Le Corbusier, Jacobus Johannes Pieter Oud, Ludwig Mies van der Rohe, Raymond M. Wood, George Howe et William Lescaze, Richard Neutra, Monroe et Irving Bowman et Otto Haesler. On y trouve aussi des études d'urbanisme sur les nouveaux besoins de l'habitat de Jacobus Johannes Pieter Oud à Rotterdam, Ernst May à Frankfort et Otto Haesler à Celle, Hanovre, Rathenow, Karlsruhe et surtout à Cassel.
Le catalogue et l'ouvrage : The international Style architecture since 1922 d'Henry-Russell Hitchcock et Philip Johnson qui prolongent l'exposition, popularisent l'expression Style international mais excluent Franck Lloyd Wright du fait de l'étroitesse de ses critères et restent silencieux sur le contenu social de la nouvelle architecture. Ils tentent plutôt d'illustrer et de définir une communauté de motifs visuels et de modes d'expression, quelles que soient les différences de fonctions, de significations et de convictions,,.

##### Publications
Après le livre de Walter Gropius Internationale Architecktur de 1925, les publications se multiplient. Entre 1929 et 1932, sont publiés en Allemagne le Wasmuth Lexicon der Baukunst en quatre volumes, en France l'œuvre de Le Corbusier de 1910 à 1929, en Italie en 1929 l' Antologie de Fillia, et en 1932 l'ouvrage iconographique d’A. Sartois. En 1929, Bruno Taut dans son livre résume les caractères du mouvement moderne en cinq points. Les revues d'après guerre comme De Stijl, l'Esprit Nouveau ou celle du Bauhaus disparaissent et sont remplacées par d'autres périodiques avec une diffusion plus large : Die Form organe du Deutscher Werkbund, Architecture d'aujourd'hui, Casa Bella en Italie, le groupe l'Équerre en Belgique. Les articles et les travaux d'architectes où les rédacteurs donnent des explications simples, positives et compréhensibles par tous sont publiés dans des revues traditionnelles.

#### Approche des problèmes d'urbanisme

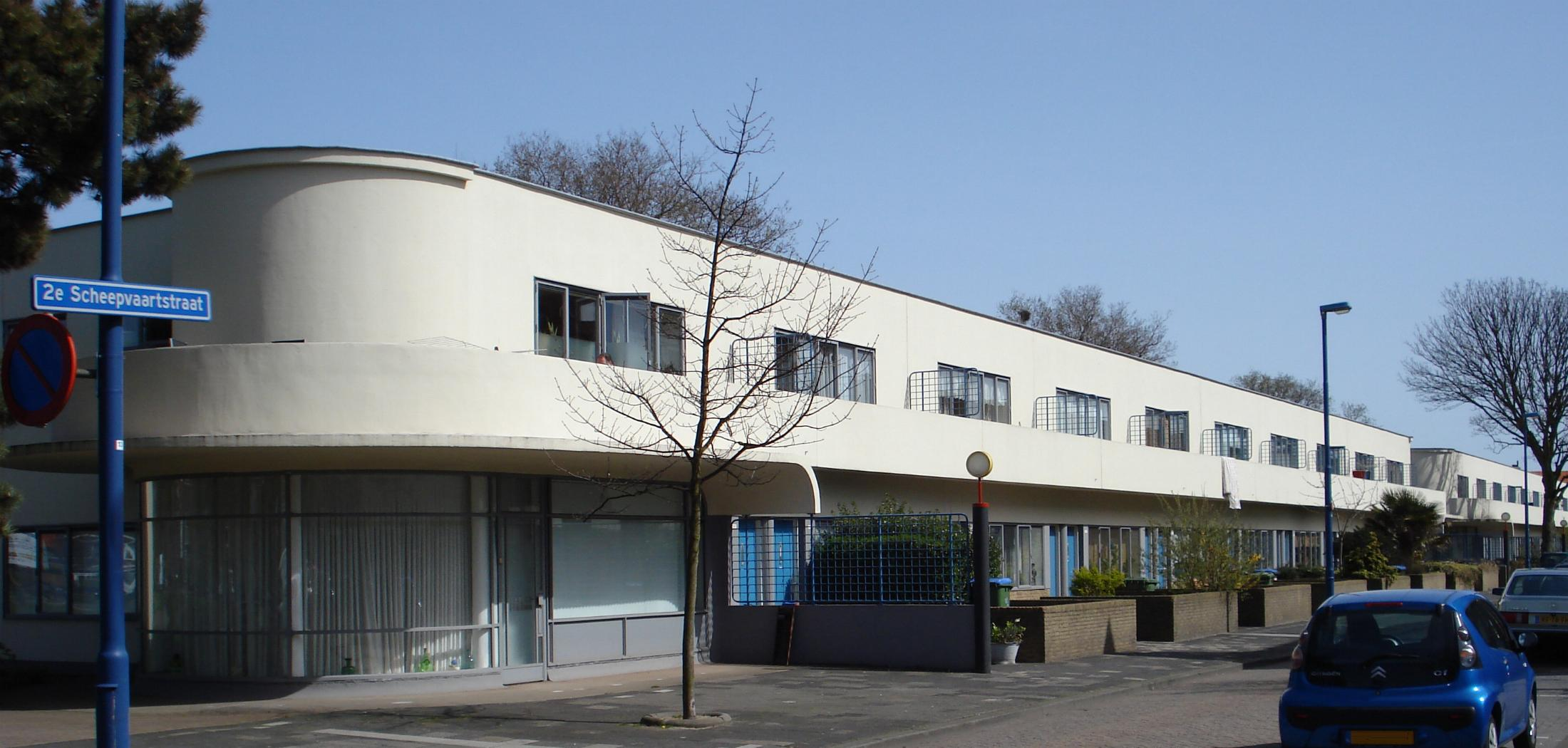
Jacobus Johannes Pieter Oud, Hoek van Holland, 1924

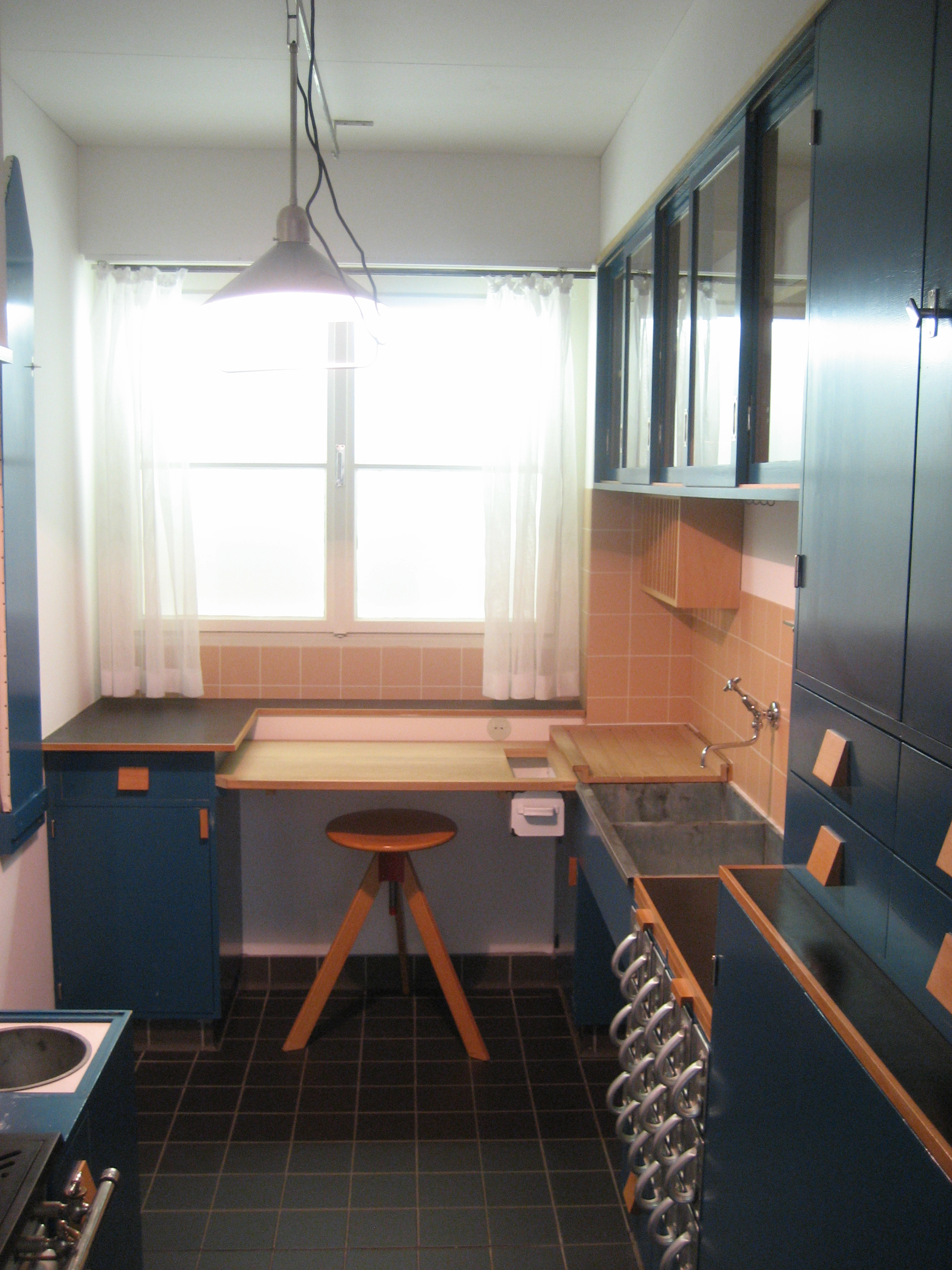
Margarete Schütte-Lihotzky, Cuisine de Francfort, 1926

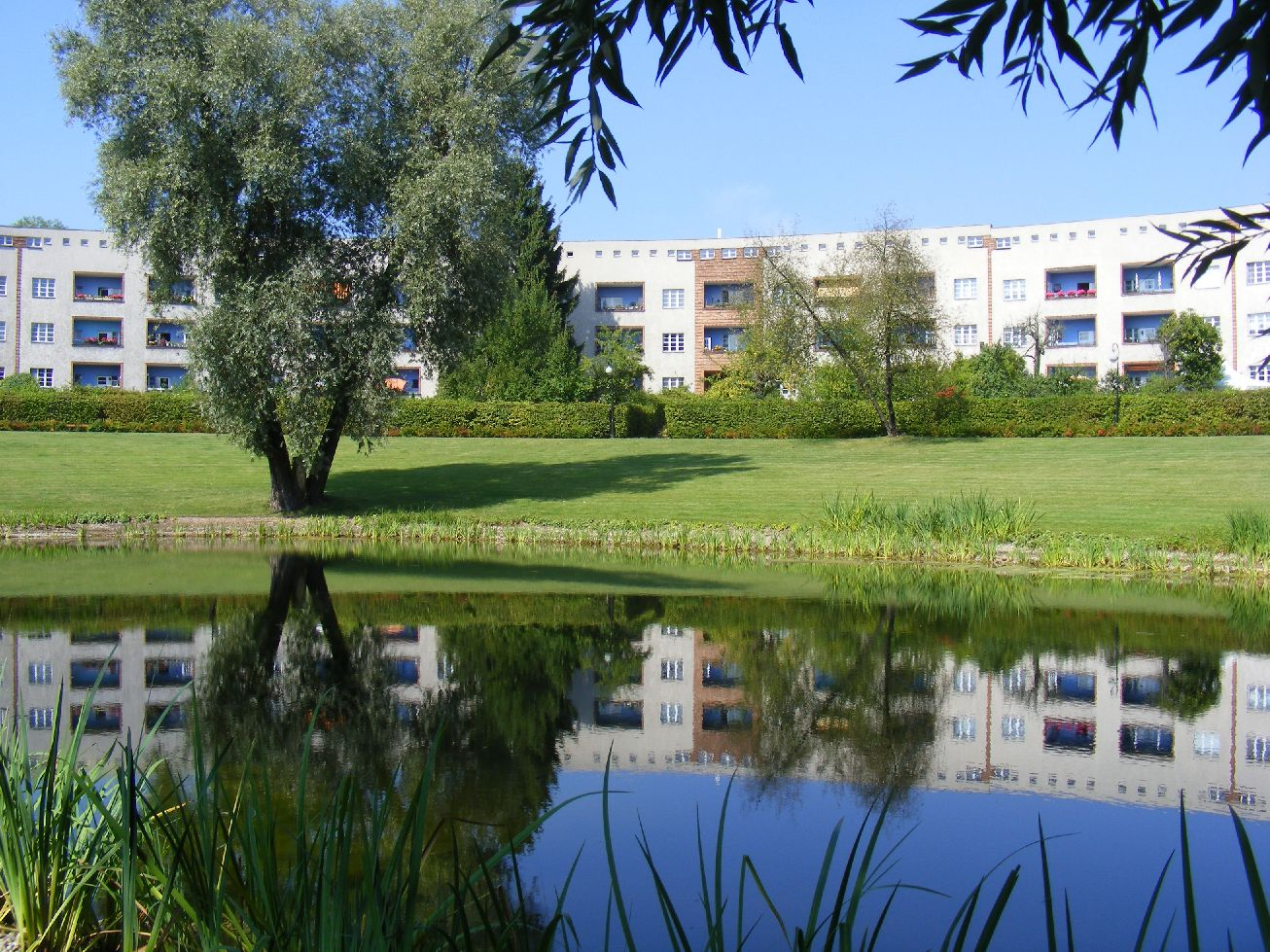
Bruno Taut et Martin Wagner, Cité du fer à cheval, Britz, 1928

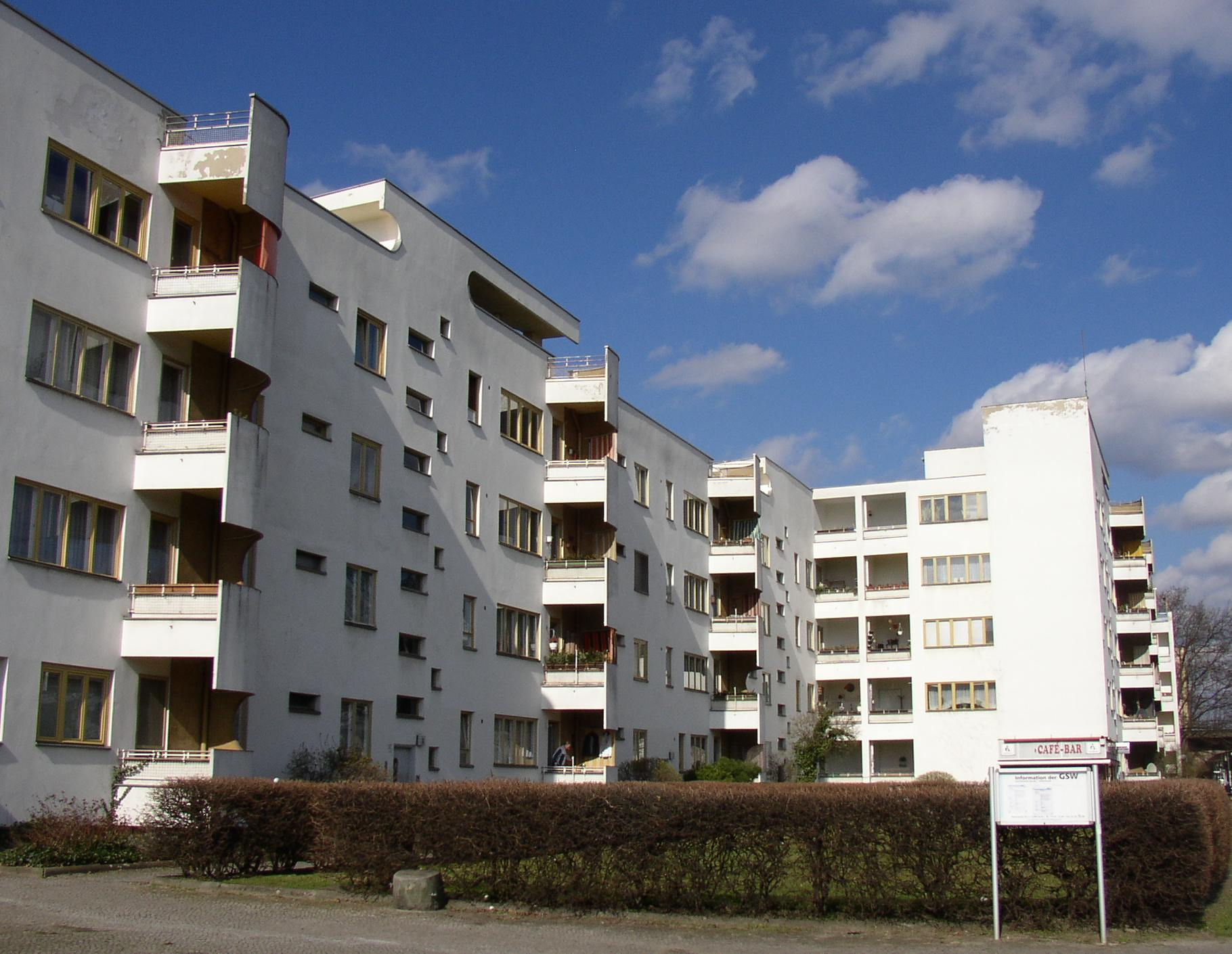
Hans Scharoun, Cités du modernisme de Berlin, 1929-1934

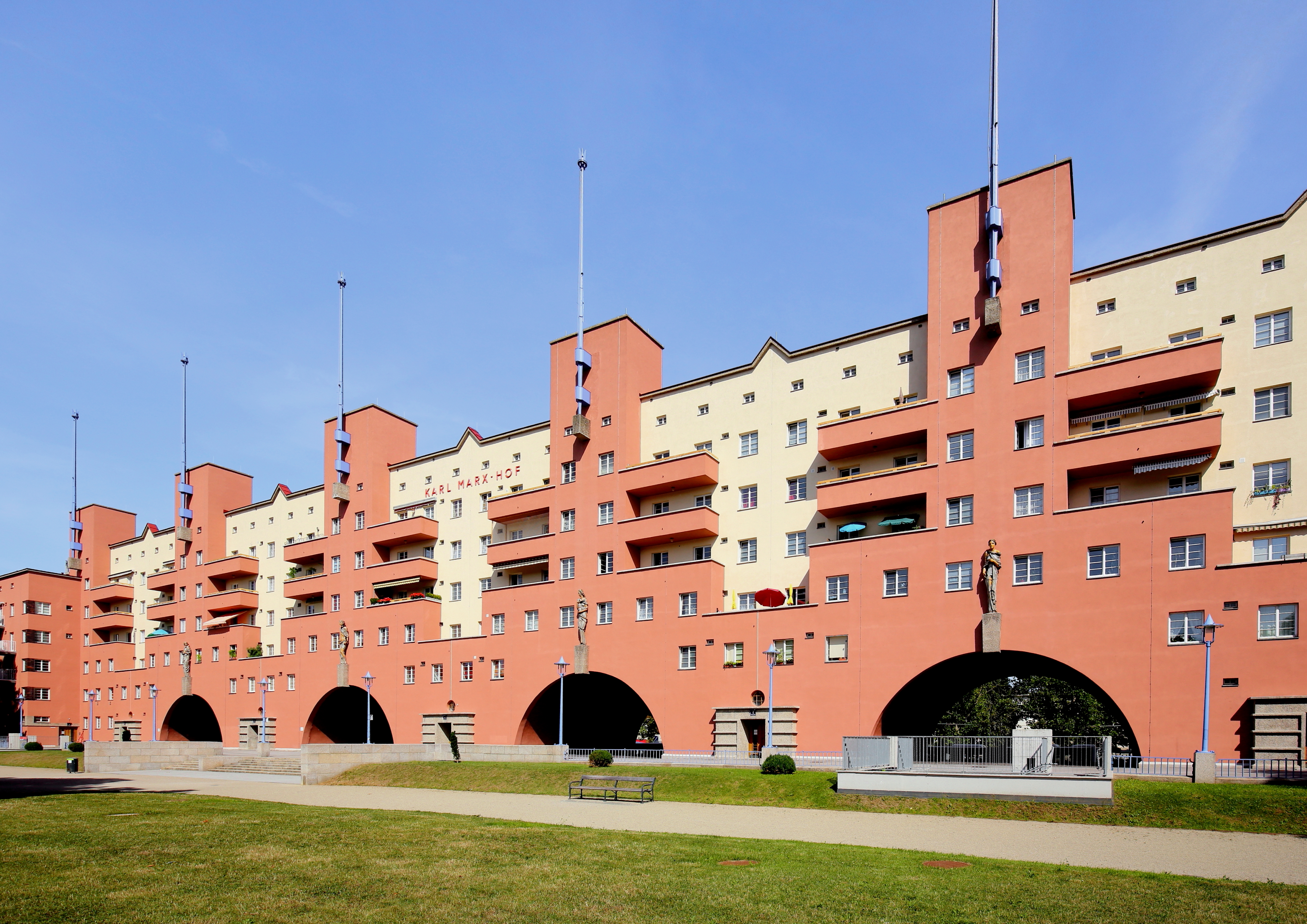
Karl Ehn, Karl-Marx-Hof, 1927

La recherche de nouveaux styles de vie est fondamentale dans les réalisations architecturales des années 1920 et dans les projets idéalistes de transformation de la cité industrielle. Les architectes les plus engagés socialement ont accès aux commandes individuelles mais la possibilité de réaliser des ensembles urbains leur est rarement accordée. La vision avant-gardiste de la cité reste souvent sur le papier mais marque peu à peu les générations suivantes et modifie le concept et l'image de la cité moderne.
Après la guerre, les logements manquent à cause de l'arrêt des constructions pendant le conflit et la destruction de 350 000 logements en France. L'intervention de l'État pour assurer le logement des catégories les plus pauvres s'impose de plus en plus. L'Angleterre subventionne ceux qui respectent les règles de construction et d'hygiène. En Suède, des coopératives occupent une place importante dans les schémas d'urbanisme. En Belgique, la Société nationale des habitations finance des sociétés, en France, la loi Loucheur est sans influence sur l'activité et il faut une intervention de l'État là où la crise est aiguë comme à Paris.
La construction de logements se fait aussi à l'initiative directe des institutions publiques comme à Paris où débute en 1920 l'activité de l'Office municipal des habitations bon marché de Paris ou le même type d'organisation pour le département de la Seine construit pour la banlieue 18 000 logements dont les maisons-tours de Beaudoin et Lods. On retrouve le même principe à Londres, Weimar ou Vienne.
La planification des grandes villes débutée avant la guerre est difficile et les maîtres du mouvement moderne tardent à développer dans l'urbanisme les conséquences impliquées par la doctrine élaborée pour le bâti et sous-estiment les travaux de Tony Garnier, Hendrik Petrus Berlage, Otto Wagner, Le Corbusier, Ernst May et Nicolaï Miliouchine. Leurs nombreux plans de cités idéales abordent les problèmes cruciaux liés à l'évolution de la cité industrielle du XIXe siècle où la mécanisation, les nouveaux moyens de transport et de production ont transformé la ville en un fatras incohérent d'institutions et d'infrastructures de circulation servant au développement du capitalisme.

##### France
Tony Garnier avec sa cité industrielle conçue entre 1901 et 1917, reprend et adapte les principes de la cité-jardin d'Ebenezer Howard pour une population totale de 35 000 habitants où il tente de coordonner toutes les fonctions sociales de production et de transport. Son zoning sépare l'industrie, l'habitat et les centres commerciaux avec une importante zone civique au centre sans édifice religieux, la société nouvelle rendant pour lui inutile de tels palliatifs. L'habitat est constitué de petites villas familiales et de quelques immeubles rectangulaires à toits plats disposés le long de rues bordées d'arbres, loin du bruit et des odeurs de la circulation et des usines. Grâce à Edouard Herriot, maire de Lyon, il peut réaliser une partie de sa cité idéale, les abattoirs et le quartier des États-Unis.
Le Corbusier essaie de ramener la cité industrielle à ses éléments types et à ses principales relations et cherche à réaliser une vaste synthèse de la machine, de la géométrie et de la nature. En 1922, la Ville contemporaine pour trois millions d'habitants dont le plan fait appel à une géométrie régulière est organisée sur un axe principal de circulation routière conduisant à un échangeur à plusieurs niveaux dont le dernier est un aérodrome. Les technocrates, dirigeants et banquiers sont rassemblés sur l'axe majeur dans vingt-quatre gratte-ciel de verre de 183 mètres de hauteur, le reste de la ville étant composé d'immeubles de logements à forte densité disposés à intervalles réguliers dans un parc. Les banlieues ouvrières et les zones industrielles sont tenues à distance renforçant la distinction entre les classes sociales. Ce lieu de vie de haute densité démographique bénéficie d'un maximum d'ouvertures spatiales et d'air pur grâce aux nouvelles technologies, et, avec la construction sur pilotis, d'un sol de la ville complètement libre avec une séparation des flux piétonniers et automobiles.

##### Pays-Bas
À Amsterdam, Hendrik Petrus Berlage, avec l'extension de la partie sud de la ville dont la croissance s'est faite dans le désordre, établit une passerelle entre les idées du XIXe siècle et celle des planificateurs progressistes des années 1920. Entre 1902 et 1920 où il faut construire une grande quantité de logements pour prendre en compte le développement de l'industrie, il met de l'ordre dans le chaos grâce à de larges avenues encadrant d'importantes constructions massives que pénètrent un système de voies secondaires et de petits squares. L'unité principale est un bloc périphérique enfermant une cour aménagée en jardin. Les architectes Piet Kramer et Michel de Klerk adoptent un modèle de base similaire pour leurs projets d'ensembles collectifs Eigen Haard à l'extérieur du centre historique et en 1917-1920, tentent de structurer le tissu urbain en faisant du bloc périphérique une sorte d'unité sculpturale.
À Rotterdam, Jacobus Johannes Pieter Oud, qui s'inspire clairement des prototypes d'Hendrik Petrus Berlage, est nommé en 1918 à 28 ans architecte en chef de la ville. Puis il abandonne peu à peu les implantations banales et fait la synthèse des principes du groupe De Stijl dans un langage architectural qui tient compte des particularités des logements ouvriers. En 1924, sa réalisation pour Hook van Holland dépasse les intentions hygiénistes originelles. La façade principale donne sur des jardins individuels et un grand jardin commun borde la façade arrière. Il emprunte à De Stijl les couleurs bleu, noir, jaune, rouge et certains éléments de la maison Schröder de Gerrit Rietveld pour résoudre les problèmes liés aux maisons en bandeaux. En 1925, pour les logements de Kiefhoek, il transpose à grande échelle le dynamisme asymétrique du groupe De Stijl et parvient à faire glisser les espaces environnants les uns devant les autres. Ses projets ont probablement influencé ceux d'Ernst May, Bruno Taut et Martin Wagner en Allemagne.

##### Allemagne, Autriche
Après la guerre, Francfort est la ville où les syndicats et les coopératives sociales démocrates ont le plus d'influence. En 1919, le maire, qui s'intéresse particulièrement au logement, publie un ouvrage sur l'administration du logement dans la grande ville, nomme en 1925 Ernst May architecte de la ville et achète les terrains nécessaires à son programme de modernisation de l'habitat. Pendant les cinq années suivantes, Ernst May, marqué par l'influence de la cité-jardin d'Ebenezer Howard, conçoit avec ses associés de nombreux ensembles caractérisés par des barres longues et basses de deux à quatre étages avec des appartements regroupés par paires entre les escaliers et les accès. Ils tentent d'humaniser la répétition monotone de modules et d'éléments standardisés par le souci des proportions, l'échelle, la lumière, les détails, les surfaces planes blanches ou colorées animées par les ombres des arbres et la juxtaposition des pelouses et des plantations. Ils entreprennent des recherches sur la production en série des espaces extérieurs, des logements individuels jusqu'aux plus petits détails d'équipement comme la cuisine de Francfort conçue par Margarete Schütte-Lihotzky en 1926 à une époque où Le Corbusier confie à Charlotte Perriand l'équipement de la maison.
À Berlin la commande publique est à l'origine de logements remarquables avec les cités du modernisme dont la cité du fer à cheval de Bruno Taut et Martin Wagner. Le plan de la cité de Bruno Taut, qui cherche à donner à ses formes standardisées et répétitives une aura de dignité dans un esprit communautaire, est organisé sur un espace central ouvert en fer à cheval entouré de logements alignés pour, à partir de là, répartir des barres parallèles séparées par des espaces verts. Walter Gropius et Hans Scharoun conçoivent aussi certains bâtiments influencés en partie par les cités-jardins de Ebenezer Howard.
À Vienne en Autriche, en 1917, près des trois-quart des logements sont surpeuplés ou insalubres et le gouvernement achète des propriétés privées pour créer 3 000 logements municipaux par an. Josef Frank et Adolf Loos construisent des maisons individuelles mais le gouvernement prend le parti d'Hendrik Petrus Behrens et ses grands ensembles dotés de leurs propres équipements. En 1927, Karl Ehn conçoit le Karl-Marx-Hof, un ensemble de 1 382 appartements, des bureaux, des blanchisseries, des espaces verts, une bibliothèque et un dispensaire.
Avant 1930 où le mouvement moderne devant l'urgence s'engage sérieusement dans l'urbanisme, il se crée un déséquilibre entre architecture et urbanisme qui influencera longtemps notre culture,,.

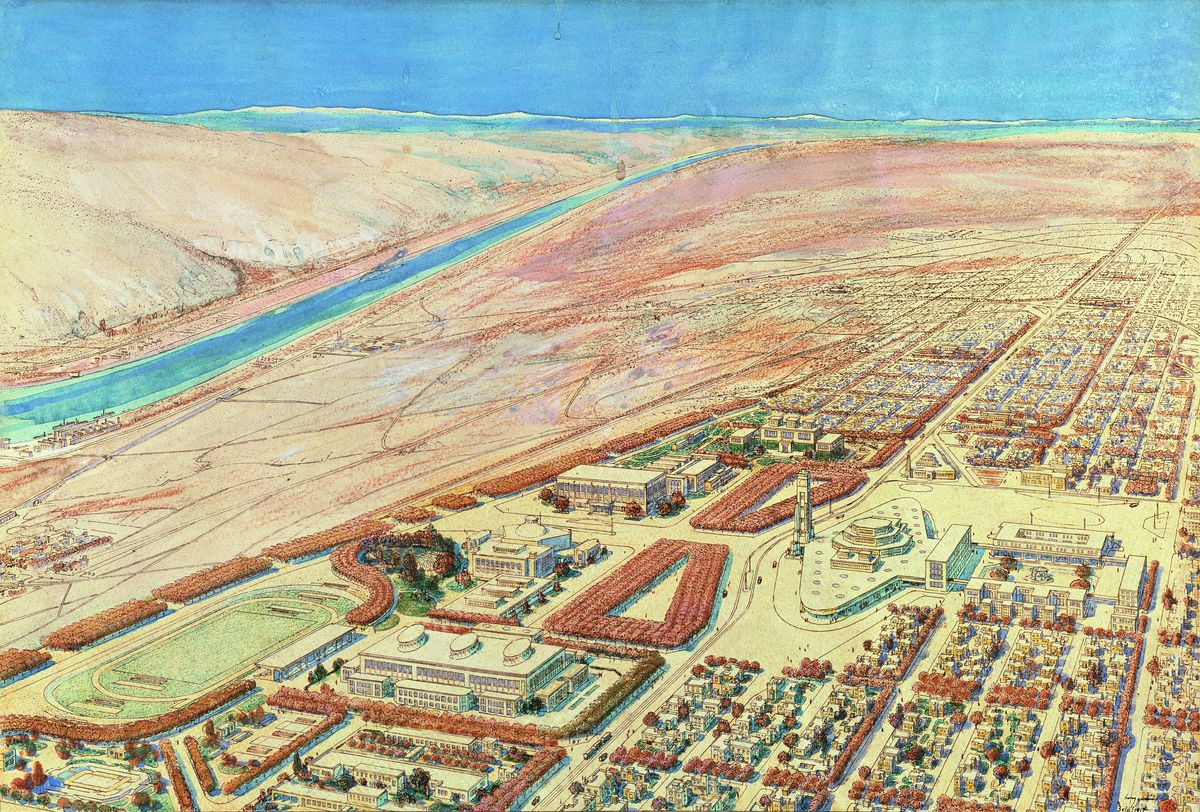
Tony Garnier, Cité industrielle, 1904-1917
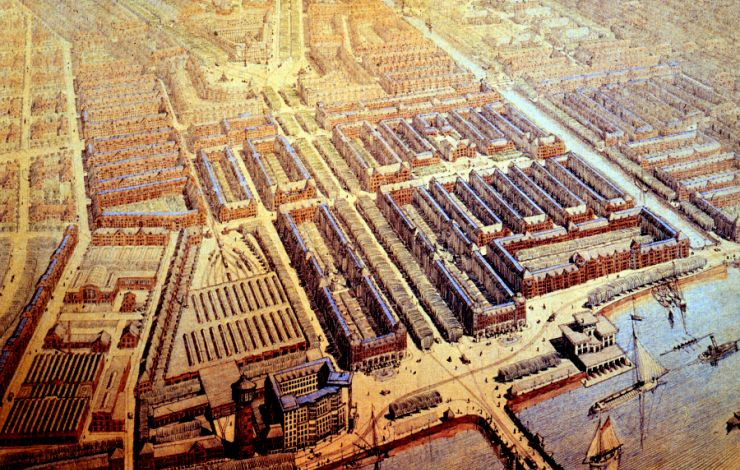
Hendrik Petrus Berlage, Projet d'Amsterdam, 1915
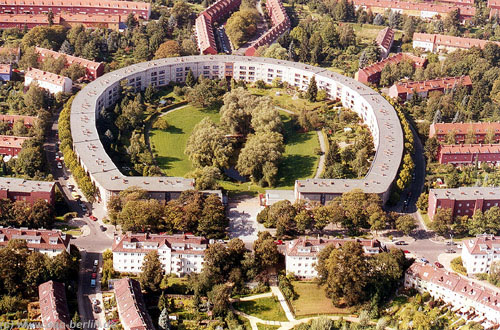
Bruno Taut et Martin Wagner, Cité du fer à cheval, Britz, 1928

#### Congrès internationaux d'Architecture moderne

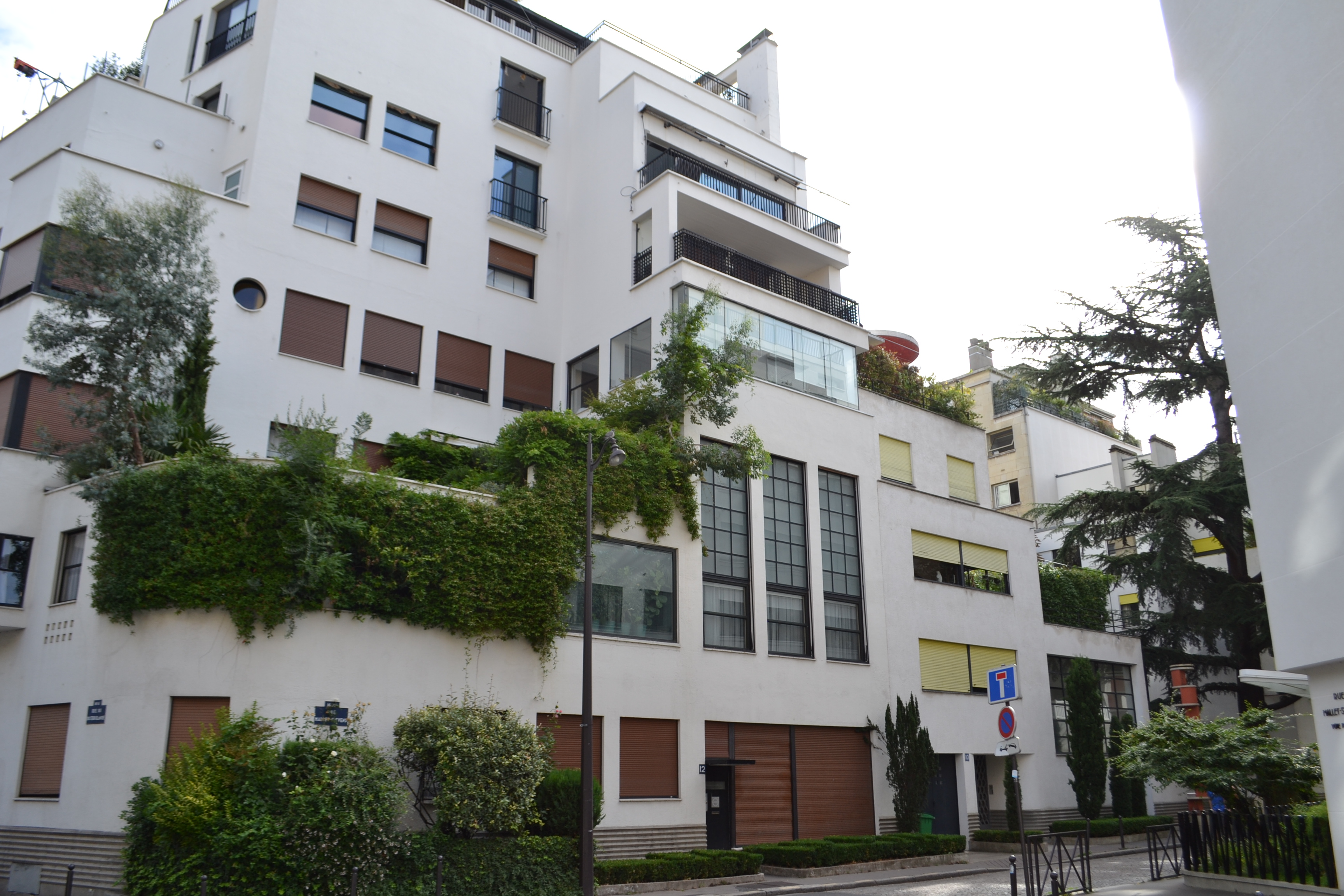
Robert Mallet-Stevens, Villa de Jean et Joël Martel, Paris, 1926-1927

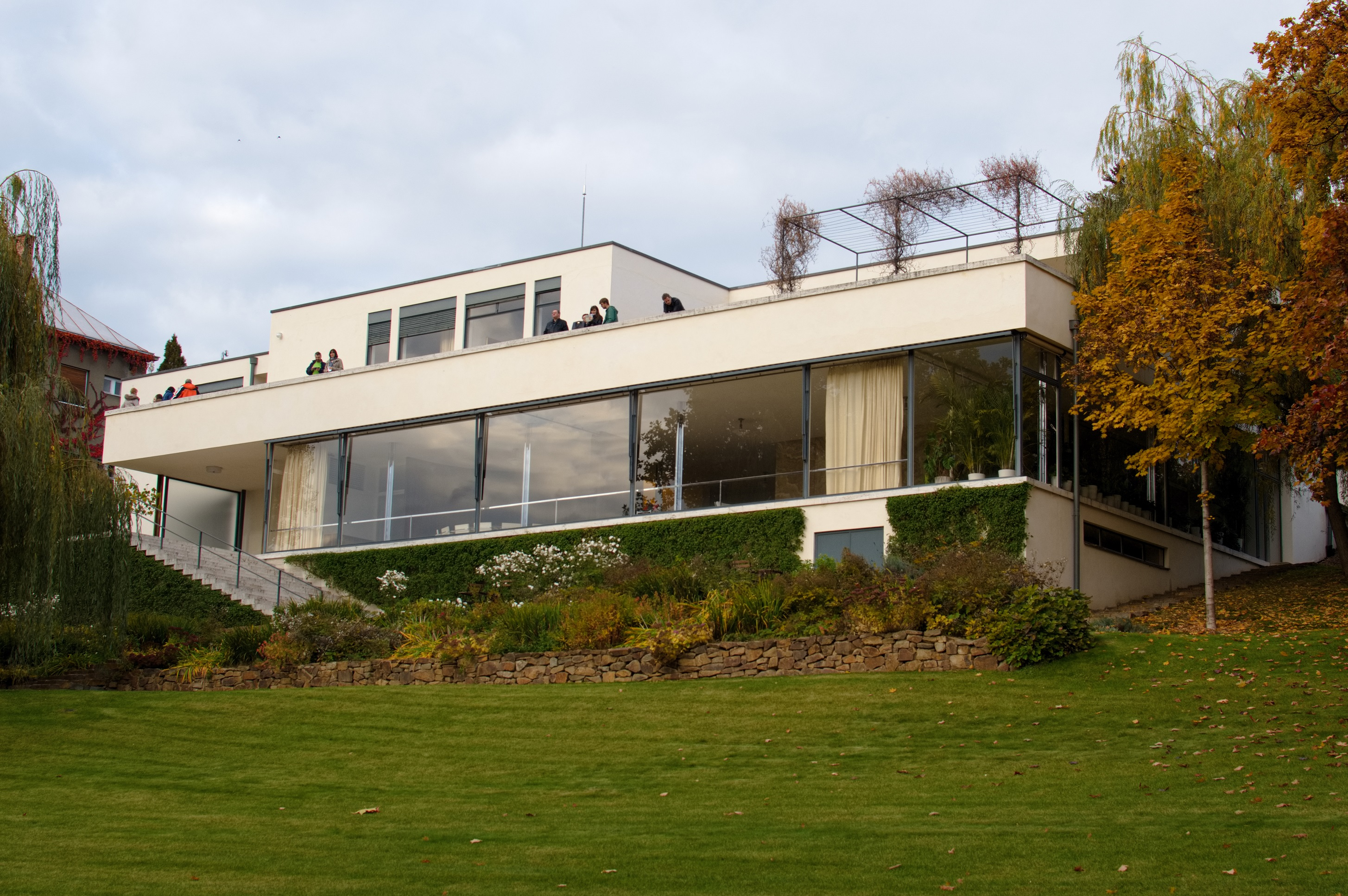
Mies van der Rohe, Villa Tugendhat, 1930

La fondation des C.I.A.M. en 1928 fait suite au concours de 1927 pour la Société des Nations à Genève qui a montré que beaucoup d'architectes en Europe travaillent avec des méthodes similaires et que leurs contributions sont compatibles. Au château de la Sarraz, en 1928 se tient un congrès des architectes modernes où les débats se focalisent sur les relations entre l'architecture et l'urbanisme. Le Corbusier, qui fut l'un des cofondateurs de cette fondation, présente les six points à discuter : la technique moderne et ses conséquences, l'économie, l'urbanisme, la standardisation, l'éducation et la jeunesse puis la réalisation État/architecture.
Sont présents avec Le Corbusier, Robert Mallet-Stevens, Auguste Perret, Pierre Chareau et Tony Garnier pour la France ; Victor Bourgeois pour la Belgique ; Walter Gropius, Erich Mendelsohn, Ernst May et Mies van der Rohe pour l'Allemagne ; Josef Frank pour l'Autriche ; Mart Stam et Gerrit Rietveld pour les Pays-Bas, Adolf Loos pour la Tchécoslovaquie. Une délégation d'architectes russes est invitée mais n'obtient pas de visas. Ensuite, Josep Lluís Sert pour l'Espagne et Alvar Aalto pour la Finlande les rejoignent.
En 1929, à Francfort, le débat tourne autour de la question de l'habitat minimum et en 1930, à Bruxelles, cette question est de nouveau évoquée avec des débats portant sur la valeur relative de la planification d'immeubles de moyenne ou de grande hauteur. Walter Gropius présente des études sur les angles d'éclairage et les ratios de lotissements, tandis que d'autres soulèvent le problème de la mise en œuvre politique. Une fois encore, l'avant-garde décrit l'idéal urbain dans un projet théorique en l'absence d'autorités politiques gagnées à cette cause. Il est admis que l'intérêt privé doit être subordonné à l'intérêt collectif mais les moyens pour y parvenir ne sont pas précisés.
Entre 1929 et 1931, trois œuvres importantes sont réalisées qui servent de référence au débat contradictoire sur le mouvement moderne : la villa Savoye de Le Corbusier à Poissy, la villa Tugendhat de Mies van der Rohe à Brno et le Columbushaus d'Erich Mendelsohn à Berlin.

#### Charte d'Athènes
En 1933, le quatrième congrès, qui se déroule à bord du Patris entre Marseille et Athènes, repose le problème de la cité moderne et des principes généraux de l'urbanisation. Il aboutit à la rédaction de la Charte d'Athènes qui aura une influence importante dans l'urbanisme d'après guerre. Le texte, largement revu par Le Corbusier, est publié en 1941 sous le titre : La ville fonctionnelle. On y constate que les villes d'aujourd'hui offrent l'image du chaos, ne répondent plus aux besoins de leur population et cette situation révèle, dès le début de l'ère machiniste, l'addition des intérêts privés. La ville doit assurer la liberté individuelle et le bénéfice de l'action collective. Son dimensionnement doit être régi à l'échelle humaine. Les quatre fonctions : habiter, travailler, se recréer dans les loisirs et circuler sont les clés de l'urbanisme. La cellule d'habitation avec son insertion dans une unité d'habitation de grandeur efficace est le noyau initial de l'urbanisme et c'est à partir de cette unité-logis que s'établissent dans l'espace urbain les apports entre l'habitation, les lieux de travail et les installations consacrées aux heures libres,.

### Architecture d'avant-guerre dans les régimes autoritaires
Contrairement à certaines idées reçues, les régimes totalitaires n'ont pas créé de styles architecturaux propres à leurs pensées et idéologies.

#### Allemagne
Avant la guerre, en Allemagne, sous le régime hitlérien, l'architecture paraît puissante et massive. Son ordre et sa régularité font penser à celle de l'armée. Hitler dessine lui-même les plans de certains bâtiments, grandement accompagné et conseillé par un architecte allemand, Albert Speer. Néanmoins, malgré son autorité avérée, l'architecture allemande d'avant-guerre n'est pas un style architectural propre à ce régime.

### Conflits de l'après guerre

#### Compromissions et conflits avec les régimes totalitaires

##### Union soviétique

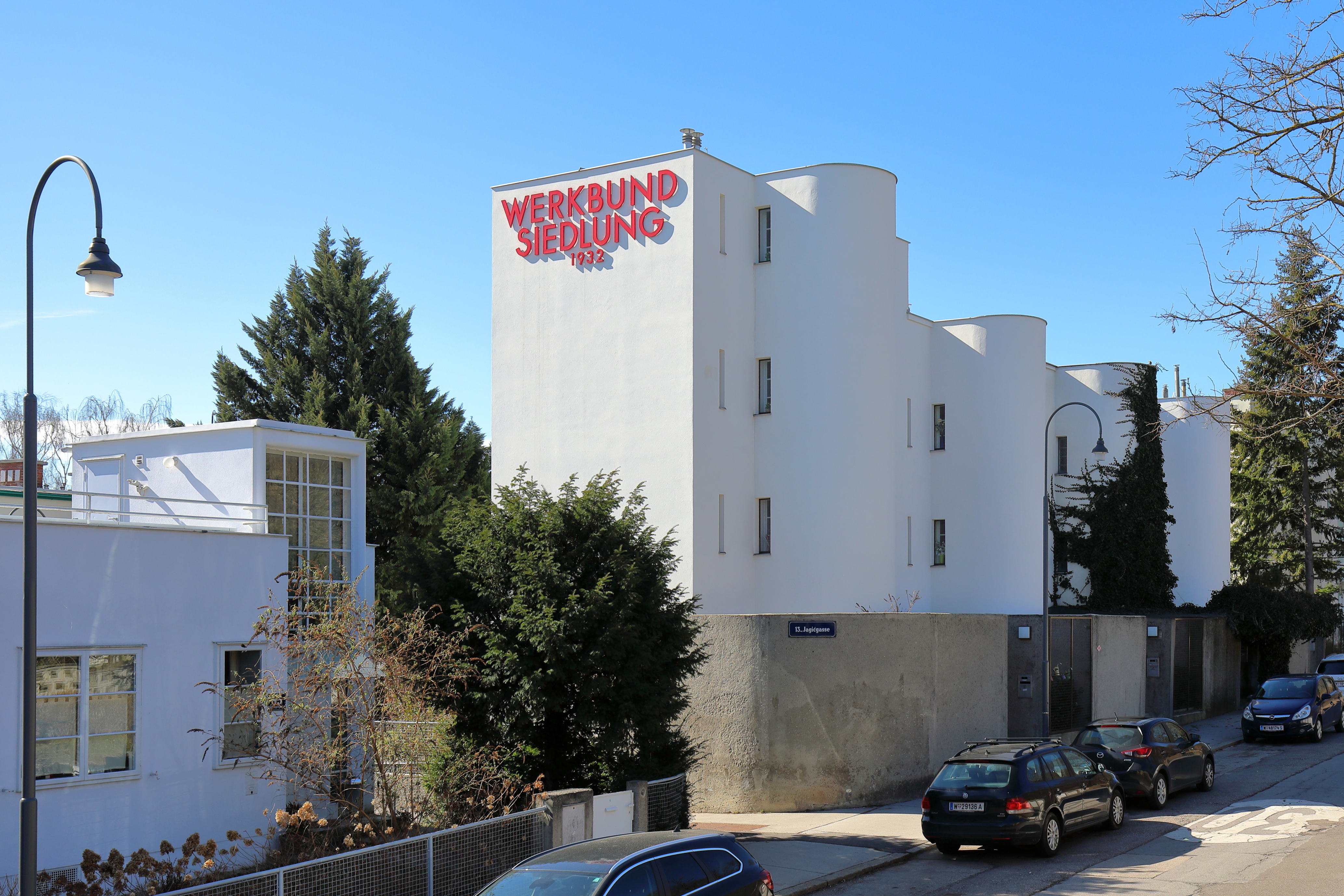
André Lurçat, Werkbundsiedlung, Vienne, 1932

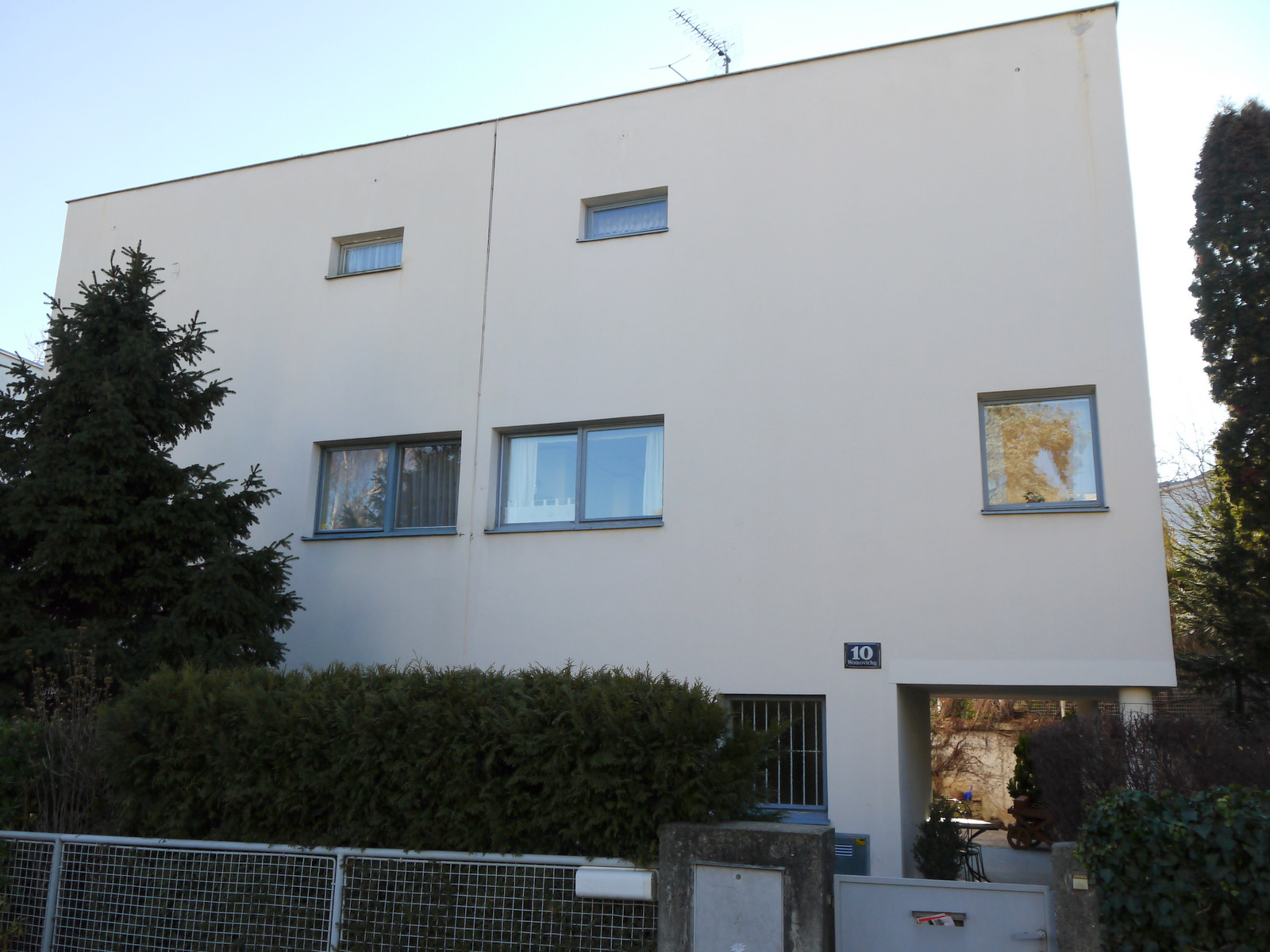
Gabriel Guevrekian, Werkbundsiedlung, Vienne, 1932

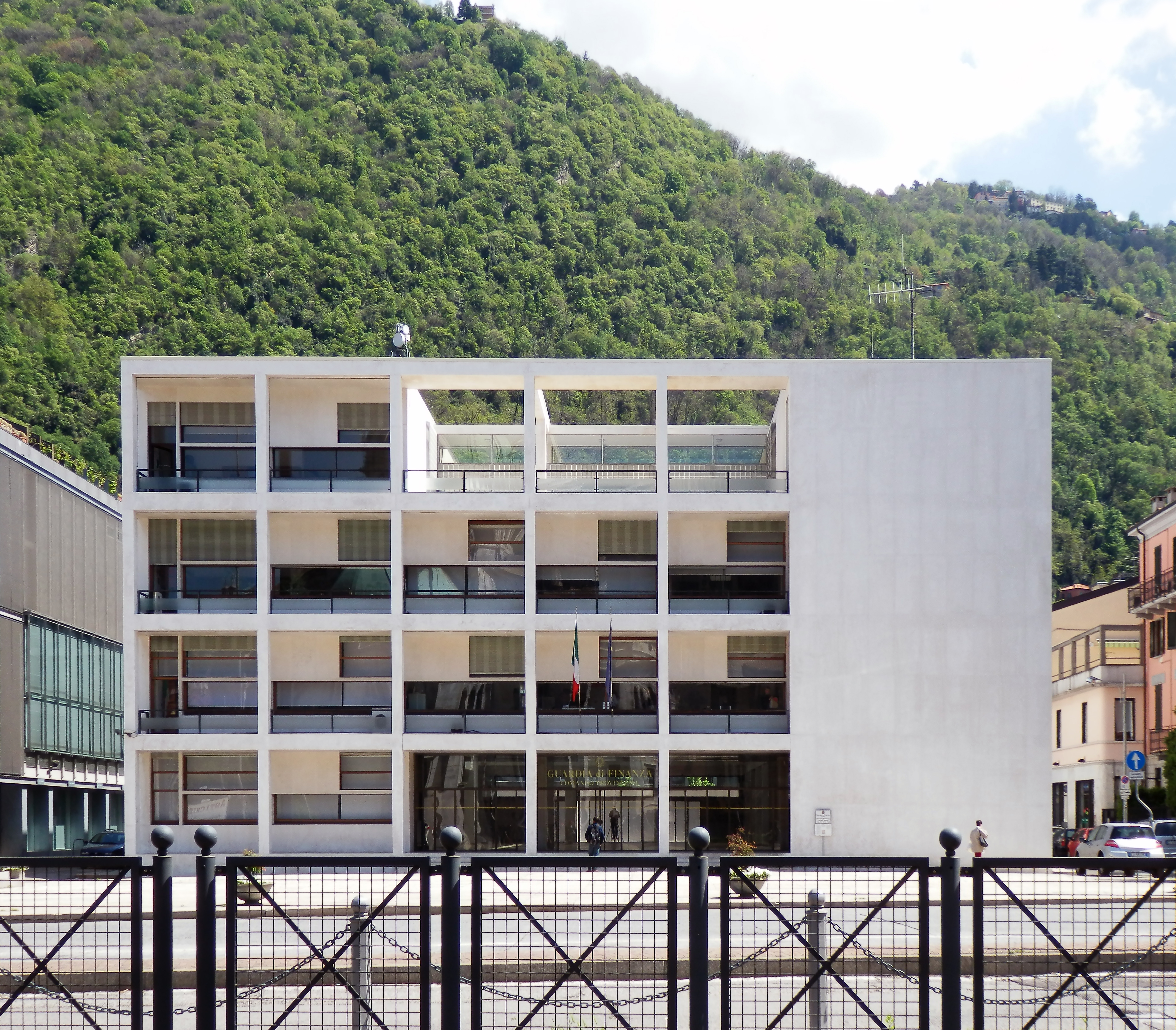
Giuseppe Terragni, Casa del Fascio (Côme), 1932-1936

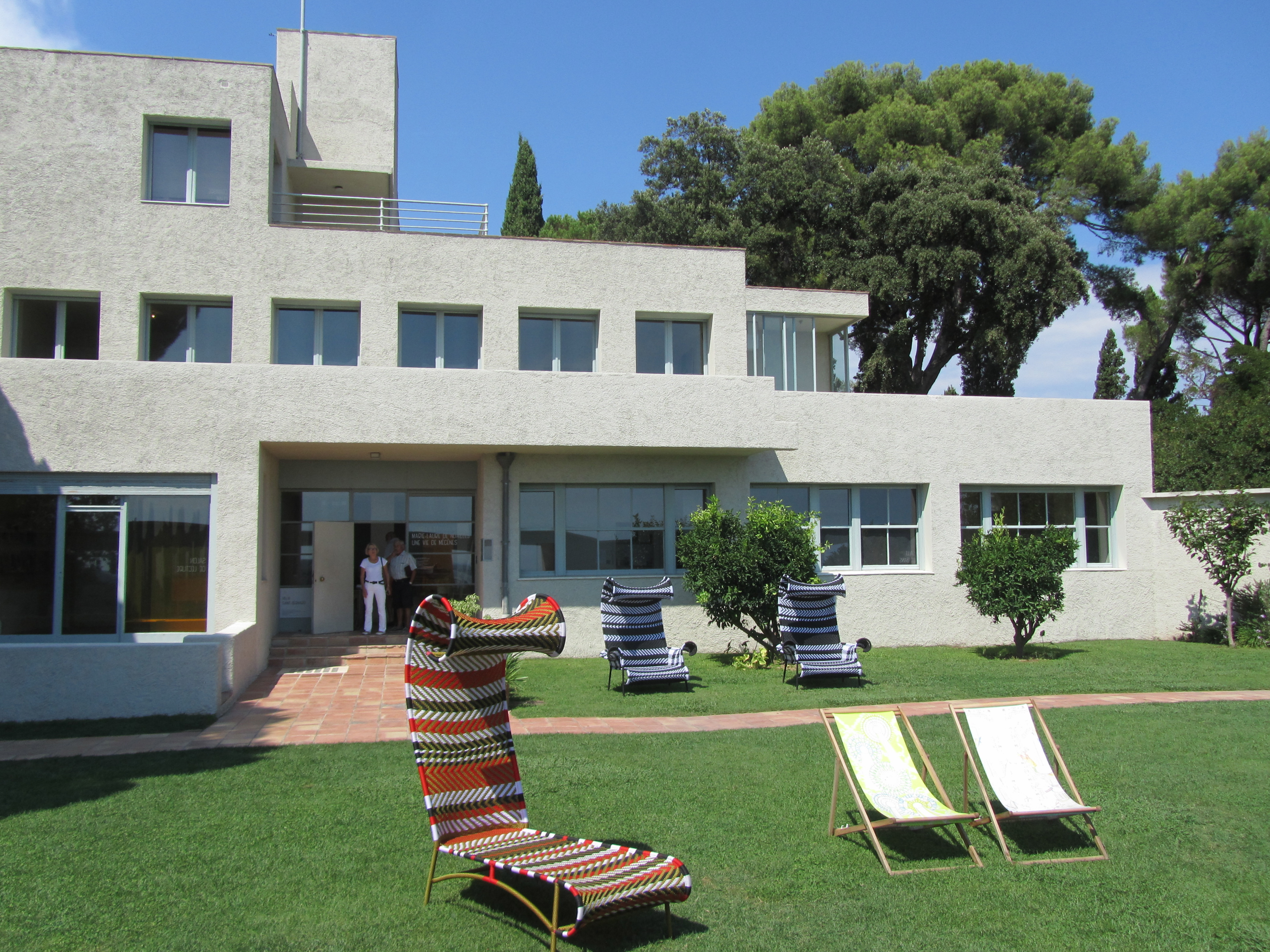
Robert Mallet-Stevens, La villa Noailles, Hyères, 1925-1933

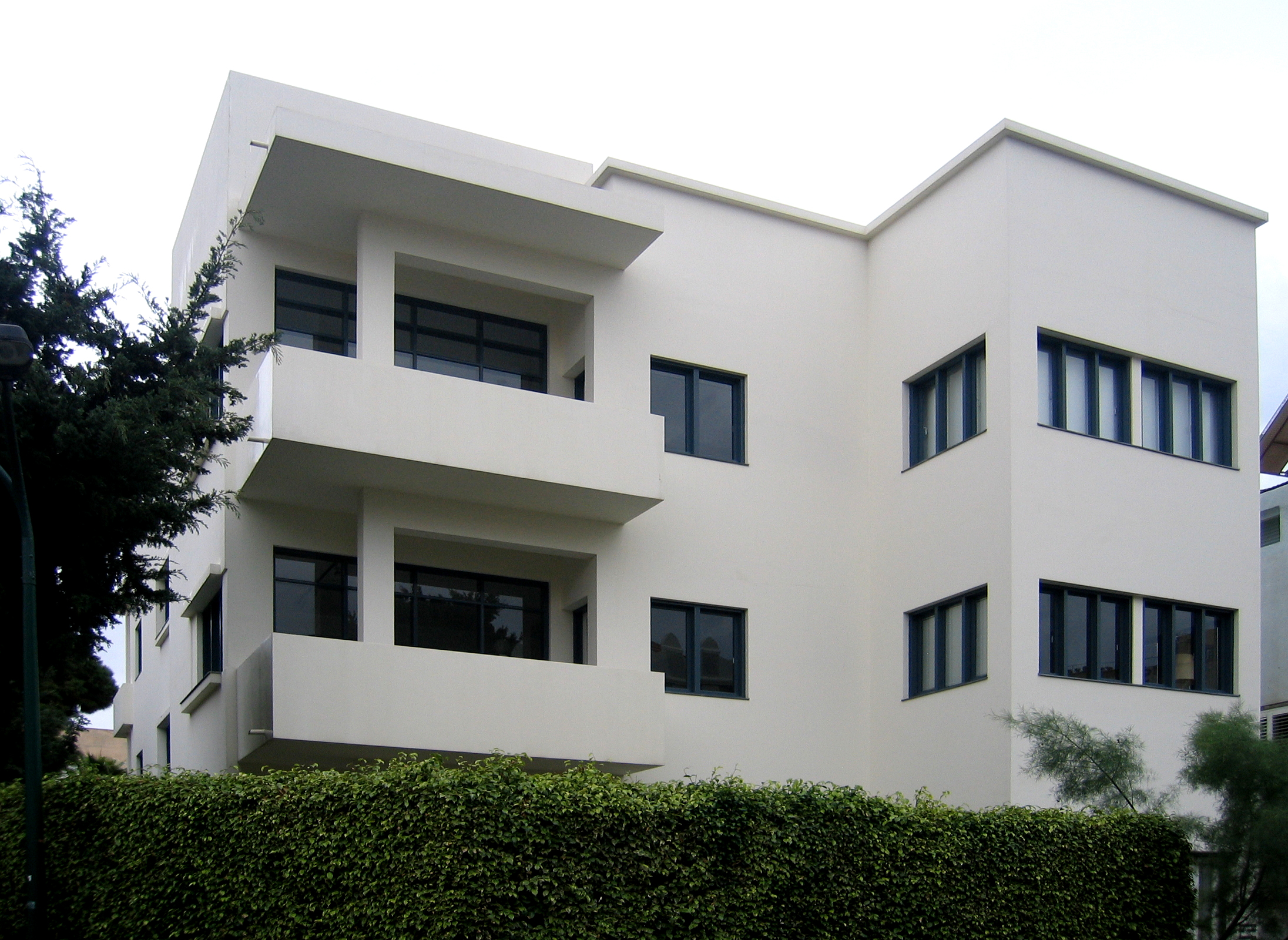
Musée du Bauhaus de Tel Aviv

En Union soviétique, la révolution de 1917 a créé un nouvel espace politique et apparait comme l'espace le plus favorable pour la réalisation des programmes de l'architecture moderne. En 1928, Le Corbusier est appelé pour élaborer le nouveau siège de l'Union des coopératives, puis en 1931 il participe avec Walter Gropius, Hans Poelzig et Erich Mendelsohn au concours du Palais des Nations. Le premier plan quinquennal de 1928 à 1933 permet aux architectes modernes de proposer de nouveaux styles de construction et d'urbanisme. Les recherches sur les maisons collectives avec une cellule minimum de 27 à 30 m2 est mis au point en 1929. Ces recherches sur l'habitat sont les plus développées au monde et il faut attendre 1945 pour que Le Corbusier, Jacob Bakema, Georges Candilis et Alison et Peter Smithson abordent ces problèmes. Le club ouvrier qui offre des services non compris dans la répétition des cellules semblables de maisons collectives complète et ponctue le tissu urbain par un bâtiment exceptionnel.

##### Allemagne et Autriche
En Allemagne et en Autriche, les architectes d'avant-garde comme Peter Behrens, Hans Poelzig, Josef Hoffmann sont devenus des personnalités importantes sur le plan architectural et académique. Entre 1927 et 1930, le mouvement moderne envahit les livres et les revues et une nouvelle génération crée une version édulcorée de l'architecture moderne, tentative de conciliation entre l'ancien et le moderne qui connaît un énorme succès en Allemagne et ailleurs. En 1932, à Vienne, au Werkbundsiedlung, 34 projets sont réalisés par Walter Loos, André Lurçat, Walter Sobotska, Adolf Loos, Richard Neutra, Gerrit Rietveld, Gabriel Guevrekian…
En 1932, le Bauhaus de Dessau part à Berlin quand les nazis prennent le pouvoir et Mies van der Rohe ferme l'école l'année suivante quand Hitler devient chancelier. Walter Gropius, Herbert Bayer, Marcel Breuer et László Moholy-Nagy partent en Amérique dans les années suivantes et Mies van der Rohe en 1938.

##### Italie
En Italie, la dictature fasciste, déjà installée lorsque commence le mouvement moderne, veut régir l'architecture même si la pression ne fut jamais aussi pénible que celle du nazisme. En 1931 s'installe le néo-classicisme d'État qui submerge dans les années suivantes aussi bien le mouvement moderne que le rêve aristocratique du Novecento. De 1930 à 1936, la pensée du directeur de Casabella, Eduardo Persico, donne une cohérence au mouvement moderne italien qui est parmi les premiers à reconnaître l'importance de Walter Gropius, Mies van der Rohe et Ernst May par rapport à Erich Mendelsohn et Emil Fahren Kampt plus adulés et plus connus, les approches du mouvement hollandais et le vrai visage de la réaction hithérienne.
Giuseppe Terragni apparait comme la figure la plus remarquable de l'architecture des années trente en Italie. Il connaît et admire l'œuvre de Le Corbusier et établit un lien entre les aspects progressistes et les aspects traditionalistes de la mythologie fasciste et donne une forme à ces modes de pensée et de sentiments. La Casa del Fascio, le siège du parti fasciste de Côme qu'il réalise en 1932-1936 cristallise la situation sociale qui lui a donné naissance, tout en la transcendant en termes d'architecture générique. C'est sans doute une des raisons de l'admiration pour cette Casa del Fascio chez des gens qui haissent le système politique qu'elle représente.

##### France
En France, il ne se forme pas de régime totalitaire comparable au nazisme, fascisme et stalinisme en conflit avec l'architecture moderne mais la construction de bâtiments est en diminution constante, ôtant aux architectes des occasions de construire.
Entre 1928 et 1931, Le Corbusier réalise la Villa Savoye à Poissy, une maison de week-end sur un terrain bordé d'arbres sur trois côtés et sur la campagne vallonnée d'Île-de-France. Projet de la maturité avec une quantité énorme d'idées, elle incarne un mythe de la vie moderne tout en gardant certains liens avec le passé. L'architecture fonctionne en quatre dimensions, le mouvement et le changement sont au cœur de la conception et le cheminement du visiteur peut en appréhender toute la richesse. Le Corbusier élabore sa vision de la vie moderne avec les rituels de la grande bourgeoisie : l'arrivée en voiture, les ablutions dans le hall du chauffeur, l'escalier de service, la rampe pour les initiés et les gens aisés. Le site permet de créer une sculpture dans l'espace où la nature est célébrée dans cette machine à habiter avec des vues sur les arbres soigneusement orchestrés et cadrées. Le plan présente un mouvement de rotation implicite tandis que la transition d'un niveau à l'autre permet de relier les événements de l'intérieur à ceux de l'extérieur. Le Corbusier utilise le vocabulaire développé dans ses réalisations antérieures, rampe, pilotis, bandeaux de fenêtres, passage des voitures sous le bâtiment… mais crée une image inédite, pleine de vie qui articule des formes et des significations nouvelles dans une synthèse sans précédent.
Entre 1930 et 1933, dans une période de relatif équilibre politique sous Édouard Herriot Le Corbusier réalise le pavillon suisse de la Cité universitaire de Paris et la Cité de refuge, André Lurçat l'école de Villejuif et Eugène Beaudouin avec Marcel Lods la Cité de la Muette.
L'Union des Artistes modernes est fondée en 1929 avec Robert Mallet-Stevens, René Herbst, Francis Jourdain, Pierre Barbe, Pierre Chareau, Charlotte Perriand, les frères Jean et Joël Martel, Gustave Miklos puis Le Corbusier, Walter Gropius, Jean Prouvé, Willem Marinus Dudok, André Lurçat et Alberto Sartoris les rejoignent. En 1930 André Bloc offre aux artistes d'avant-garde un périodique à large diffusion, la revue L'Architecture d'aujourd'hui. Les artistes les plus engagés travaillent avec une élite convaincue, Le Corbusier construit les maisons d'Amédée Ozenfant et de Chaim Jacob Lipchitz décorés par Fernand Léger et Juan Gris.
Le projet de l'Exposition universelle de 1937 sur le Champ de Mars avec le maintien de la tour Eiffel pose le problème du Palais du Trocadéro. En 1936, on souhaite un nouvel édifice néo-classique. Le Corbusier obtient la réunion des C.I.A.M. à Paris en 1937 et se fait concéder un terrain au bastion Kellermann pour y construire une unité d'habitation pour 4 000 habitants mais le projet n'aboutit pas. Il réalise près de la Porte Maillot un pavillon où il illustre la Charte d'Athènes et expose ses projets d'aménagement de Paris,.

##### Ville blanche de Tel Aviv
Devant la montée du nazisme, de nombreux architectes juifs allemands et européens émigrent dans la Palestine mandataire et construisent la ville blanche de Tel Aviv, 4 000 bâtiments entre 1930 et 1948 qui représentent la plus grosse concentration de constructions dans l'esprit du Bauhaus avec des apports méditerranéens et orientaux, de l'architecture de Le Corbusier et du mouvement moderne. Un centre et un musée du Bauhaus dans un bâtiment construit en 1934 conservent les documents sur l'histoire et le patrimoine de la Ville blanche, des objets et des meubles de Mies van der Rohe, Marcel Breuer et Walter Gropius,,.

#### Progrès de l'architecture en Europe entre 1930 et 1940

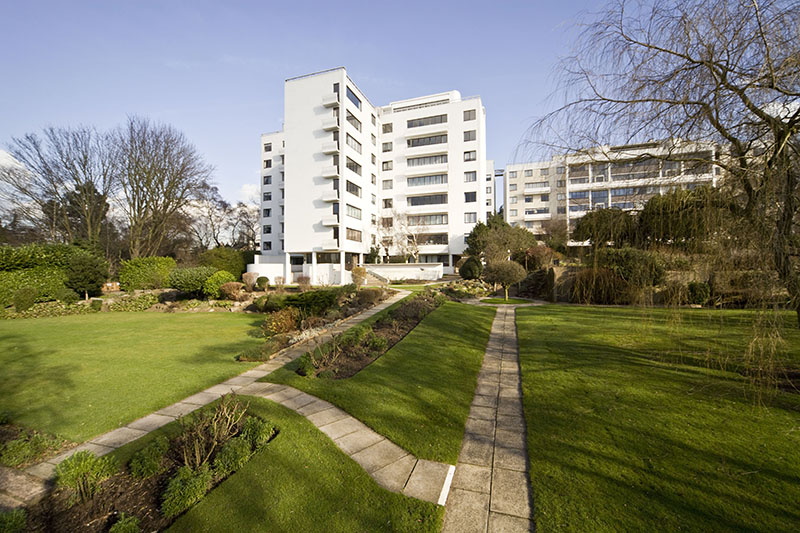
Berthold Lubetkin, High Point I, Londres, 1933–1935

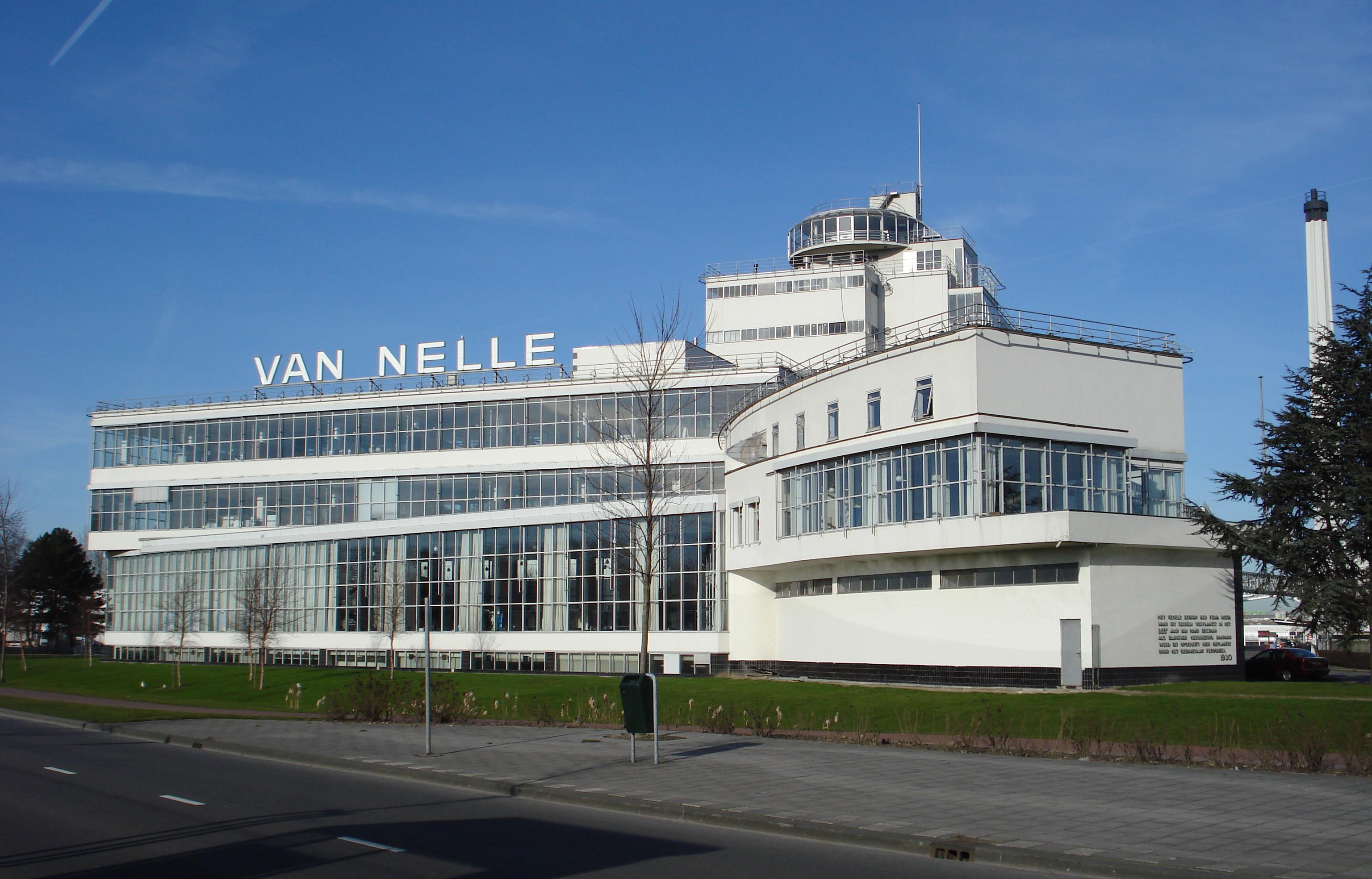
Johannes Brinkman et Leedert Van der Vlug, Usine Van Nelle, 1925-1931

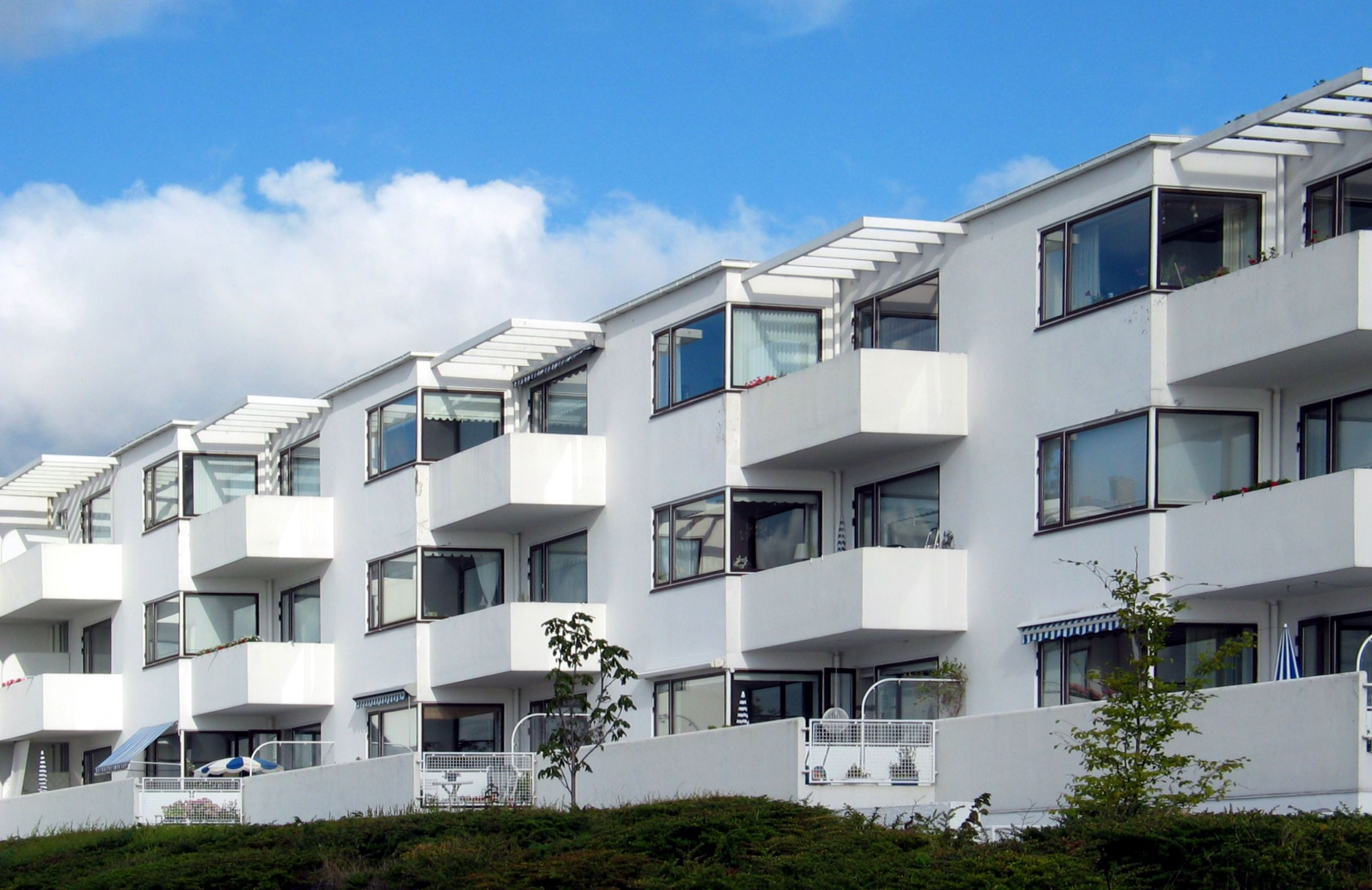
Arne Jacobsen Bellavista, 1934

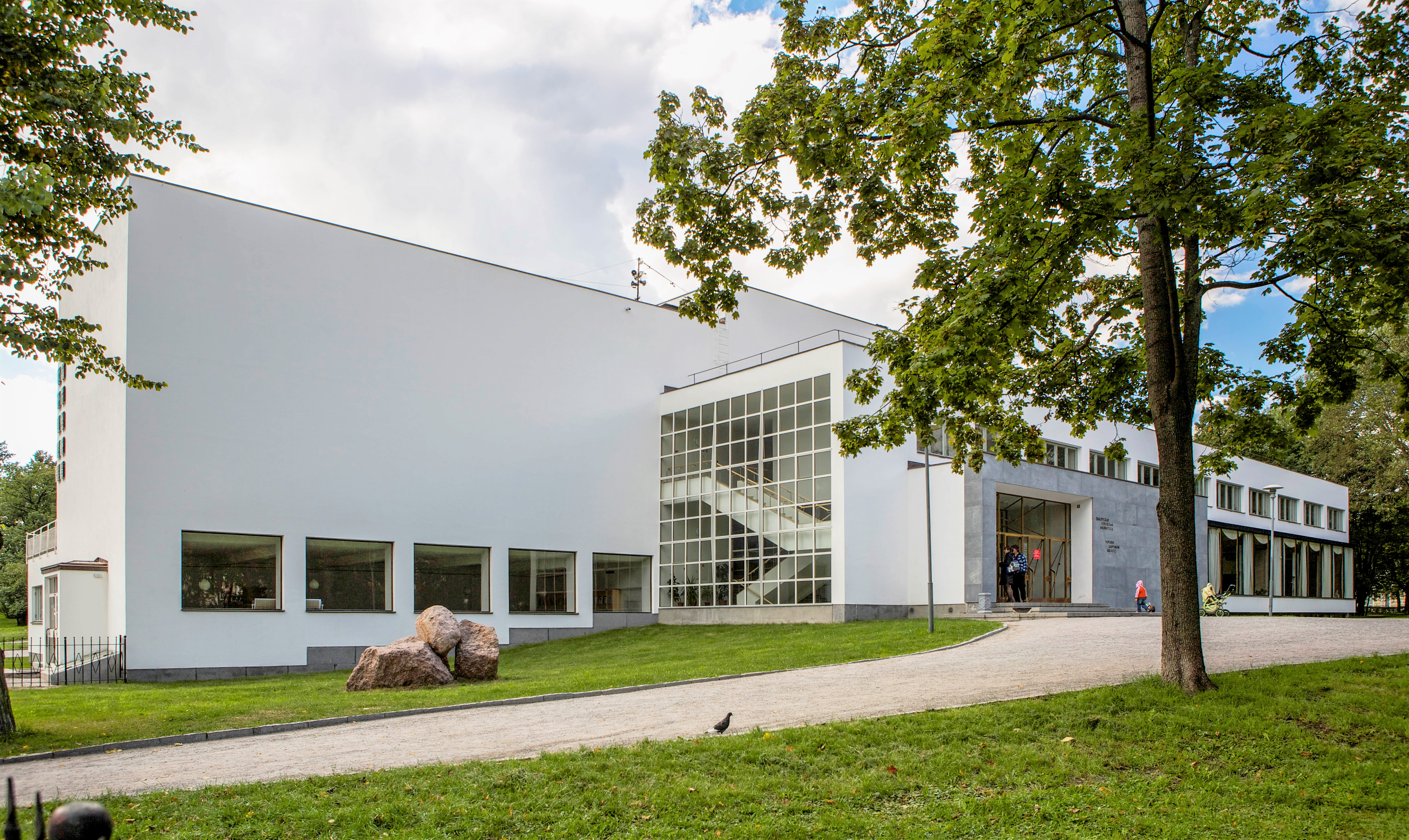
Alvar Aalto, Bibliothèque de Viituri, 1927-1935

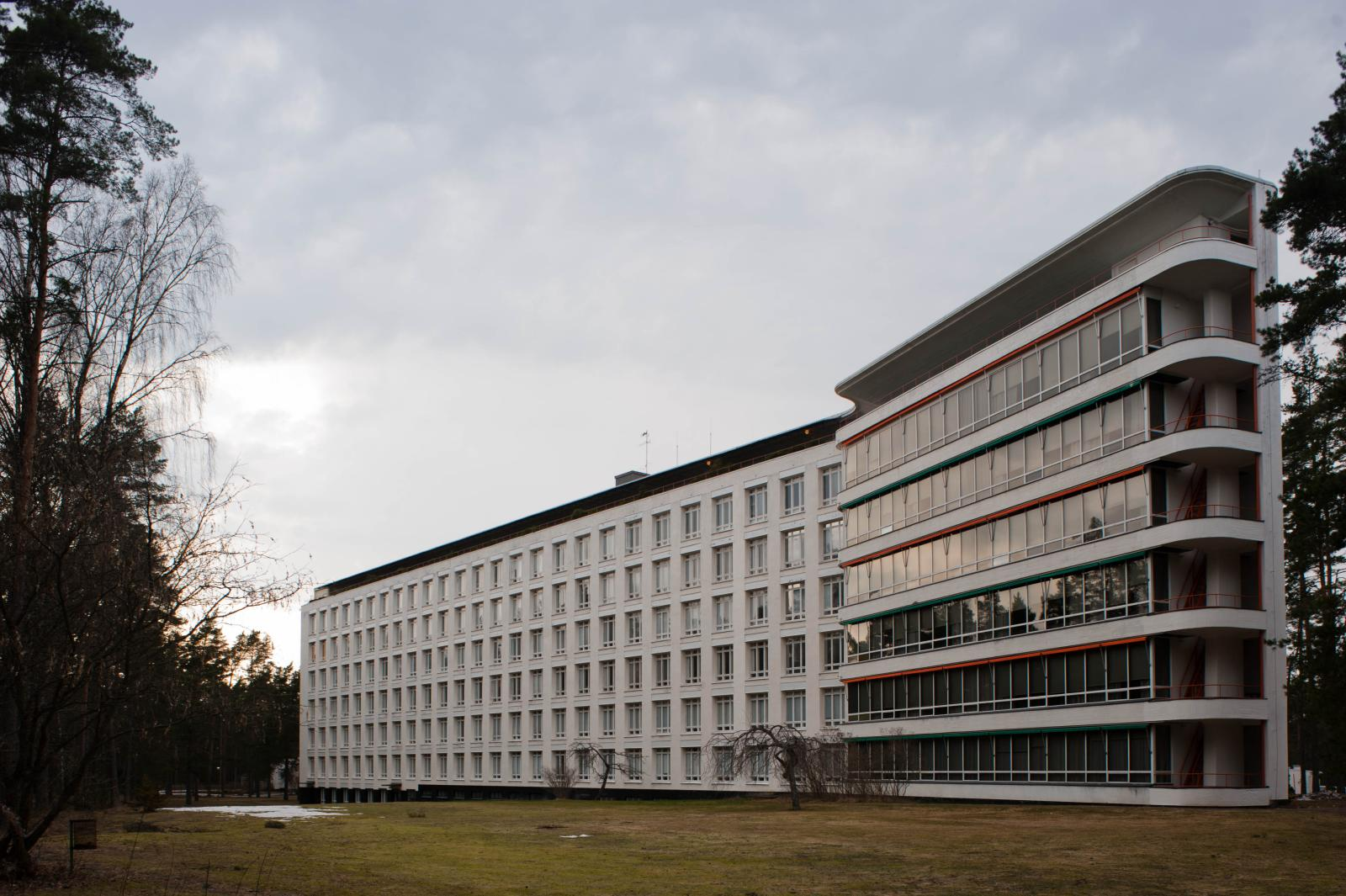
Alvar Aalto Paimio Sanatorium, 1929-1933

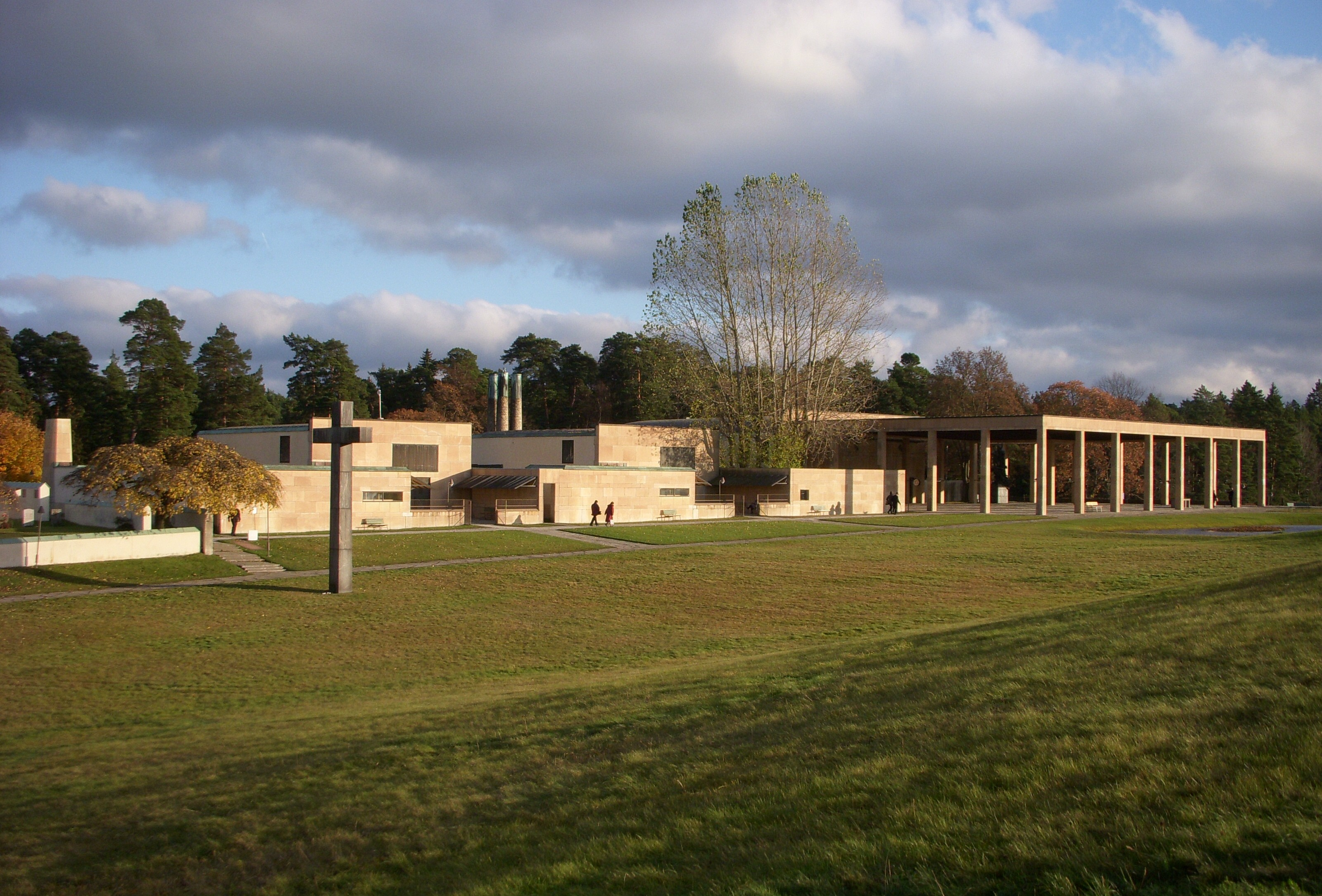
Gunnar Asplund, Cimetière, Stockholm, 1935-1940

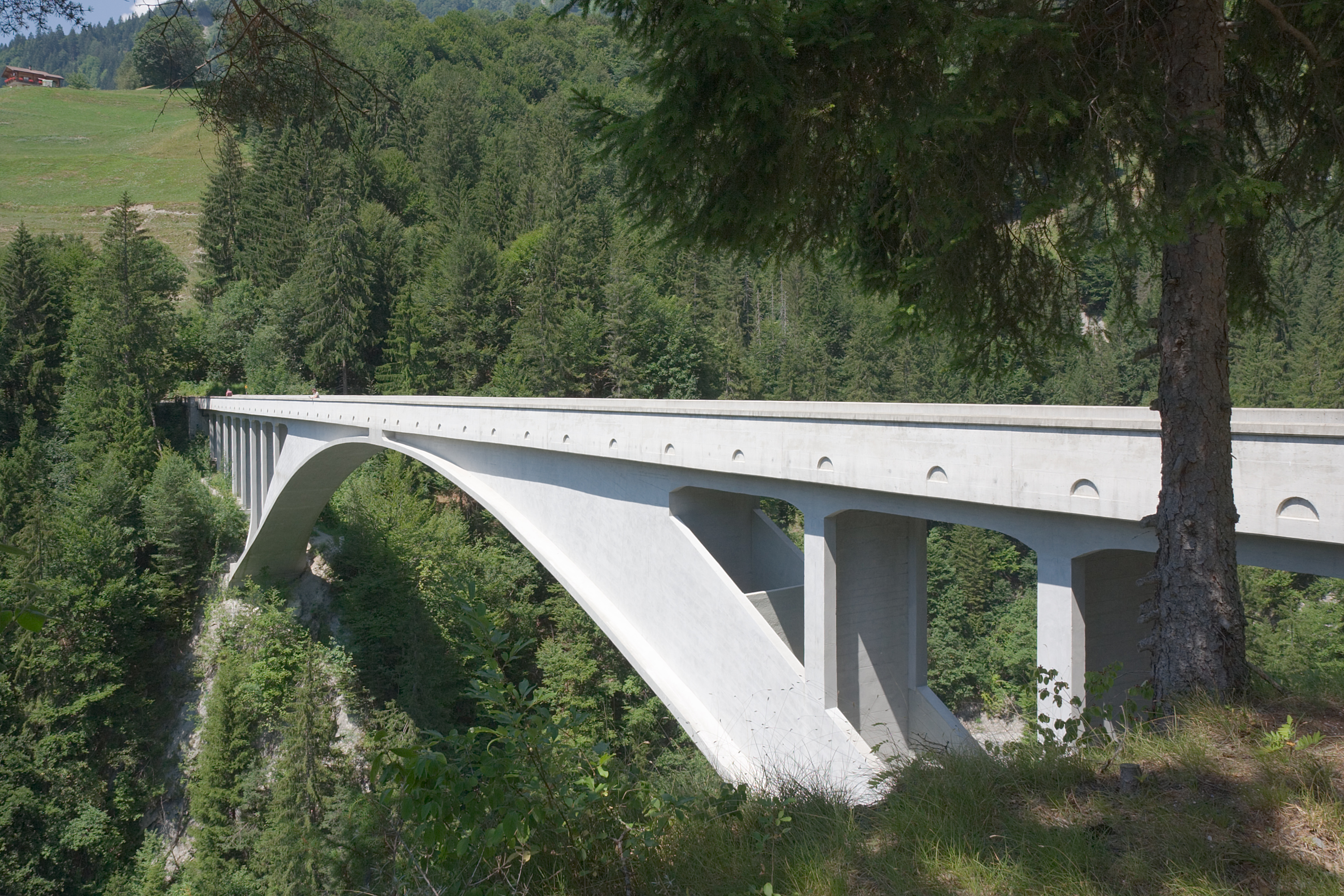
Robert Maillart, Salginatobel, 1930

Après 1935, les expériences des architectes du mouvement moderne sont impossibles en Allemagne et en Russie, marginales en France et en Italie mais trouvent un terrain favorable en Angleterre et dans les pays de l'Europe du Nord. De nouveaux architectes comme Alvar Aalto, Berthold Lubetkin, Kunio Maekawa, Oscar Niemeyer, José Luis Sert et Giuseppe Terragni nés après 1900 , peuvent travailler sur des propositions théoriques formulées dans la décennie précédente. Comme tous les héritiers d'une nouvelle foi, ils doivent intégrer et transformer ces idées novatrices sans tomber dans l'imitation ou le dogmatisme, assimiler l'évolution de Le Corbusier avec la villa Savoye et la villa Henfel et l'invention du brise-soleil.

##### Renaissance de l'architecture anglaise
À la fin des années 1920, l'architecture moderne n'a qu'une influence discrète en Angleterre qui devient au milieu des années 1930, un des centres les plus actifs d'expérimentation d'Europe grâce à l'arrivée d'immigrants de pays réprimant ce mouvement et la rencontre de talents de cultures différentes refusant les anciennes formes et favorisant l'irruption d'une nouvelle énergie créatrice.
L'architecte le plus remarquable des années 1930, Berthold Lubetkin né en 1901 dans le Caucase travaille à Paris dans l'atelier d'Auguste Perret, assimile les Cinq points de l'architecture moderne de Le Corbusier et maintient des contacts culturels avec son pays. En 1930, il s'installe en Angleterre puis fonde le groupe Tecton avec six jeunes architectes britanniques. Le zoo de Londres est leur première commande, avec le bassin des manchots (Penguin Pool) dessiné avec l'ingénieur Ove Arup, puis l'immeuble High Point I en 1933-1935, première synthèse de l'architecture et de la doctrine de l'urbanisme moderne, inspiré de Le Corbusier et des logements collectifs soviétiques.
Erich Mendelsohn arrive en Angleterre en 1933 fuyant les persécutions nazies et gagne le concours pour un lieu touristique, le De La War Seaside Pavilion avec l'architecte Serge Chermayeff.
Walter Gropius aborde le thème inhabituel pour lui de la résidence individuelle et Marcel Breuer collabore au projet d'une maison et dessine des meubles en métal et contreplaqué plié.
Les réalisations de l'architecture moderne dans le domaine commercial, l'usine Boots à Beeston par Owen Williams en 1930-1932 et les magasins Peter Jones, Sloane square à Londres par William Crabtree, Slater, Moberly et C. H. Relly en 1936 utilisent des murs-rideaux et une ossature en béton armé permettant d'obtenir de vastes volumes intérieurs et de créer des espaces dégagés au rez-de-chaussée.

##### Recherches marginales en France et en Italie
En France, Le Corbusier ne réalise après 1933 que de petites constructions qui lui permettent d'explorer de nouveaux systèmes comme la notion de brise-soleil qui préfigure les tendances de l'architecture européenne de la décennie suivante. Les jeunes Eugène Beaudouin et Marcel Lods qui sont à la pointe de la production française de la construction introduisent des concepts modernes de distribution dans le logement social à Drancy dans la Cité de la Muette. En Italie, après 1936, devant l'impossibilité d'accéder aux commandes publiques, Mario Ridolfi, Giuseppe Pagano, Franco Albini, Pier Luigi Nervi recherchent des possibilités de travail plus restreintes, des petits bâtiments, une bibliothèque, des immeubles locatifs, des hangars.

##### Pays-Bas
Les Pays-Bas apportent les principales contributions au développement de l'architecture européenne. Entre le groupe néo-plastique De Stijl et l'avant-garde d'avant-guerre de Hendrik Petrus Berlage se développe une polémique mais l'écart entre ce mouvement moderne et Hendrik Petrus Berlage est moins grand que celui de Victor Horta et de Victor Bourgeois en Belgique ou Auguste Perret et Le Corbusier en France. Willem Marinus Dudok poursuit sa démarche, Jacobus Johannes Pieter Oud subit la pression académique et les autres membres du groupe De Stijl à l'exception de Cornelis van Eesteren n'apportent plus de solutions déterminantes.
Johannes Brinkman et Leedert Van der Vlug, plus jeunes, ont la chance de commencer par la manufacture de tabac Van Nelle où les cycles de travail sont analysés et exprimés par les articulations de l'édifice. Puis ils réalisent avec Willem Van Tijen le premier immeuble de logements sociaux en hauteur, le Bergpolder, suivant les idées de Walter Gropius. En 1928, Cornelis van Eesteren dirige le plan régulateur d'Amsterdam approuvé en 1935 et continuellement mis à jour tout en gardant la continuité et la cohérence initiale ce qui démontre la validité de cette expérience.

##### Pays scandinaves
Dans les pays scandinaves, la culture architecturale est toujours venue de l'extérieur. Les relations entre l'État et la société en général exercent une influence quant à la variété et à l'impact des formes importées et le mouvement moderne est rapidement associé aux politiques socio-libérales de réformes institutionnelles et urbaines. On passe d'une architecture néo-classique de qualité au mouvement moderne vers 1930 parfois avec les mêmes architectes comme Gunnar Asplund en Suède qui donne avec les bâtiments de l'Exposition de Stockholm de 1930, une interprétation pleine de fraîcheur de la nouvelle architecture. Ses réalisations des années 1930 montrent sa capacité à mêler modernité et tradition en s'appuyant sur une idée fondamentalement mythique de l'architecture. Le crématorium du cimetière de Woodland à Stockholm de 1935-1940 est un exemple exceptionnel de l'application réussie d'un concept architectural du XXe siècle intégré dans son environnement. La tonalité dominante est tragique et sévère mais laisse place à une promesse de rédemption et de renouveau. Les formes de Gunnar Asplund sont fortement chargées de sens, le paysage et les bâtiments évoquant ensemble l'unité de la terre et de l'eau, de l'air et du feu avec l'intention d'évoquer la libération du matériel vers le spirituel.
Au Danemark, Arne Jacobsen produit des constructions d'esprit traditionnel et d'autres rationalistes jusqu'en 1934 où il réalise l'ensemble résidentiel Bellavista dans une station balnéaire au nord de Copenhague. En Finlande où l’influence de l'Exposition de Stockholm de 1930 se fait ressentir, Alvar Aalto, avec ses fondements classiques et romantiques nationaux, et Erik Bryggman, nourri d'influences vernaculaires, classiques, nordiques et méditerranéennes, ont retenu les leçons du mouvement moderne de la fin des années 1920.
Alvar Aalto né en Finlande en 1898 grandit dans un contexte culturel marqué par la question de l'identité nationale, les finlandais cherchant à s'extraire de la zone d'influence soviétique. Il va réussir à prouver que l'on peut adapter les formes types de l'architecture moderne en fonction de la rigueur du climat, du paysage et de mœurs. Il est connu en Finlande et à l'étranger par le bâtiment du journal Turun Sanomat conçu à partir de 1927 avec le vocabulaire de la nouvelle architecture et fondé sur les Cinq points de l'architecture moderne de Le Corbusier, mettant l'accent sur la plasticité de la structure, les variations d'espace et l'articulation ordonnée de la façade et la possibilité d'utiliser avec élégance les matériaux locaux dont le bois. En 1929, il participe au deuxième congrès des C.I.A.M et gagne le concours du sanatorium de Paimio et c'est peut-être dans les habitations qu'il parvient aux résultats les plus convaincants.

##### Suisse
En Suisse, les débuts du mouvement moderne sont surtout dû à Karl Moser. Son enseignement à Zurich donne naissance à un groupe de jeunes architectes qui se perfectionnent presque tous à l'étranger, aux Pays-Bas, en Amérique, en France, en Suède, en Belgique et en Allemagne. Ils se retrouvent tous à Zurich en 1930 pour construire le quartier modèle d'habitation du Neubühl. Robert Maillart, comme en France Auguste Perret, est concepteur et entrepreneur. Il réfléchit à la construction des ponts en béton armé et prend conscience de l'économie que l'on peut faire en considérant l'arche, les liaisons et le tablier comme un système solidaire. En 1929, le pont de Salginatobel sur la Salgine près de Schiess est sa première œuvre notable.

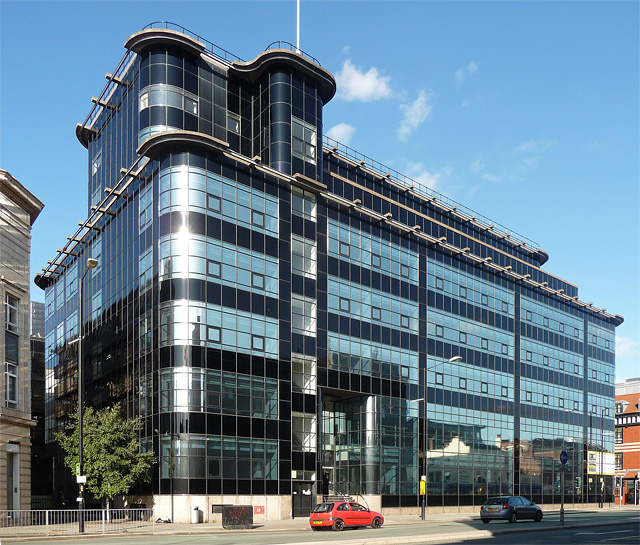
Owen Williams, Express Building, Manchester, 1936–1939
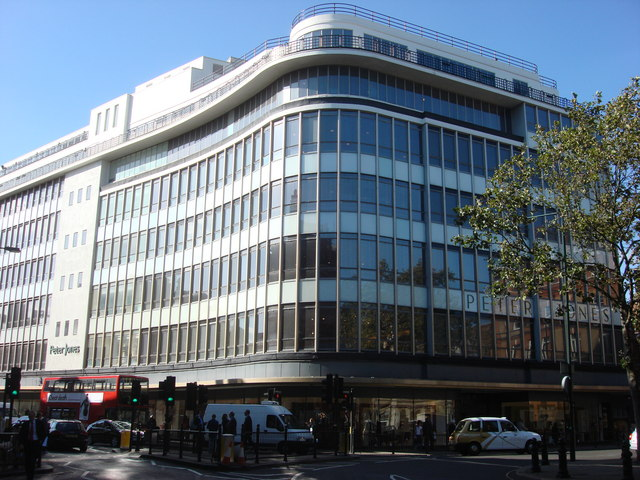
William Gratree, Grand magasin Peter Jones, Londres, 1932-1936
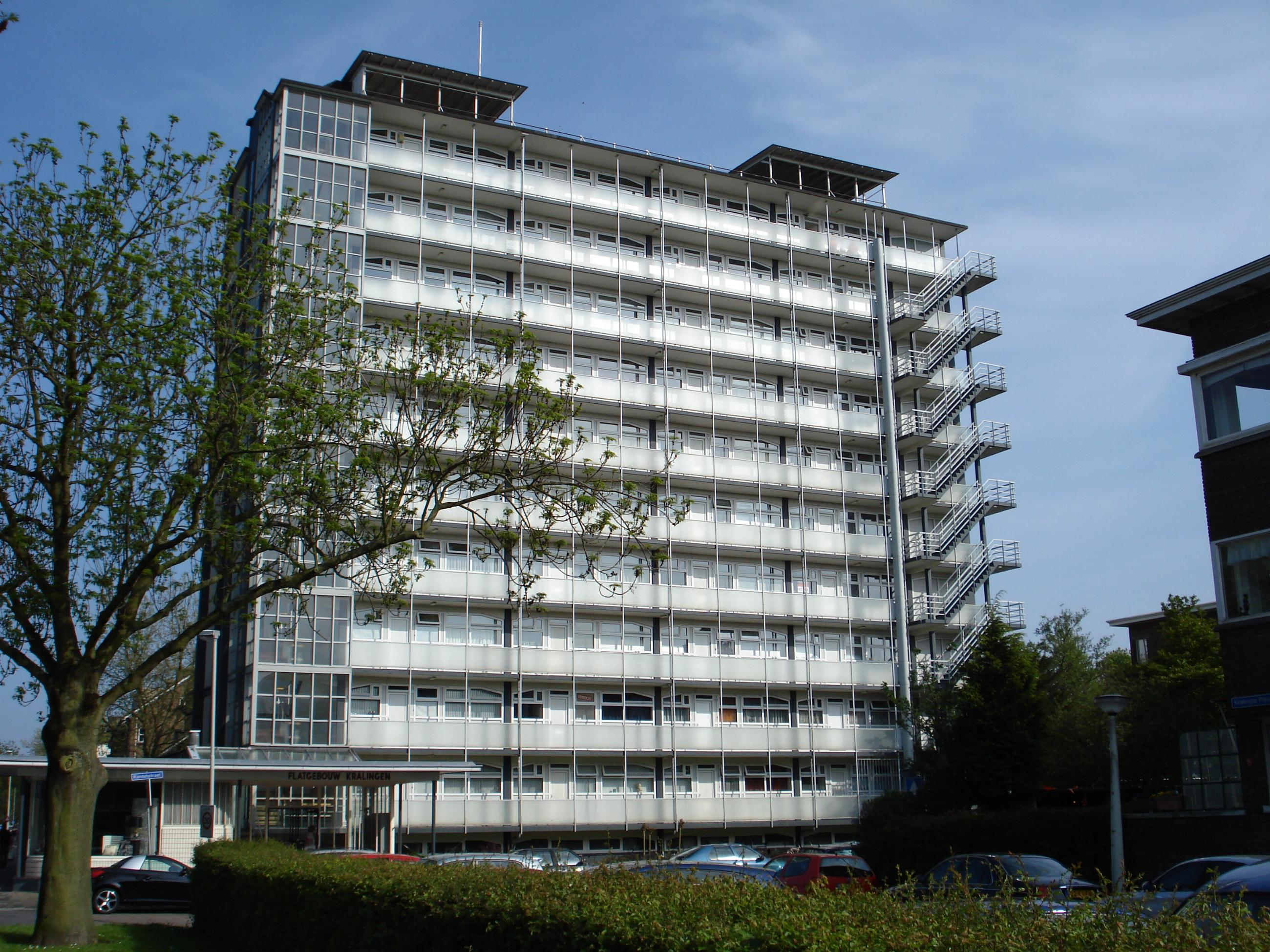
Willem Van Tijen et Maaskant, Le Plaslaan, Rotterdam, 1938

### Architecture moderne aux États-Unis

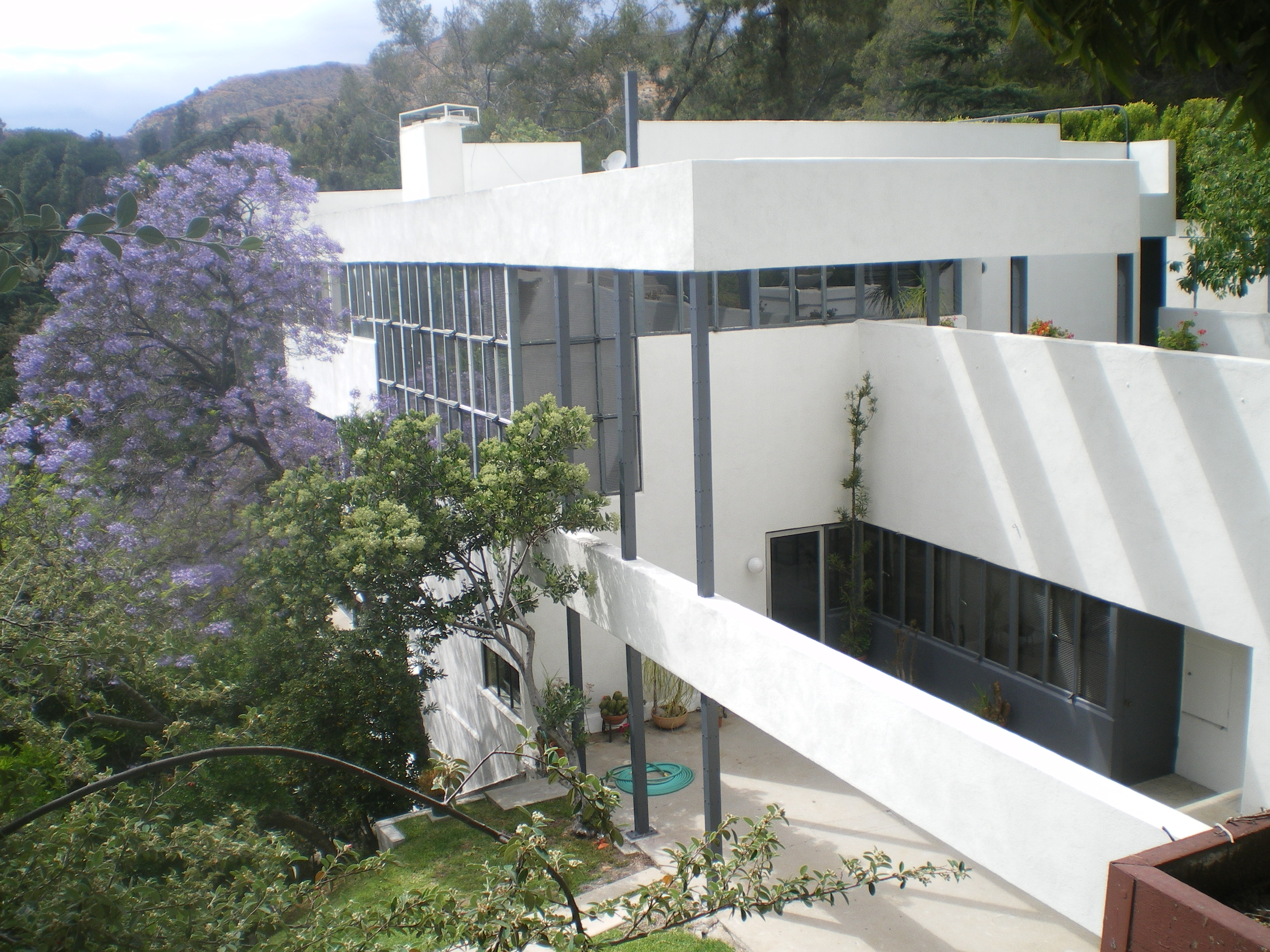
Richard Neutra, Lovell House, Hollywood Hills 1927–1929

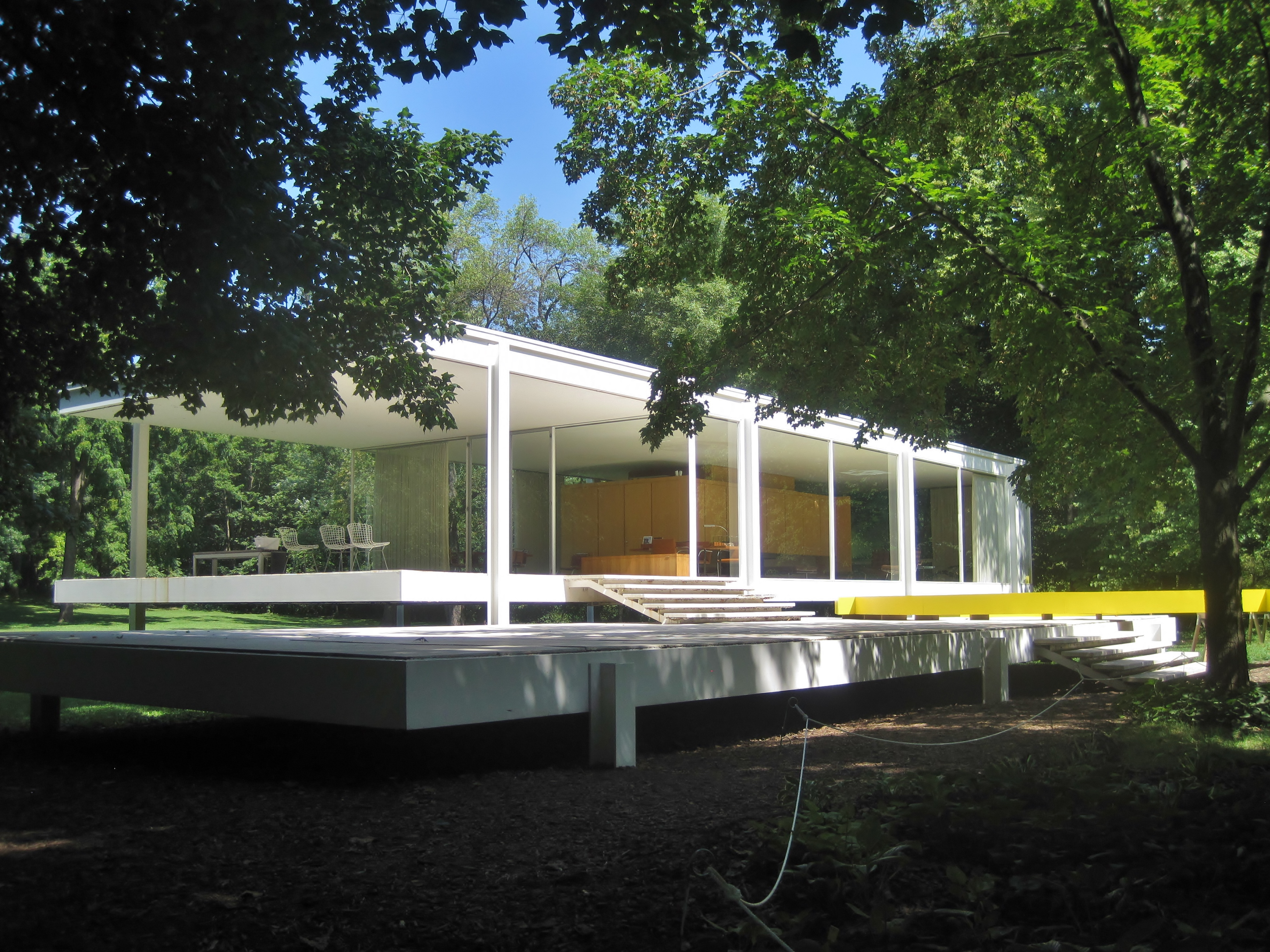
Ludwig Mies van der Rohe, Farnsworth House, 1946-1951

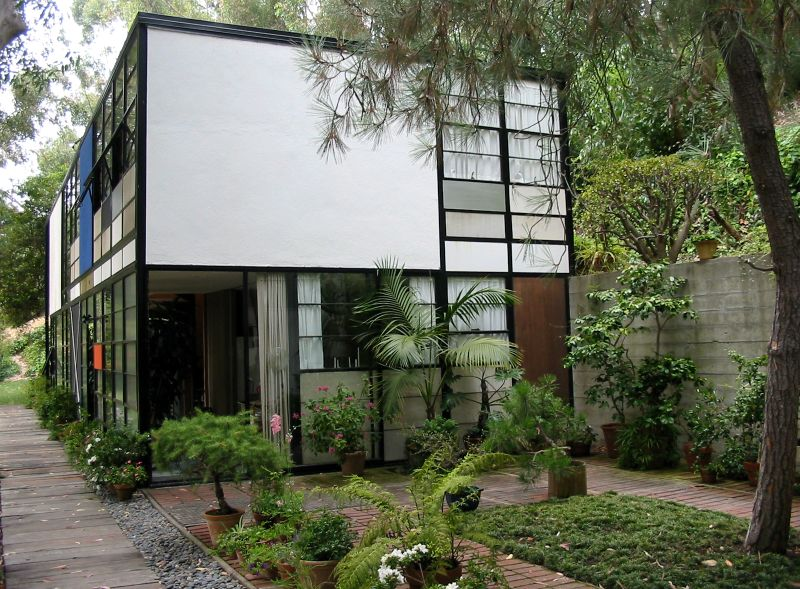
Charles et Ray Eames, Eames House, Los Angeles, 1949

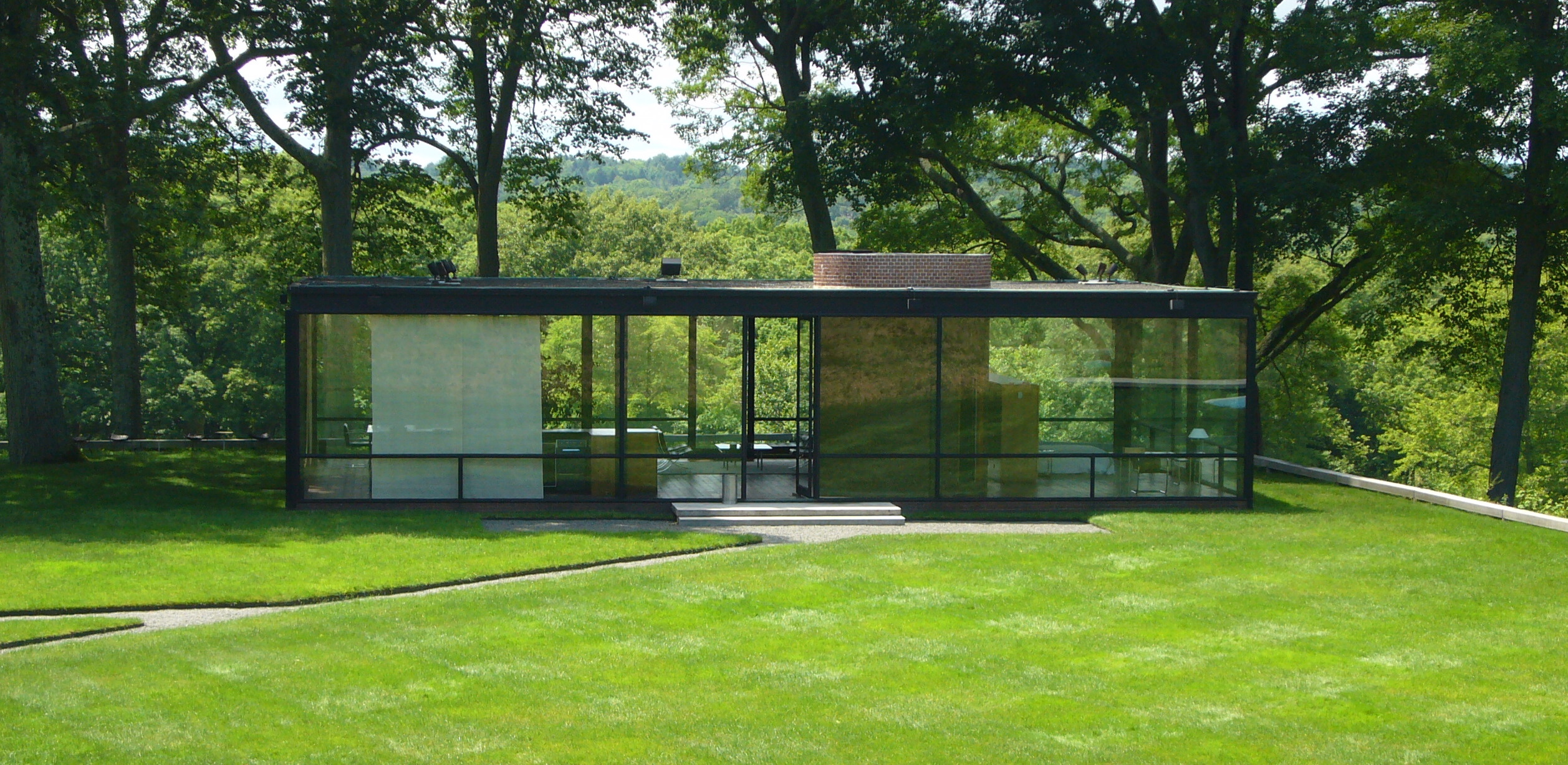
Philip Johnson, Glass House, 1949

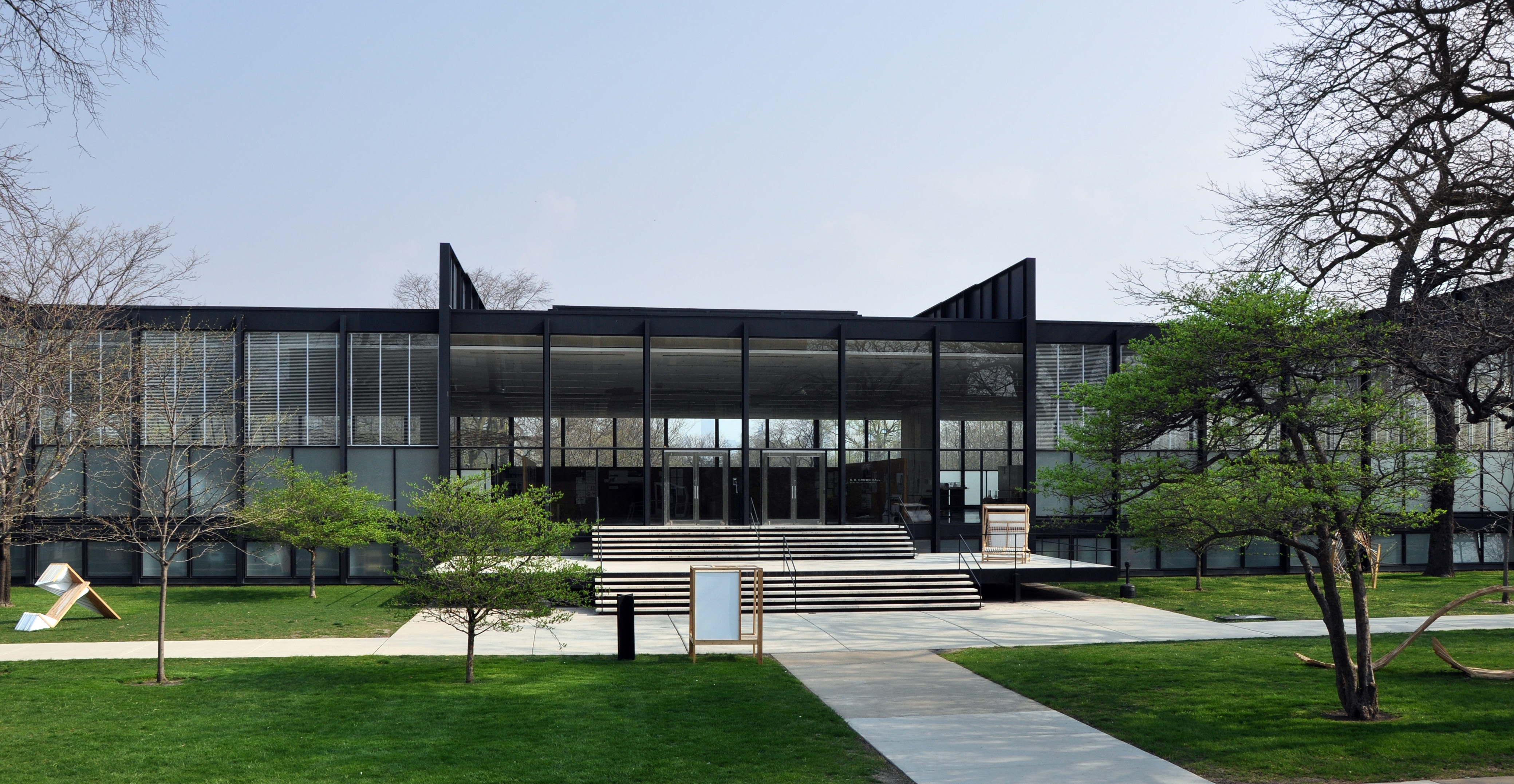
Ludwig Mies van der Rohe, Crown Hall, Illinois Institute of Technology, 1956

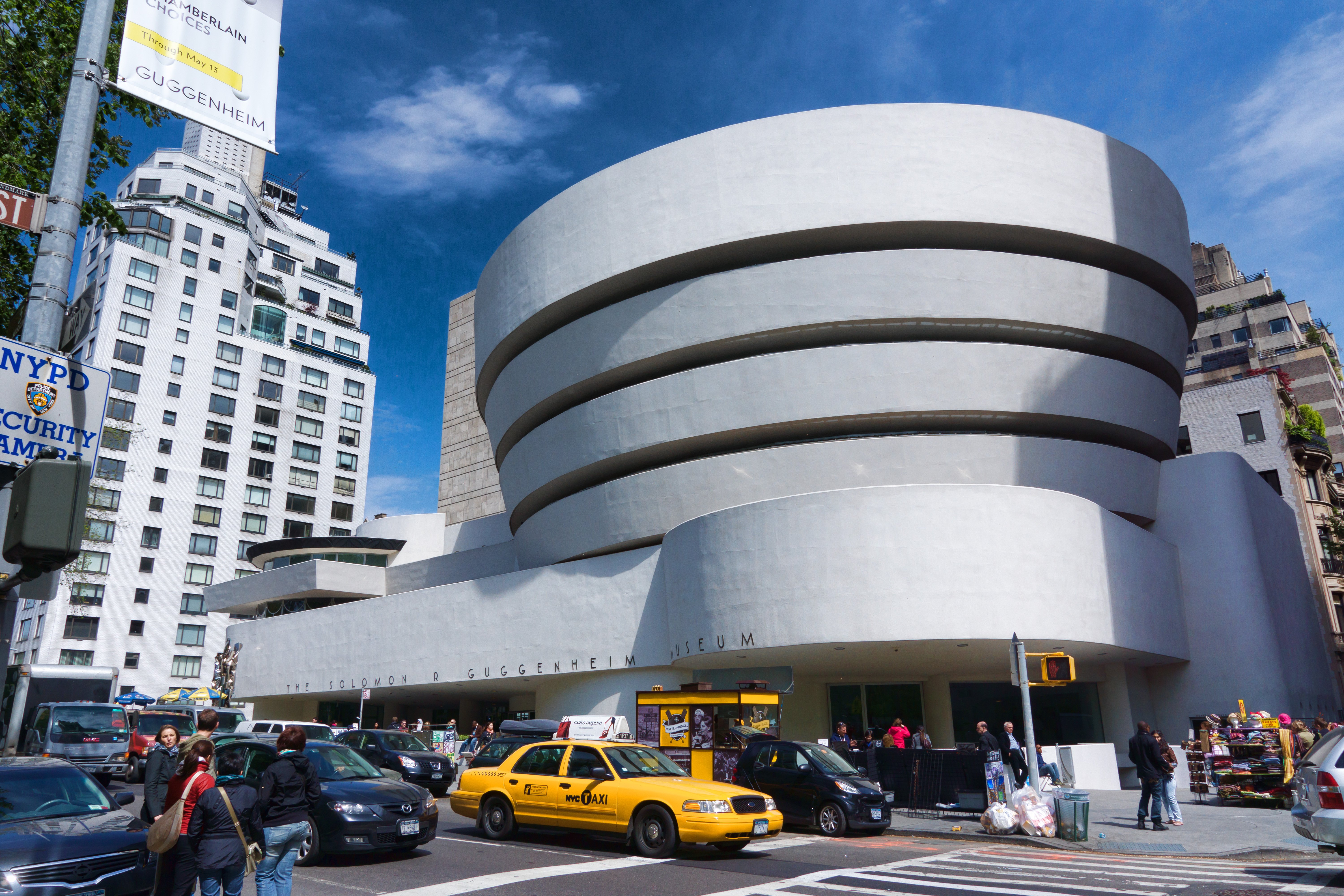
Frank Lloyd Wright, Musée Solomon R. Guggenheim, New York, 1943-1959

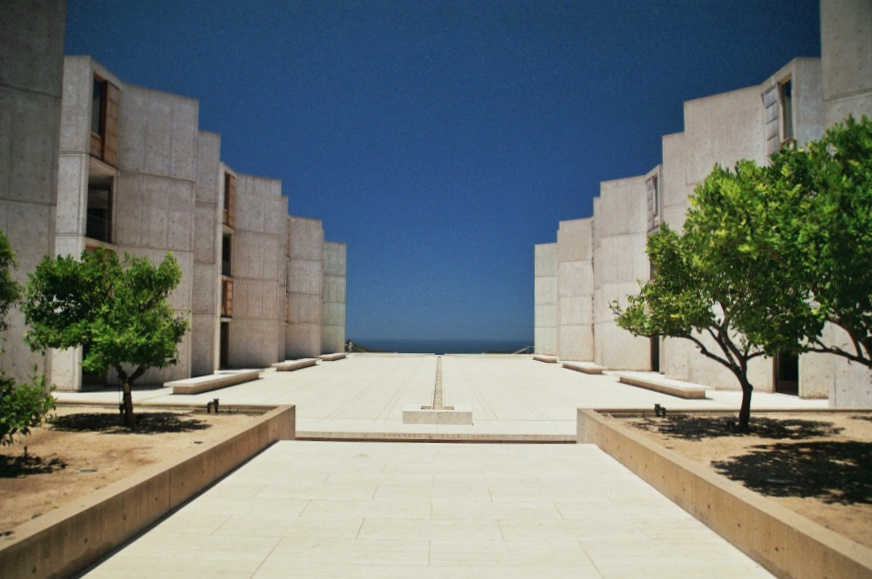
Louis Kahn, Salk Institute, 1959-1965

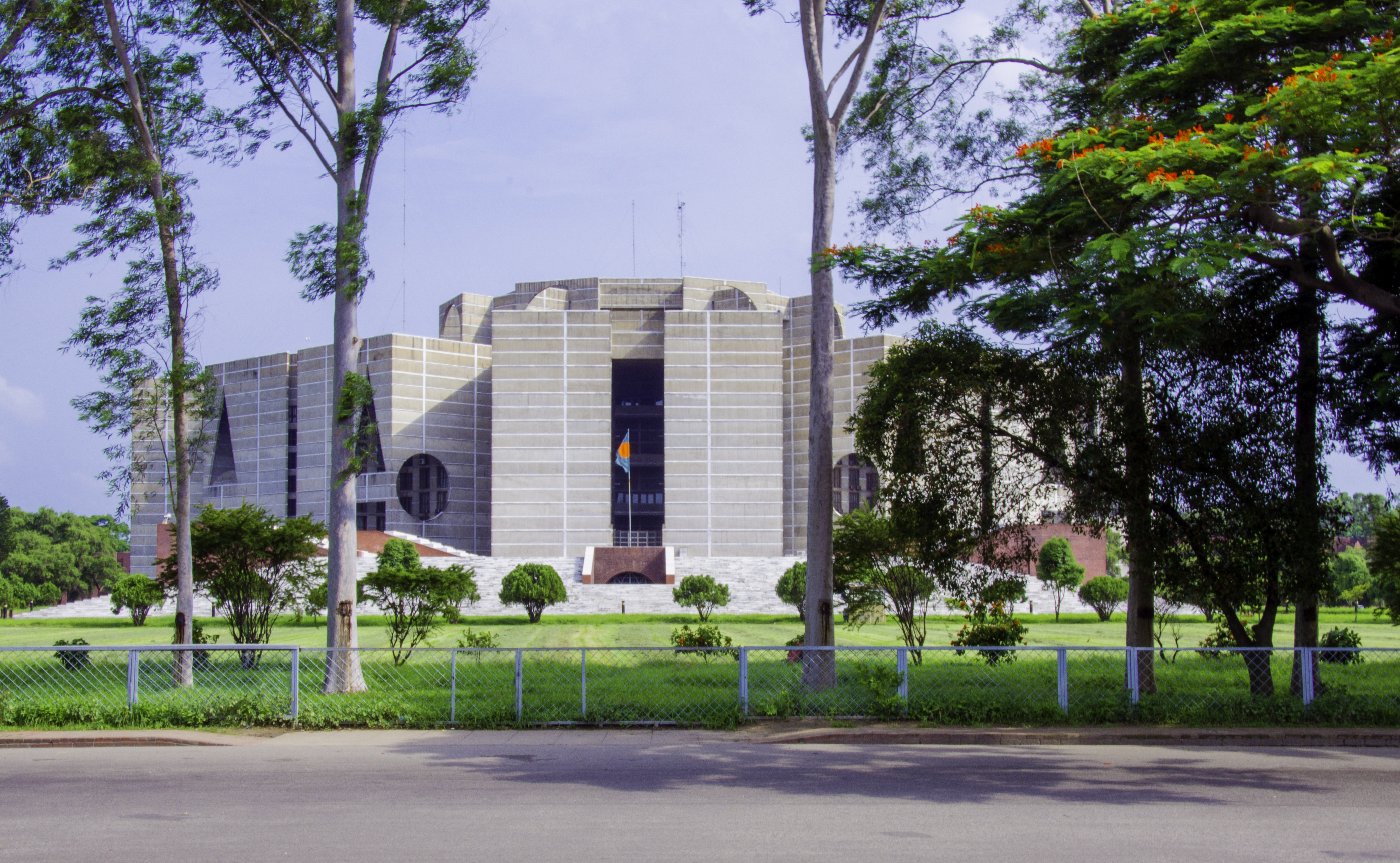
Louis Kahn, Assemblée nationale de Dacca, 1961-1982)

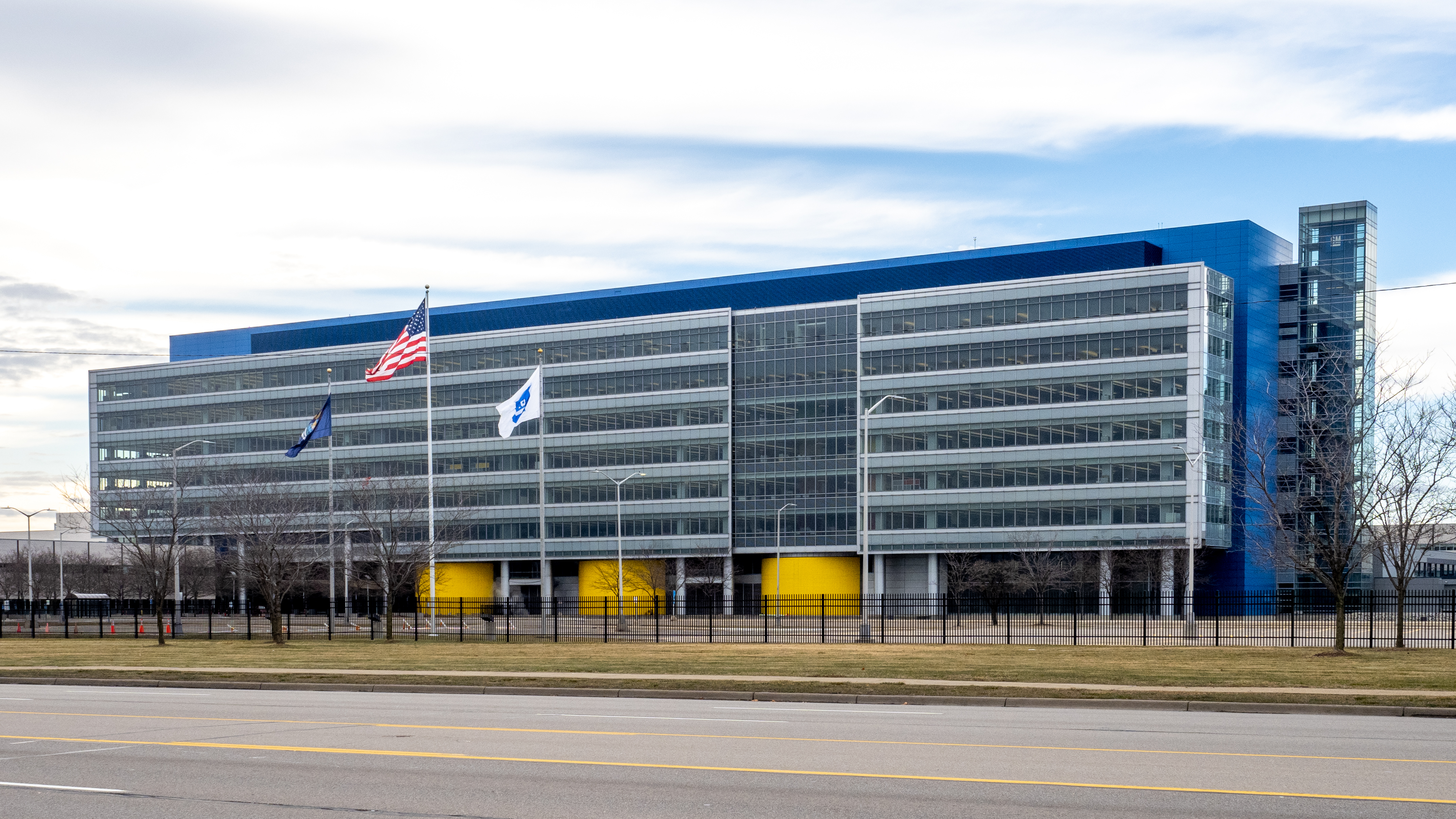
Eliel et Eero Saarinen, Centre technique de General Motors, Détroit, 1949-1956

Pendant les Années folles de prospérité entre la fin de la Première Guerre mondiale et la crise de 1929 arrivent les apports du mouvement moderne. Eliel Saarinen encouragé par sa deuxième place au concours du siège du Chicago Tribune de 1922 (remporté par un projet de style gothique) s'installe à Chicago. Il enseigne le travail d'Hendrik Petrus Berlage tout en clarifiant son langage. Son fils Eero Saarinen étudie à Yale avec Josef Albers et absorbe l'enseignement des plus récents courants européens. Des expériences modernes ont lieu avec les réalisations de George Howe, William Lescaze, Richard Neutra et Rudolf Schindler, les œuvres inclassables de la période centrale de la carrière de Frank Lloyd Wright et les expérimentations de Buckminster Fuller et de A. Laurence Kocher.
En 1932, le Museum of Modern Art de New York organise une exposition intitulée Style international avec des réalisations depuis 1920 qui alimente de nombreux débats mais ne permet pas au mouvement moderne de pénétrer la société américaine même si le livre de Henry-Russell Hitchcock et Philip Johnson, International Style qui l'accompagne contribue à faire évoluer les goûts.
C'est vers 1930 que le mouvement moderne s'introduit en Amérique à une époque où la crise économique coïncide avec la crise politique qui pousse de nombreux artistes de premier plan à passer d'Europe en l'Amérique du Nord. Walter Gropius et Ludwig Mies van der Rohe, après avoir émigré en Angleterre, arrivent aux États-Unis en 1937, suivis par Erich Mendelsohn en 1941 et ils apportent des philosophies et des vocabulaires déjà élaborés. Leur présence confère un immense prestige au mouvement moderne en Amérique du Nord mais ils se retrouvent dans une culture assez éloignée de la leur, la modifient mais sont aussi transformés par elle.

#### New Dealet contribution des anciens maîtres du Bauhaus
La crise économique de 1929 a ses effets les plus graves en Amérique où elle modifie le plus profondément les habitudes politiques et culturelles. Des constructions sont subventionnées, avec un organe central de contrôle, ce qui modifie radicalement les conditions d'exercice de l'architecture et permet aux thèses du mouvement moderne de pénétrer profondément dans la réalité américaine. Après 1930 commencent les premières expériences de préfabrication à grande échelle de la construction.
À partir de 1933, les maîtres européens sont invités à enseigner dans les universités américaines. Josef Albers s'installe en 1933, Moholy-Nagy fonde à Chicago le NewBauhaus en 1937, Walter Gropius et Marcel Breuer vont à Harvard où une génération de jeunes américains dont Paul Rudolph, Philip Johnson, Edwards Larrabee Barnes, Ieoh Ming Pei, Philip Johnson et Benjamin Thompson sont parmi les premiers disciples., Mies van der Rohe et Ludwig Hilberseimer s'installent à Chicago, Herbert Bayer, Amédée Ozenfant et plus tard Piet Mondrian à New York. Après la guerre, Alvar Aalto les rejoint occasionnellement et Erich Mendelsohn se fixe en Californie. En 1938, le Museum of Modern Art de New York organise une exposition sur le Bauhaus et publie un ouvrage de référence,,.

#### Mies van der Rohe
En 1938, Mies van der Rohe dirige la section architecture de l'Illinois Institute of Technology et sa renommée grandit après l'exposition de ses œuvres en 1947 au Museum of Modern Art de New-York. Ses projets si disciplinés et parfaits émergent dans le paysage américain comme des objets isolés et excluent tout rapport avec ce qui les entourent à l'exception de certaines scènes naturelle comme le lac Michigan et la forêt qui entoure la Farnsworth House. Ces architectures ont un caractère fortement démonstratif qui stimule l'imagination des autres architectes, affecte les maîtres d'ouvrages et les administrations et dans une certaine mesure les habitudes de la branche.
Dans les années 1950, Mies van der Rohe semble avoir éprouvé moins de difficultés d'adaptation que Walter Gropius et comme lui, ses premières commandes viennent d'une université. De 1939 à 1956, il remodèle l' Illinois Institute of Technology où les remplissages de panneaux de briques, les fines poutraisons d'acier apparentes et les proportions font de ces bâtiments une synthèse de sa neutralité intellectuelle et du remarquable savoir-faire américain de l'acier. Dans ce campus, le Crown Hall de 1950-1956 fait appel à un système spectaculaire de poutraison et cette boite de verre dans son extrême simplicité résulte d'un prodigieux effort d'abstraction et d'une conception hautement idéalisée de la mission spirituelle de l'architecture. Dans la Farnsworth House de 1945-1951, il montre comment on peut appliquer une idée similaire à un pavillon individuel dans un cadre naturel. Ce projet donne lieu à beaucoup d'imitations dans le monde dont la plus notable est la Glass House conçue par Philip Johnson en 1949. Charles et Ray Eames en Californie montrent avec la Maison Eames de 1945-1949 que l'on peut donner à la boite d'acier et de verre d'autres applications domestiques en l'ouvrant, la destructurant ou en y mêlant des types de plans plus étalés.
Les contributions de Mies van der Rohe dans la conception des immeubles de grande hauteur à ossature d'acier utilisent un mode de construction vernaculaire américain dont il parvient à extraire la poésie. Les tours d'appartements jumelles de Lake Shore Drive à Chicago de 1948-1951 donnent au thème du prisme sur pilotis une clarté toute nouvelle. Le Seagram Building réalisé avec Philip Johnson de 1954 à 1958 fait partie des contributions majeures de l'après-guerre dans la définition de l'image de prestige du gratte-ciel qui trouve ici une noblesse mettant en valeur des matériaux comme le bronze couleur rouille, le verre gris ambré, le travertin et le marbre vert poli et donne le ton à une architecture commerciale novatrice aux États-Unis.

#### Richard Neutra
Parmi les architectes européens venus en Amérique au début des années 1920, Richard Neutra réussit à actualiser une première présence effective du mouvement moderne dans la réalité américaine. Il s'établit à Chicago en 1923 après avoir travaillé avec Adolf Loos et Erich Mendelsohn. Il a l'occasion de connaitre Louis Sullivan, tente un passage chez Frank Lloyd Wright à Taliesen et travaille à Chicago chez Holabird and Root. Sa production est variée, de la maison bon marché aux luxueuses demeures, en passant par les bâtiments publics et industriels mais son succès vient de sa clientèle fortunée et spécialement celle du monde du cinéma d'Hollywood. Sa production est cohérente mais limitée par son champ d'action et par le peu d'attention accordée aux problèmes d'urbanisme. Les questions sociales qui caractérisent le mouvement européen après 1930 lui sont en partie étrangères.

#### Frank Lloyd Wright
L'œuvre de Frank Lloyd Wright acquiert une vigueur nouvelle à partir de 1930, au moment de la diffusion du répertoire du rationalisme européen mais même s'il adopte quelques suggestions d'origine européenne, comme il l’avait admis dans la décennie précédente des références japonaises, il en fait très tôt et simultanément des références personnelles. Son activité est une expérience autonome du début à la fin, depuis qu'il a définitivement rompu les liens entre son architecture et la société contemporaine, entre les temps de son travail et les temps des processus économiques, sociaux et culturels. Il évite de s'enfermer dans un moment historique, évoluant parallèlement au mouvement moderne.
Ses dernières réalisations montrent à la fois une capacité d'invention infinie et un niveau de réalisation inégal. En 1952-1956, la Prise Tower à Bartlesville en Oklahoma lui donne enfin l'occasion de concevoir un gratte-ciel habitable avec des appartements et des bureaux répartis sur un plan radiant où, à partir d'un noyau central se développent des plateaux permettant d'obtenir des espaces à double hauteur avec mezzanines. Les façades revêtues d'un bardage de cuivre isolant proposant une alternative aux façades de verre ont, avec le temps, pris une couleur verte irisée.
Franck Lloyd Wright consacre beaucoup de temps entre 1943 et 1959 au musée Solomon R. Guggenheim qui devient l'apothéose de sa conception qui rassemble ses idées sur le plan, la coupe et l'élévation de ses expérimentations antérieures. On retrouve dans cet assemblage tridimensionnel de formes, d'espaces et d'abstraction, le thème ancien du vase et la citation de Lao Tseu qu'aime citer l'architecte : « …la réalité d'une construction réside non dans ses quatre murs et son toit… mais dans l'espace qu'elle contient ».

#### Monumentalité, Louis Kahn
Après l'architecture monumentale au service des États totalitaires de l'entre-deux guerres et dès 1943, Siegfried Giedion et Josep Lluís Sert posent la question de la monumentalité d'après guerre et considèrent les monuments comme des points de repère pour l'homme. Ils évoquent aussi le rôle des symboles collectifs et la nécessité d'aborder un urbanisme apportant plus qu'un accomplissement fonctionnel. Puis, Siegfried Giedion plaide pour la création de centres symboliques dans les villes et les CIAM passent à une caractérisation plus nébuleuse et emblématique de la forme urbaine.
Louis Kahn est le maître de la monumentalité aux États-Unis même si ce n'est pas son seul centre d'intérêt. Il élabore une philosophie et un système de formes utilisé d'une manière directe et sans compromis. L'architecture de Louis Kahn repose en partie sur une vision sociale motivée par un conservatisme mystique. Pour lui, il existe des modèles archétypiques des relations sociales que l'architecture a pour mission de révéler et de célébrer. Tout problème architectural est porteur d'une signification essentielle qui transcende de beaucoup le diagramme purement fonctionnel. La bonne organisation doit résulter d'une analyse détaillée des besoins puis de la révélation intuitive du type de l'institution. Cette position idéaliste prenant en compte les racines spirituelles de la sphère sociale et de la sphère esthétique est le moteur de ces principales réalisations des années 1960 et l'amène à dégager des formes types reposant sur une géométrie élémentaire, le carré, le cercle, le triangle… instaurant une grande variété d'interrelations. On retrouve cette démarche à Bryn Mawr près de Philadelphie en 1960-1965 pour la résidence universitaire d'Erdman Hall, à l'Institut indien de management d'Ahmedabad en Inde réalisé en 1962-1974 et à l'Assemblée nationale de Dacca au Bangladesh en 1962-1983,

#### Architecture et urbanisme américain après la seconde guerre mondiale
Dès l'après guerre, il faut élaborer dans les villes une nouvelle typologie d'édifices pour les grands blocs de bureaux en remplacement des gratte-ciel à aiguilles. La première occasion se présente avec le Siège des Nations Unies à New York avec la nomination en 1947 de consultants dont Le Corbusier, qui propose un schéma accepté par la commission, mais Wallace K. Harrison et Max Abramovitz en réalisent l'exécution. Ces mêmes architectes conçoivent en 1952 un gratte-ciel pour l'Aluminium Company of America avec un concept analogue de juxtaposition de panneaux d'aluminium emboutis en pointes de diamant. Cette manière de construire connaît un succès rapide car elle résout certains problèmes de planning, de coûts et d'entretien des bâtiments commerciaux. À partir d'un certain moment, le travail de Mies van der Rohe s'insère dans cette recherche et la juxtaposition des éléments devient un processus maîtrisé de composition modulaire. Cette expérience trouve un très grand écho et est appliquée en 1950 à l'échelle du paysage par Eliel et Eero Saarinen au Centre technique de la General Motors à Detroit. En 1952, Gordon Bunshaft projette pour le cabinet Skidmore, Owings and Merrill le Lever House à New York composé d'un parallèlipipède de 18 étages suspendus au-dessus de bâtiments bas,.

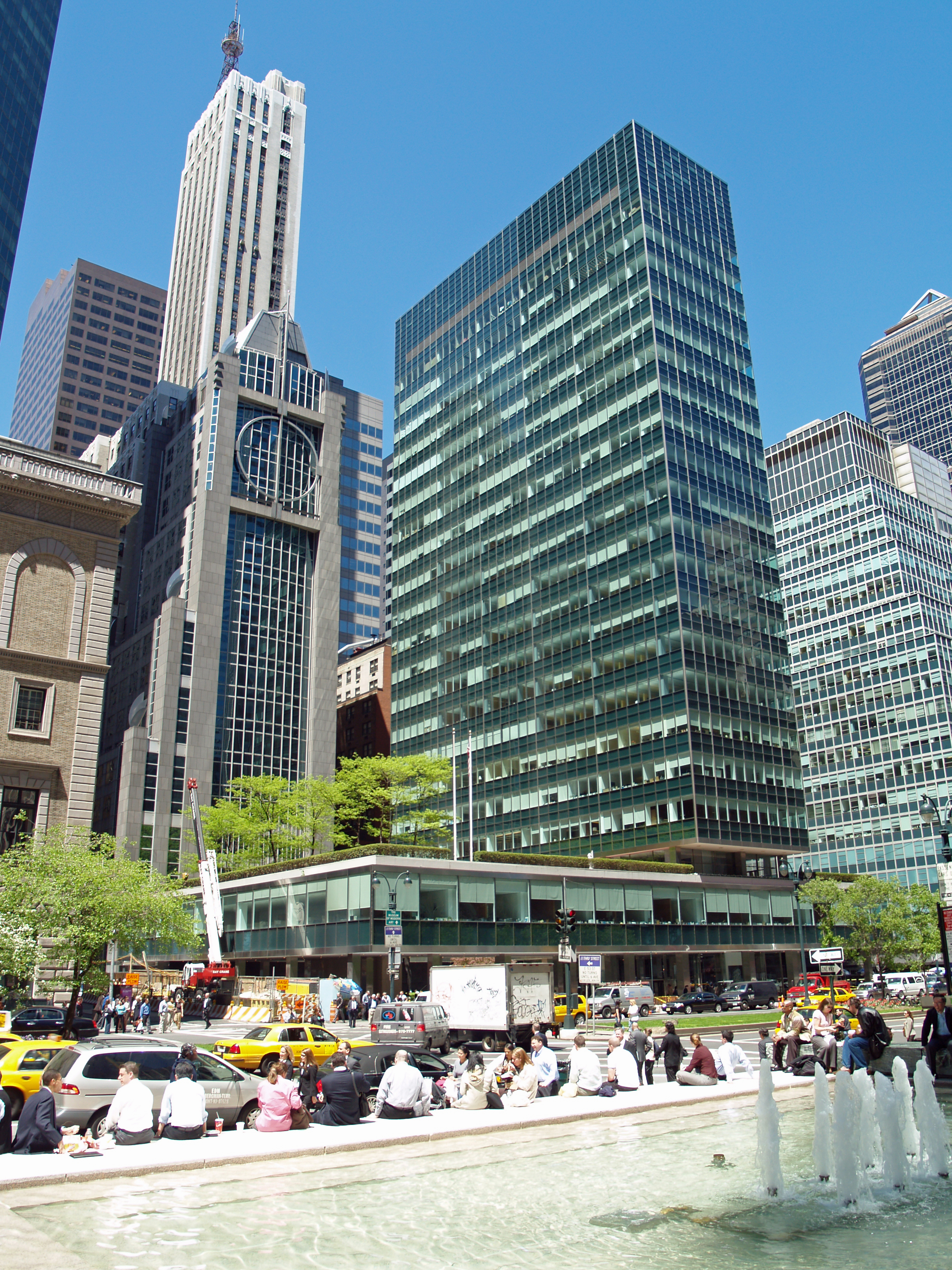
Gordon Bunshaft, Skidmore, Owings and Merrill, Lever House, 1952
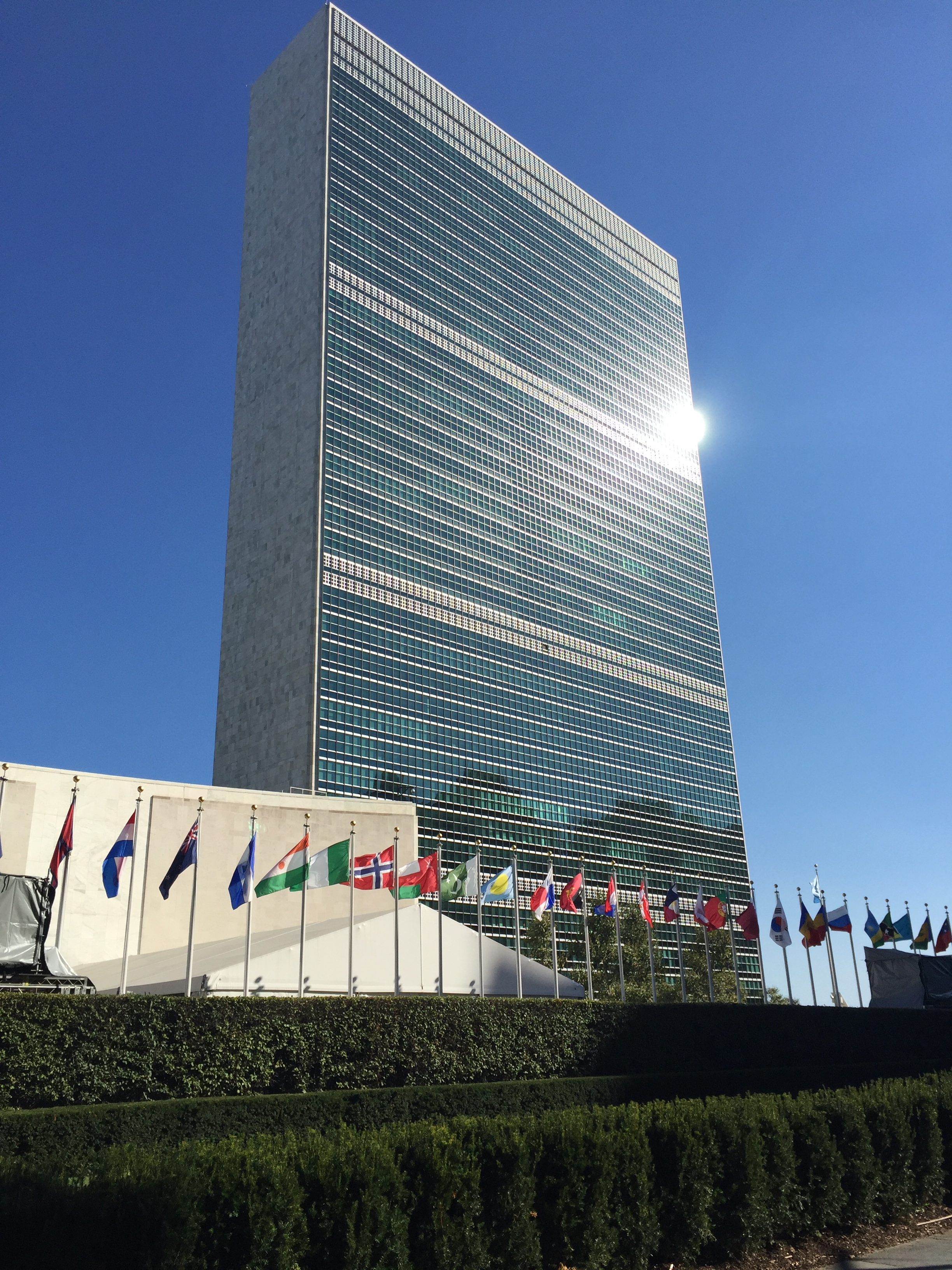
Wallace Harrison avec Oscar Niemeyer et Le Corbusier, Siège des Nations unies, New York, 1952
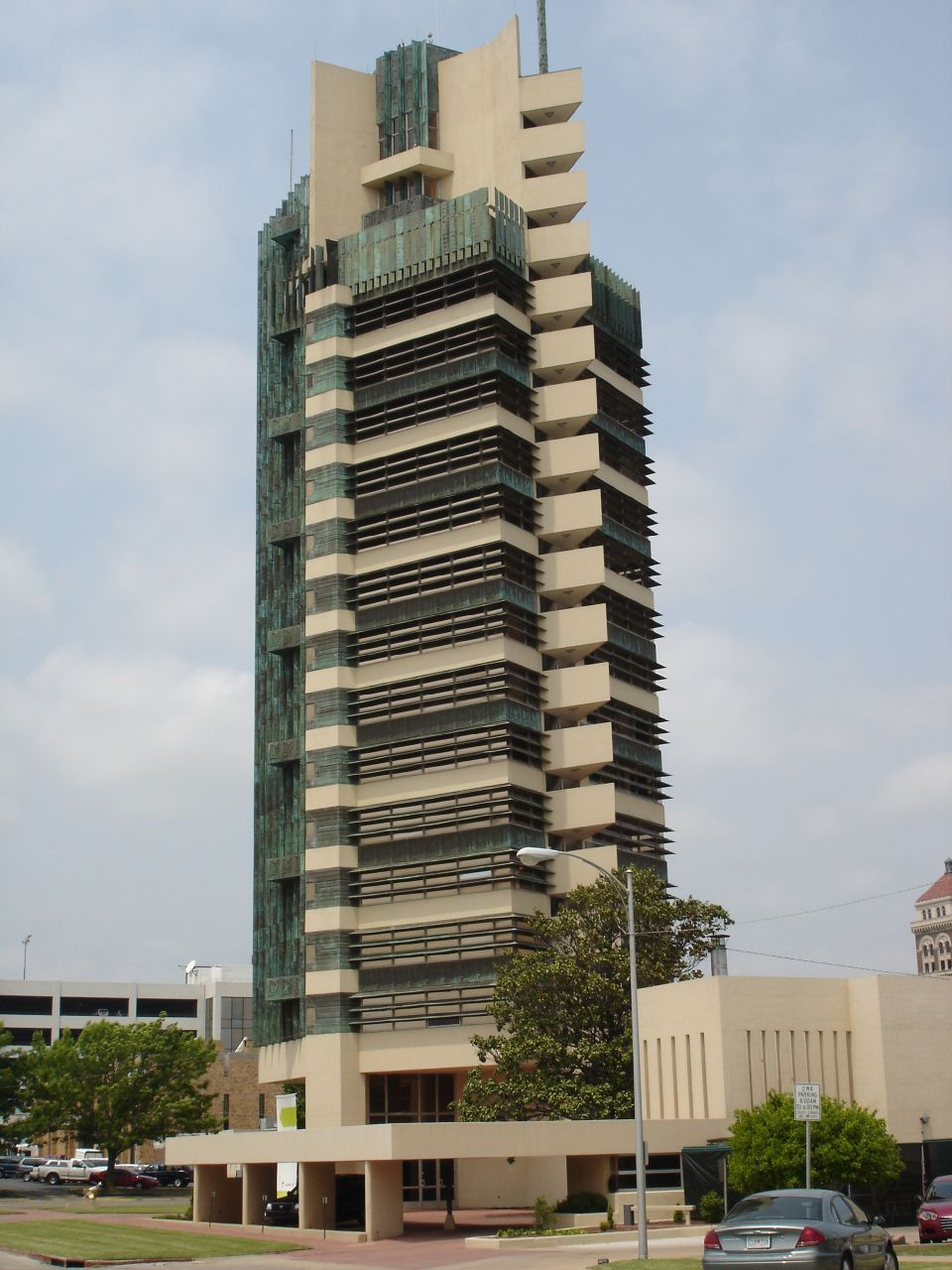
Frank Lloyd Wright, Price Tower, Bartlesville, 1956
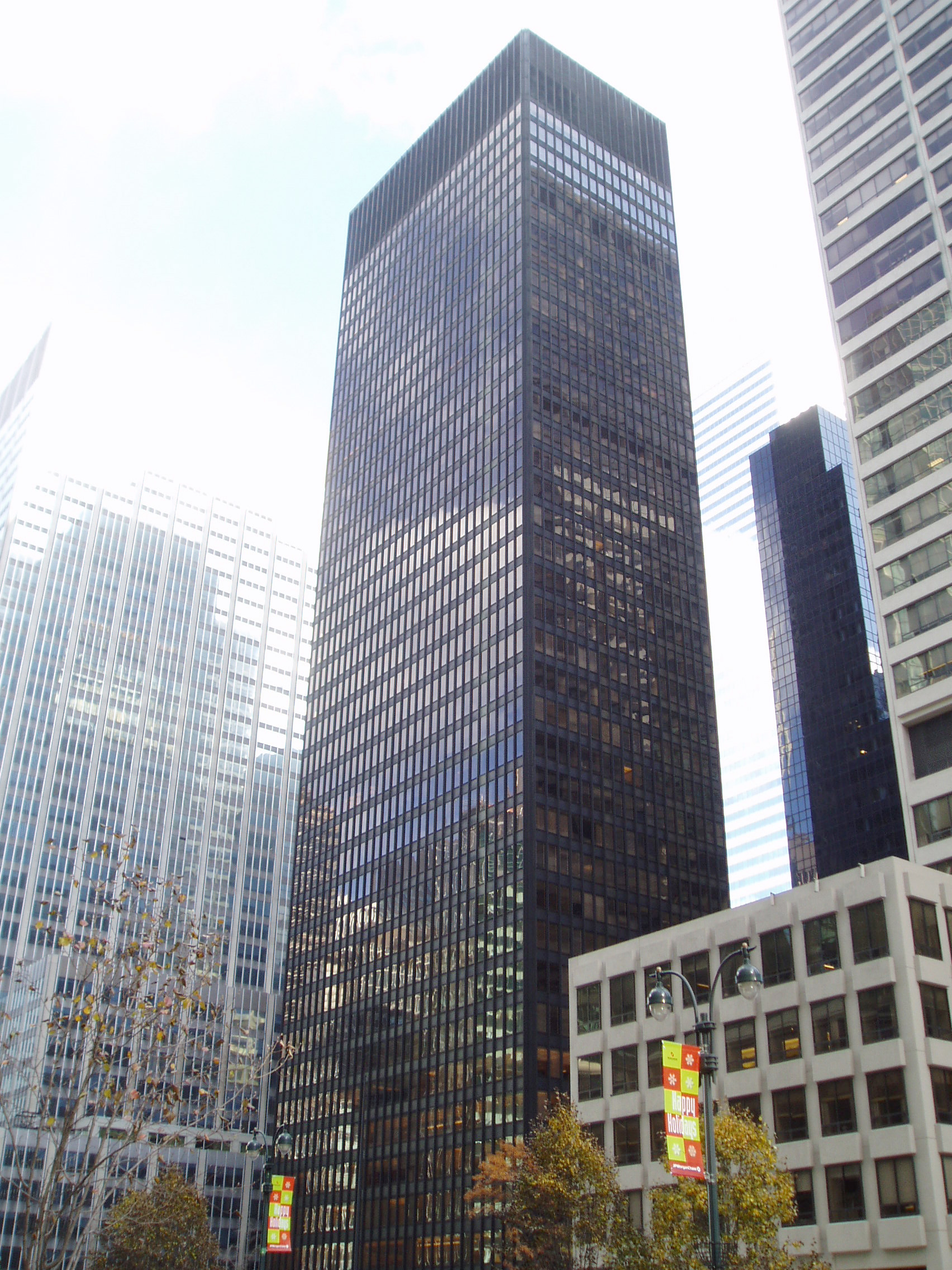
Ludwig Mies van der Rohe, Seagram Building, New York, 1958
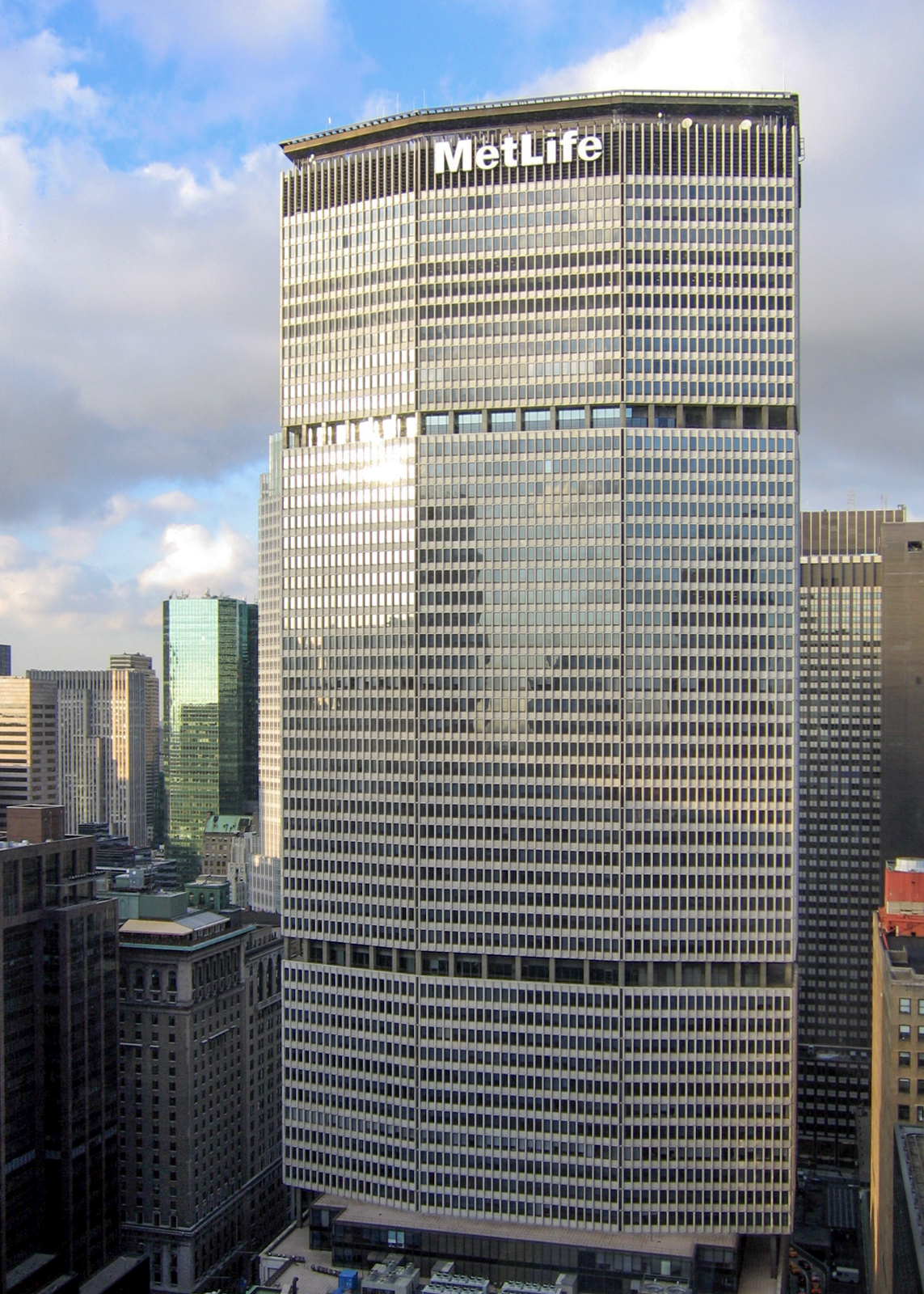
Walter Gropius et Associés, MetLife Building, New York, 1958–1963

### Europe après la seconde guerre mondiale

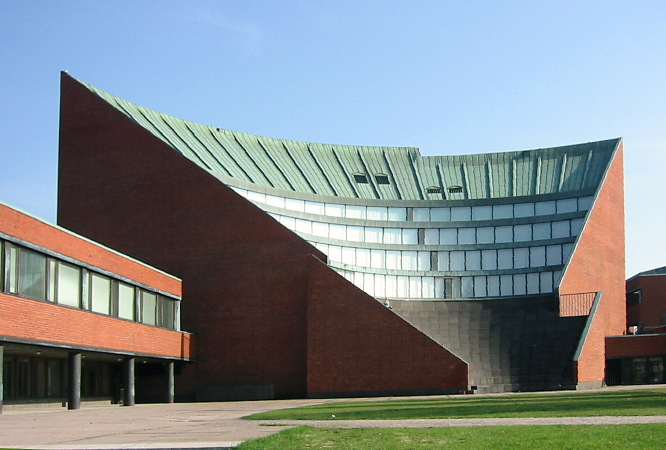
Alvar Aalto, Auditorium, Helsinki, Finlande (1949–1966)

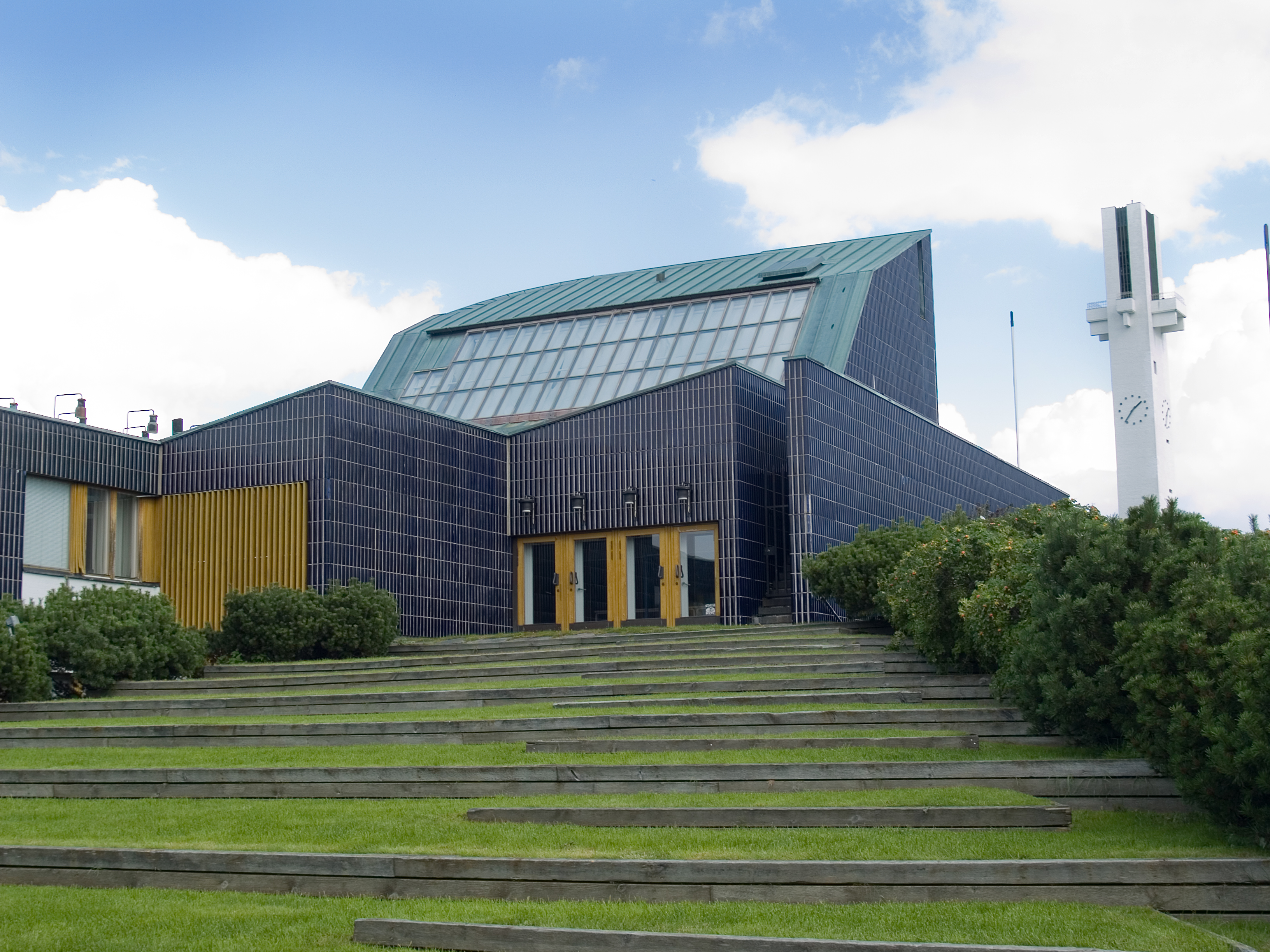
Alvar Aalto, Aaltokeskus, Seinäjoki, 1959

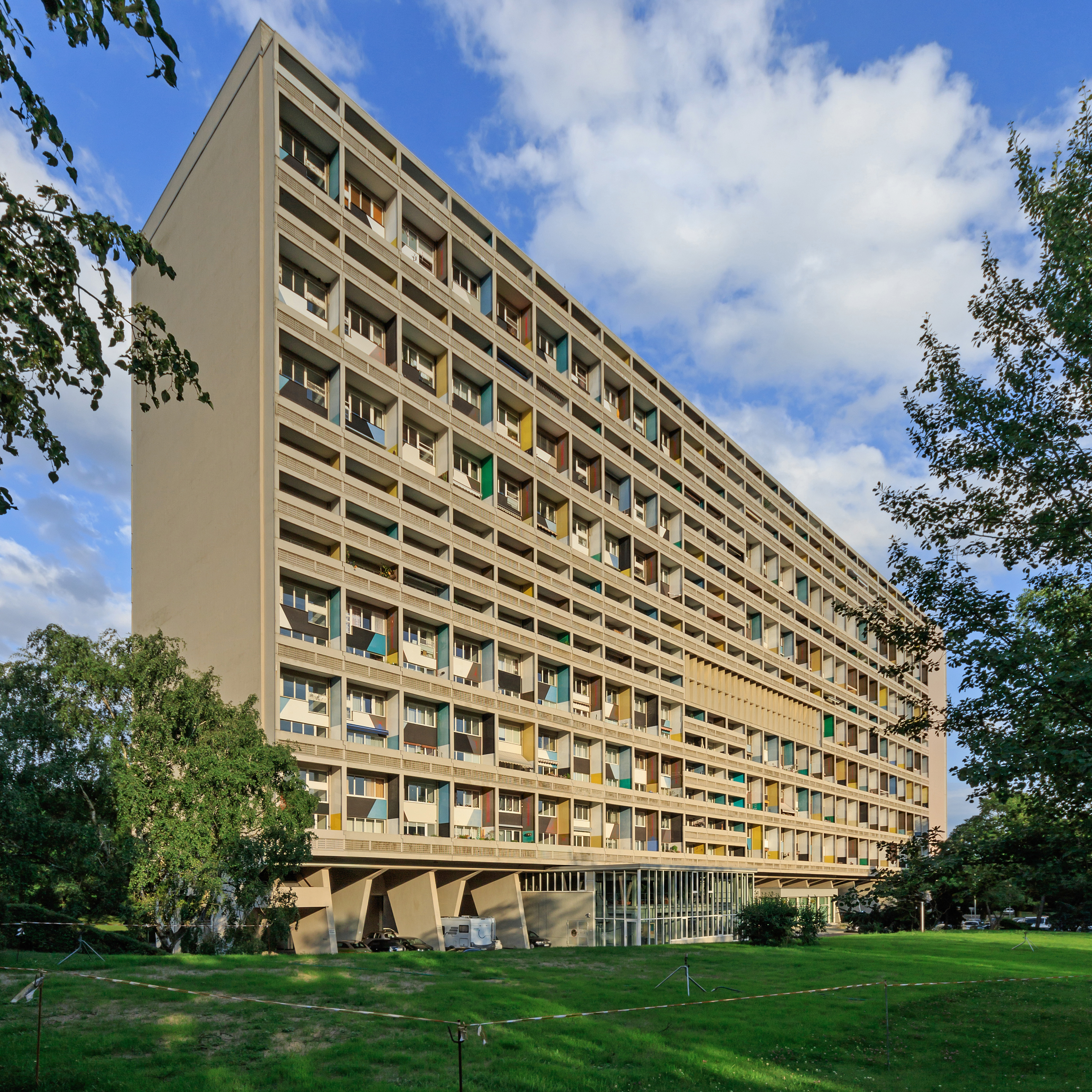
Le Corbusier, Unité d'habitation, Berlin, 1957

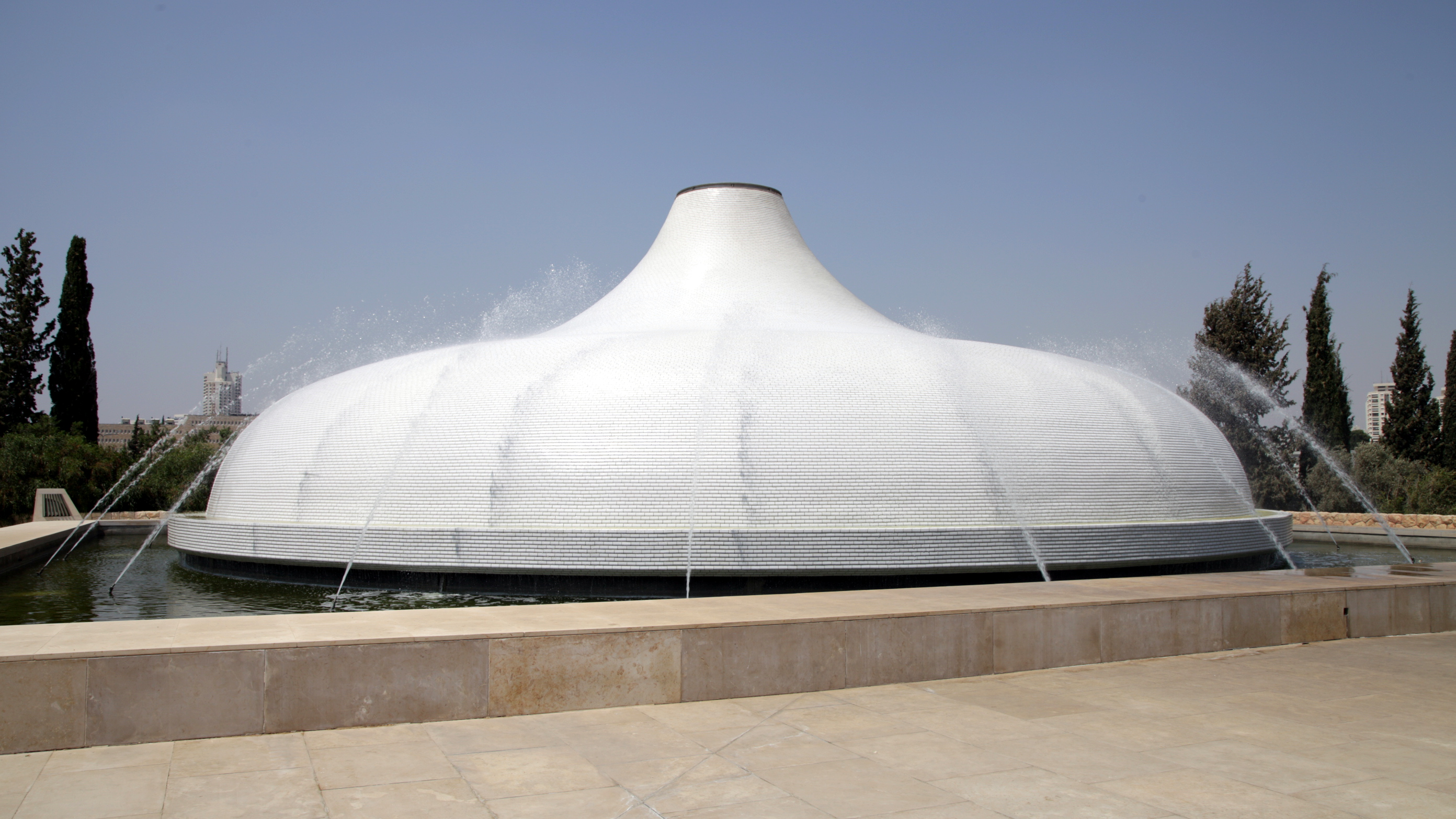
Frederick Kiesler, Sanctuaire du Livre, Israël, 1965

Après la Seconde Guerre mondiale, débute une période d'expansion économique qui entraîne de grandes transformations sociales. Un conflit de priorités s'établit presque partout entre les reconstructions d'urgence et la planification à long terme exigée par le développement économique.

#### Reconstruction anglaise
L'expérience anglaise d'urbanisme sert d'exemple et de stimulant aux autres États d'Europe. En 1945, la planification urbanistique reçoit une impulsion décisive grâce à une politique de décentralisation des zones urbaines congestionnées par la promotion de villes nouvelles. Des programmes sectoriels comme l'enseignement se développent de façon cohérente avec la construction entre 1945 et 1955 de 2 500 écoles où les pédagogues précèdent le travail des architectes en attribuant à l'école primaire britannique des fonctions multiples d'éducation et de récréation. Pour la première fois depuis le début de la révolution industrielle, les dispositions d'urbanisme ne viennent pas des évolutions techniques et économiques mais les précèdent incitant les architectes anglais à un effort technique et expérimental exceptionnel.

#### Constructions scandinaves
Comme en Angleterre, l'expérience scandinave d'après guerre est un exemple. La Suède, restée en dehors du conflit, n'a pas de crise du logement et met en place un programme organisé de réaménagement des villes principales. Le Danemark et la Finlande ont des programmes d'urgence mais après quelques années, l'influence du modèle suédois et la ressemblance économique et sociale ont effacé les différences des conditions de départ. Alvar Aalto exécute en Finlande des plans d'aménagement et après 1950 de merveilleuses œuvres architecturales. Arne Jacobsen après son retour au Danemark conçoit surtout des quartiers d'habitations puis se tourne vers d'autres expériences avec, en 1952, l'école de Gœentogft et, dès 1955, des œuvres nettement inspirées par Mies van der Rohe. Le contrôle de la couleur est très différent des projets rationalistes de 1930, il n'y a plus de blanc, de couleurs pures mais une harmonie de tons patinés. Arne Jacobsen essaye de maîtriser les références locales et internationales et de trouver un point de rencontre entre l'artisanat et l'industrie.

#### Reconstruction en URSS, Italie, France et Allemagne
En Russie, le gros de la reconstruction se réalise au cours du quatrième plan de 1946 à 1950. L'urbanisme et l'architecture doivent obéir aux principes du réalisme socialiste en respectant les styles traditionnels russes et en les adaptant à la technique et au confort moderne. Une architecture semblable est imposée aux pays socialistes de l'Europe orientale, même à ceux qui ont une importante tradition moderne, comme l'Allemagne de l'Est, la Tchécoslovaquie et la Hongrie.
En Italie, en France et en Allemagne, la reconstruction n'entraîne pas de réaménagements équivalents en urbanisme. En France et en Allemagne, la reconstruction entre en conflit avec les systèmes d'urbanisme en vigueur.
En France, Le Corbusier, qui depuis dix ans a une activité presque totalement théorique, suit les premières tentatives de reconstruction et propose de nombreuses études sur les maisons montées à sec, les logis provisoires où il précise ses concepts architecturaux et urbanistiques. Le concept d'Unité d'habitation est une des hypothèses fondamentales de la culture urbanistique contemporaine. Il s'agit de combler l'écart trop grand entre les dimensions de la ville et celle des bâtiments singuliers en introduisant un sous-multiple qui assure un équilibre entre logements et services. Son Unité d'habitation de grandeur conforme qui comprend 400 logements avec tous les services complémentaires à la vie familiale est réalisée à Marseille entre 1946 à 1952 puis à Rezé près de Nantes, Berlin, Briey-la-Forêt et Firminy.

#### Reconstruction et planification en Hollande
La Hollande est le pays où les approches modernes sont intégrées le plus rapidement dans la pratique des institutions publiques depuis Hendrik Petrus Berlage, Jacobus Johannes Pieter Oud, Willem Marinus Dudok et Cornelis van Eesteren. Le plan régulateur d'Amsterdam commencé en 1928 par Cornelis van Eesteren est développé avec cohérence. Le centre de Rotterdam, détruit en un seul jour, voit une partie de la population dispersée en périphérie pour permettre la construction d'équipements publics, de commerces et de bureaux au centre de la ville. L'œuvre la plus significative est un complexe d'habitations et de magasins, la Lijnbaan, rue commerçante de Rotterdam construite entre 1949 et 1953 par les architectes Johannes Hendrik van den Broek et Jacob Bakema.

#### Urbanisme en Israël
En Israël, la réalisation des nombreux établissements après 1948 peut être considéré comme un prolongement de l'expérience européenne mais avec des résultats originaux. Un plan d'aménagement du territoire bloque le développement des villes existantes et prévoit une série d'établissements nouveaux : des colonies rurales de 1 500 à 2 000 habitants et plusieurs villes nouvelles. Les réalisations les plus novatrices célèbrent le nouvel État hébreu dont le Sanctuaire du Livre des manuscrits de la mer morte de Frederick Kiesler nourri de lointaines expériences de l'avant-garde de 1920.

### Diffusion mondiale

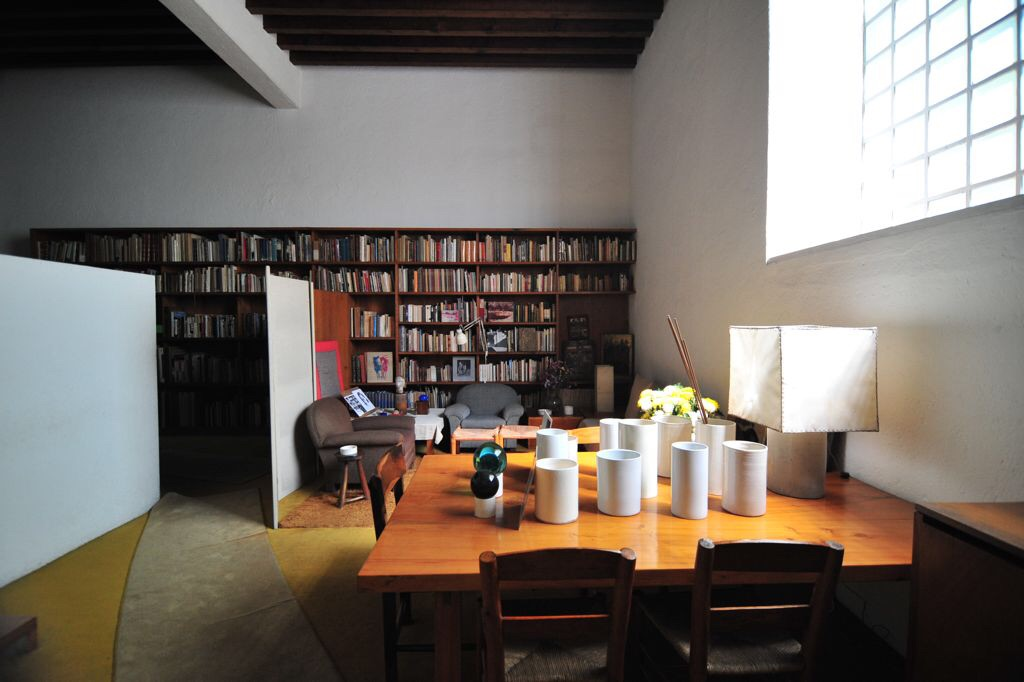
Luis Barragán, Maison-atelier de Luis Barragán, 1948

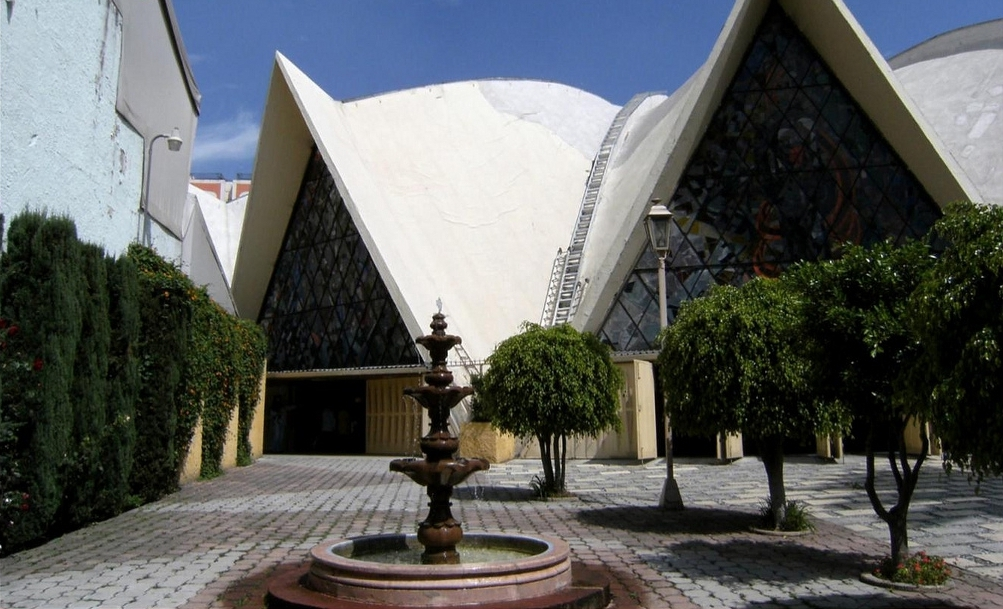
Félix Candela, église de Santa Mónica, Mexico

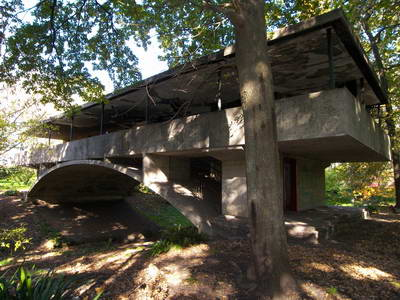
Amancio Williams, Maison sur la rivière, Mar del Plata, 1943-1945

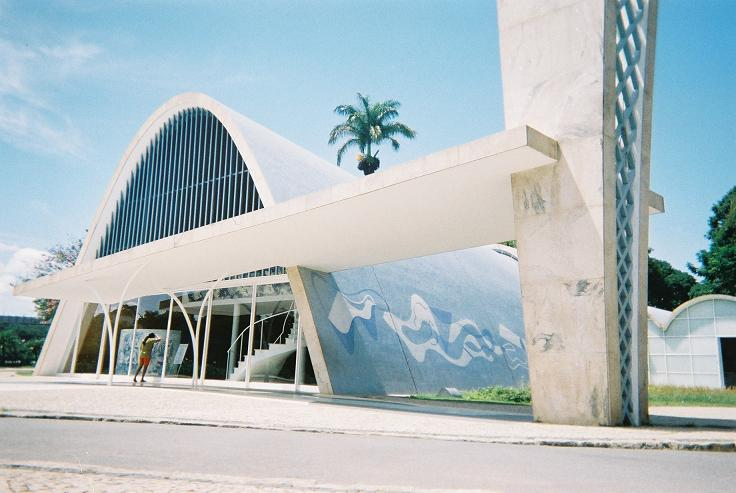
Oscar Niemeyer, Église São Francisco de Assis, Brésil, 1943

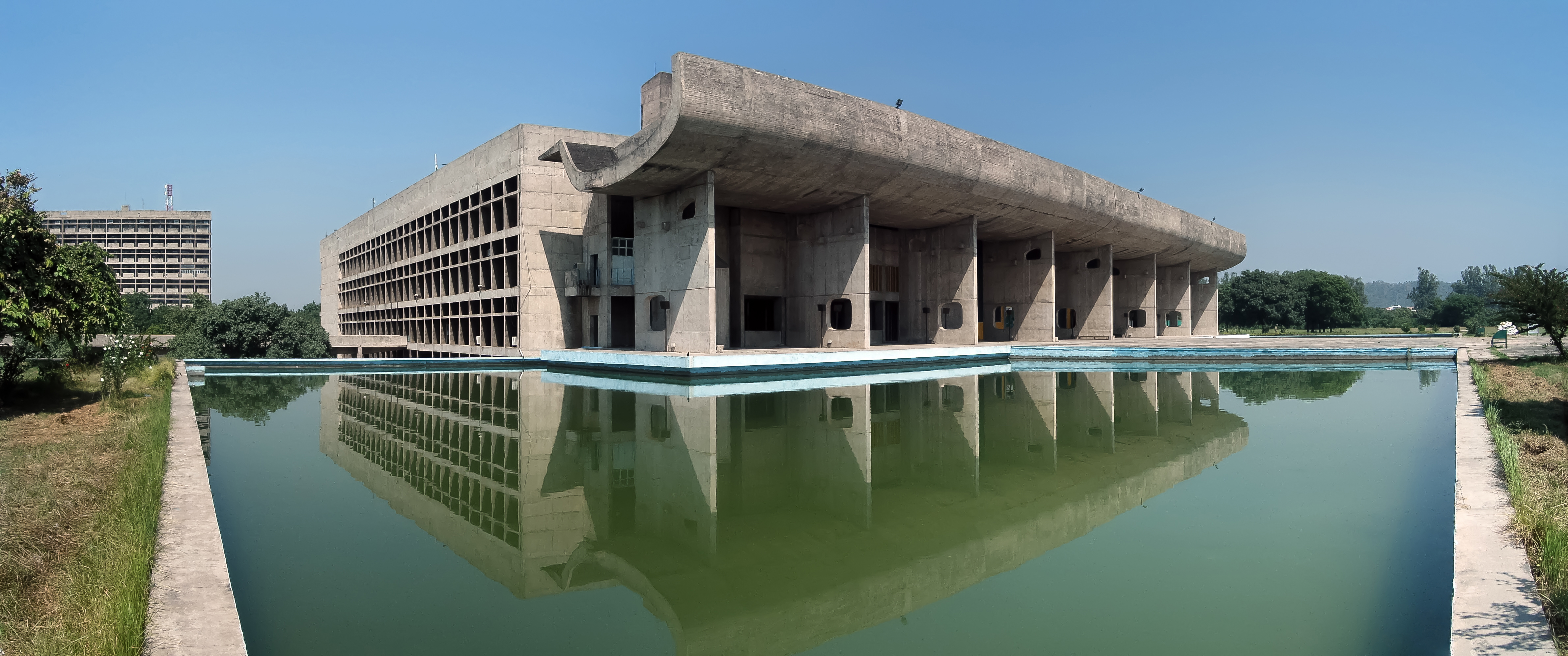
Le Corbusier, Chandigarh, Palais des Assemblées du Pendjab et de l'Haryana, 1952

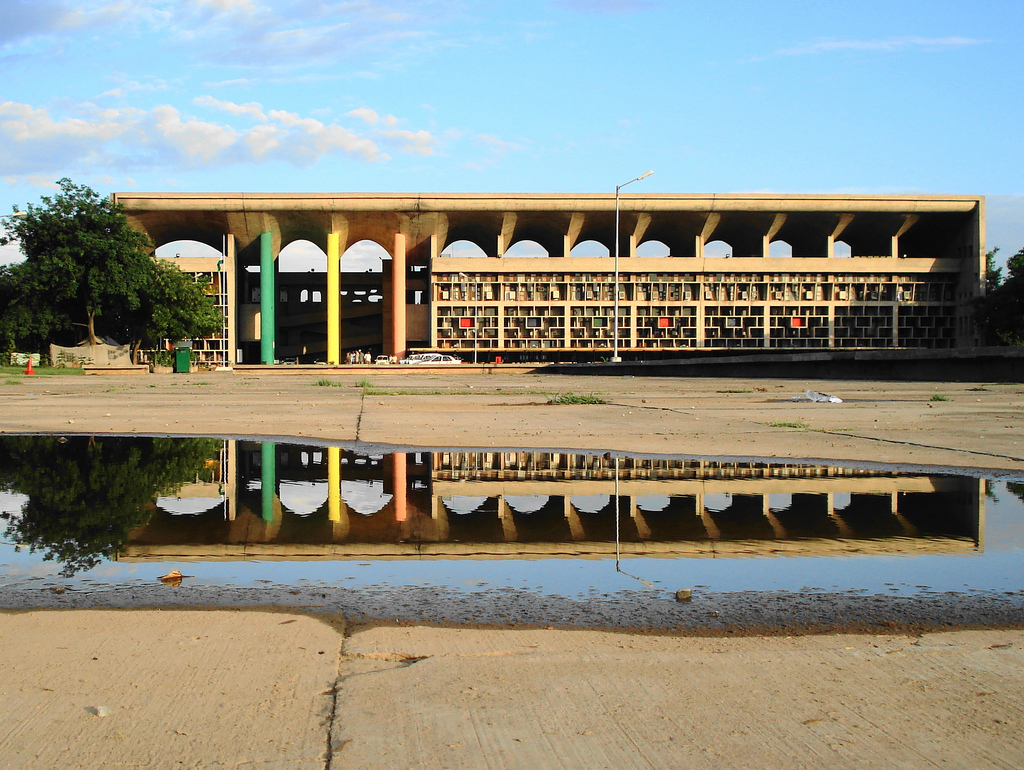
Le Corbusier, Chandigarh, Haute Cour, 1952

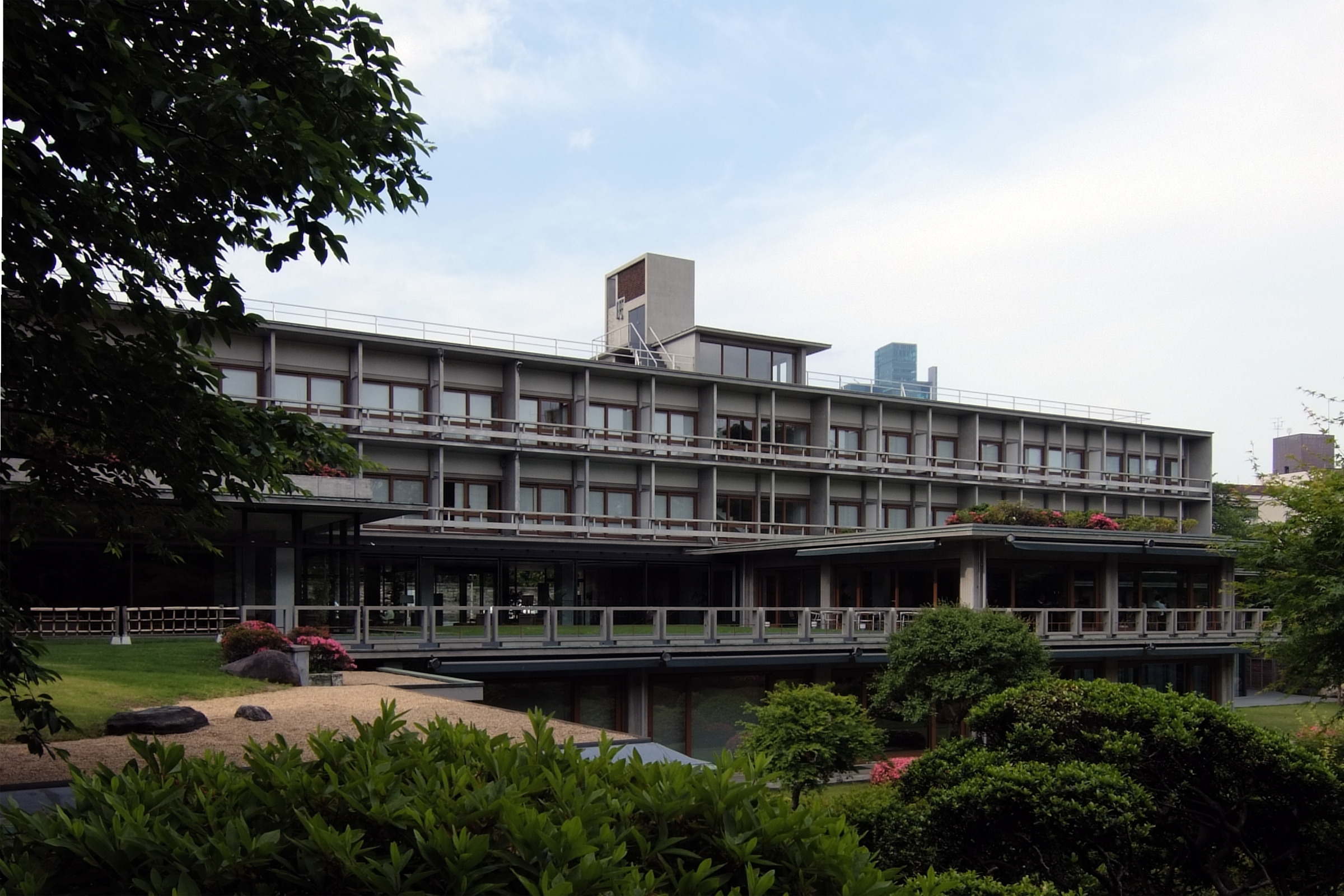
Kunio Maekawa et Junzō Sakakura, Maison internationale du Japon, Tokyo, 1955

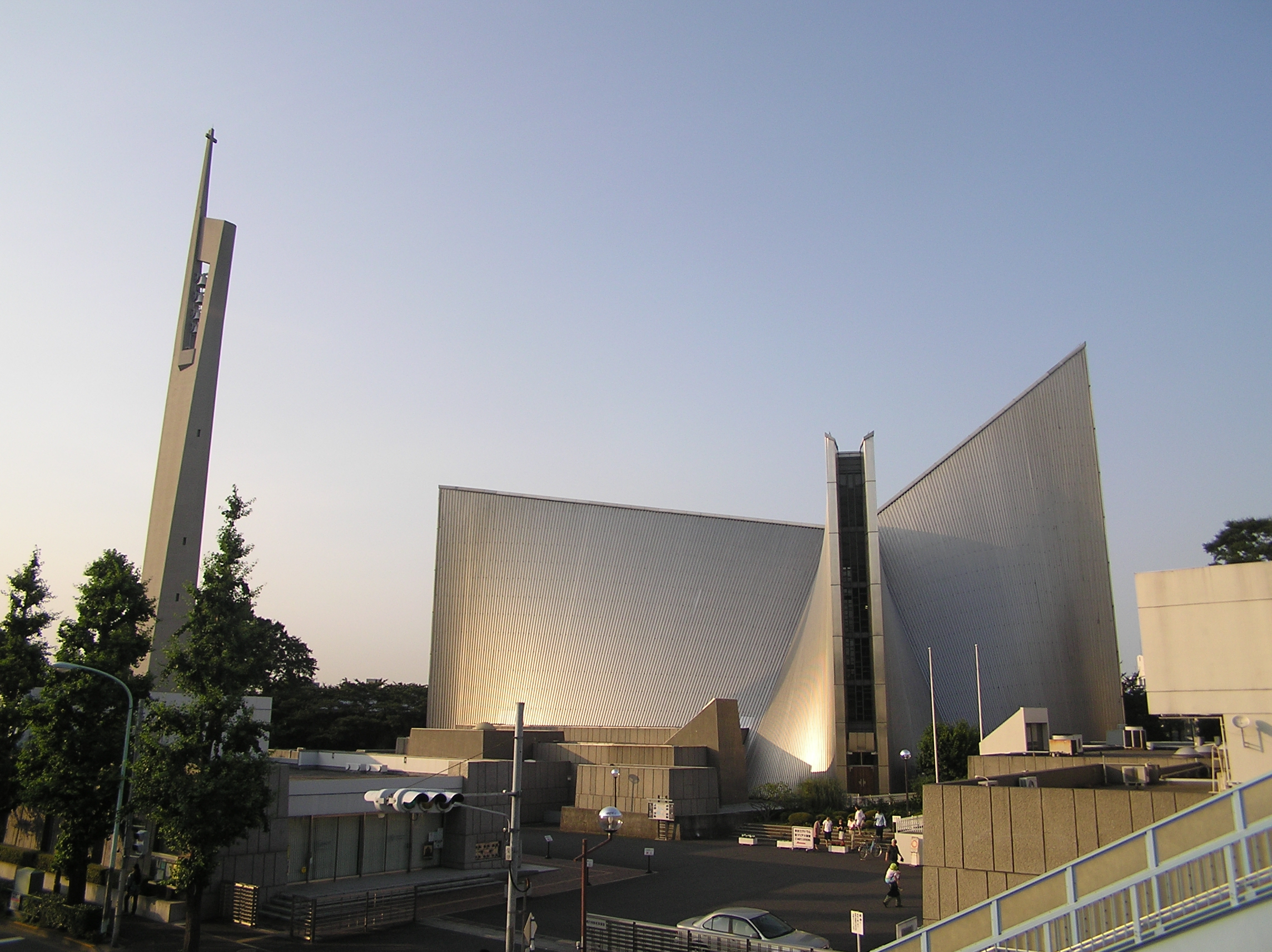
Kenzo Tange, cathédrale Sainte-Marie de Tokyo, 1961

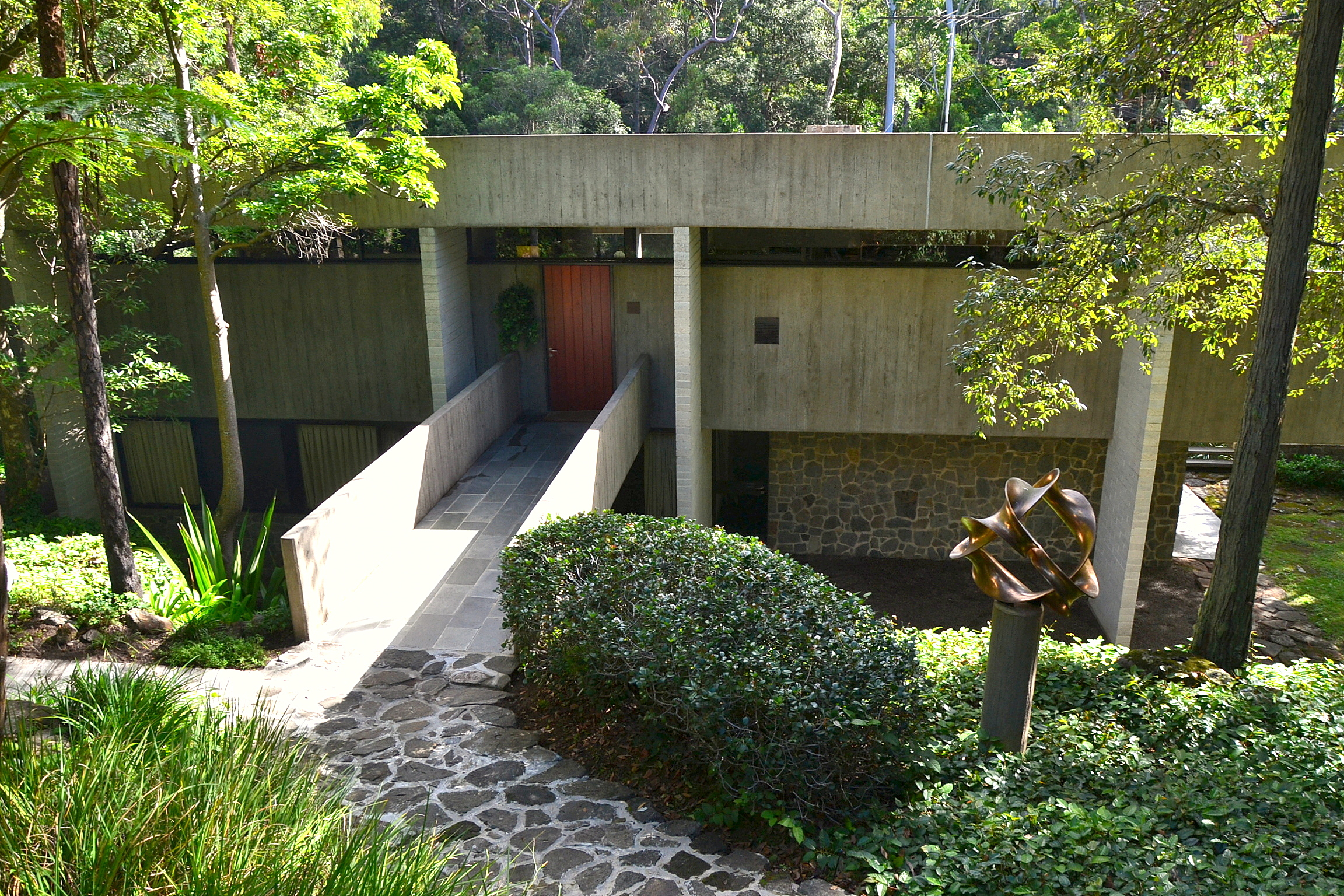
Harry Seidler, Harry and Penelope Seidler House, Sydney, 1967

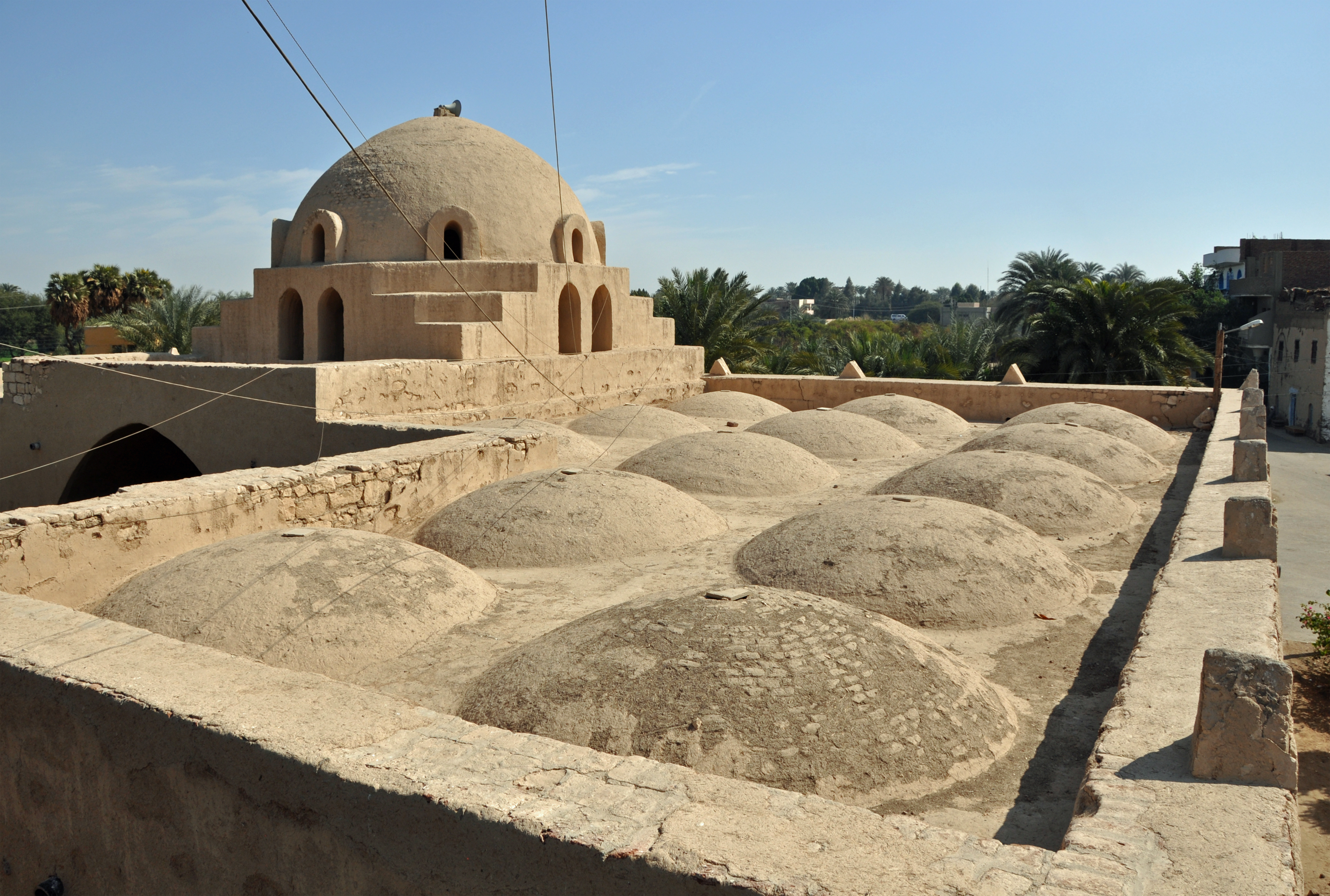
Hassan Fathy, mosquée du Nouveau Gourna, Louxor, 1946-1953

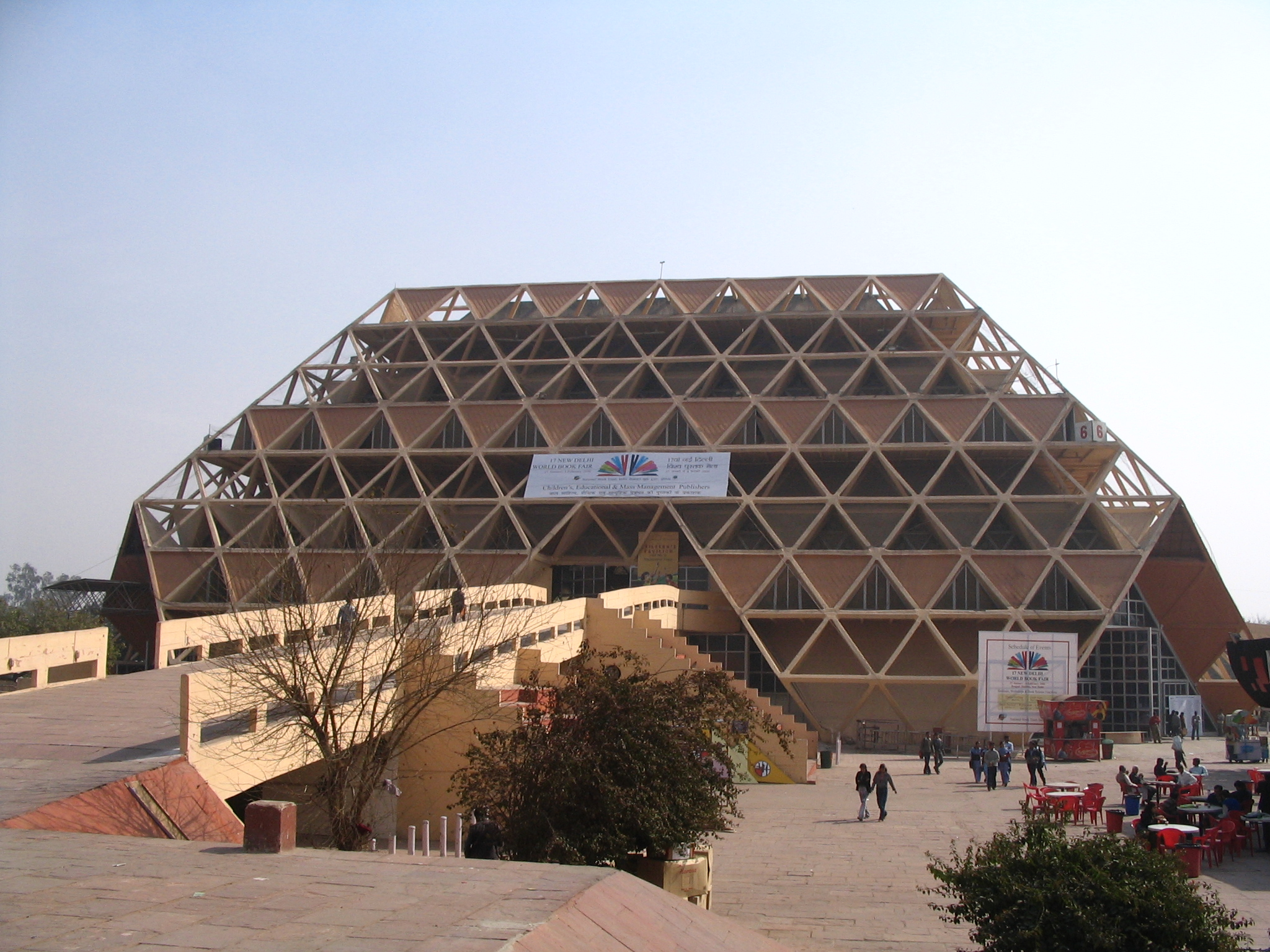
Raj Rewal, Parc des expositions, New-Delhi, 1970-1974

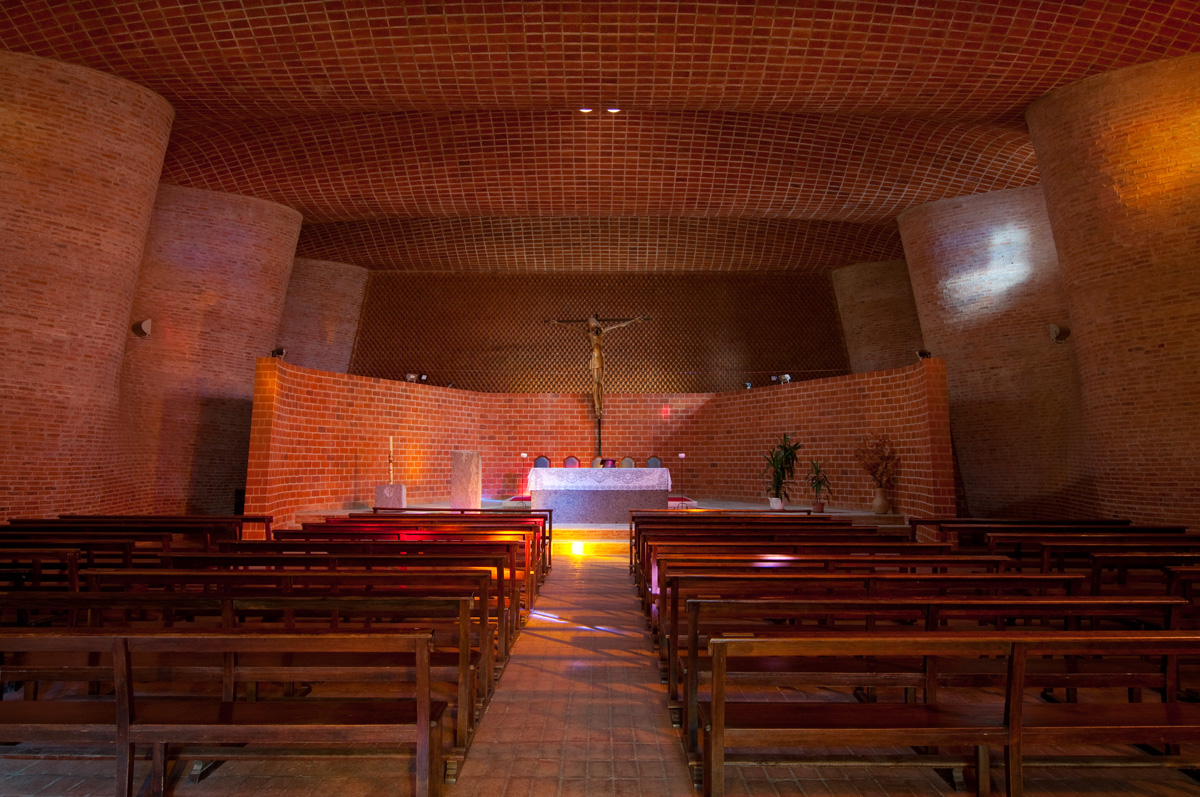
Eladio Dieste, église Cristo Obrero, Atlántida, Uruguay, 1958-1960

Après la Seconde Guerre mondiale, le mouvement moderne, déjà répandu depuis quelques années dans le reste du monde sur des modèles européens et américains adaptés aux habitudes locales, est remis en question et on obtient des résultats de valeur international. Ces apports qui ne doivent rien à l'Europe et aux États-Unis sont en mesure de stimuler les expériences en cours dans l'ancien et le nouveau monde et change le cadre de la production mondiale. Les investigations panaméricaines de Franck Lloyd Wright, l'architecture de Le Corbusier, ses approches de thèmes vernaculaires méditerranéens et même les maisons à patio de Mies van der Rohe, touchent des cordes sensibles insoupçonnées chez des architectes souhaitant exprimer leurs aspirations modernes tout en respectant une certaine culture régionale ou nationale et guident souvent les expériences les plus vivantes et progressistes dans de nombreux pays lointains.

#### Amérique hispanique
Dans les pays de langue espagnole, le Mexique est le premier à subir l'influence du mouvement moderne grâce à Alvaro Obregon. José Villagrán Garcia s'inspire des écrits de Le Corbusier et, avec ses disciples réalise de nombreux programmes du gouvernement. Puis l'activité ralentit pendant les années trente et reprend après la guerre avec les grands quartiers d'habitations populaires de Mexico, le ministère du Travail et l'Université. Les architectes y intègrent par la décoration picturale et plastique la dimension historique et nationale.
Dans les années cinquante, Félix Candela réalise une série d'édifices en voiles minces de béton armé où on reconnaît les recherches d'Antoni Gaudí et d'Eduardo Torroja comme les églises de Mexico et Guernavaca, le marché de Coyoacan et la Bourse de Mexico. L'université nationale autonome du Mexique conçue par plusieurs architectes à partir de 1946 est une habile version de la Ville radieuse de Le Corbusier adaptée aux institutions et à la technologie mexicaine. Les murs extérieurs de la bibliothèque universitaire de 1950-1953 par Juan O'Gorman sont recouverts d'une mosaïque qui est le reflet de forts sentiments nationalistes mais sans affecter l'architecture moderne par des formes traditionnelles.
Luis Barragán est l'architecte le plus important dans l'avènement de l'architecture moderne chargée de souvenirs du passé mexicain. Il veut parvenir à quelque chose de plus profond que l'aspect machiniste du Style international et parvient à créer des enclaves avec une sorte de massivité urbaine tout en rendant plus intense le contact avec la nature. On retrouve dans sa propre maison-atelier-refuge de 1948, plusieurs thèmes de sa maturité, volumes cubiques, espaces sereins, murs texturés de couleur uniforme, variations sur la plate-forme, le patio, la terrasse, le jardin secret, les bassins réfléchissant, les sources de lumière cachées.
Au Venezuela, Carlos Raúl Villanueva, diplômé des Beaux-Arts de Paris choisit un style original en adaptant le répertoire international au climat et aux exigences du pays et en faisant intervenir les plus grands artistes mondiaux comme Alexander Calder, Victor Vasarely, Jean Arp, Fernand Léger. Il conçoit l'Université centrale du Vénézuela en 1950-1959 sur l'idée d'une enclave paysagère, sorte d'utopie progressiste posée aux confins de la ville avec un vocabulaire de persiennes, de plans colorés et de volumes imbriqués. L'auditorium principal l'Aula Magna de 1952-1953 avec ses panneaux acoustiques dessinés par Alexander Calder est impressionnant, tout comme l'espace d'une complexité indescriptible du hall principal, la Plaza Cubierta.
En Colombie, la visite de Le Corbusier en 1947 et l'élaboration du plan de Bogota approuvé en 1953 puis abandonné, laisse une équipe d'architectes locaux qui réalisent les principaux bâtiments de la ville moderne de Bogota. Au Chili, Emilio Duhart ancien collaborateur de Walter Gropius et de Le Corbusier réalise une série d'œuvres originales.
En Argentine, les conférences de Le Corbusier en 1929 et la construction de la Maison du docteur Curutchet en 1949 ont localement peu d'influence. Le renouveau culturel ne parvient pas à s'exprimer à cause des troubles politiques. En 1943-1945, Amancio Williams élabore un système formel fondé sur la structure en béton armé et sa Maison sur la rivière à Mar del Plata est une fine travée de coupe parabolique s'adaptant à la topographie,.

#### Brésil
Au Brésil, la classe politique qui prend le pouvoir en 1930 permet aux artistes d'avant-garde de faire partie de l'élite dirigeante. Lucio Costa est nommé directeur de l'École des Beaux-Arts de Rio de Janeiro mais ses projets de réorganisation l'obligent à abandonner son poste. En 1935, le projet du Ministère de l'Éducation et de la Santé est confié à Lucio Costa et Oscar Niemeyer. En 1937, le projet définitif est terminé sur la base des suggestions de Le Corbusier appelé par Lucio Costa. C'est la première réalisation d'un édifice avec pilotis, toit-jardin, brise-soleil, pan de verre pensé par Le Corbusier depuis longtemps.
En 1943, une exposition au Museum of Modern Art de New York marque le début de la renommée du mouvement brésilien. Oscar Niemeyer mondialement connu simplifie dans ses œuvres le répertoire rationaliste en dilatant le rythme structural serré de Le Corbusier. En 1955, J. Kubitschek protecteur du mouvement moderne est élu président du Brésil et sa grande œuvre est la fondation de Brasilia, la nouvelle capitale. Le plan d'urbanisme de Lucio Costa est choisi par le jury et Oscar Niemeyer projette les principaux bâtiments.

#### Le Corbusier en Inde
En 1950, Le Corbusier est nommé surintendant pour la construction de la nouvelle capitale de Punjab, Chandigarh pour remplacer Lahore devenue pakistanaise. En 1951, Le Corbusier, Pierre Jeanneret son cousin et deux architectes anglais Maxwell-Fry et Jane Drew élaborent le plan d'urbanisme d'une ville de 150 000 habitants pouvant être portée à 500 000 habitants suivant le principe des sept voies définies par Le Corbusier. Les bâtiments administratifs, le palais du gouverneur, le Parlement, le Secrétariat et la Cour de Justice sont groupés hors de la ville. Le Corbusier tend comme toujours à faire coïncider les compositions urbaines et architecturales. Pour les bâtiments du Capitole, il s'appuie sur les données environnementales immuables comme le climat plutôt que sur les données variables des rapports sociaux.

#### Japon
La tradition japonaise a une influence sur la formation du mouvement moderne occidental. Dès 1954, l'ouverture des ports permet aux objets japonais d'exercer un effet stimulant sur la réforme des arts appliqués européens. Dans les années 1870, un magasin d'objets japonais à Paris est fréquenté par les frères Goncourt, Baudelaire, Degas, Zola et à Londres, les mobiliers de style japonais se multiplient. Après la première guerre mondiale, les références à l'art extrême-oriental est encore présent d'une manière subtile dans les expériences d'avant-garde. On peut croire que l'orientation initiale de la peinture de Piet Mondrian s'est faite avec cette influence et on retrouve dans l'architecture de la Villa impériale de Katsura sa Composition en rouge, jaune et bleu de 1928.
Au Japon, après 1869 et l'européanisation imposée par l'empereur Mutsuhito, le répertoire architectural occidental est utilisé à la lettre. Pendant les premières années, le gouvernement fait appel à des architectes étrangers puis envoie des étudiants en Europe qui formeront la première génération d'architectes nippons remplaçant les européens. Immédiatement après la première guerre mondiale se forme un groupe d'architectes d'avant-garde qui s'inspire du mouvement viennois.
En 1918, Frank Lloyd Wright offre un exemple de son langage personnel avec l'Hôtel Impérial de la capitale et en 1921 s'installe au Japon un européen Antonin Raymond qui a une grande influence sur les architectes de son atelier. Le tremblement de terre de 1923 et ses reconstructions favorisent la diffusion des thèses rationalistes inspirées du Deutscher Werkbund. Des contacts s'établissent avec les maîtres occidentaux, Kunio Maekawa et Junzō Sakakura travaillent dans l'atelier de Le Corbusier, et en 1933, Bruno Taut s'installe au Japon et attire l'attention sur le sanctuaire d'Ise et la villa impériale de Katsura. En 1937, Junzō Sakakura construit le pavillon japonais à l'Exposition de Paris puis les recherches s'interrompent avec l'arrivée au pouvoir des nationalistes et un retour aux formes traditionnelles.
Après la guerre, avec les destructions et sur un fond de reconstructions hétéroclites, se place la renaissance de l'architecture japonaise qui attire l'attention du monde entier. Kunio Maekawa, Junzō Sakakura et Antonin Raymond continuent la production d'œuvres de grande qualité puis Kenzō Tange, ancien assistant de Maekeva, construit après la guerre quelques bâtiments froids et compliqués. Ses œuvres au Japon donnent lieu à autant de manifestations d'approbation que d'opposition puis il devient célèbre à l'étranger, donne des cours au Massachusetts Institute of Technology et obtient au Japon les salles couvertes des Jeux Olympiques de 1960,.

#### Australie
En Australie, il faut attendre la fin des années 1940 pour que naisse un véritable mouvement moderne et les architectes sont divisés entre les partisans de l'internationalisme ou d'un certain régionalisme. Harry Seidler né en Autriche, éduqué en Grande-Bretagne et au Canada, étudiant à la Graduate School of Design d'Harvard, dans un Style international déclinant, semble avoir vu dans Walter Gropius, Marcel Breuer et Josef Albers les références fondamentales des principes modernes. Ses premières maisons dans la banlieue de Sydney comme la Seidler House de 1948 et la Rose Seidler House de 1949 utilisent le vocabulaire architectural appris aux États-Unis et qui est déjà une version édulcoré des œuvres fondatrices des années 1920.
Mais il ne faut pas longtemps pour que des partisans d'un régionalisme enrichi cherchent à rapprocher les principes modernes des constructions vernaculaires comme la maison de Peter Muller construite en 1955 avec de longs pans en porte-à-faux nichés dans les arbres ou en 1957, la Lucas House à Castlecrag près de Sydney de Bill et Ruth Lucas qui est si discrète qu’elle disparaît presque dans son cadre boisé. Au début des années 1960, certains architectes cherchent des modèles d'habitat rural, semi-rural ou de banlieue simples dans les dernières œuvres de Le Corbusier et en 1964, Peter Johnson, pour sa propre maison de Chastwood, montre l'intérêt qu'il porte aux maisons Jaoul. Diverses influences et concepts sont ainsi réunis à quelques kilomètres de distance, dans une tentative pour fonder une nouvelle architecture australienne.

#### Pays en voie de développement
L'architecture moderne est créée dans les pays occidentaux industrialisés à une époque où prospère une vision progressiste du monde avec des architectes d'avant-garde qui tentent d'élaborer un style authentiquement moderne adapté à une société se transformant rapidement. Le résultat est copié dans le monde entier et souvent mal appliqué. Dans les pays moins développés, l'influence des formes nouvelles n'est pas notable avant les années 1940-1950 et les réalisations manquent souvent de la poésie et de la profondeur des chefs-d'œuvre du mouvement moderne.
Dans les décennies suivant la Deuxième Guerre mondiale, certains pays d'Afrique, d'Extrême-Orient et du Moyen-Orient devant une modernisation accélérée rencontrent des difficultés concernant leur identité culturelle. Parfois le mouvement moderne est mis à contribution en tant qu'outils de transformation sociale ou fait partie du bagage des investisseurs internationaux. Les réalisations sont souvent maladroites et semblent ignorer les traditions, les valeurs et les climats locaux.
En Égypte, l'architecte philosophe Hassan Fathy montre que le programme lancé par le gouvernement dans les années 1950 sur des modèles européens de logements économiques en béton armé coûtent plus cher que les modèles locaux traditionnels construits par les habitants et qu'ils ne conviennent pas aux modes de vie non occidentaux. Ils pensent que des techniques de construction qui impliquent une main-d'œuvre importante et des matériaux locaux est la bonne solution. À Louxor, entre 1946 et 1953, il initie les paysans aux techniques nubiennes de construction pour le village du Nouveaux Gourna.
Dans les banlieues, les théories urbanistiques, face au développement des bidonvilles montrent un sentiment de désespoir face à un tel chaos et les agences officielles d'urbanisme et de logements sont incapables de loger les pauvres. On voit apparaître une sorte de vernaculaire nouveau, semi-industriel, constitué d'ossatures en béton grossier, de toits plats, de cours et de murs de briques et de terre.
En Inde et dans des pays en voie de développement, certains architectes cherchent dans les années 1960-1970 à mettre à profit les analogies entre principes indigènes et idées modernes de caractère archaïque ou primitif. Cette forme de métissage se retrouve dans les réalisations d'architectes indiens comme Charles Correa, Balkrishna Doshi, Achyut Kanvinde ou Raj Rewal. Pour les halls du Parc des expositions de New-Delhi de 1970-1974, Raj Rewal montre que grâce à des matériaux et une main-d'œuvre bon marché on peut réaliser une structure très technique à partir de solutions simples exigeant beaucoup d'ouvriers.
En Uruguay, Eladio Dieste pense que l'architecture du tiers-monde doit laisser le sous-développement derrière elle mais sans s'aligner sur les processus et les techniques des autres pays. Il utilise des systèmes de carrelages montés et collés pour constituer de minces coques de voûtes, des toits incurvés à grande portée et des murs sinueux. Cette solution moins chère que le béton armé est bien adaptée aux matériaux, à la main-d'œuvre et au climat local. À partir des années 1950, il réalise avec ces principes de base des bâtiments avec une conception claire, des volumes puissants et de minces parois incurvées en carrelage comme pour ces marchés où il reprend les poussées horizontales par des murs ondulés et bombés plastiquement remarquables.
En Turquie, Sedad Hakki Eldem cherche à élaborer un style turc authentique et mêlant des éléments nationaux et étrangers. Pour son Centre de Sécurité Sociale de Zeyrek à Istanbul, réalisé entre 1962 et 1970, l'expression moderne d'éléments standardisés en béton armé côtoient une transformation subtile de l'ossature de bois locale, des surplombs profondément découpés et même certaines caractéristiques de monuments ottomans en pierre.
En Irak, Rifat Chadirji partisan d'une architecture à la fois moderne et régionale veut jeter un pont entre les aspects libérateurs du mouvement moderne international et les valeurs élémentaires qu'il attribue à l'architecture traditionnelle de briques de son pays. Il construit surtout à Bagdad et ses environs entre 1960 et 1975.
Au Mali, André Ravéreau conçoit le Centre médical de Mopti en 1970 et met en œuvre un subtil mélange d'ancien et de nouveau, de caractères européens et africains.
Au Sri Lanka, les œuvres de Geoffrey Bawa sont adaptées au paysage tropical dans le respect des traditions architecturales successives de l'île qui avait absorbé des influences d'Asie et d'Europe dans un vocabulaire vernaculaire spécifique ; il y mêle des apports cosmopolites allant de Franck Lloyd Wright aux édifices anciens d'Orient et d'Occident. Sa propre agence conçue en 1963 comme sa résidence privée est une construction poétique avec une succession de cours et de parties closes protégées par le grand débord des toits redonnant vie à ces procédés communs. Cette réalisation contient des idées qu'il développe dans des hôtels de bord de mer, une université et même au Parlement du Sri Lanka.

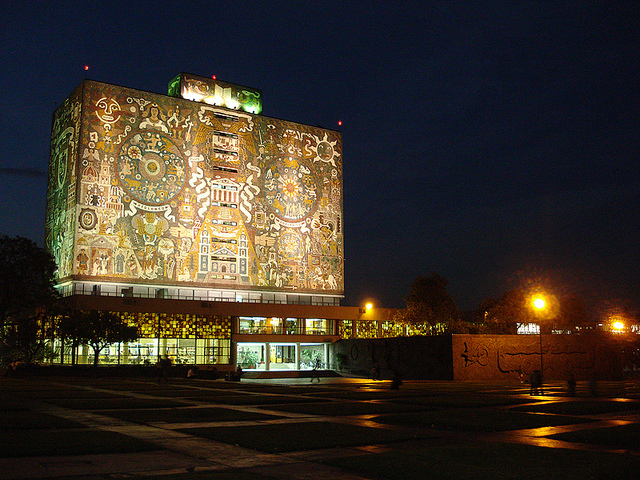
Juan O'Gorman, Bibliothèque, Université nationale autonome du Mexique, 1949-1952

### Inévitable éclectisme (1960-1980)

#### Tournant des années 1960

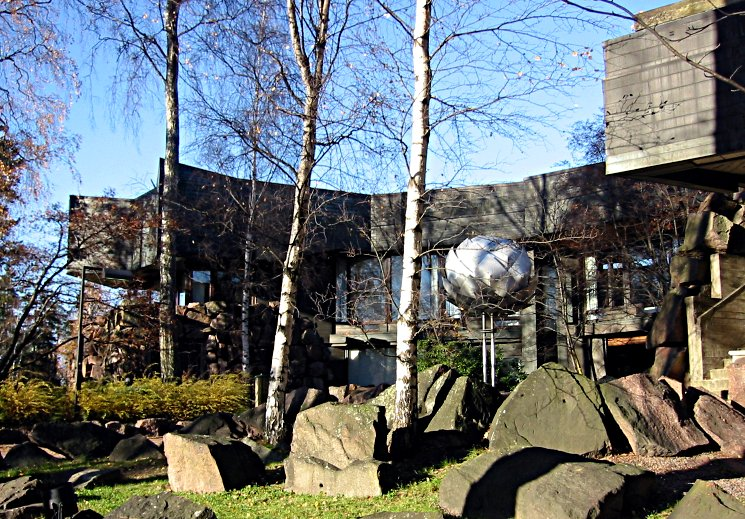
Reima et Raili Pietilä, Dipoli, 1961

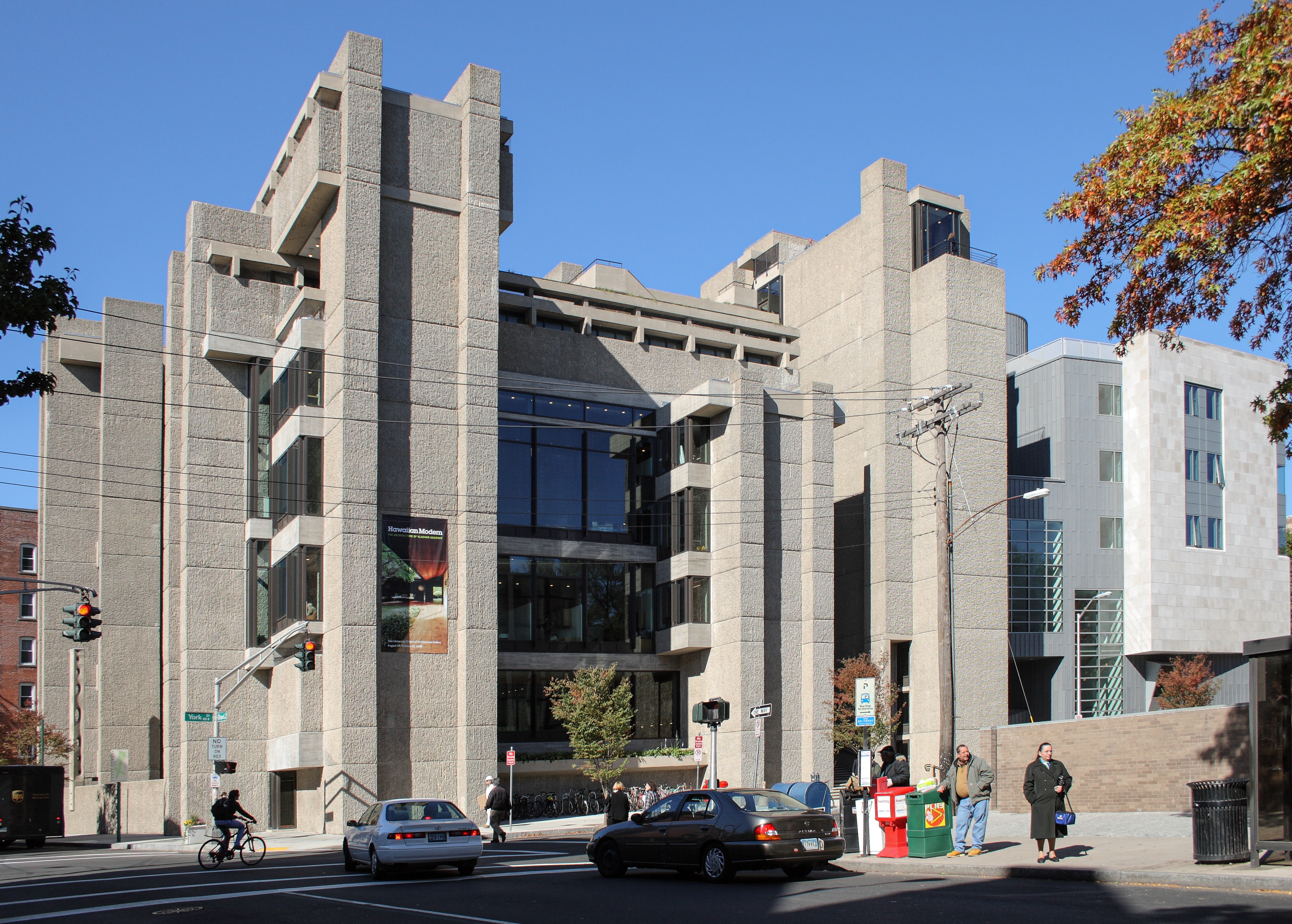
Paul Rudolph, Art and Architecture building, 1958-1962.

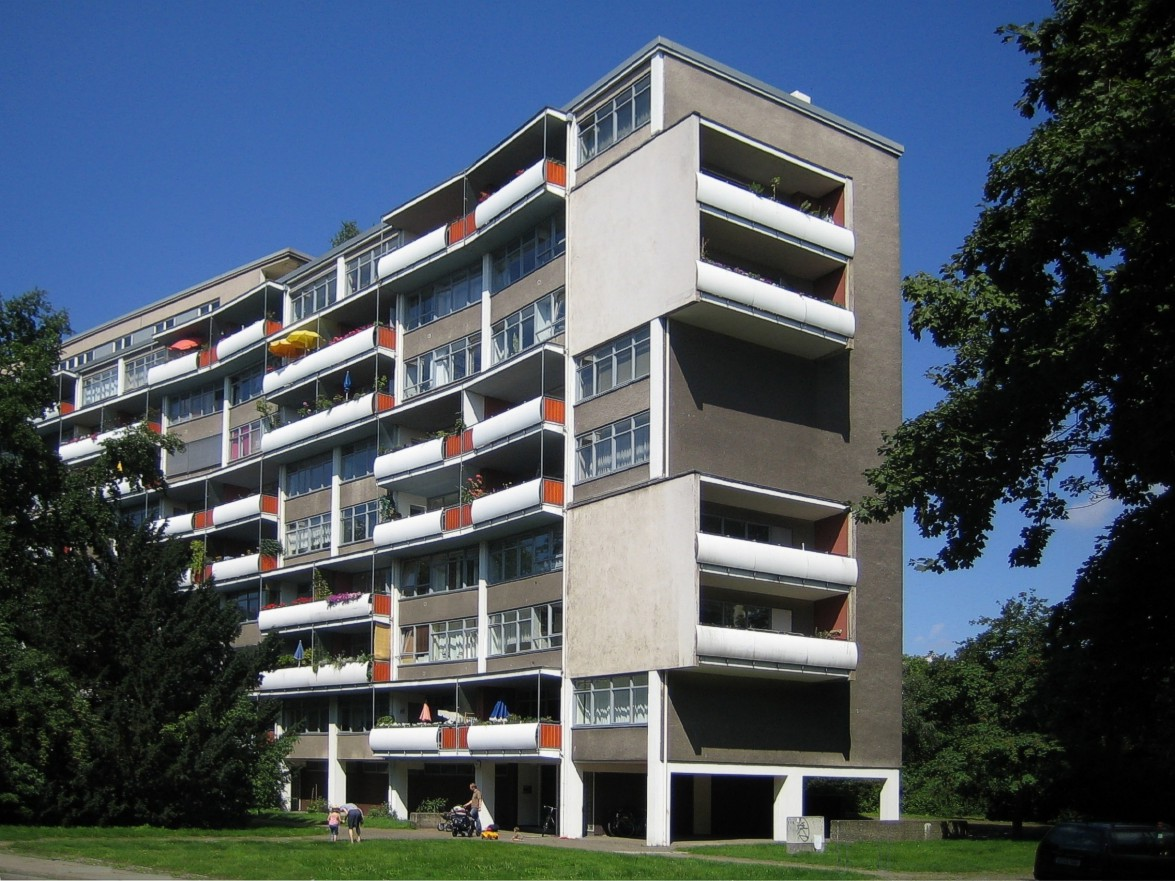
Walter Gropius, Hansaviertel, Berlin, 1957.

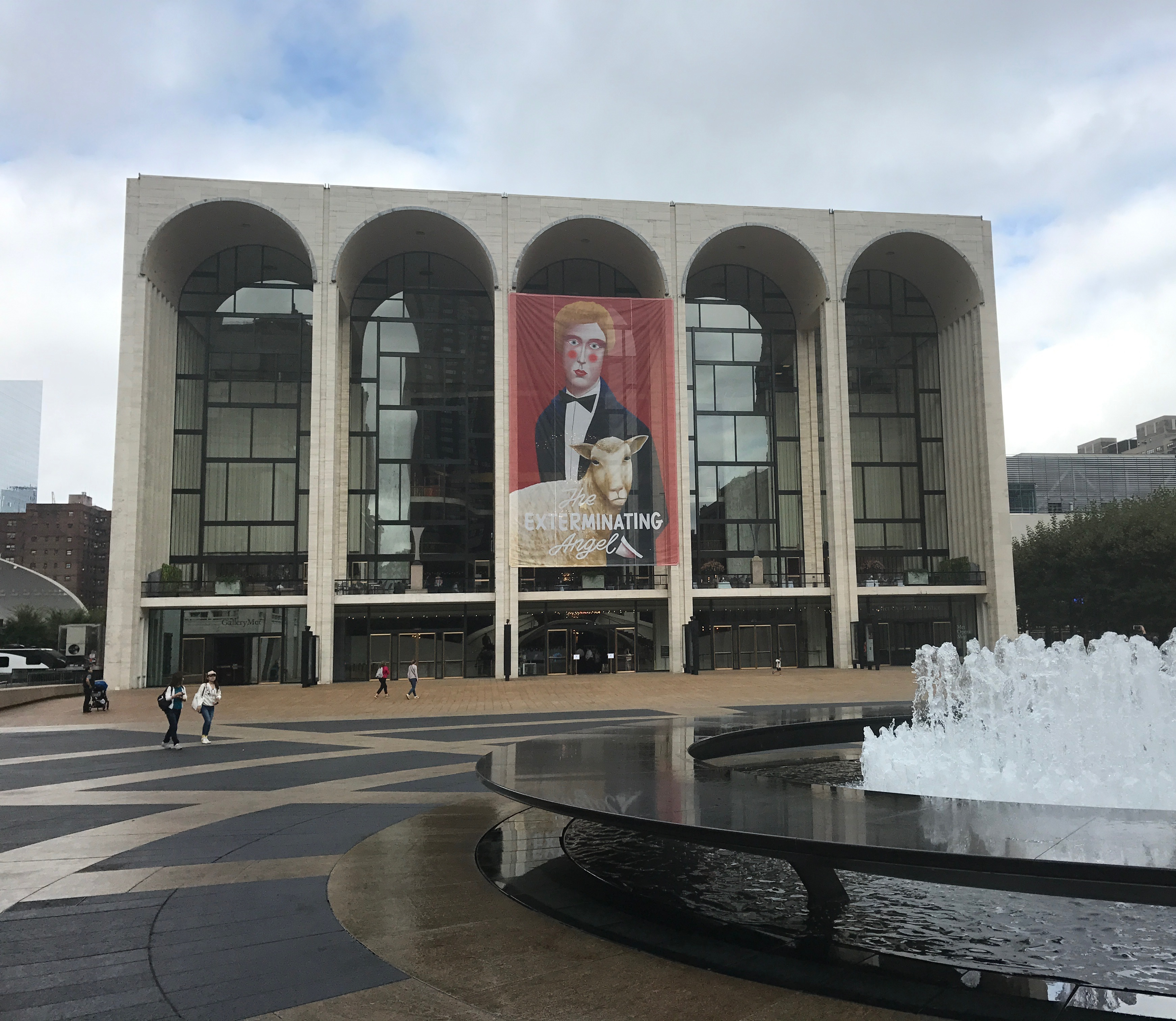
Wallace Harrison, Metropolitan Opera, Lincoln Center, New York, 1966.

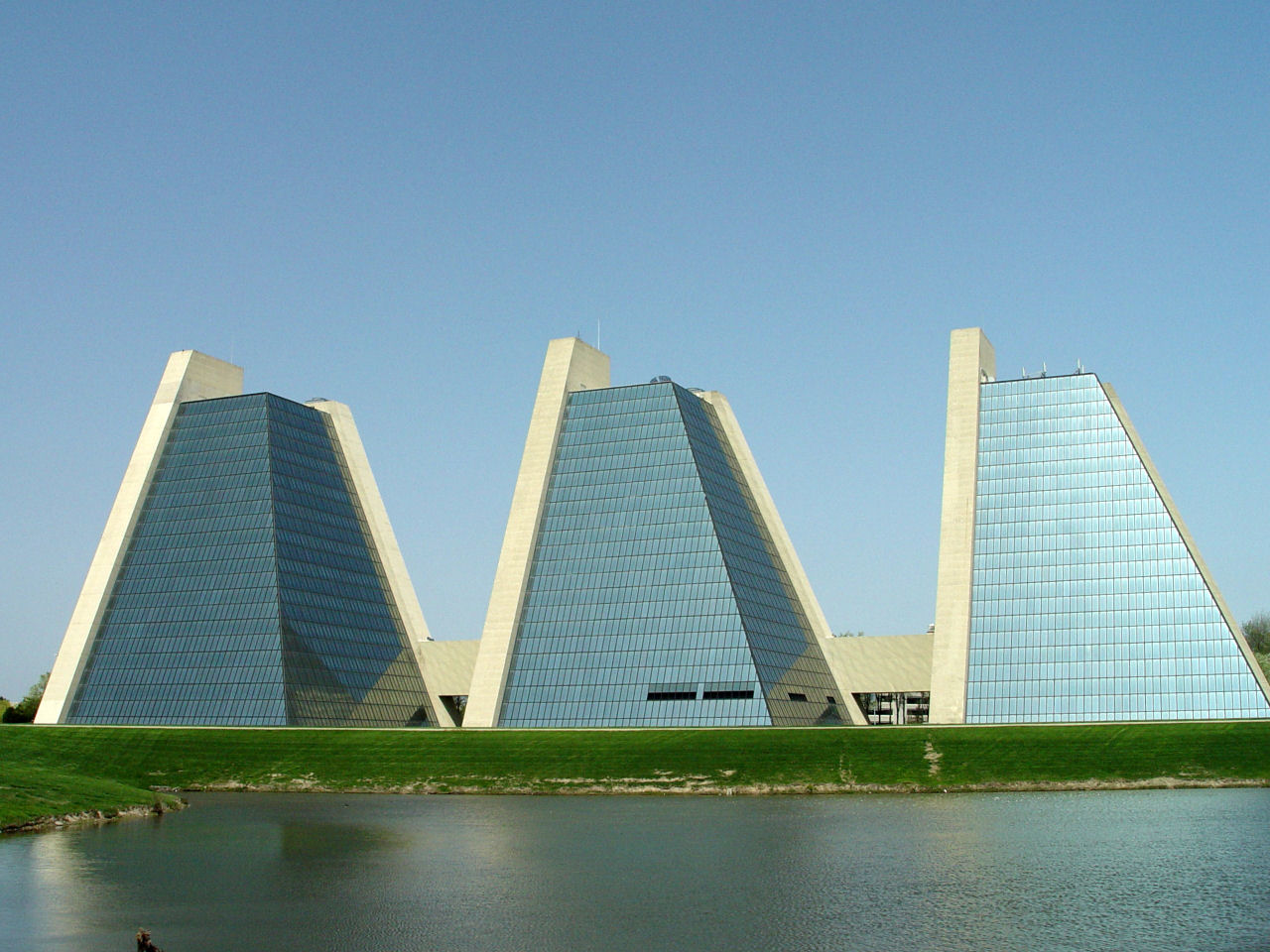
Kevin Roche, College Life Insuance, 1969.

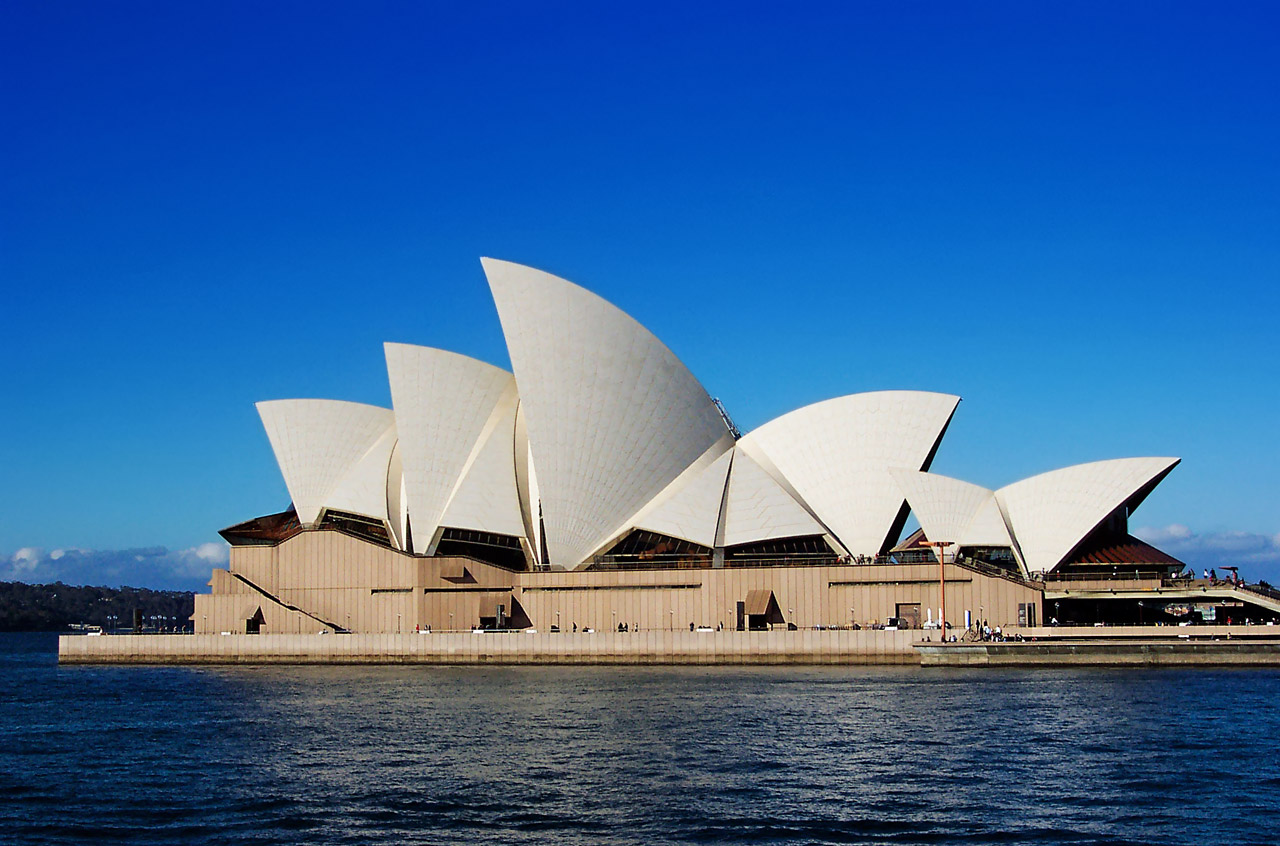
High-tech, Jørn Utzon, Opéra de Sydney, 1959-1973.

Pendant les années 1960 le mouvement moderne se diffuse dans le monde entier en abandonnant ses caractéristiques des cinquante dernières années. L'architecture en général est réévaluée en Europe, notamment par le Team X, avec en particulier une approche sociale pour donner forme à la ville, et à la lumière des destructions dues à la guerre et de l'effort de reconstruction des villes européennes. Cela concerne particulièrement la réévaluation des théories du Mouvement moderne d'avant-guerre.
Les CIAM nés en 1928, qui ont apporté une contribution importante à l'architecture moderne en permettant jusqu'en 1950 une confrontation et la synthèse des expériences faites dans le monde entier, déclinent et deviennent à partir de 1953 un lieu de confrontation de recherches dispersées de générations et pays différents. Certains organisent un groupe, le Team X autour des Néerlandais Jaap Bakema et Aldo van Eyck, de l'Italien Giancarlo De Carlo, des Anglais Alison et Peter Smithson du Grec Georges Candilis et de l'Américain Shadrach Woods.
En 1961, les participants des CIAM renoncent à travailler sous ce sigle et mettent fin à l'institution. Le Team X reste le point de ralliement de ceux qui sont encore intéressés par une approche collective et pendant une décennie ses membres restent à l'avant-garde de la nouvelle phase du mouvement moderne.
Parmi eux, le Néerlandais Aldo van Eyck qui connaît parfaitement les objectifs spirituels et sociaux et les qualités formelles du mouvement moderne de son pays, injecte dans son travail un humanisme descendant de l'utopisme de l'avant-guerre. Préoccupé par la dégradation provoquée par la technologie, il cherche à y opposer une architecture fondée sur des valeurs spirituelles. En 1959-1960, il casse l'image oppressive de son projet d'orphelinat municipal d'Amsterdam grâce à un réseau de petits pavillons donnant sur des cours particulières. Comme la plupart de ses contemporains du Team X, il s'intéresse assez peu à la façade sur rue ou à la jonction entre le bâtiment et le tissu urbain.
À la fin des années 1950 et au début des années 1960, Reyner Banham essaye de regrouper la production architecturale qui ne se prête pas à une description globale dans le Brutalisme qui se manifeste peut-être dans l'expression directe des matériaux, la séparation des parties et des éléments, la mise en avant des tours techniques et des circulations, avec le stéréotype de la trace de la mise en œuvre, le plan de béton nu portant des traces de coffrages. Dans le Pavillon nordique de la Biennale de Venise en 1962, le Norvégien Sverre Fehn réalise un mélange de minimalisme maîtrisé et d'abstraction tranquille. En Finlande, Reima et Raili Pietilä illustrent avec la Maison des étudiants de l'école polytechniques de Dipoli, la tendance organique avec des formes massives et fragmentées en béton brut.
L'Espagne, dans les années 1960 est le théâtre d'un pluralisme d'un autre ordre avec des éléments du mouvement moderne adaptés au climat et à l'environnement local. Les œuvres de Francisco Javier Saenz de Oiza d'un éclectisme sculptural et luxueux contrastent avec celles silencieuses et humbles d'Alejandro De la Sota. Le couvent d'El Roll conçu par Antonio Fernandez Alba en 1958-1962 dans les faubourgs de Salamanque reprend le plan des monastères traditionnels dans le respect des couleurs et des textures du vieux Salamanque avec des influences nordiques. Josep Lluís Sert émigré aux États-Unis, mais dont le monde méditerranéen reste une source d'inspiration majeure, conçoit en 1955, l'atelier du peintre Joan Miró à Palma de Majorque avec un vocabulaire tenant à la fois de Le Corbusier, des courbes de Joan Miró ou du Fernand Léger de l'époque. À Barcelone, José Antonio Coderch réalise le complexe d'appartements de Banco Urquijo en 1967 et l'immeuble de logements de Las Cocheras en 1968 avec des murs et des balcons de briques rouges dans une ossature de béton
En Allemagne, plusieurs écoles de pensée émergent, surtout dans le secteur urbain. En 1957, l'exposition Interbau à Berlin présente des réalisations allemandes mais aussi celles d'Alvar Aalto, Jacob Bakema, Le Corbusier, Walter Gropius, Arne Jacobsen, Oscar Niemeyer, Max Taut…, une série de bâtiments remarquables mais pas de nouveaux principes d'urbanisme. Puis lentement mais sûrement, la question du regard vers le passé ressurgit dans l'architecture allemande.
En Italie, où le passé n'est jamais totalement banni, les réalisations de Carlo Scarpa sont d'une grande subtilité dans leur insertion dans le bâti ancien. En Grande-Bretagne, le romantisme technologique de James Stirling n'a pas d'équivalent en Europe. En 1968, Alison et Peter Smithson publient avec les autres membres du Team X, une déclaration philosophique collective : Team X Primer,.
Aux États-Unis, Mies van der Rohe domine le paysage architectural au début des années 1950, puis Le Corbusier s'y impose au début des années 1960. Jusqu'à la fin des années 1960, l'architecture suit celle de l'Europe même si les conditions économiques et de financement imposent des réponses différentes. On voit des agences d'architecture comme Skidmore, Owings and Merrill qui mettent au point des modèles standard pour de grandes entreprises. L'attachement à la mégastructure gagne la profession avec Kevin Roche ou Paul Rudolf au milieu des années 1960 mais à l'autre extrémité, on trouve le romantisme sauvage de Bruce Golf.
Louis Kahn architecte phare de l'après-guerre aux États-Unis est aussi un enseignant inspiré, incitant à respecter le passé et à analyser le rôle des idées dans l'expression architecturale. Parmi ses étudiants, Robert Venturi rassemble en 1966 dans Complexity and Contradiction in Architecture une décennie de réflexion et un manuel destiné à sensibiliser une génération comme Charles Willard Moore lassée de la neutralité de ce qu'il appelle l'architecture moderne orthodoxe. Face à ce qui est pour eux une hérésie, Peter Eisenman, Richard Meier, Charles Gwathmey, John Hejduk et Michael Graves, plus ou moins réunis par un intérêt marqué pour les œuvres de l'entre-deux-guerres comme la maison Schröder de Gerrit Rietveld, la villa Stein de Le Corbusier ou la Casa del Fascio de Giuseppe Terragni, ont, en dépit du manque de substance de leurs positions philosophiques, réussi à offrir un contenu nouveau convaincant avec leur renaissance de formes antérieures,…
En Iran Dariush Borbor, introduit une combinaison unique d’architecture moderne à l'unisson du vernaculaire local, manifestée dans les maisons Arjomand (1961), Kerman et Nahavandi (1965) à Téhéran.
De son côté, le Mouvement métaboliste se démarque depuis sa création au Japon en 1959 du Mouvement moderne qu'il a assimilé. Il repose sur l'établissement d'une transition déjà culturellement installée dans ce pays entre l'espace ouvert et l'espace fermé dans l'usage d'un bâtiment, comme on la trouvait dans le Pavillon de Barcelone de Mies van der Rohe, et d'une non-distinction entre l'espace public et l'espace privé dans l'usage individuel.

#### Pluralisme des années 1970
Vers les années 1970 et par étapes, le fondement de la pensée architecturale change avec l'image architecturale et le rôle du symbole dans l'élaboration des formes. En même temps la réflexion sur les bases du langage architectural et le rôle des modèles anciens dans le travail de conception se développe. Ces années ne sont pas celles de l'uniformité et il serait futile de vouloir y déceler un axe directeur. Aucune étiquette stylistique ou idéologique ne peut rendre compte de la diversité des idées et des réalisations.
Le poids grandissant de l'écrit et de l'image rend plus aigu le problème classique de la séparation entre la réalité et le discours. On débat de mouvements et d'isme à partir de quelques croquis publiés sans la moindre réalisation. Des groupes d'avant-garde se disputent le contrôle sur les médias et les études d'architecture pour montrer que seules leurs idées sont bonnes pour l'époque. Certains pensent que l'architecture moderne est morte, en pleine décadence et qu'une autre est en train de naître. Ils récusent tout lien avec le mouvement moderne et soulignent à l'excès l'originalité de l'architecture labellisée post-moderne. Leurs opposants affirment qu'elle provient du même noyau identitaire du modernisme.
Un état des lieux historique au milieu de la décennie montre qu'il existe plusieurs tendances de diverses origines, allant du hight-tech à une propension à l'archaïsme où les mythes, les obsessions et les préoccupations d'un certain nombre de générations et d'individus coexistent. Des architectes comme Jørn Utzon, Louis Kahn, Denys Lasdun et Carlo Scarpa produisent des œuvres remarquables à l'écart des modes éphémères quand Philip Johnson adapte son architecture aux tendances de la mode. James Stirling change radicalement quand il veut prendre en compte le contexte et le passé, Michael Graves et Arata Isozaki sont portés sur la manipulation du langage des formes, Frank Gehry redonne vie au concept cubiste d'assemblage et Tadao Ando tisse des liens nouveaux entre le réductionnisme moderne et certains préceptes fondamentaux de la tradition japonaise.

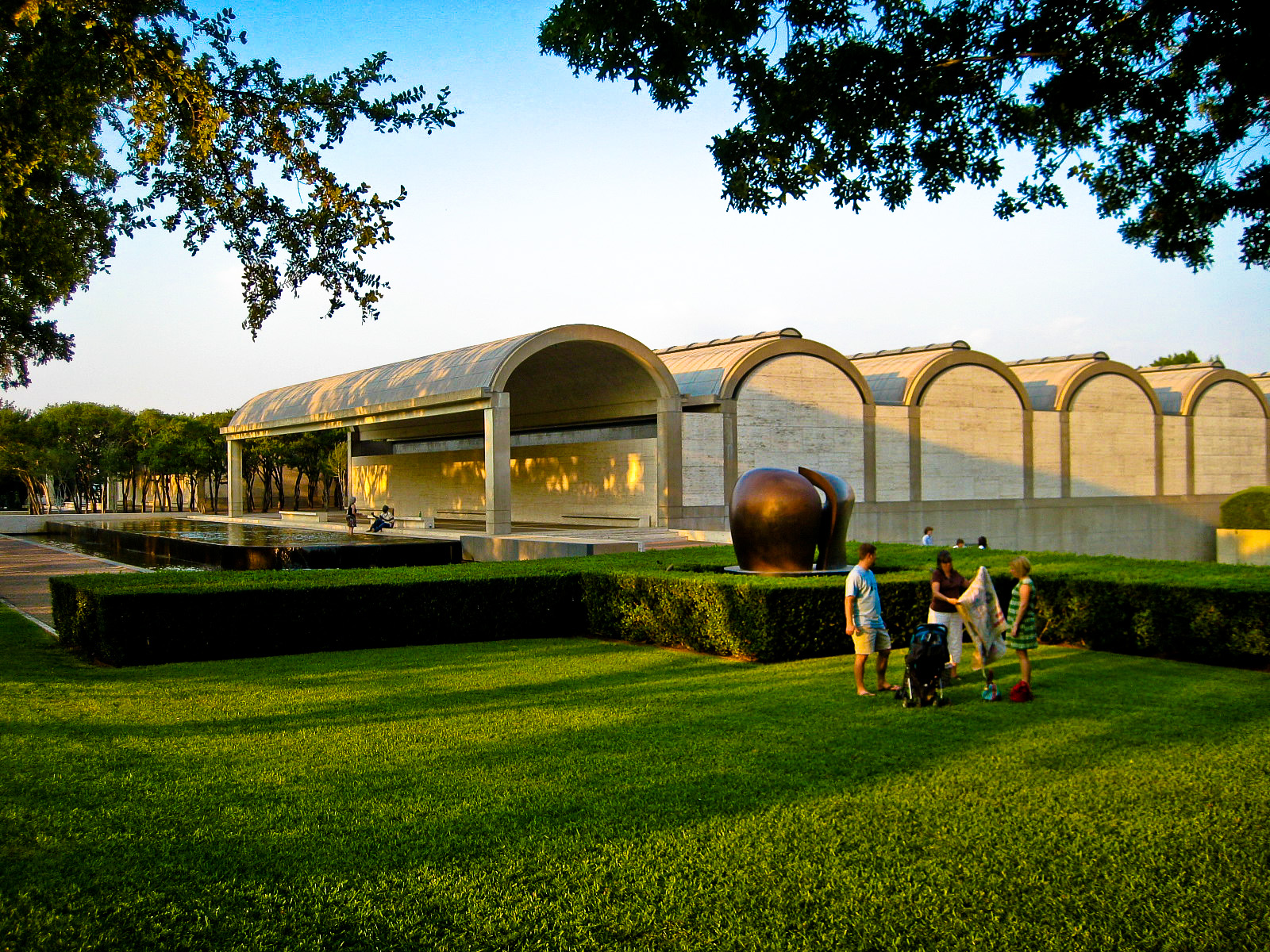
Louis Kahn, musée d'art Kimbell, 1967-1972
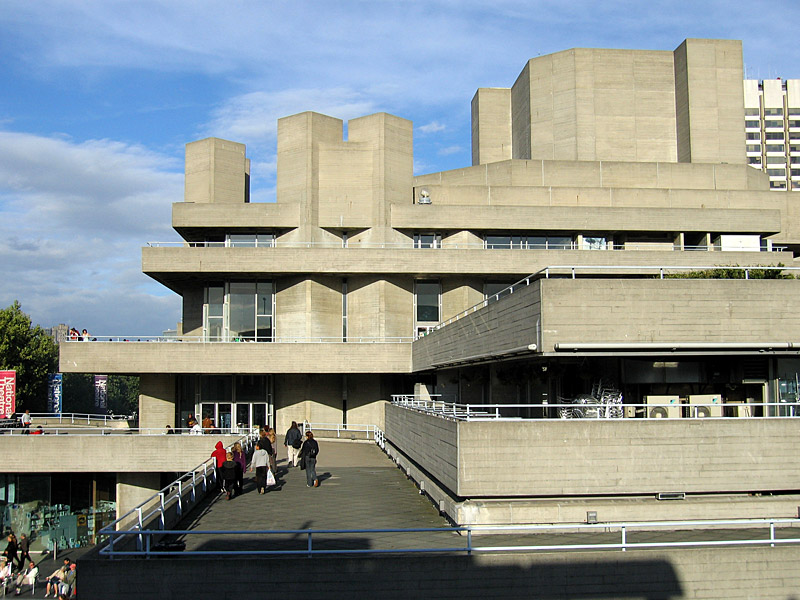
Denys Lasdun, Royal National Theatre, 1976
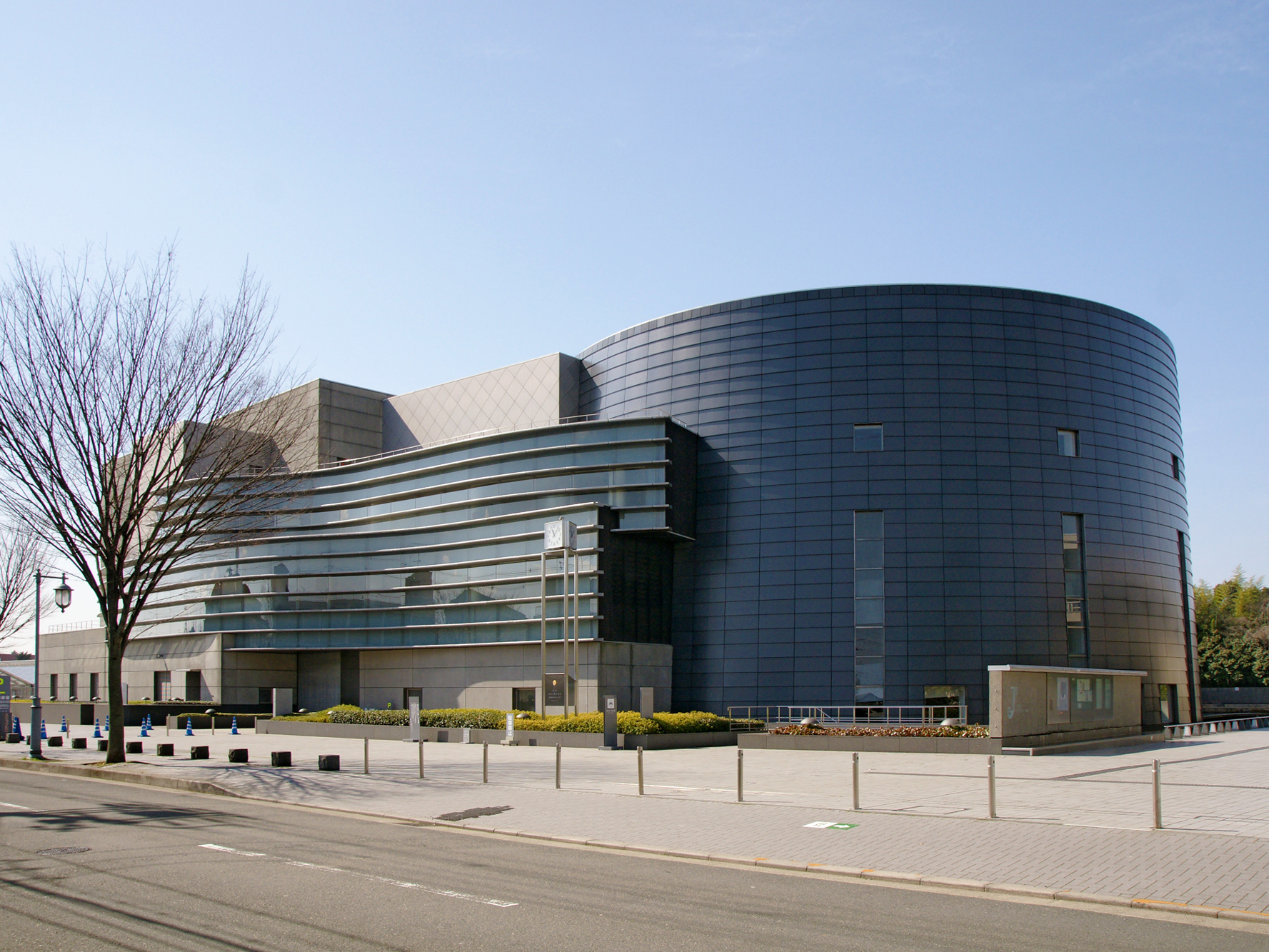
Arata Isozaki, Salle de concert, Kyōto
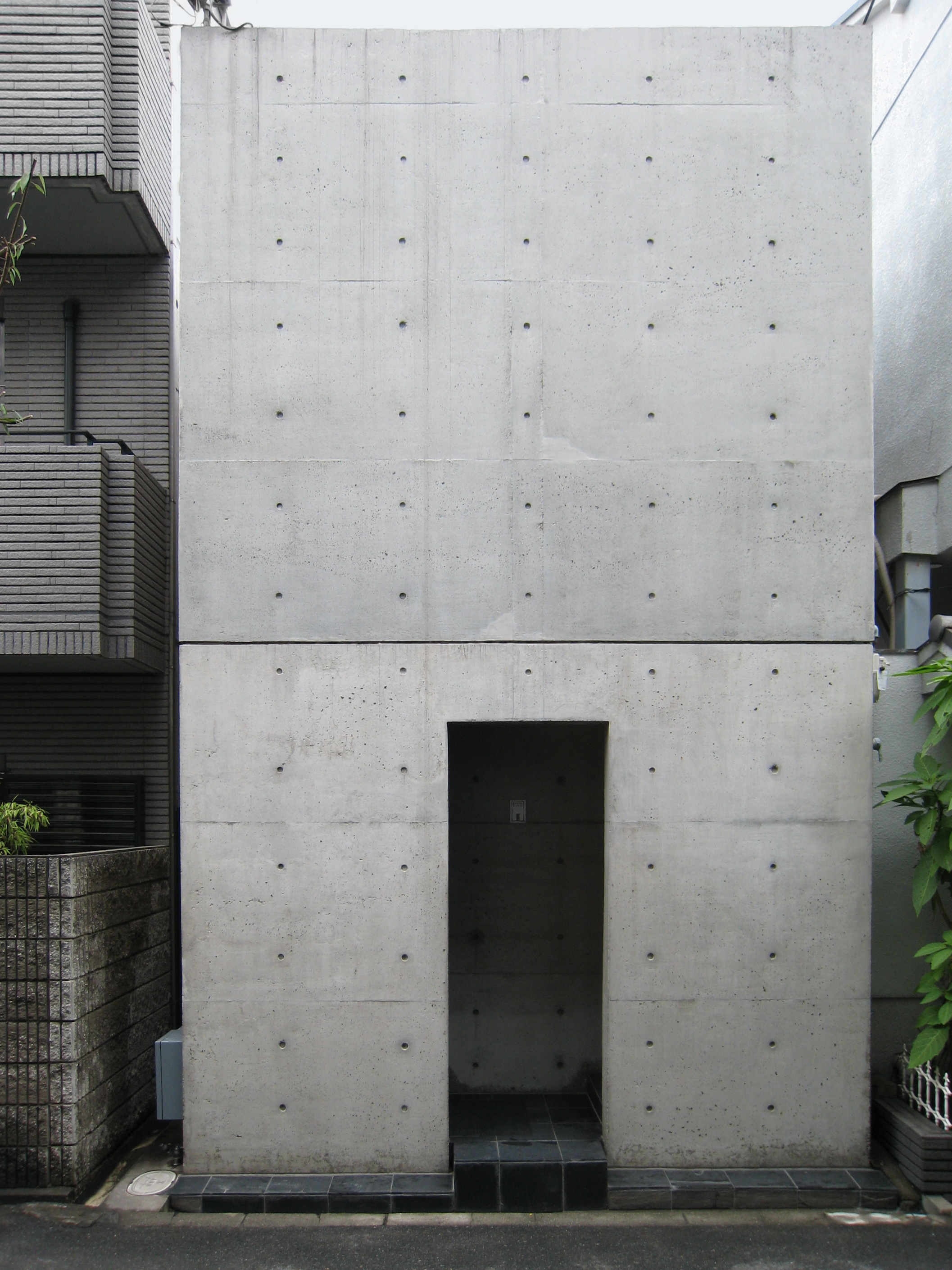
Tadao Ando, maison Azuma, 1976

Deux tiers de siècle après l'ouverture de Bauhaus, le mouvement moderne est une expérience qui a intéressé tous les pays du monde, qui a porté sur un partage de l'espace urbain et territorial entre l'administration publique et la propriété foncière, la division du travail entre la technique et l'art. Les trois maîtres du mouvement moderne, Le Corbusier, Walter Gropius et Mies van der Rohe ont tenu un rôle de premier plan jusqu'à leurs décès.
En définitive, l'architecture moderne du XXe siècle a été le résultat de bases communes à tous les architectes (Style International) mais surtout de réflexions et de pensées individuelles et d'adaptations à chaque environnement, à chaque société (style vernaculaire).

## Du modernisme à l'high-tech, au postmodernisme et au structuralisme

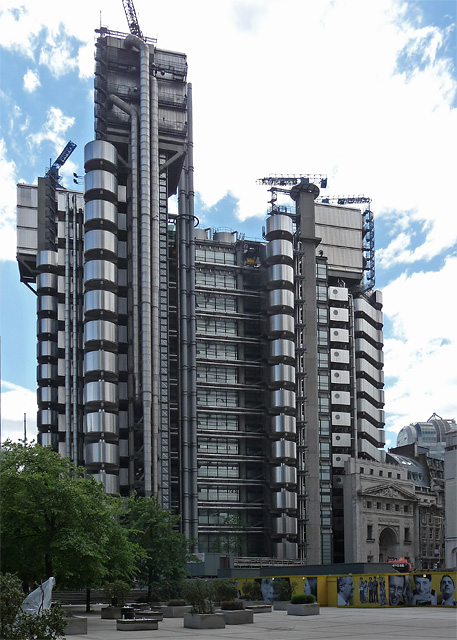
Richard Rogers, Lloyds building, Londres, 1978–1986
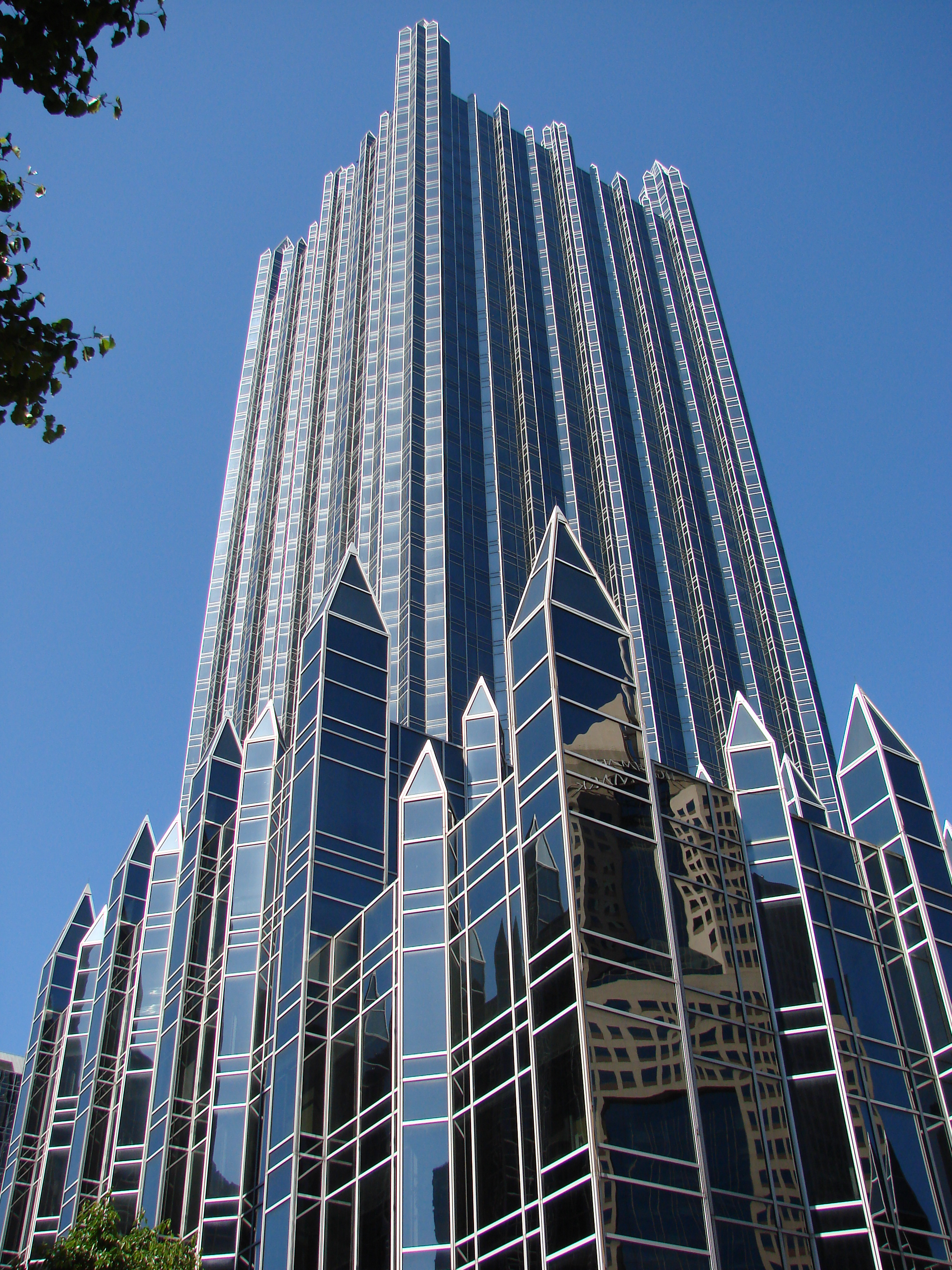
Philip Johnson, PPG Place, 1979–1984
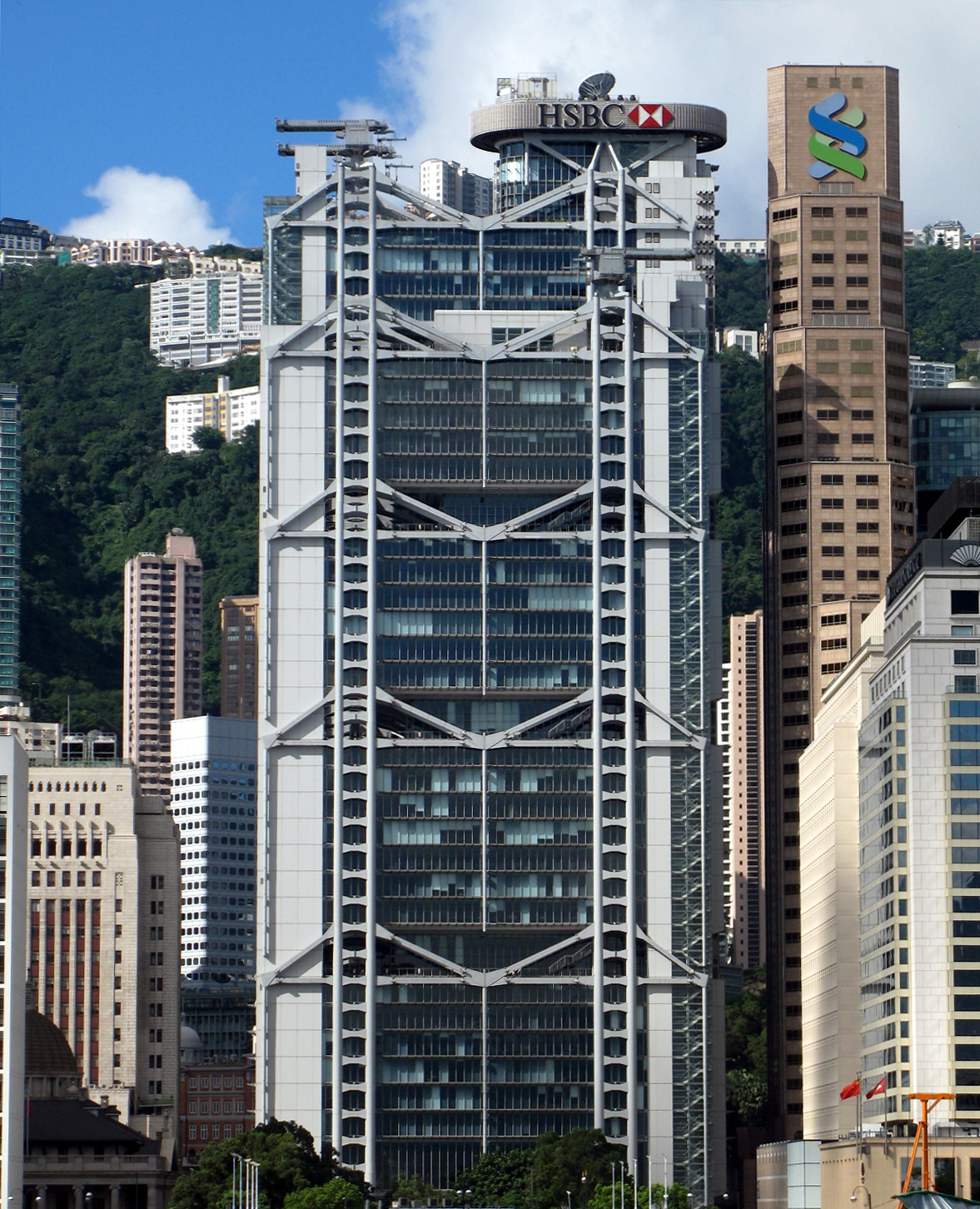
Norman Foster, HSBC Building, Hong Kong, 1979–1985
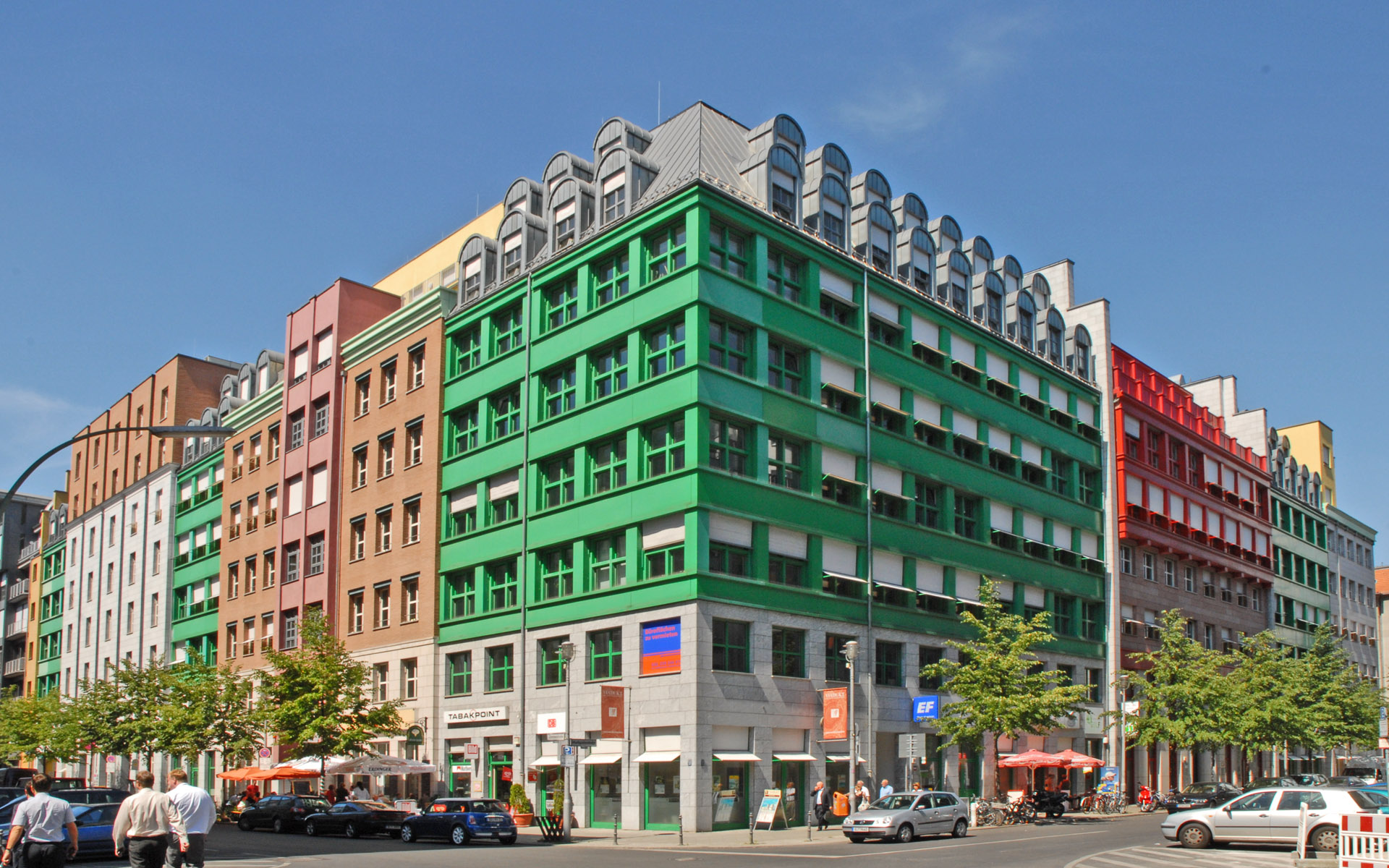
Aldo Rossi, Quartier Schützenstrasse, Berlin, 1994-1998
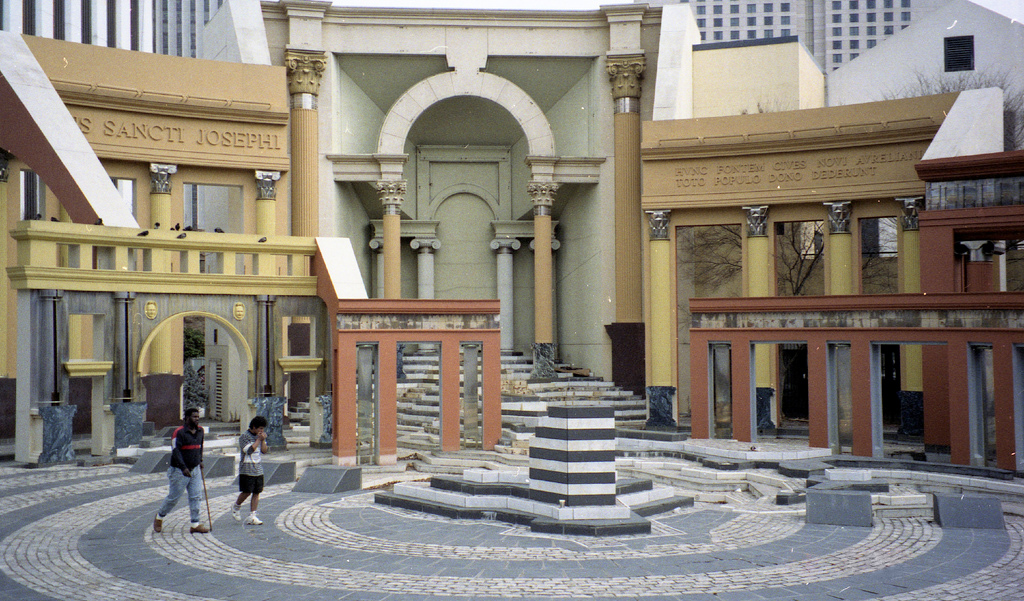
Charles Willard Moore, Piazza d'Italia, New Orleans, 1974–78
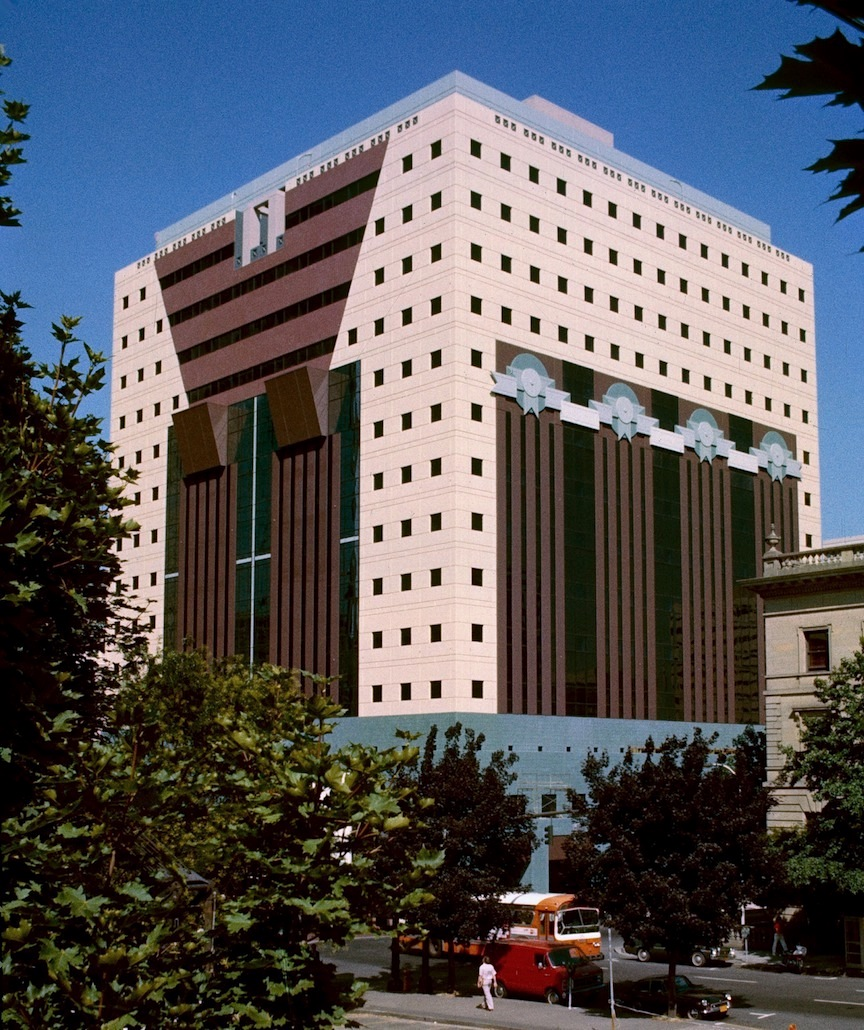
Michael Graves, Portland Building, Portland (Oregon), 1982
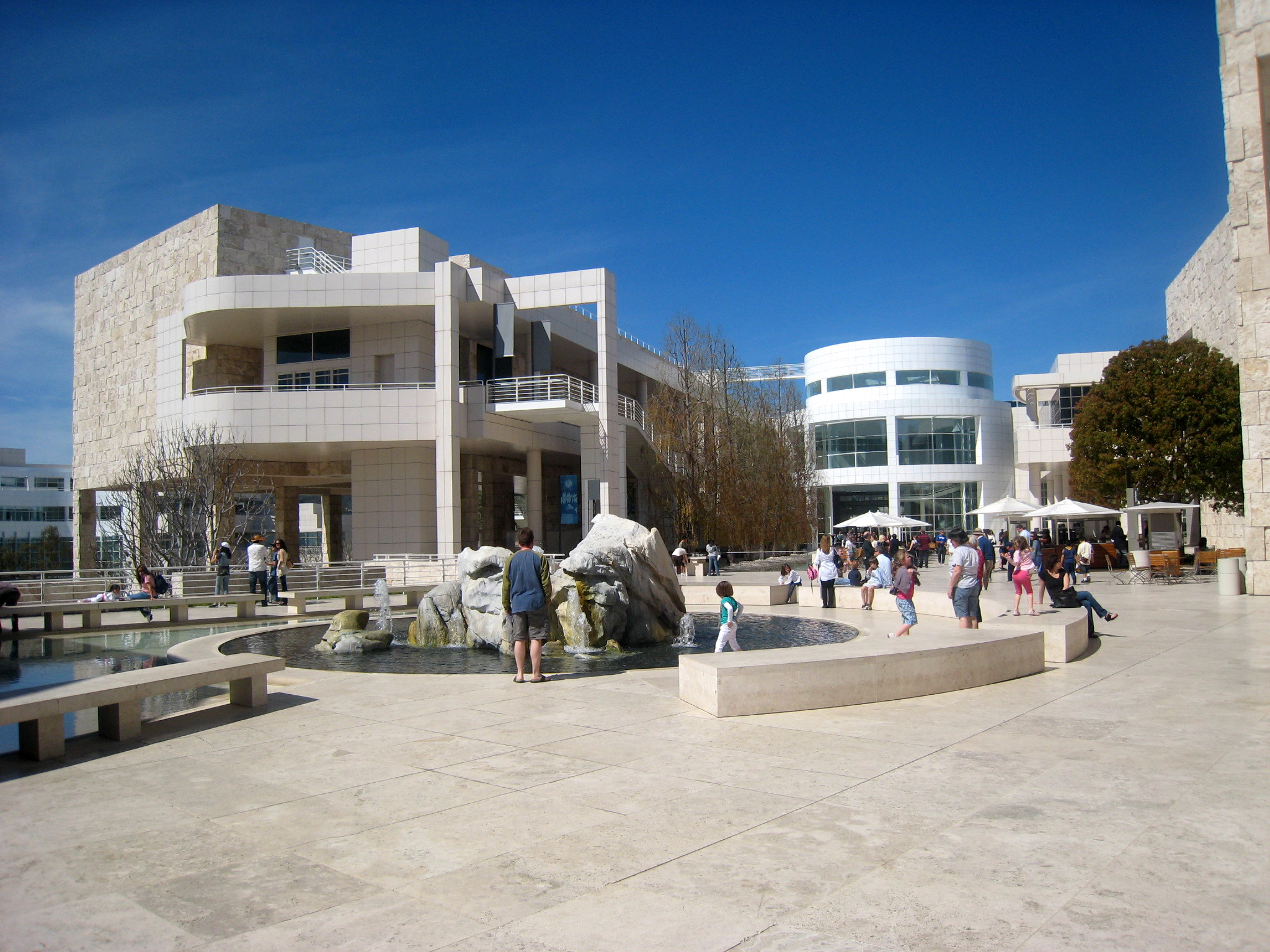
Richard Meier, Getty Center, Los Angeles, 1984–1997
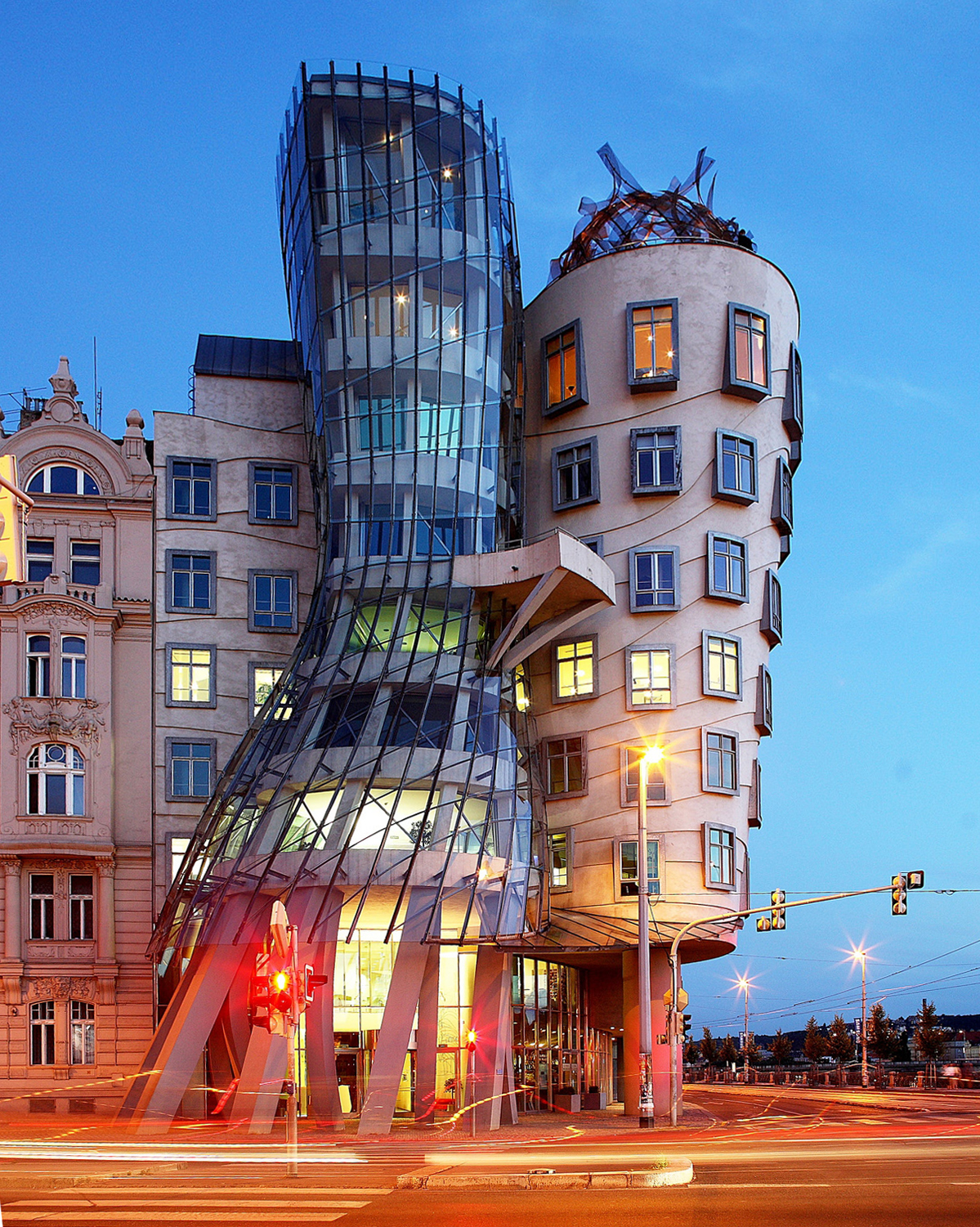
Frank Gehry, Dancing House, 1996
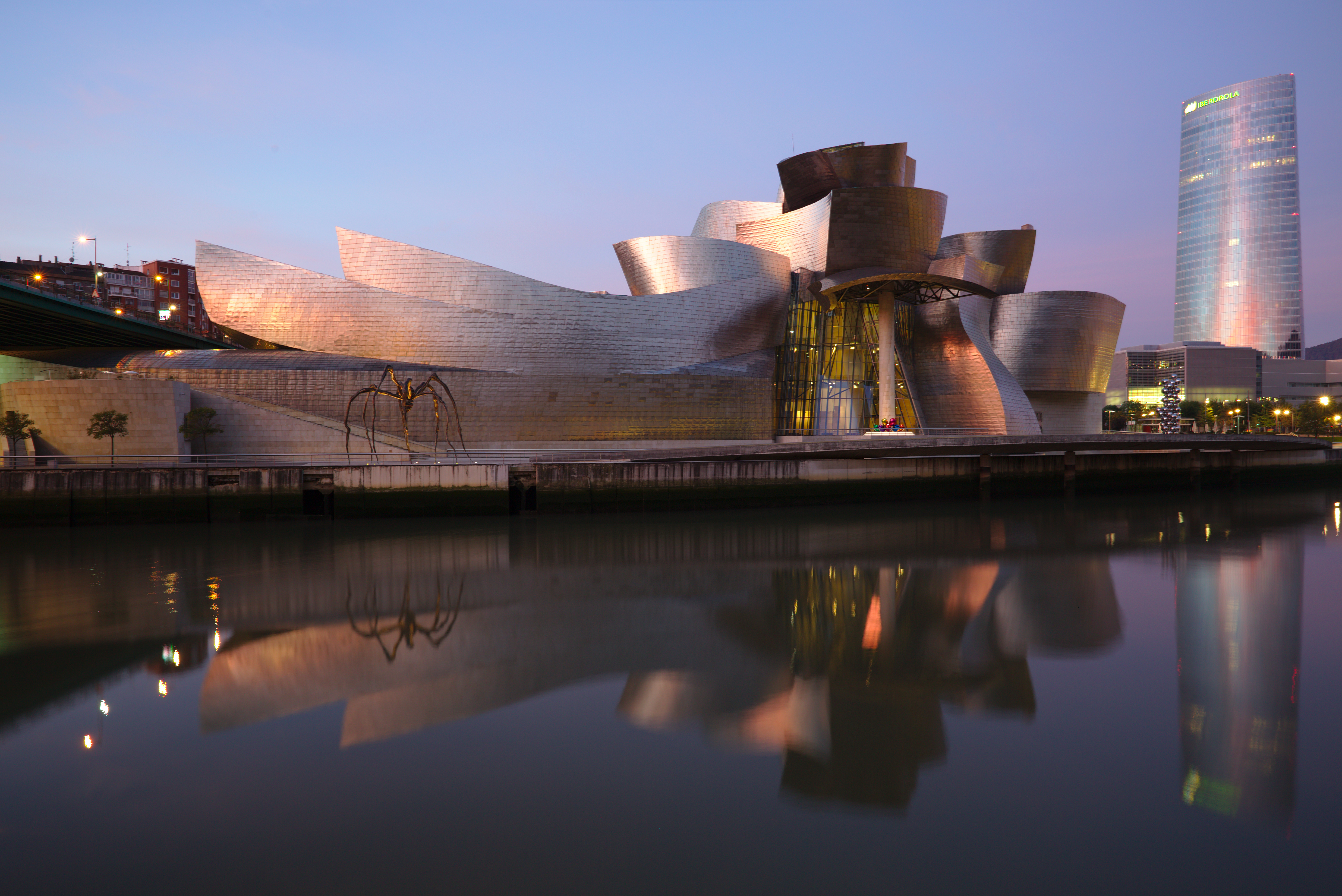
Frank Gehry, musée Guggenheim, Bilbao, 1997
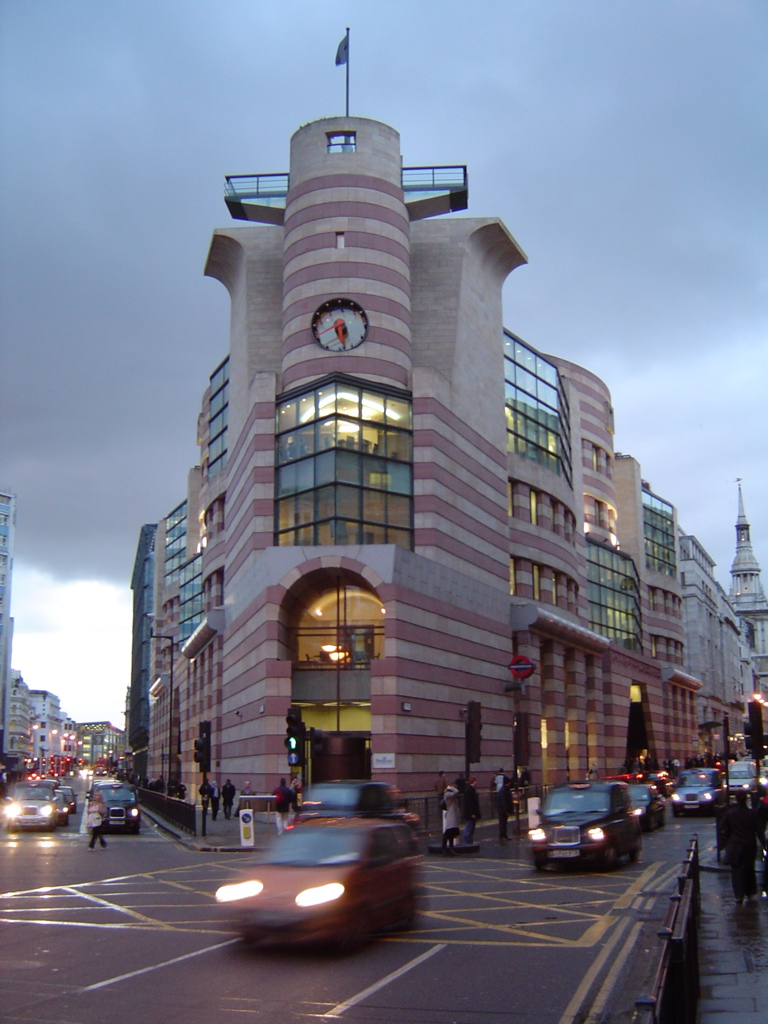
James Stirling, No 1 Poultry, Londres, 1997
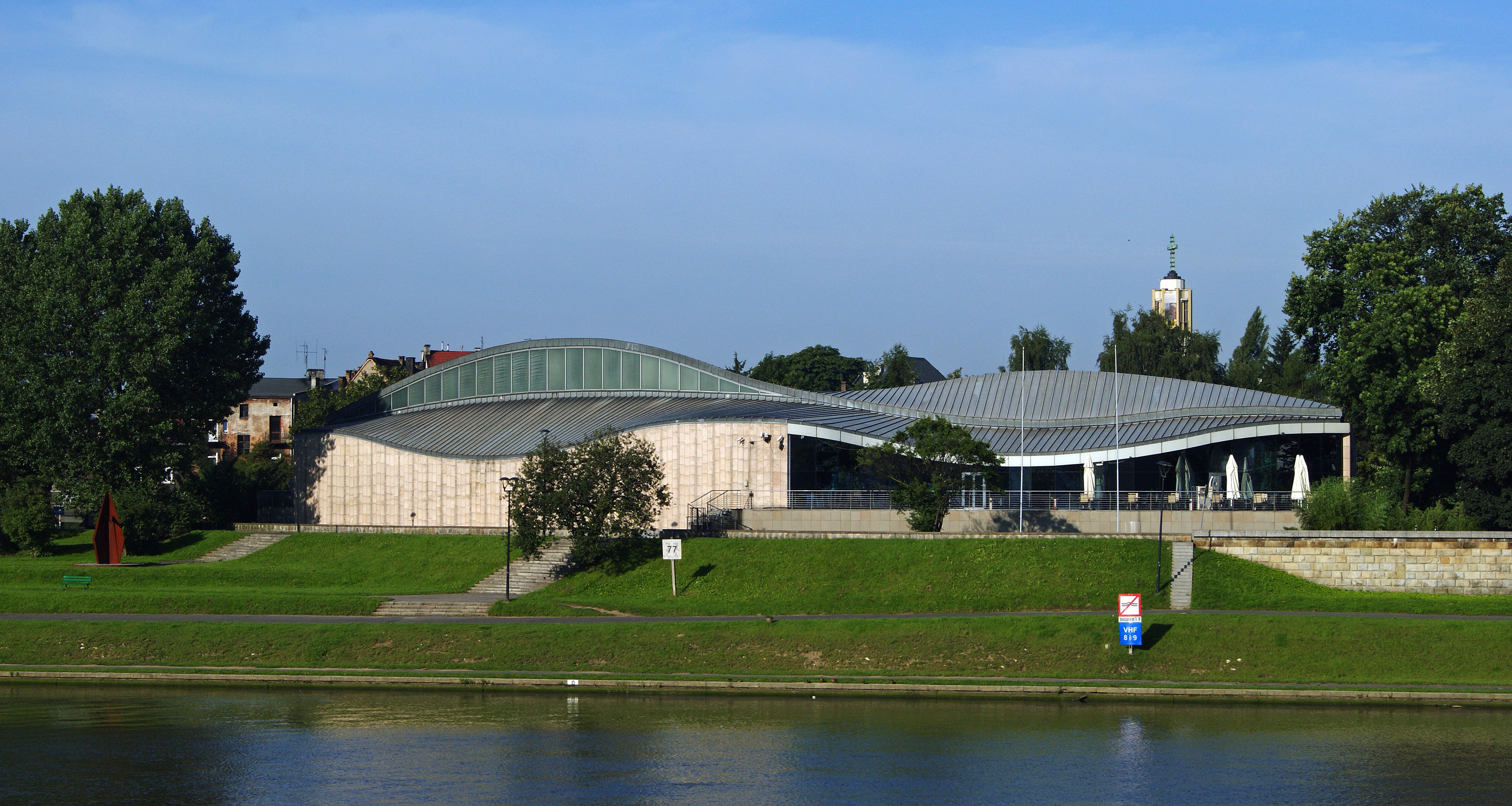
Arata Isozaki, Centre d'Art et technique du Japon Manggha, Cracovie, Pologne, 1987-1994